# Modernismo catalán

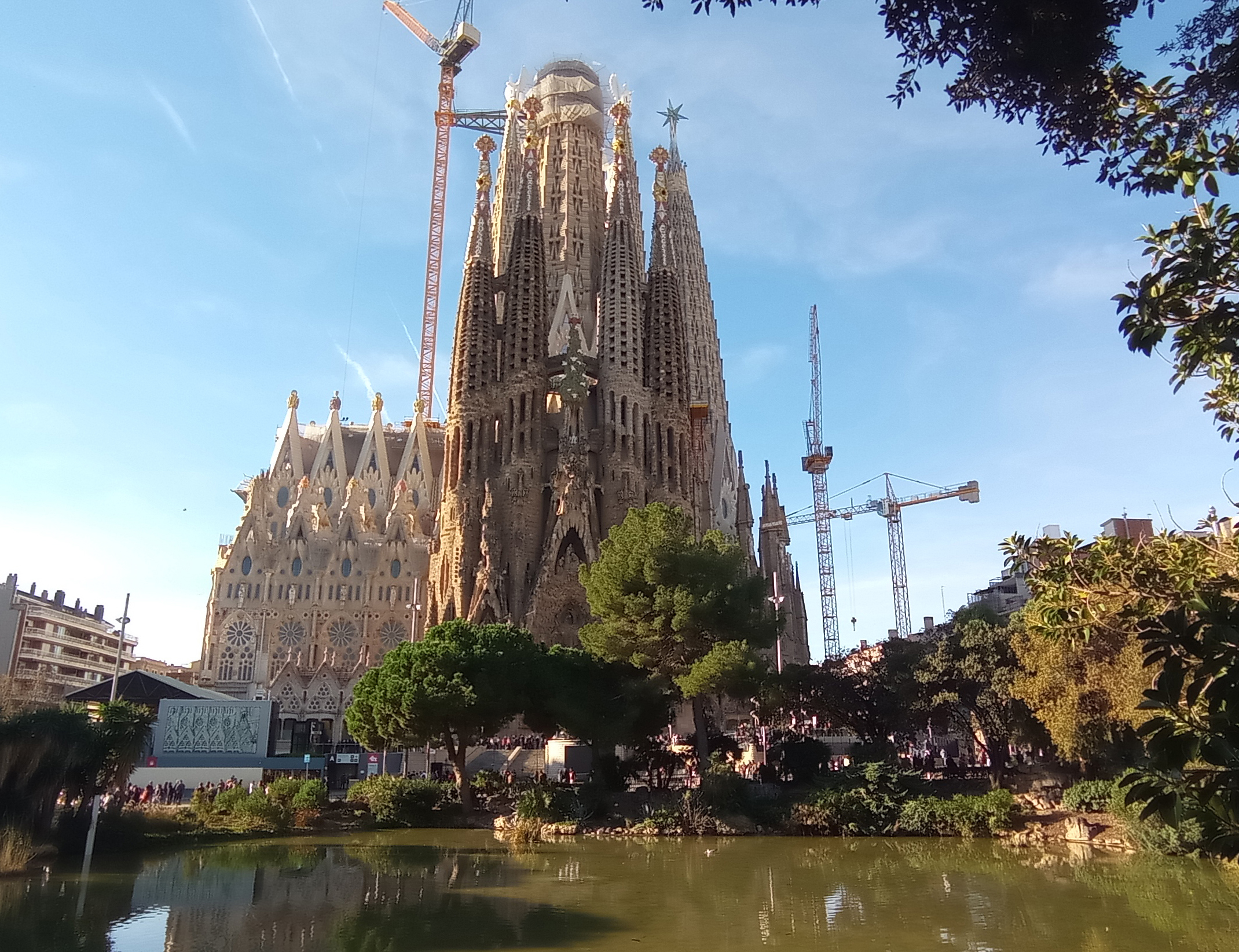
Templo Expiatorio de la Sagrada Familia (1882-en construcción), de Antoni Gaudí, Barcelona

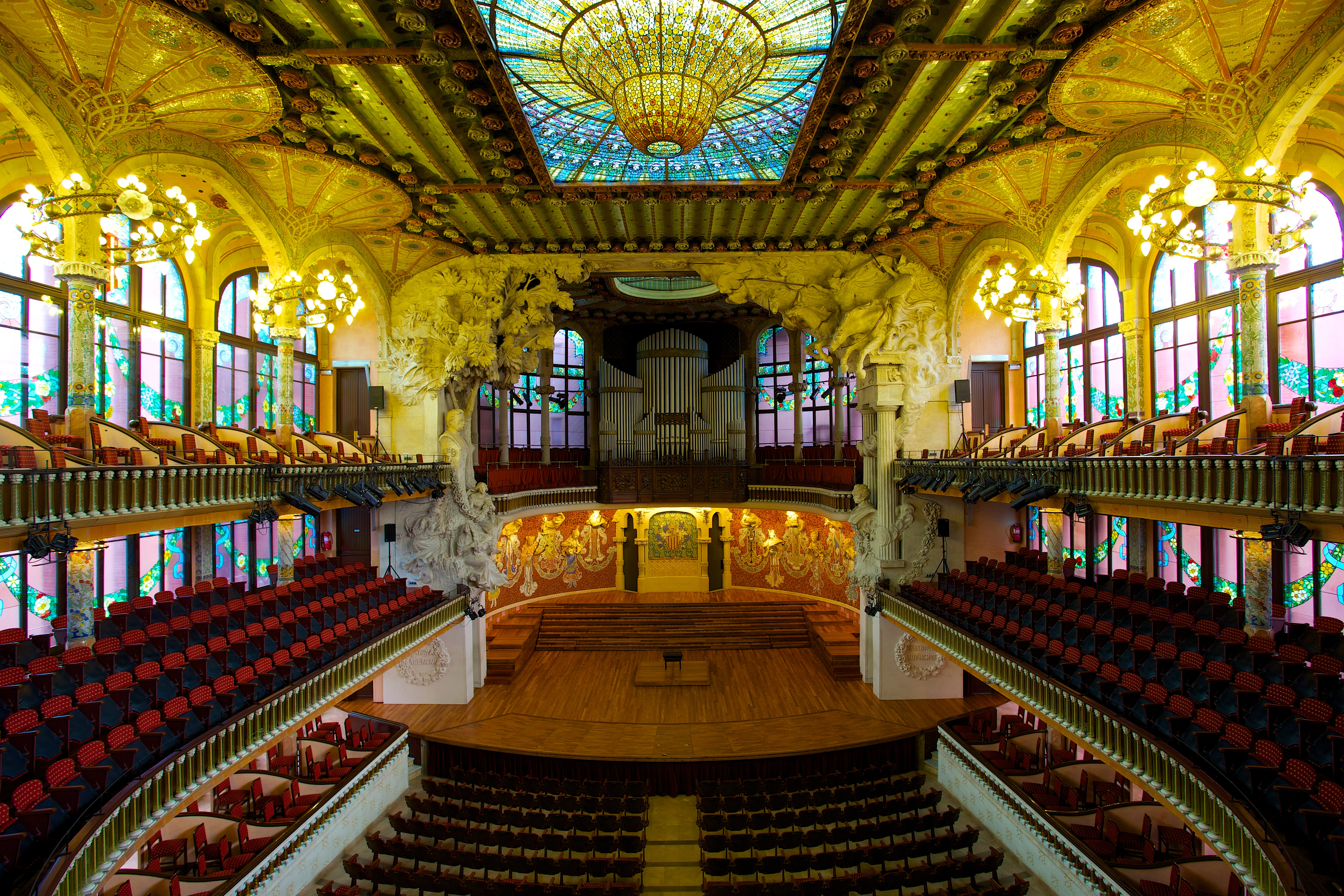
Interior del Palacio de la Música Catalana (1905-1908), de Lluís Domènech i Montaner, Barcelona

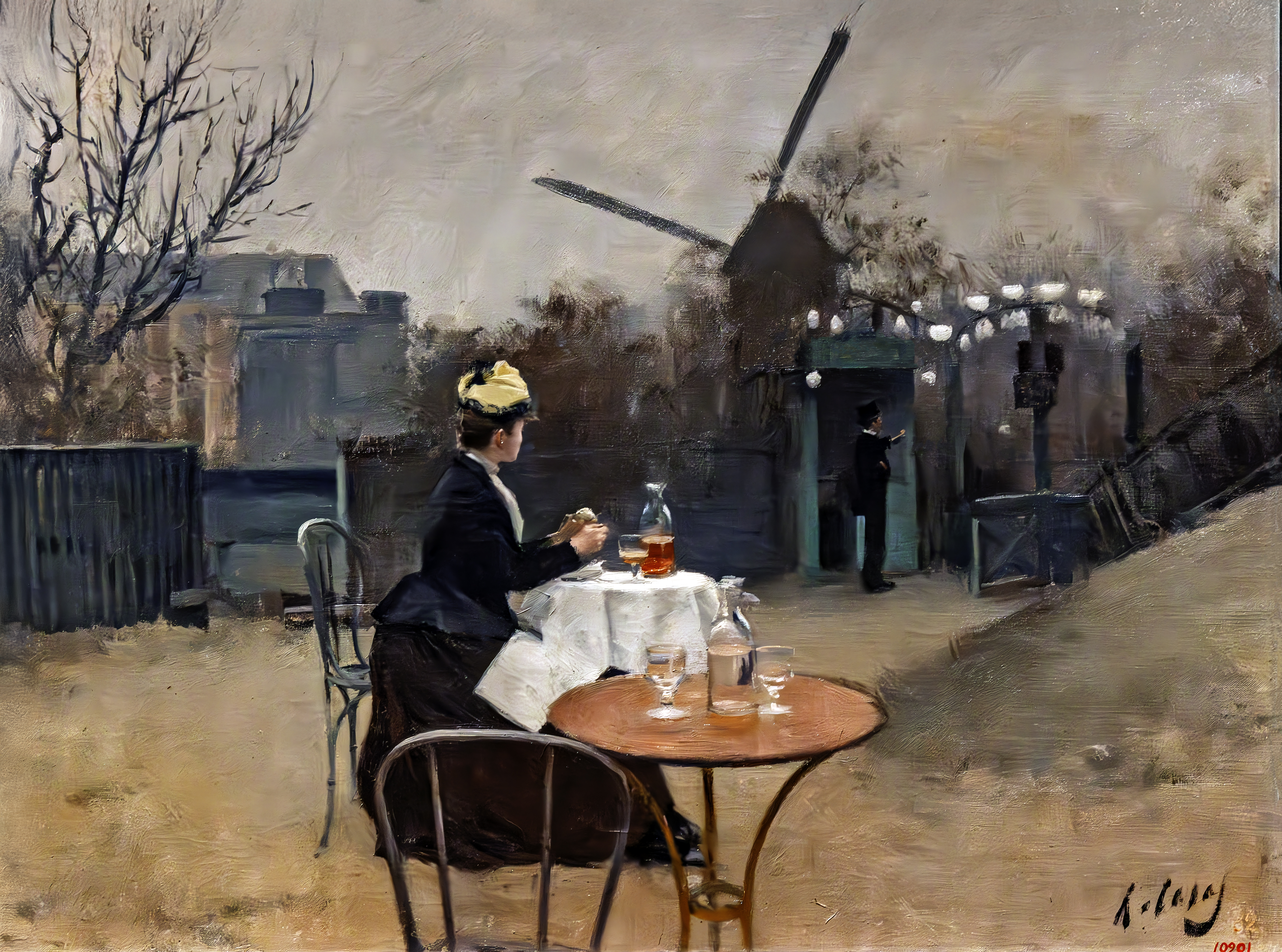
Plein Air (1890), de Ramón Casas, Museo Nacional de Arte de Cataluña, Barcelona

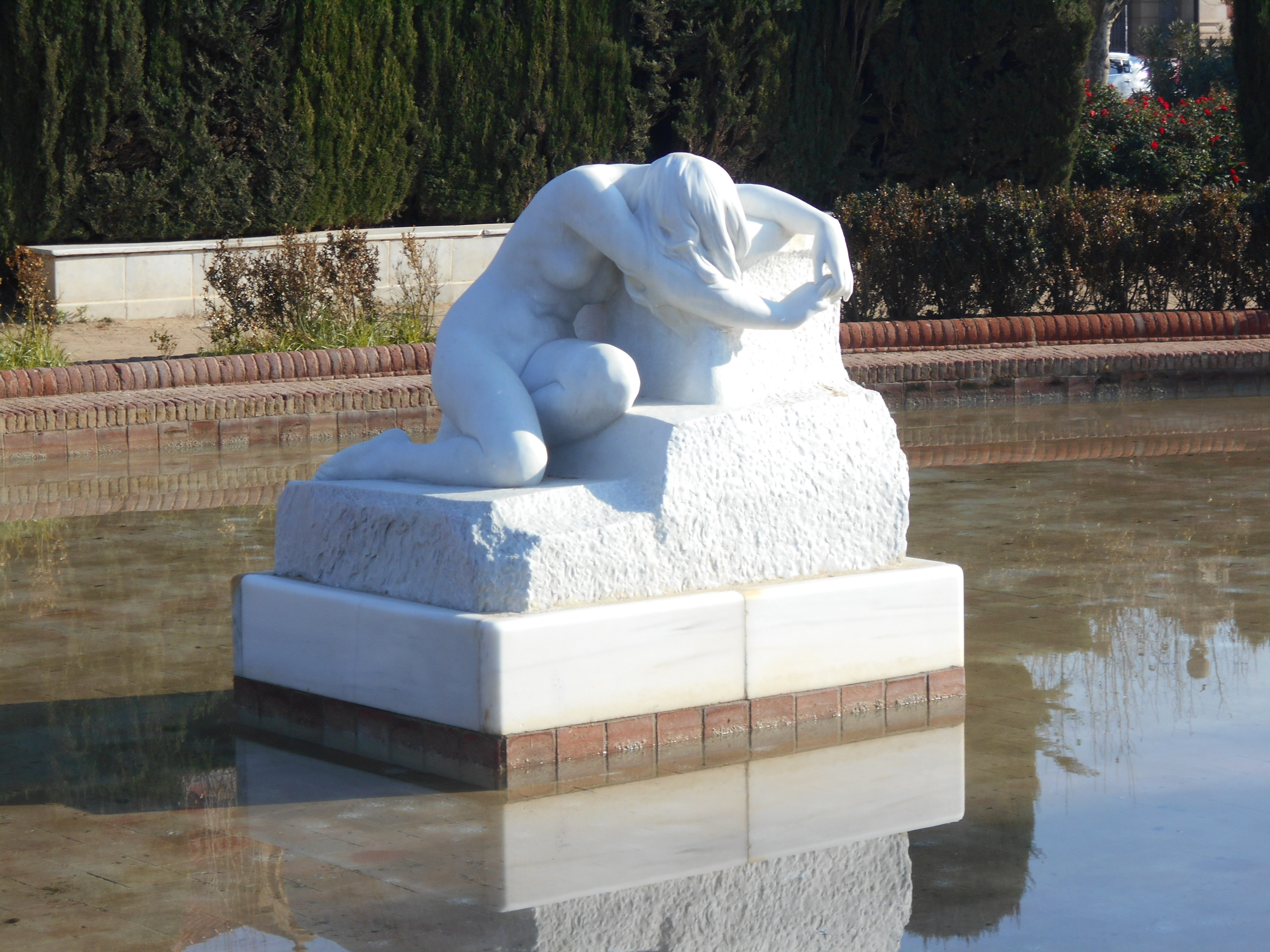
Desconsuelo (1903), de Josep Llimona, parque de la Ciudadela, Barcelona (copia del original, que fue trasladado en 1984 al Museo Nacional de Arte de Cataluña para su conservación)

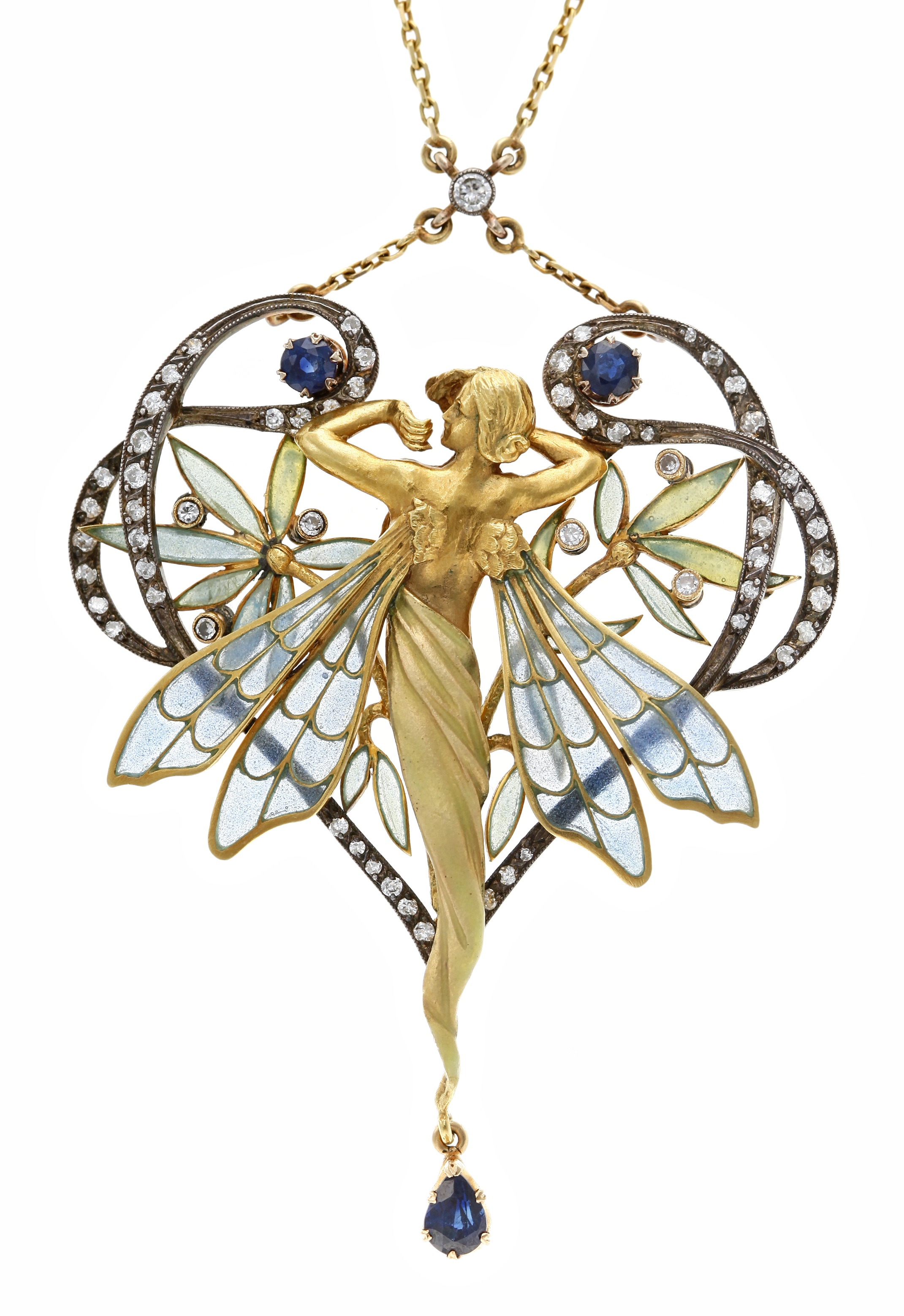
Colgante de oro y plata con esmalte y piedras preciosas, de Lluís Masriera

El modernismo catalán fue un movimiento cultural que se dio en Cataluña entre finales del siglo XIX y principios del xx, que se plasmó tanto en el arte (arquitectura, pintura, escultura y otras disciplinas artísticas) como en la literatura, la música y diversas manifestaciones culturales. Fue la culminación de un proceso de renacimiento cultural —la Renaixença— que supuso tanto la revalorización de la lengua catalana como un período de esplendor en todos los campos de la cultura —uno de los pocos en los que fue equiparable a cualquiera de los principales focos artísticos del momento en el continente europeo—, acompañado por un período de bienestar económico patrocinado por el auge de la burguesía catalana y su gran desarrollo industrial, comercial y financiero.
Este movimiento no tiene una datación cronológica exacta, aunque se suele situar su punto de partida en la Exposición Universal de Barcelona de 1888 y su final en la Semana Trágica de 1909. Sin embargo, diversos autores sitúan tanto el inicio como el final unos años arriba o abajo, en función de diversos acontecimientos históricos, artísticos o culturales. En cuanto a su ámbito geográfico, el principal referente es Cataluña, aunque existen obras del modernismo catalán fuera del Principado, especialmente en lo concerniente a la arquitectura, ya que varios arquitectos catalanes trabajaron también en el resto de España e incluso en el extranjero.
El modernismo fue un movimiento de corte internacional que se desarrolló por toda Europa, con diferencias regionales según cada país, hecho que se denota en las diversas denominaciones que recibió: Art Nouveau en Francia, Modern Style en Reino Unido, Jugendstil en Alemania, Sezession en Austria o Liberty en Italia. Sin embargo, así como en esos países fue un movimiento predominantemente artístico, en Cataluña se dio en todos los terrenos de la cultura, hecho que, añadido al peculiar sello estilístico que se desarrolló en esta región, ha permitido poder hablar de un modernismo «catalán» plenamente autónomo, diferenciado de los otros modernismos europeos. Por otro lado, en el resto de España, el modernismo tuvo escasa implantación, con exponentes regionales igualmente circunscritos a su ámbito territorial y no relacionados con el modernismo catalán, lo que lo convierte en un movimiento singular y diferenciado.
Más que un estilo o una tendencia, el modernismo catalán fue un movimiento cultural que pretendía modernizar y regenerar la cultura catalana. Fue un movimiento innovador y original, que pretendía a través del arte —expresado en todas sus facetas— construir una cultura moderna y de signo nacional, al tiempo que ligada a las nuevas corrientes europeas. Este movimiento concebía el arte como un fenómeno universal y defendía la interdependencia de todas las artes. El modernismo conectó con el renacimiento cultural iniciado por la Renaixença, pero con el afán de modernizarlo, de integrar la cultura catalana en la vanguardia europea. Inspirado en corrientes como el Arts and Crafts, propugnaba la integración de todas las artes, desde la arquitectura y las artes plásticas hasta el diseño gráfico y las artes aplicadas e industriales, así como interiorismo y diseño.
El modernismo destacó especialmente en arquitectura, con una serie de nombres que se han convertido en referentes de relevancia mundial, especialmente Antoni Gaudí, Lluís Domènech i Montaner y Josep Puig i Cadafalch. La arquitectura modernista fue heredera en buena medida de las corrientes anteriores, el historicismo y el eclecticismo, con las que convivió un tiempo. Su punto de partida puede situarse en la Exposición Universal de 1888, aunque existen diversos antecedentes que suelen calificarse de «premodernismo», mientras que su final se encuentra en los años 1920, aunque por entonces se encontraba ya en decadencia, sobre todo desde la irrupción del novecentismo la década anterior. El modernismo no aportó de hecho nada nuevo al acerbo estructural de la técnica constructiva y se manifestó sobre todo en el campo de la ornamentación, con un estilo decorativo de raíces románticas que aglutinó diversas influencias de estilos anteriores, especialmente de la arquitectura gótica y oriental. Quizás las principales novedades fueron las introducidas por Gaudí, quien desarrolló un estilo orgánico inspirado en la naturaleza, con base en la geometría reglada.
La pintura modernista se desarrolló en conexión con las principales corrientes vigentes en Europa, especialmente el impresionismo y el simbolismo. Sus introductores fueron Ramón Casas y Santiago Rusiñol, los dos con breves estancias en París, donde pudieron ponerse al corriente de las principales novedades de entonces. Tras una primera generación de pintores, una serie de artistas jóvenes formaron una segunda generación, calificada generalmente de «posmodernismo» en la que se encuentran nombres como Joaquín Mir, Isidro Nonell, Hermenegildo Anglada Camarasa y Francisco Gimeno, así como es de remarcar la presencia de un joven Pablo Picasso, que se adentró en el ambiente modernista barcelonés alrededor del año 1900, hecho que supondría un cambio en su trayectoria y su adscripción al arte de vanguardia.
La escultura fue heredera del Romanticismo, si bien con posterioridad recibió la influencia del simbolismo francés, especialmente de la obra de Auguste Rodin. Destacan los nombres de Josep Llimona, Eusebi Arnau, Miguel Blay y Enric Clarasó, que fueron precedidos por una generación premodernista y sucedidos igualmente por otra posmodernista. Además de la escultura exenta tuvo gran relevancia la escultura aplicada a la arquitectura, dado el carácter ornamental de la arquitectura modernista; también cobró un gran auge la escultura funeraria y conmemorativa. 
El modernismo destacó igualmente en el campo del diseño, las artes gráficas y las decorativas, generando un gran número de obras de calidad en terrenos como el cartelismo, la impresión, la orfebrería, la cerámica, la carpintería y ebanistería, la forja, la vidriería, el mosaico y otros. El modernismo pretendía aglutinar todas las artes y oficios en una unidad que lo englobase todo, por lo que trataba con igual esmero cualquier obra artística, desde la más pequeña y modesta hasta la más grande. Por otro lado, dado el carácter ornamental de este estilo, las artes decorativas tuvieron un gran auge y recibieron la misma valoración que las artes mayores.
La literatura también vivió una época de gran esplendor, marcada por un afán de modernizar y regenerar la cultura y el lenguaje, desligándose de la generación anterior —de signo naturalista— en busca de nuevas formas de expresión. Como en el resto de las artes, se recibió la influencia europea, especialmente del simbolismo y el parnasianismo, así como el drama realista de Ibsen y, en el terreno de la filosofía, la obra de Nietzsche. Los principales autores fueron Víctor Català, Prudenci Bertrana y Joaquim Ruyra en narrativa; Joan Maragall en poesía; y Santiago Rusiñol, Ignasi Iglesias y Adrián Gual en teatro.
La música fue heredera del Romanticismo, así como de las nuevas corrientes surgidas en la segunda mitad del siglo XIX en torno al nacionalismo musical. Una de las figuras más influyentes fue Richard Wagner, cuya obra fue muy apreciada en Cataluña, como denota la fundación en 1901 de la Asociación Wagneriana de Barcelona; igualmente, fue muy apreciada la ópera italiana. Los compositores más destacados fueron Felipe Pedrell, Isaac Albéniz, Enrique Granados, Enric Morera, Amadeo Vives y Lluís Millet. El modernismo estuvo también presente en los géneros de la ópera, la zarzuela y la danza.
Por último, cabe citar que el modernismo se manifestó también en la fotografía y el cine, si bien en menor medida y más como un período dentro de la sucesión histórica de estas artes en Cataluña que no como un estilo definido.

Un cierto idealismo en el arte, un cierto refinamiento en las industrias artísticas, e incluso un vago y delicado sentimentalismo social, la huella del cual quedará imborrable y fecunda en la evolución del espíritu humano. Todo eso es lo que se ha llamado Modernismo.
Joan Maragall

## Origen

### Contexto histórico

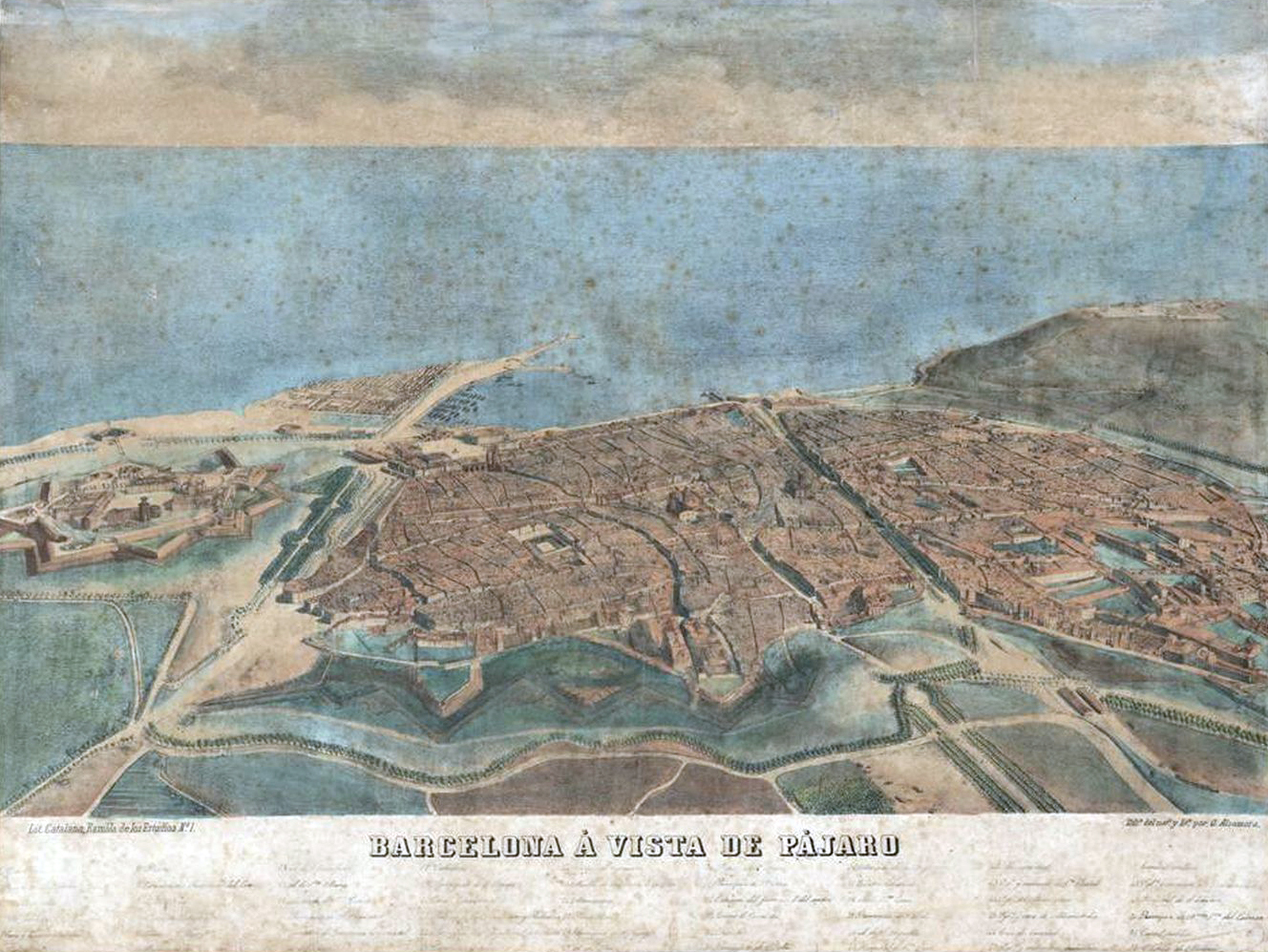
Barcelona a vista de pájaro (1857), de Onofre Alsamora

El siglo XIX tuvo un comienzo convulso en el conjunto de España, debido a la Guerra de la Independencia con Francia derivada de la invasión napoleónica. En 1812 se promulgó la primera Constitución española, que supuso la modernización de las estructuras del Estado, pero las expectativas pronto se vieron frustradas con la reinstauración del absolutismo por parte de Fernando VII. Así, el siglo estuvo polarizado por la pugna entre partidos conservadores y liberales, a lo que se añadió el surgimiento del carlismo debido a la disputa sucesoria entre la hija de Fernando VII (Isabel II) y el hermano de este, Carlos María Isidro.
En 1868 una revolución —apodada la Gloriosa— dio comienzo al llamado Sexenio Democrático (1868-1874), que supuso el exilio de Isabel II y el breve reinado de Amadeo de Saboya, hasta la proclamación de la Primera República, también de efímera duración, ya que un golpe de Estado en 1874 abrió el camino de la restauración monárquica, en la persona de Alfonso XII, un período de estabilidad política gracias a la alternancia de conservadores —liderados por Cánovas del Castillo— y liberales —dirigidos por Sagasta—.

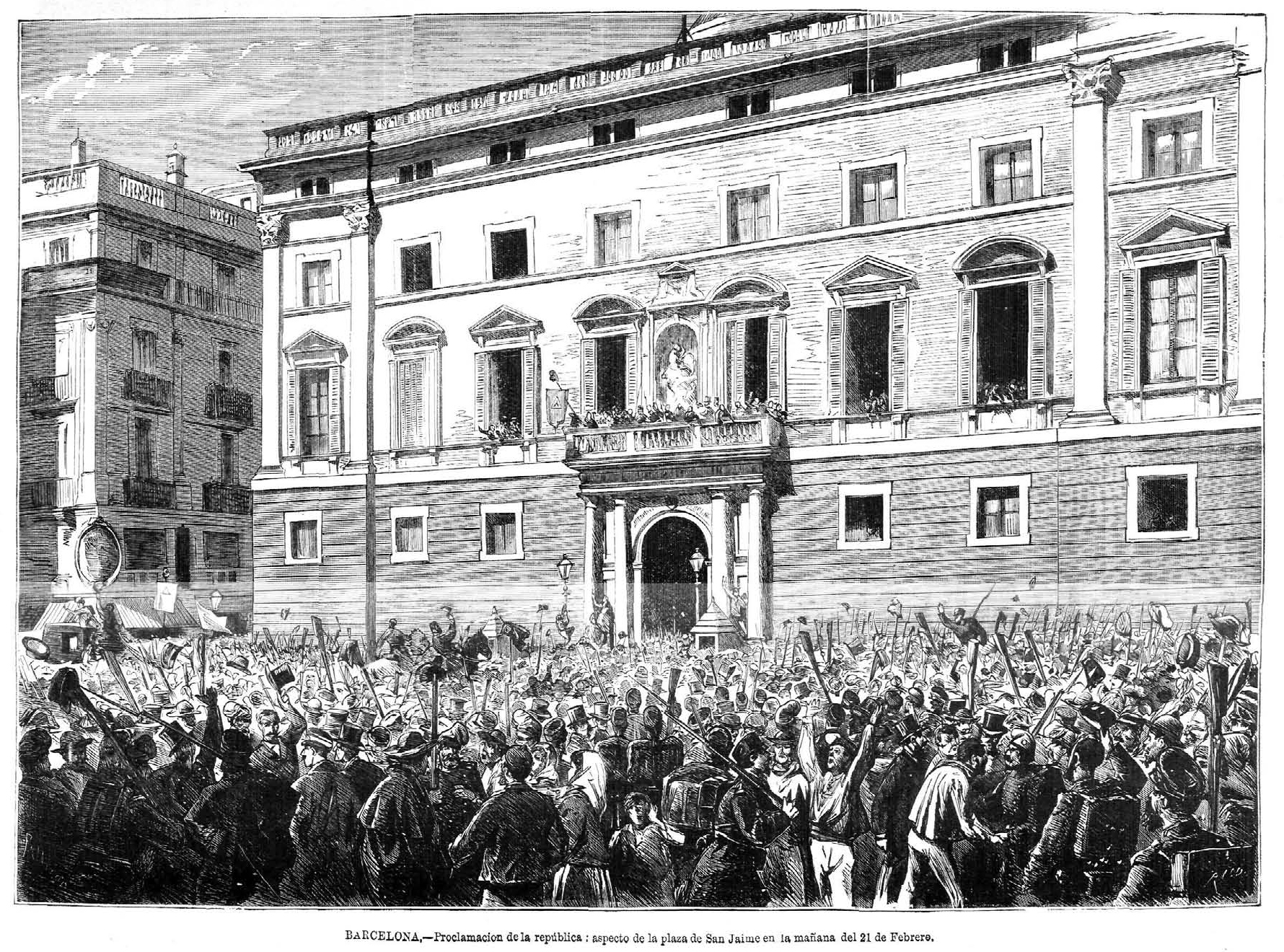
Proclamación de la Primera República en la plaza de San Jaime de Barcelona (1873)

El fin de siglo fue una época turbulenta y de gran agitación social: surgió el catalanismo como movimiento de descontento con la política centralista desarrollada en Madrid, que se plasmó en la celebración en 1880 del Primer Congreso Catalanista, la entrega en 1885 al rey Alfonso XII del Memorial de agravios y la fundación de partidos como la Lliga de Catalunya, la Unión Catalanista y la Liga Regionalista. También aumentó la conflictividad social derivada de la pugna entre empresarios y sindicatos. Entre finales del siglo XIX y principios del xx se sucedieron las revueltas y proliferó la realización de atentados con bomba, como el realizado en 1893 contra el general Martínez Campos, el del Teatro del Liceo el mismo año o el de la procesión de Corpus en 1896, que causó una dura represión —los conocidos como procesos de Montjuic—.
En el terreno económico, la Revolución Industrial tuvo una rápida implantación en Cataluña, siendo pionera en el territorio nacional en la implantación de los procedimientos fabriles iniciados en Gran Bretaña en el siglo XVIII. En 1800 había en Barcelona ciento cincuenta fábricas del ramo textil, cuya industria tuvo un continuo crecimiento hasta la crisis de 1861, motivada por la escasez de algodón debida a la guerra de Secesión estadounidense. También fue cobrando importancia la industria metalúrgica, potenciada por la creación del ferrocarril y la navegación a vapor. La proliferación de nuevas industrias comportó un auge del sector financiero, auspiciado también por la llegada de fortunas forjadas en las colonias —principalmente Cuba—, las de los llamados indianos. Entre 1876 y 1886 se vivió la llamada Fiebre de Oro, una etapa de bonanza económica surgida en un clima de especulación financiera a través de las sociedades de crédito. En 1886 se fundó la Cámara de Comercio de Barcelona, que fomentaba los intereses de los empresarios e industriales catalanes.

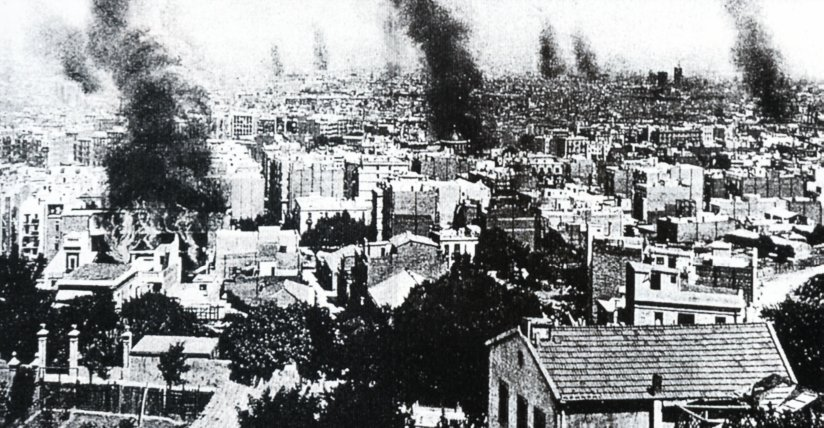
Barcelona durante la Semana Trágica (1909)

Con el cambio de siglo se abrió un nuevo escenario político marcado por la pérdida de las colonias en América y Asia y el auge de la Liga Regionalista, dirigida por políticos como Francisco Cambó, Enric Prat de la Riba y el arquitecto Josep Puig i Cadafalch. La nueva centuria se inició en el mismo ambiente de confrontación social que había caracterizado la sociedad catalana los años anteriores. En 1909 se produjo la Semana Trágica, debida a las sucesivas derrotas del ejército español en Marruecos, que obligaron al gobierno a reclutar nuevas levas para enviar al frente, las cuales se nutrieron sobre todo de gente humilde, pues las clases favorecidas podían comprar la dispensa por una módica cantidad de dinero. Este hecho provocó un levantamiento popular en Barcelona, que canalizó la ira y frustración de la clase obrera por su situación marginal. La revuelta fue sofocada por el ejército, con un saldo de dos mil quinientos detenidos, que fueron juzgados militarmente.
A nivel social, cabe destacar que en el período en que se desarrolló el modernismo surgieron numerosas asociaciones, empresas y entidades de relevancia para la sociedad catalana, como el Centro Excursionista de Cataluña (1891), el Orfeón Catalán (1891), el Fútbol Club Barcelona (1899) y la Caja de Pensiones para la Vejez y de Ahorros de Cataluña y Baleares («la Caixa», 1904).

### Renacimiento cultural

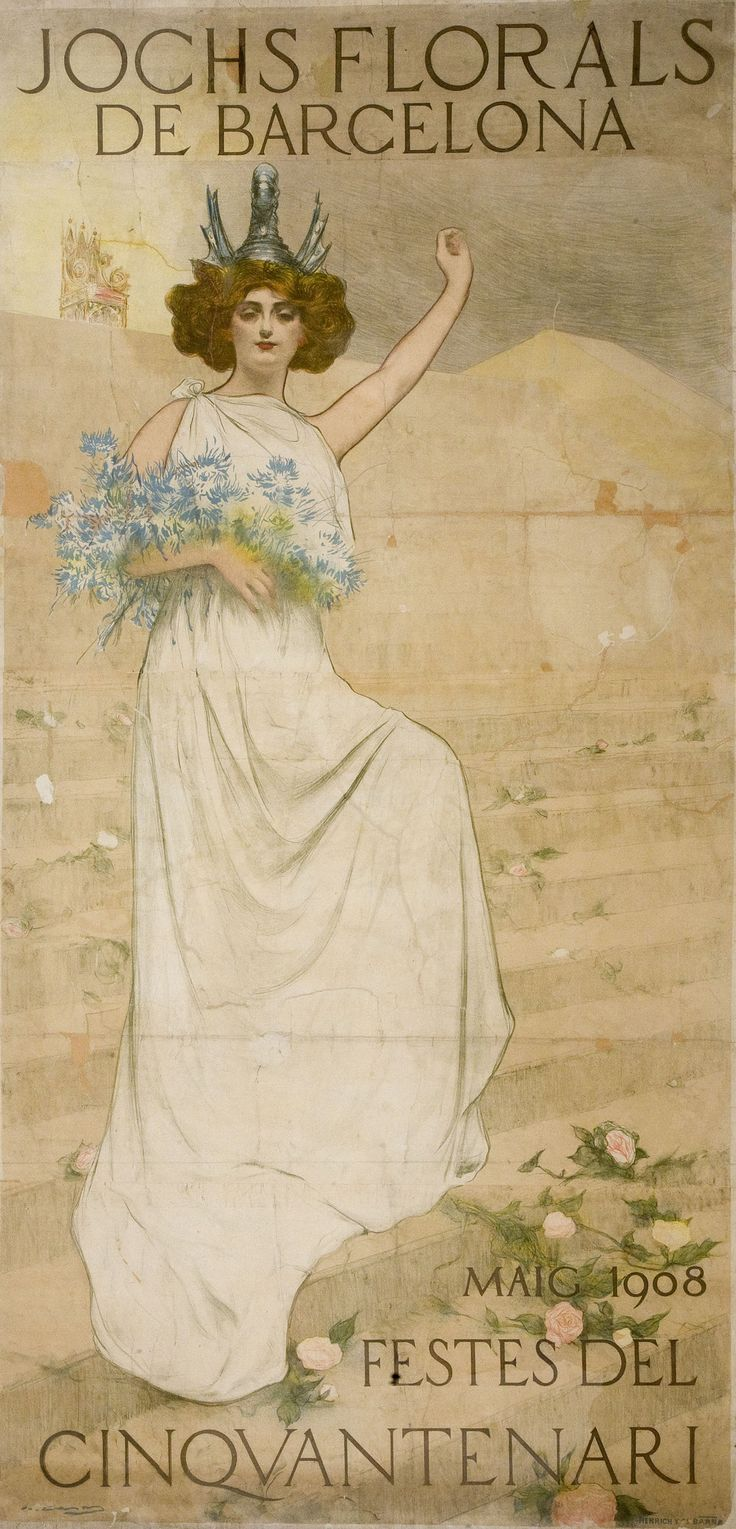
Juegos Florales

La prosperidad económica y la pujanza social de Cataluña en el siglo XIX favorecieron un resurgimiento de la cultura catalana, la llamada Renaixença («Renacimiento»). Este movimiento cultural se desarrolló aproximadamente entre 1830 y 1880, y tuvo como punto de partida la Oda a la Patria de Buenaventura Carlos Aribau (1833), un poema escrito en catalán que prestigió nuevamente este idioma para la literatura culta. Debido a la influencia del Romanticismo, se revalorizó la lengua catalana como vehículo de expresión propio, lo que conllevó un nuevo sentimiento de conciencia nacional y de especificidad de la cultura catalana. La literatura fue incentivada con la creación de los Juegos Florales, un concurso de poesía promovido por el Ayuntamiento de Barcelona que se empezó a celebrar en 1859. También difundieron el movimiento nuevas publicaciones como Calendari Català, Lo Gay Saber y La Renaixensa. Autores como Aribau, Joaquim Rubió y Ors, Víctor Balaguer, Manuel Milá y Antonio de Bofarull sentaron las bases del resurgimiento literario catalán.
También aumentó la edición y difusión periodística, con diarios en catalán (Lo verdader catalá, 1843; Diari Català, 1879; La Veu de Catalunya, 1899) y castellano (El Telégrafo, 1858; El Correo Catalán, 1876; La Publicidad, 1878; El Diluvio, 1879; La Vanguardia, 1881; El Noticiero Universal, 1888; Las Noticias, 1896). Se continuó editando el Diario de Barcelona que, bajo la dirección de Juan Mañé Flaquer, fue uno de los principales referentes de toda España. En 1880 nació La Ilustració Catalana, la primera revista gráfica en catalán.

### Exposición Universal de 1888

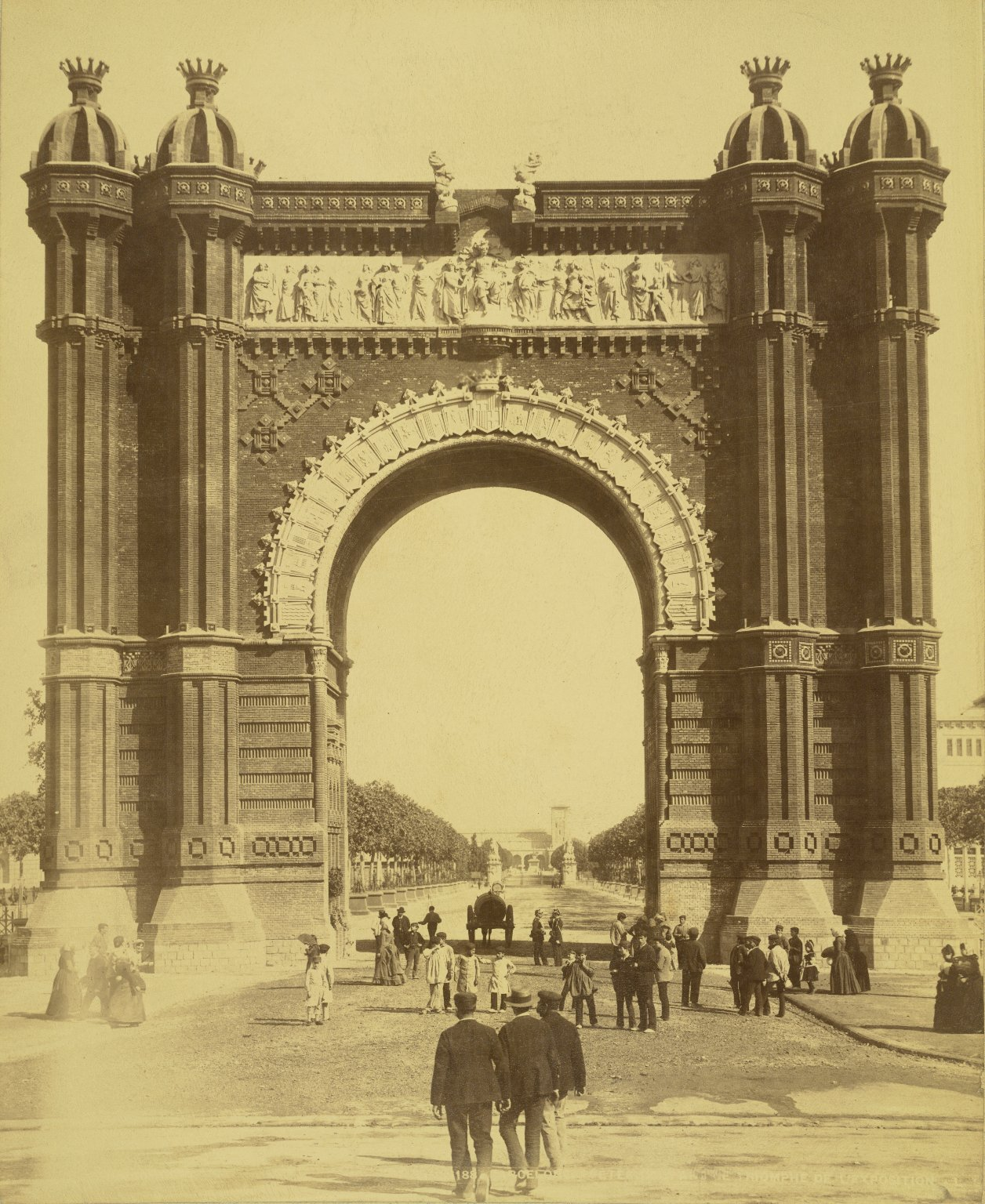
Foto histórica del Arco de Triunfo

En 1888 se celebró un evento que supuso un gran impacto tanto económico y social como urbanístico, artístico y cultural para Barcelona y el conjunto del modernismo catalán: la Exposición Universal de Barcelona. Tuvo lugar entre el 8 de abril y el 9 de diciembre de 1888 y se llevó a cabo en el parque de la Ciudadela, un terreno anteriormente perteneciente al Ejército y ganado para la ciudad en 1868. El incentivo de los actos feriales conllevó la mejora de las infraestructuras de toda la ciudad, que dio un enorme salto hacia la modernización y el desarrollo. Entre otras cosas, el evento coincidió con el inicio del alumbrado de las calles con iluminación eléctrica.
El evento supuso la remodelación del parque de la Ciudadela, proyectado por José Fontseré, además del Salón de San Juan (actual paseo de Lluís Companys), una larga avenida de 50 m de ancho que servía de entrada a la Exposición, en cuyo inicio se emplazó el Arco de Triunfo, diseñado por José Vilaseca. Se empezó a urbanizar la plaza de Cataluña, proceso que culminaría en 1929 gracias a otra exposición, la Internacional de Industrias Eléctricas; se cubrió la Riera d'en Malla, dando lugar a la rambla de Cataluña; se inició la avenida del Paralelo; y se prolongó el paseo de San Juan hacia Gracia y la Gran Vía de las Cortes Catalanas hacia poniente. También se erigió el Monumento a Colón, al final de la Rambla, junto al Puerto de Barcelona. La mayoría de los edificios y pabellones construidos para la Exposición desaparecieron tras su finalización, aunque sobrevivieron el Castillo de los Tres Dragones y el Museo Martorell —ambos partes integrantes del Museo de Ciencias Naturales de Barcelona—, el Invernáculo y el Umbráculo, mientras que una parte del recinto del parque fue ocupada posteriormente por el Zoo de Barcelona.

## El modernismo internacional
El modernismo fue un movimiento internacional que se desarrolló por todo el mundo occidental, sobre todo en Europa, donde recibió diversos nombres según el lugar de procedencia: Art Nouveau en Francia, Jugendstil en Alemania, Sezession en Austria, Liberty en Italia o Modern Style en Reino Unido. La consolidación del modernismo a nivel internacional se produjo con la Exposición Universal de París de 1900 y perduró hasta el inicio de la Primera Guerra Mundial.
El término «modernismo» surgió con el significado de «gusto por lo moderno», dada la pretensión de crear un arte nuevo, acorde con la modernidad, con el proyecto económico y social iniciado con la Revolución industrial. Su principal motor social fue la burguesía, que propugnaba un estilo más moderno y elegante, pero sin perder las raíces del pasado, y con un cierto sustrato latente del Romanticismo, perceptible en corrientes como el simbolismo y el esteticismo —la doctrina del «arte por el arte»—.

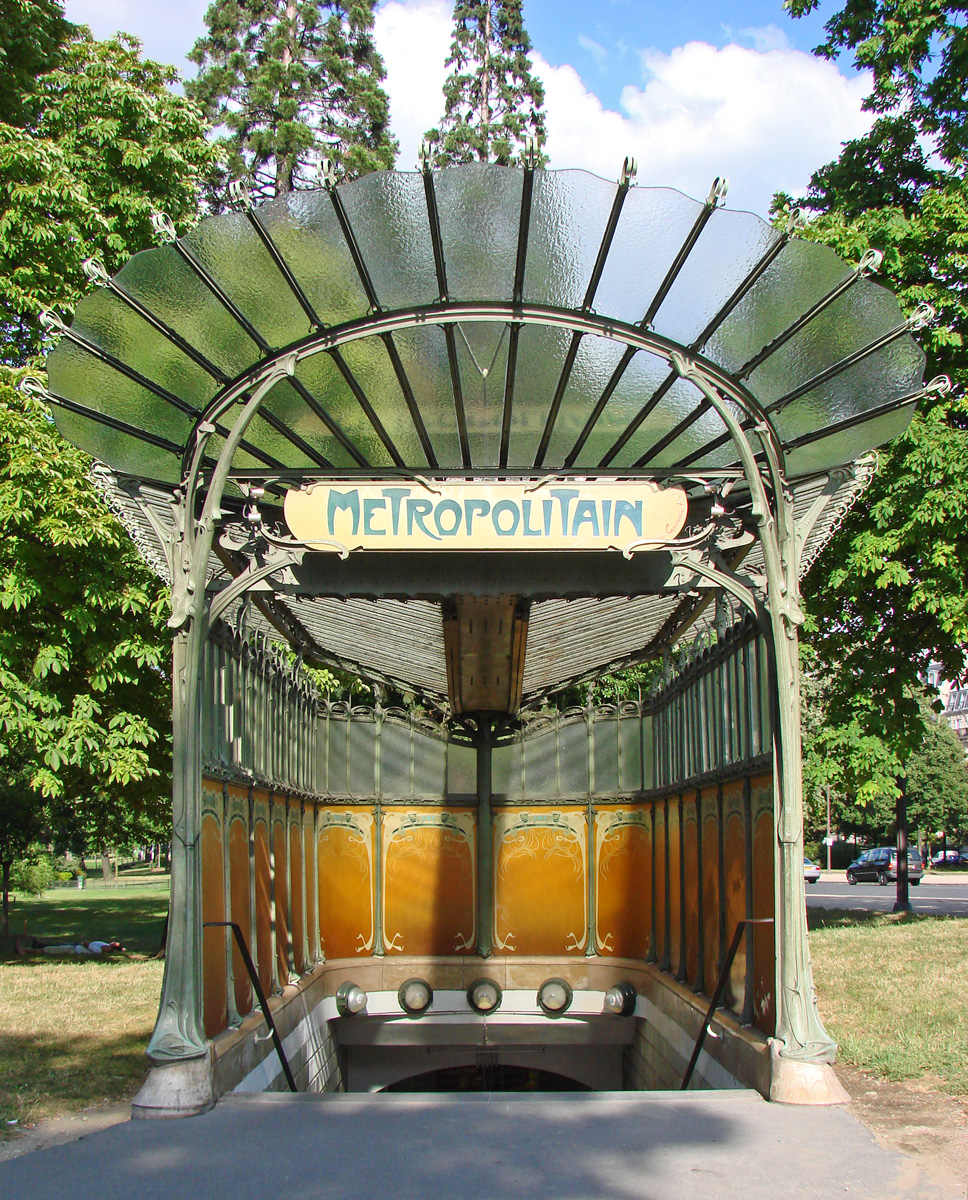
Estación de Porte Dauphine del Metro de París (1900), de Hector Guimard

El modernismo pretendía romper con los estilos del pasado —especialmente los académicos—, renovando el lenguaje artístico y aunando todas las artes en un conjunto homogéneo, con una nueva visión estética original y creativa, desligada de la producción industrial para revalorizar de nuevo los oficios artísticos tradicionales, en paralelo al fenómeno Arts and Crafts. Este nuevo estilo supuso un nexo evolutivo entre la arquitectura del siglo XIX, enraizada en estilos históricos, y la del nuevo siglo XX, más depurada y moderna, cuya mayor expresión sería el racionalismo. Aunque teóricamente se oponía al historicismo, se inspiraron en numerosos estilos del pasado, especialmente el arte medieval, el celta, el oriental y el rococó.

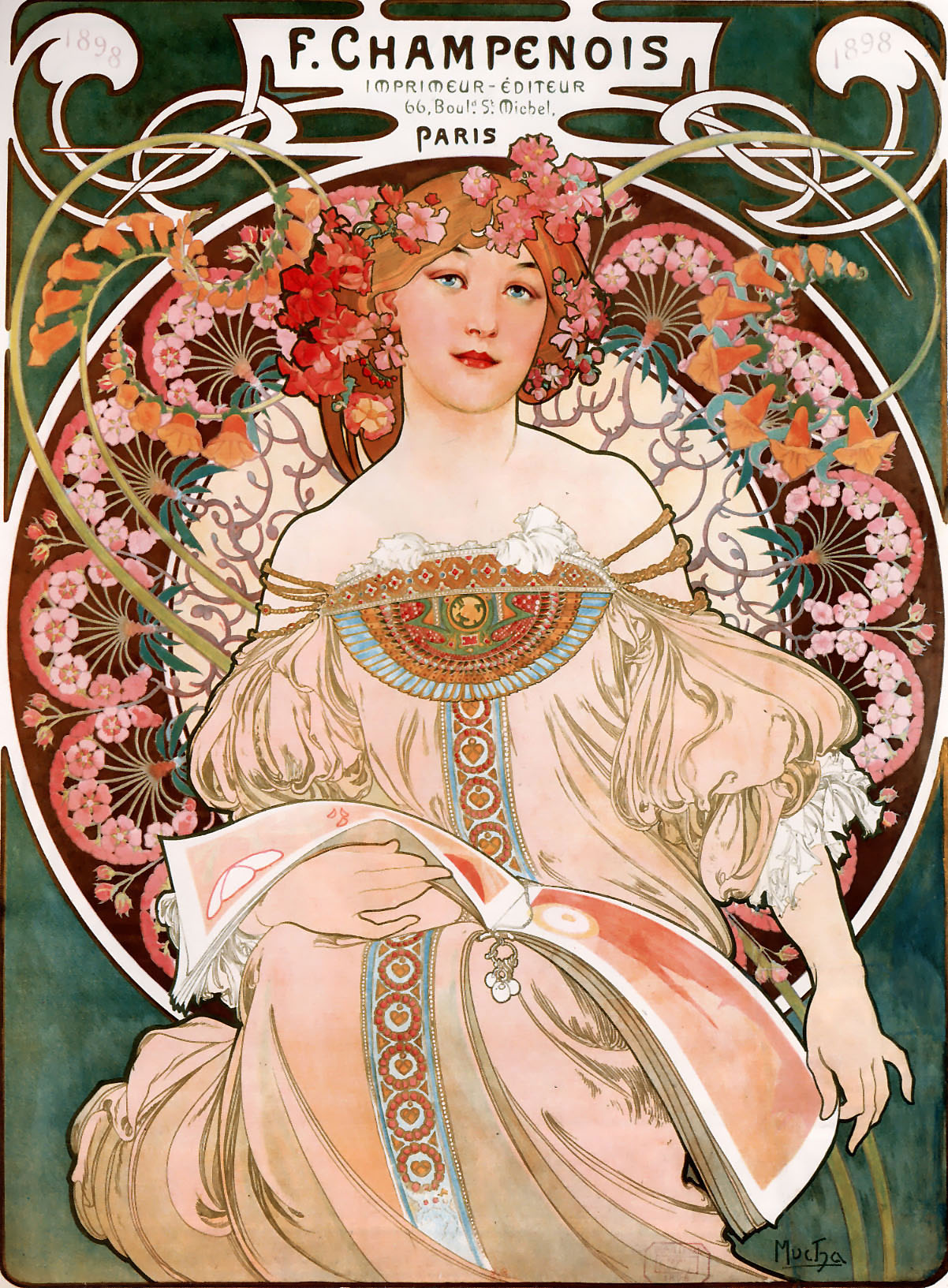
Rêveur (1894), de Alfons Mucha

En el terreno de la arquitectura, se aprecian dos corrientes fundamentales: una de raíces más historicistas y de carácter plástico, de líneas ondulantes, con cierta tendencia a la emotividad, representada por Francia y Bélgica —en la que se englobaría España—; y otra más severa y racional, de formas geométricas y composición planimétrica, que evolucionaría hacia el funcionalismo, desarrollada fundamentalmente en Austria y Reino Unido. La primera tuvo su epicentro en Bélgica, gracias a la obra de Victor Horta, el principal representante del Art Nouveau. Fue uno de los primeros arquitectos que utilizó el hierro como elemento decorativo y diseñó una serie de edificios que aunaban funcionalidad constructiva con un lenguaje lírico, como la casa Tassel de Bruselas (1893). Otro exponente fue Henry Van de Velde. En Francia cabe destacar la obra de Hector Guimard, igualmente arquitecto y decorador, autor del Castel Béranger (1894-1898) y de las estaciones del Metro de París (1899-1900). En la segunda corriente, la línea inglesa fue heredera del movimiento Arts and Crafts, influencia decisiva en la obra de Charles Rennie Mackintosh (Escuela de arte de Glasgow, 1898-1909). En Austria se dio el movimiento secesionista, un estilo funcional que influiría decisivamente en el racionalismo alemán. Sus principales exponentes fueron Otto Wagner, Joseph Maria Olbrich y Josef Hoffmann.
Pese a su voluntad unificadora, el Art Nouveau se dio más —en el contexto internacional— en la arquitectura y las artes gráficas y aplicadas, no tanto así en las artes plásticas, donde en todo caso sus exponentes más genuinos serían artistas como Gustav Klimt, Ferdinand Hodler, Alfons Mucha, Aubrey Beardsley, Jan Toorop, los Nabis o el grupo de Pont-Aven. En cuanto a la escultura, su principal referente sería Auguste Rodin, así como Constantin Meunier. Por su carácter ornamental, el modernismo supuso una gran revitalización de las artes decorativas, con una nueva concepción más enfocada en el acto creador y en la equiparación con el resto de artes plásticas, hasta el punto de que sus artífices plantearon por primera vez la «unidad de las artes». El diseño modernista planteaba en general la revalorización de las propiedades intrínsecas de cada material, con unas formas de tipo organicista inspiradas en la naturaleza, donde predomina la curva y el arabesco, la utilización de flores y formas vegetales, las olas marinas y animales de formas sinuosas como mariposas, cisnes, pavos y libélulas. Entre sus principales artífices destacaron Émile Gallé (ceramista y vidriero), René Lalique (orfebre), Koloman Moser (diseñador), Louis Majorelle (ebanista) y Louis Comfort Tiffany (joyero y vidriero).
En el resto de las artes es difícil establecer paralelismos, ya que a nivel europeo no existe un modernismo literario o musical. En literatura, los principales referentes coetáneos fueron el parnasianismo y el simbolismo, mientras que en música el posromanticismo, el nacionalismo musical y el impresionismo francés.

## El modernismo en España

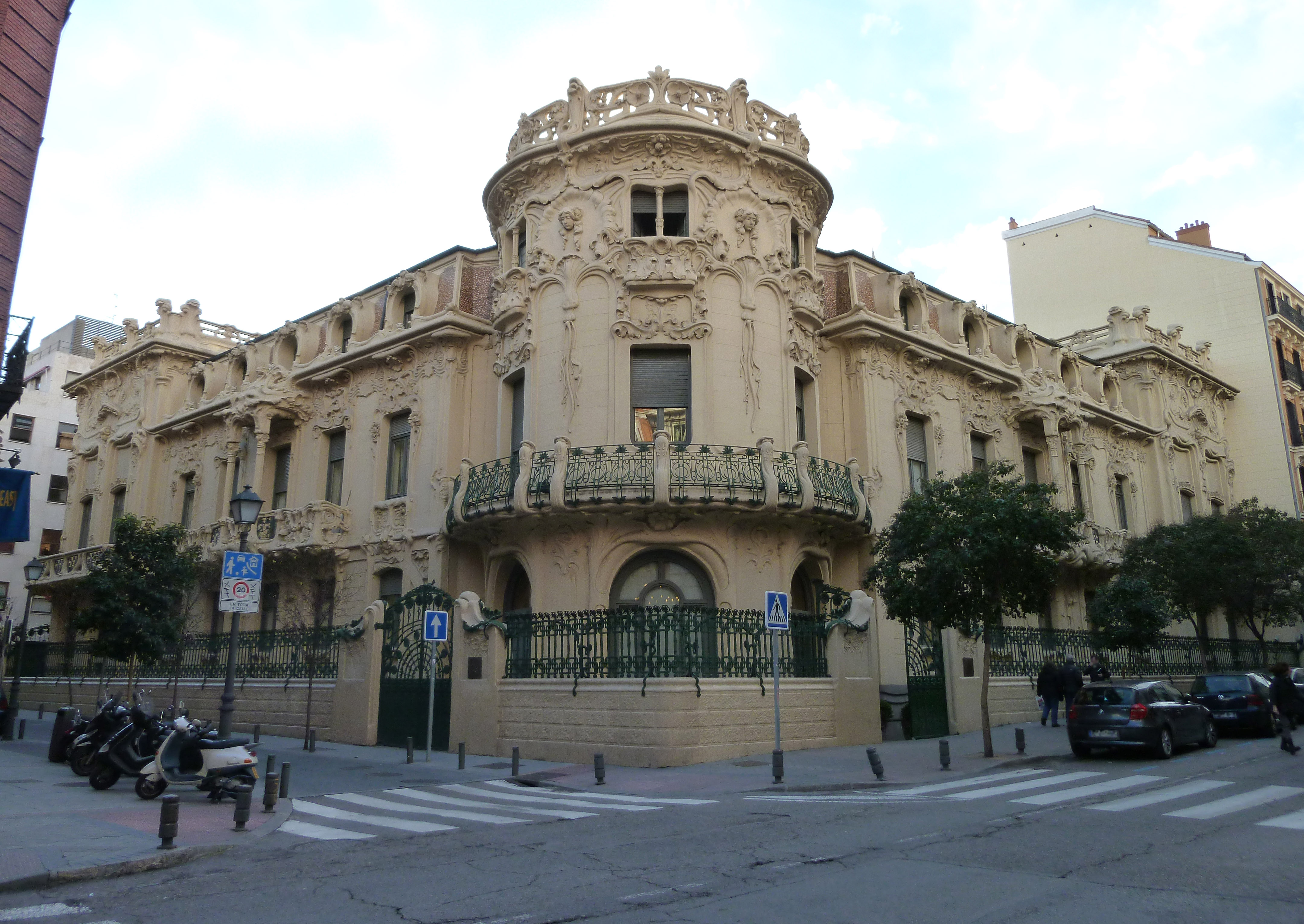
Palacio Longoria (1902-1904), de José Grases Riera, Madrid

El modernismo en España fue, según Pedro Navascués, la fase final del eclecticismo, con diversos matices según la región, por lo que, más que de modernismo, cabría hablar de «modernismos», en plural. En el terreno arquitectónico, su principal sello de identidad sería en lo relativo a la ornamentación, ya que a nivel estructural se aprecian pocas diferencias con el eclecticismo anterior e incluso se aprovechan los avances ofrecidos por la ingeniería en la utilización del hierro y el acero. El modernismo se desarrolló por escuelas locales, entre las que destacaron, además de la catalana, la madrileña, la valenciana, la murciana, la vasca, la canaria y la melillense. En Madrid, el modernismo estuvo influido principalmente por el Art Nouveau franco-belga, con exponentes como José Grases Riera y Eduardo Reynals. En la España central, el modernismo se redujo a casos aislados de autores esencialmente eclécticos, como Jerónimo Arroyo en Valladolid, Joaquín de Vargas en Salamanca, Vicente Lampérez en Burgos, Isidro de Benito en Ávila y Pablo Monguió en Teruel. Sin embargo, el modernismo español, caracterizado por un cierto sello centrífugo, se desarrolló más en la periferia y los archipiélagos balear y canario.

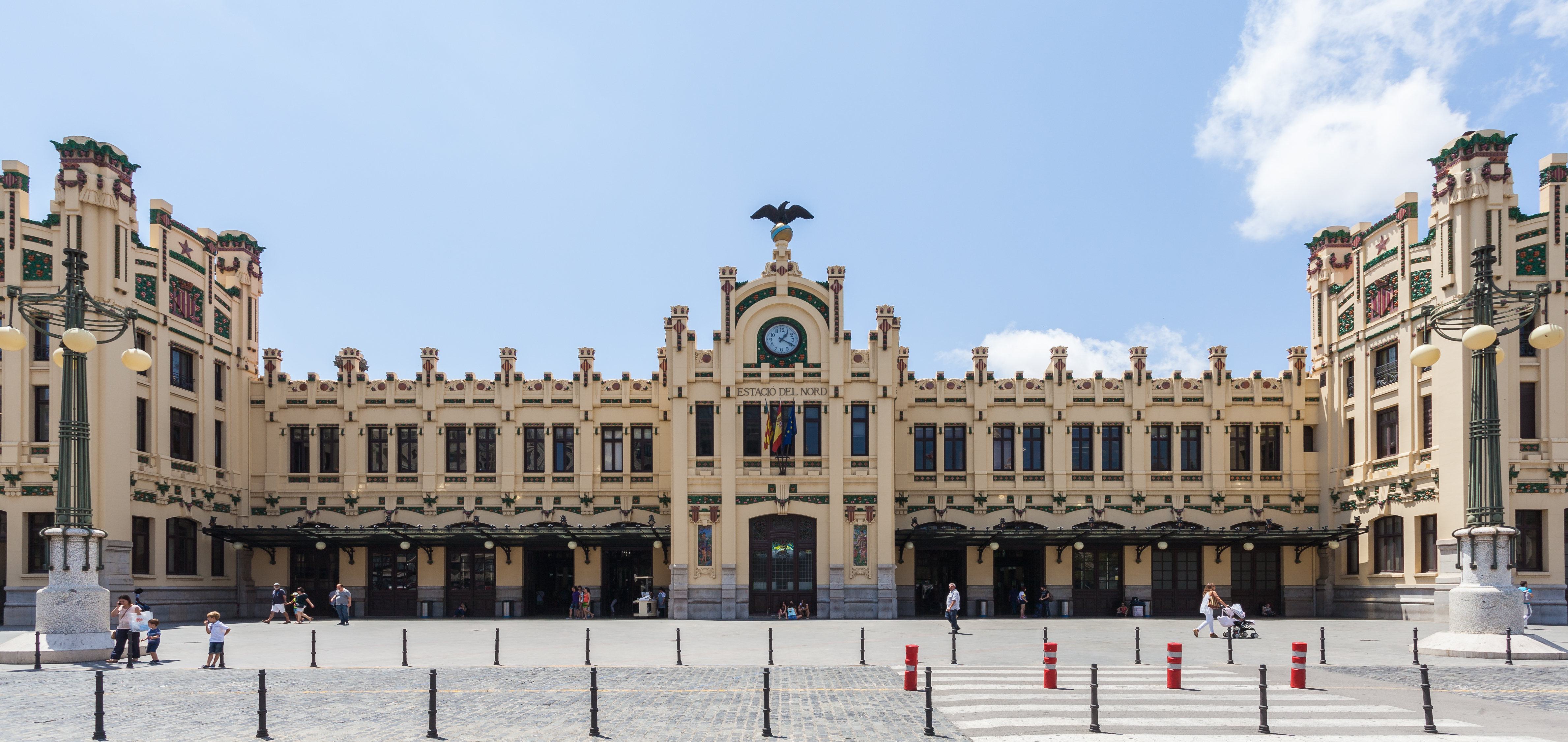
Estación del Norte (Valencia) (1917), de Demetrio Ribes

En el norte, el modernismo se desarrolló sobre todo en entornos industriales y turísticos. Así, contó con una importante presencia en La Coruña, con autores como Julio Galán Carvajal, Antonio López Hernández, Pedro Mariño y Rafael González Villar; así como en Santiago de Compostela —con Jesús López de Rego—, Ferrol (Rodolfo Ucha) y Vigo (Jenaro de la Fuente Domínguez, José Franco Montes). En Asturias, cabe destacar a Juan Miguel de la Guardia, Luis Bellido, Miguel García de la Cruz y Manuel del Busto. El País Vasco contó con una notable escuela, protagonizada por Ricardo de Bastida, Julio Saracíbar y Ramón Cortázar Urruzola.
En la Comunidad Valenciana se desarrolló un modernismo de cierto influjo catalán, ya que muchos de sus arquitectos se formaron en la Escuela de Arquitectura de Barcelona, aunque con trazos eclécticos y regionalistas. Conviene destacar la obra de Francisco Mora Berenguer, Carlos Carbonell, Francisco Almenar, Manuel Peris Ferrando, Vicente Ferrer Pérez, Demetrio Ribes y Francisco Javier Goerlich. Además de la ciudad de Valencia, hubo notables exponentes en Novelda —con José Sala— y Alcoy, donde trabajaron Timoteo Briet Montaud y Vicente Pascual Pastor. En Murcia, el principal núcleo modernista estuvo en Cartagena, donde destaca la obra de Víctor Beltrí. En Baleares convendría destacar a Gaspar Bennazar y Francisco Roca Simó.
En Andalucía, encontramos algunos exponentes modernistas en Sevilla, en la obra de arquitectos como Aníbal González y José Espiau; y, en menor medida, en Córdoba, Almería, Málaga, Huelva, Cádiz y Jerez. Surgió una notable escuela modernista en Melilla, protagonizada por Enrique Nieto, un arquitecto catalán que fue nombrado arquitecto municipal de esa ciudad, donde desarrolló una obra que recuerda en buena medida el modernismo de su tierra natal. En Canarias, el principal centro modernista fue Santa Cruz de Tenerife, donde trabajaron Antonio Pintor y Mariano Estanga.

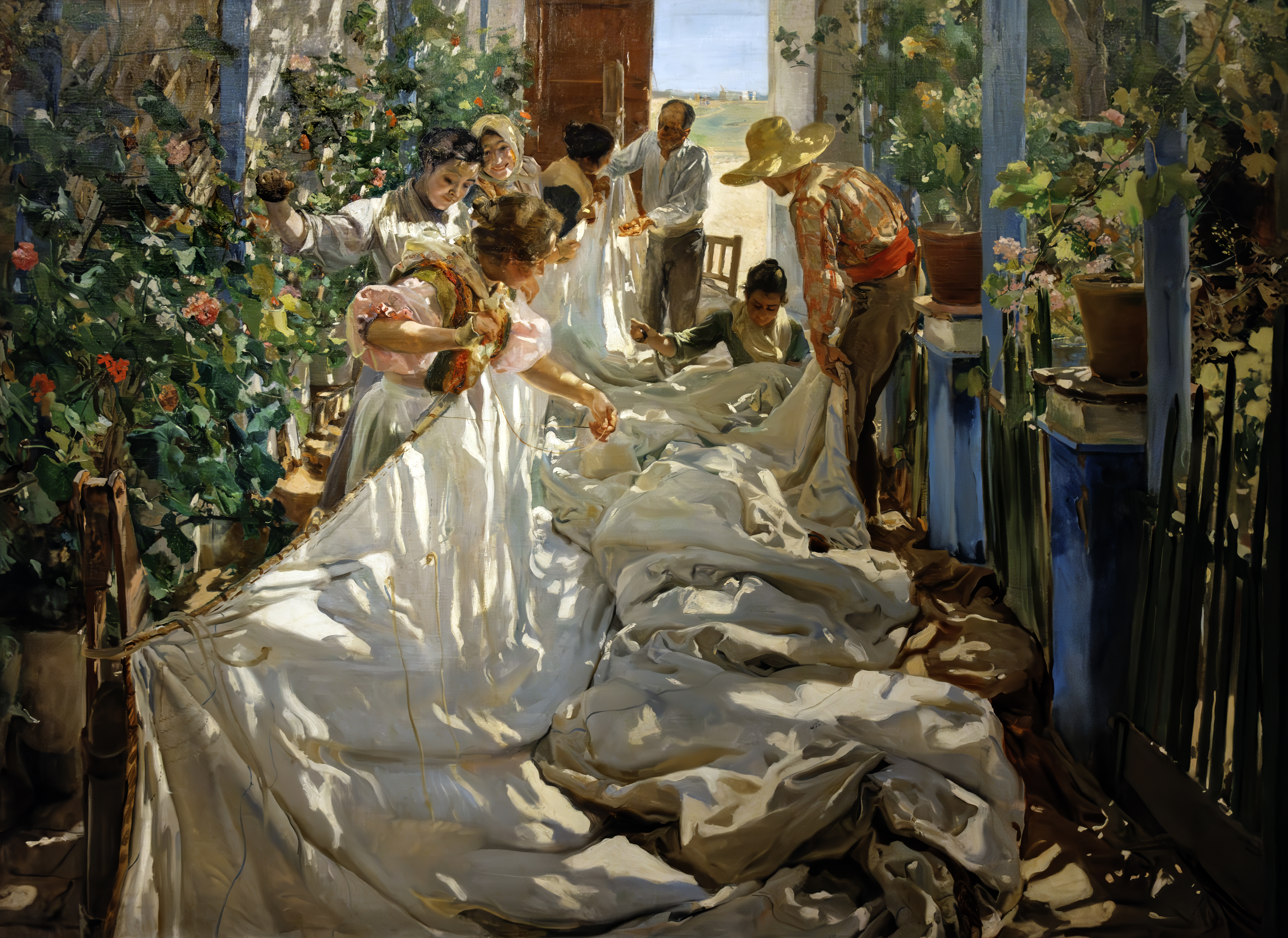
Cosiendo la vela (1896), de Joaquín Sorolla, Ca' Pesaro-Galleria Internazionale d'Arte Moderna, Venecia

En el terreno de la pintura no encontramos un estilo afín al desarrollado en Cataluña. Por un lado, perviven el academicismo y la pintura naturalista, mientras que por otro se van introduciendo las nuevas corrientes procedentes de Europa, especialmente el impresionismo y el simbolismo, con exponentes como Aureliano de Beruete, Darío de Regoyos —que frecuentó el círculo modernista barcelonés de Els Quatre Gats y se instaló en Barcelona en 1910—, Ignacio Zuloaga y Julio Romero de Torres. En Valencia surgió una escuela luminista que tuvo como principal representante a Joaquín Sorolla, aunque también es de destacar la obra de Ignacio Pinazo.
En cuanto a la escultura, proliferó especialmente en lo relativo a monumentos funerarios y conmemorativos, así como escultura exenta y la aplicada a la arquitectura. Cabe destacar al valenciano Mariano Benlliure, un escultor prolífico que mostró una especial predilección por temas taurinos y animales. Miguel Ángel Trilles fue autor de varias figuras del Monumento a Alfonso XII. En Bilbao trabajaron Francisco Durrio y Nemesio Mogrobejo.
En literatura existió en esta época un movimiento llamado modernismo, aunque sin conexión con la literatura catalana coetánea. Se perciben dos líneas fundamentales: la primera, en contraposición al realismo anterior, se aboca hacia el esteticismo, a la búsqueda de la belleza, así como de lo raro, lo exótico, lo bohemio, con un componente inconformista, de desafío a la realidad circundante; la segunda, sin embargo, se dedica a estudiar las causas de la decadencia, a profundizar en los problemas de España, con lo que enraizan con el realismo anterior, pero con un afán renovador. Con el tiempo, la primera sería denominada modernismo propiamente dicho, mientras que la segunda sería conocida como Generación del 98. La línea modernista se desarrolló especialmente en la poesía, donde se denota la influencia del simbolismo y del parnasianismo francés, así como de Edgar Allan Poe, Oscar Wilde y Walt Whitman, con representantes como Salvador Rueda, Francisco Villaespesa y Eduardo Marquina, así como la obra inicial de Antonio y Manuel Machado, Ramón María del Valle-Inclán y Juan Ramón Jiménez.
La música estuvo ligada al nacionalismo musical, del que varios músicos catalanes fueron exponentes, como Felipe Pedrell, Isaac Albéniz y Enrique Granados, junto a los que cabe destacar Manuel de Falla, Ruperto Chapí, Tomás Bretón, Joaquín Rodrigo y Joaquín Turina. Falla, uno de los mejores compositores españoles modernos, aunó el nacionalismo musical —con cierta influencia del noruego Edvard Grieg— con el impresionismo, que conoció en una estancia en Francia.

## Características generales

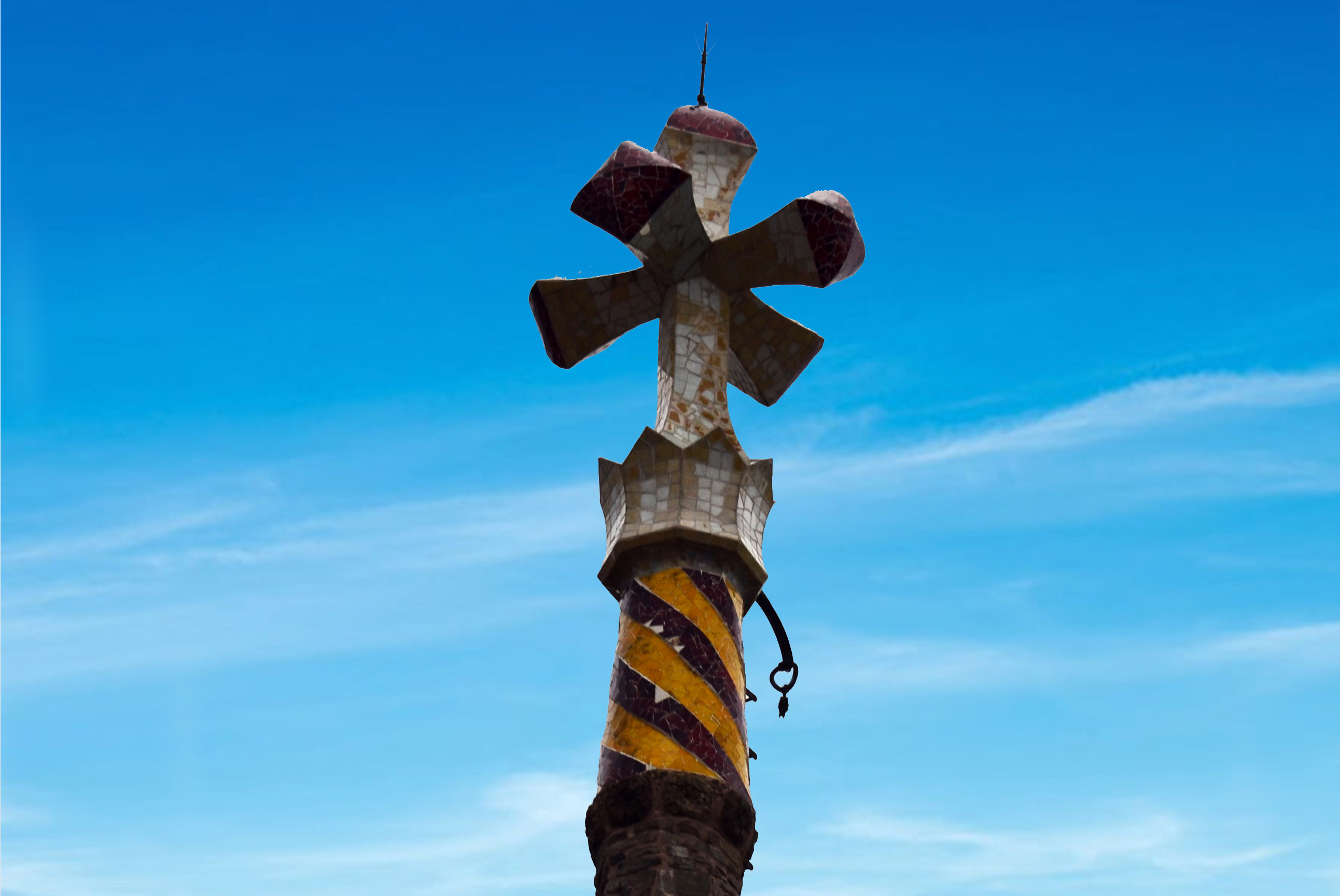
La cruz de cuatro brazos, uno de los elementos más típicamente gaudinianos, inspirada en el gálbulo del ciprés

El modernismo no es un concepto unívoco. Los especialistas no se ponen de acuerdo en cual es el nexo común de los artistas llamados modernistas: podría ser un estilo, o bien una actitud, o quizá una época. El problema de la adscripción al arte modernista como un estilo es el de aglutinar obras de artistas muy diferentes, a veces incluso contrapuestos, aunque se percibe cierta homogeneidad en el afán renovador, en el concepto de un arte «moderno» que supere la tradición. Por eso se habla de «actitud», de la voluntad de superar las normas del pasado y adentrarse en la modernidad. Por último, hay un sentimiento de época, de transición entre dos siglos que ha de conllevar una evolución del arte, sin romper con el arte del pasado, pero creando algo nuevo, un arte nuevo al servicio de una nueva sociedad.
El término «modernismo» (en catalán: modernisme) proviene de la palabra «moderno», procedente del latín modernus («de hace poco, reciente»), en alusión al tiempo presente y como contraposición de lo pasado, lo «antiguo». La reivindicación del presente implica también el futuro por venir y se asocia a conceptos como lo «nuevo» o lo «joven», así como, en un sentido más amplio y casi metafórico, a la «libertad». La primera vez que surgió el concepto de «modernista» fue en la revista L'Avenç de enero de 1884, en un artículo de Ramón D. Perés, en el que manifestaba que «L'Avenç defiende (y procurará realizar siempre) el cultivo en nuestra patria de una literatura, de una ciencia y de un arte esencialmente modernistas [subrayado en el original], único medio que, en conciencia, cree que puede hacer que seamos atendidos y vivamos una vida esplendorosa». Cabe señalar que el término modernismo en relación con el arte catalán alude únicamente a la producción artística y al ambiente cultural del Principado en estos años y no es extrapolable a otras épocas o regiones. Así, conviene no confundirlo con otros «modernismos»: el modernismo literario español que, aunque casi contemporáneo, se sustenta en unas bases y principios técnicos y estilísticos bien diferenciados del modernismo catalán; el modernismo teológico, doctrina que propugnaba la integración de la religión con la ciencia y la filosofía modernas; o el término inglés modernism, alusivo a una tendencia filosófica y cultural que propugna el progreso del arte y la cultura acordes a la nueva era industrial.

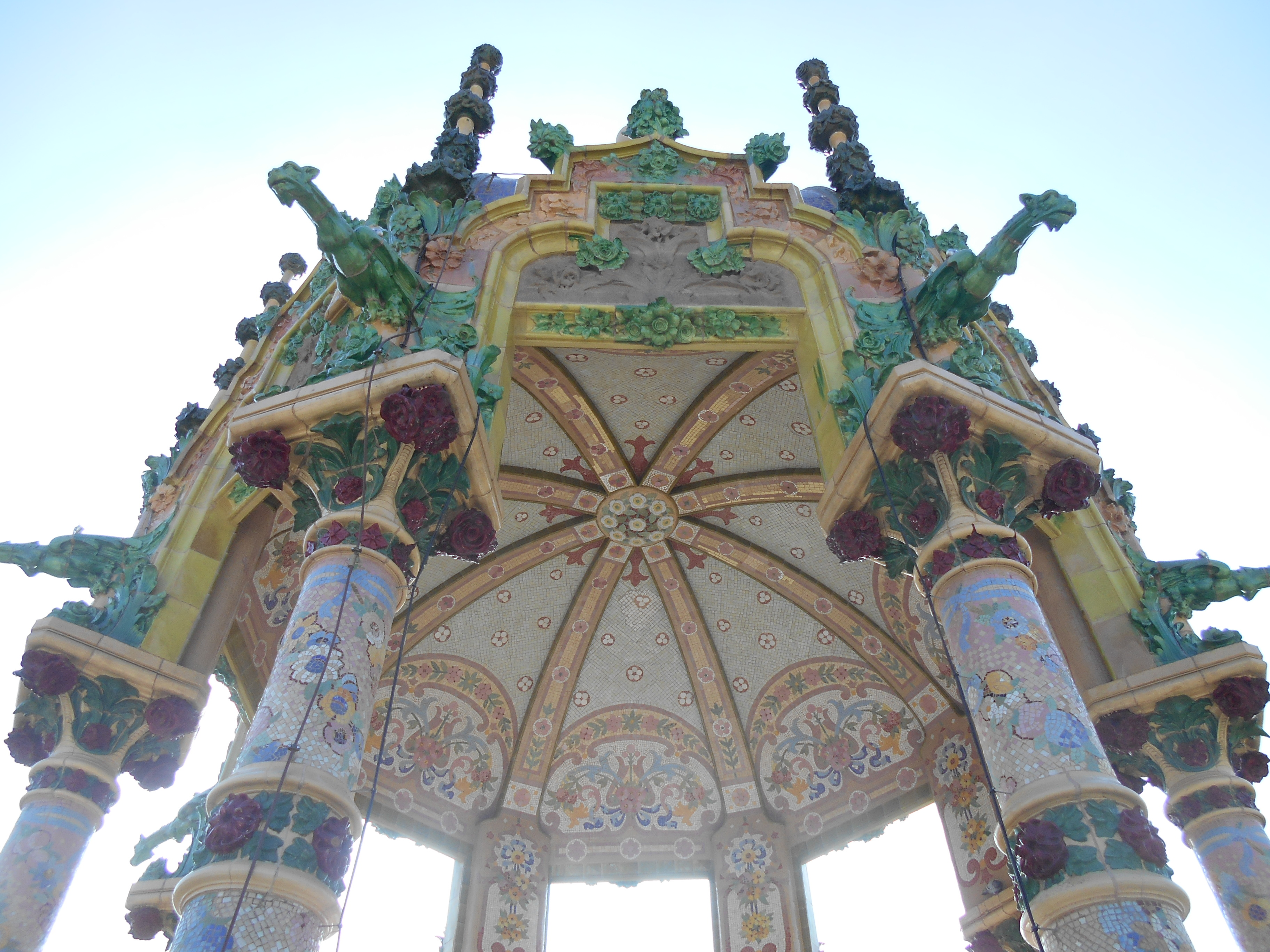
Templete de la torre Andreu («la Rotonda»), de Adolfo Ruiz Casamitjana (1906). La inclusión de la cerámica en la arquitectura como elemento decorativo fue una de las señas del modernismo catalán.

Es difícil establecer unas fechas precisas para enmarcar cronológicamente este movimiento. Algunos expertos sitúan su punto de partida en la Exposición Universal de Barcelona de 1888, otros en el año de inicio de las Fiestas Modernistas auspiciadas por Santiago Rusiñol en Sitges (1892). En cuanto a su final, suele establecerse como punto de inflexión la Semana Trágica de 1909, o bien la aparición del novecentismo —el estilo heredero del modernismo— en 1911. Según Josep Francesc Ràfols, el modernismo catalán se situaría entre la exposición de Ramón Casas, Santiago Rusiñol y Enric Clarasó celebrada en 1890 y la muerte de Isidro Nonell en 1911, en el terreno artístico; desde la bomba del Liceo (1893) hasta la Semana Trágica (1909) en el ámbito político; y entre la Exposición Universal de 1888 y la fundación del Instituto de Estudios Catalanes en 1907, a nivel social. Aun así, algunos expertos como Mireia Freixa hablan de un «protomodernismo» que retrotraen a 1876 —coincidiendo con la fundación de la Escuela de Arquitectura de Barcelona—, o bien de una perduración del modernismo hasta 1917, en convivencia con el primer novecentismo, si bien ello quedaría más patente en el terreno de la arquitectura, mientras que las artes plásticas y la literatura estarían ya superadas en 1905. Por otro lado, en el terreno de la arquitectura, Pedro Navascués habla de un «premodernismo» para las obras anteriores a 1900, mientras que sitúa entre 1900 y 1914 el período más decisivo de la arquitectura modernista en Cataluña, que en última instancia perduraría hasta los años 1920. Juan Bassegoda también habla de un premodernismo, mientras que sitúa la plenitud del modernismo entre 1893 y 1910, al que seguiría un período de progresivo abandono del estilo —habla de un segundo y hasta de un tercer modernismo (o fase «manierista»)—. Por su parte, Alexandre Cirici sitúa el nacimiento del modernismo entre 1880 y 1885, años en que se construyeron cinco edificios emblemáticos: la casa Vicens de Antoni Gaudí, la Editorial Montaner y Simón de Lluís Domènech i Montaner, la Academia de Ciencias de José Doménech Estapá, las Industrias de Arte Francesc Vidal de José Vilaseca y la Biblioteca Museo Víctor Balaguer de Jeroni Granell i Mundet (en Villanueva y Geltrú). Oriol Bohigas sitúa el final de la arquitectura modernista en 1926, fecha de la muerte de Gaudí. Por último, George Collins lo sitúa entre 1870 y 1930, aunque dentro de un marco más amplio de lo que él denomina Catalan Movement. Con todo, ya en 1912 Lluís Masriera, en su discurso de ingreso a la Real Academia de Bellas Artes de San Jorge, decía que «el arte moderno, que se había bautizado con el nombre de Modernismo, está en plena decadencia o, como vulgarmente se dice, ha pasado de moda».

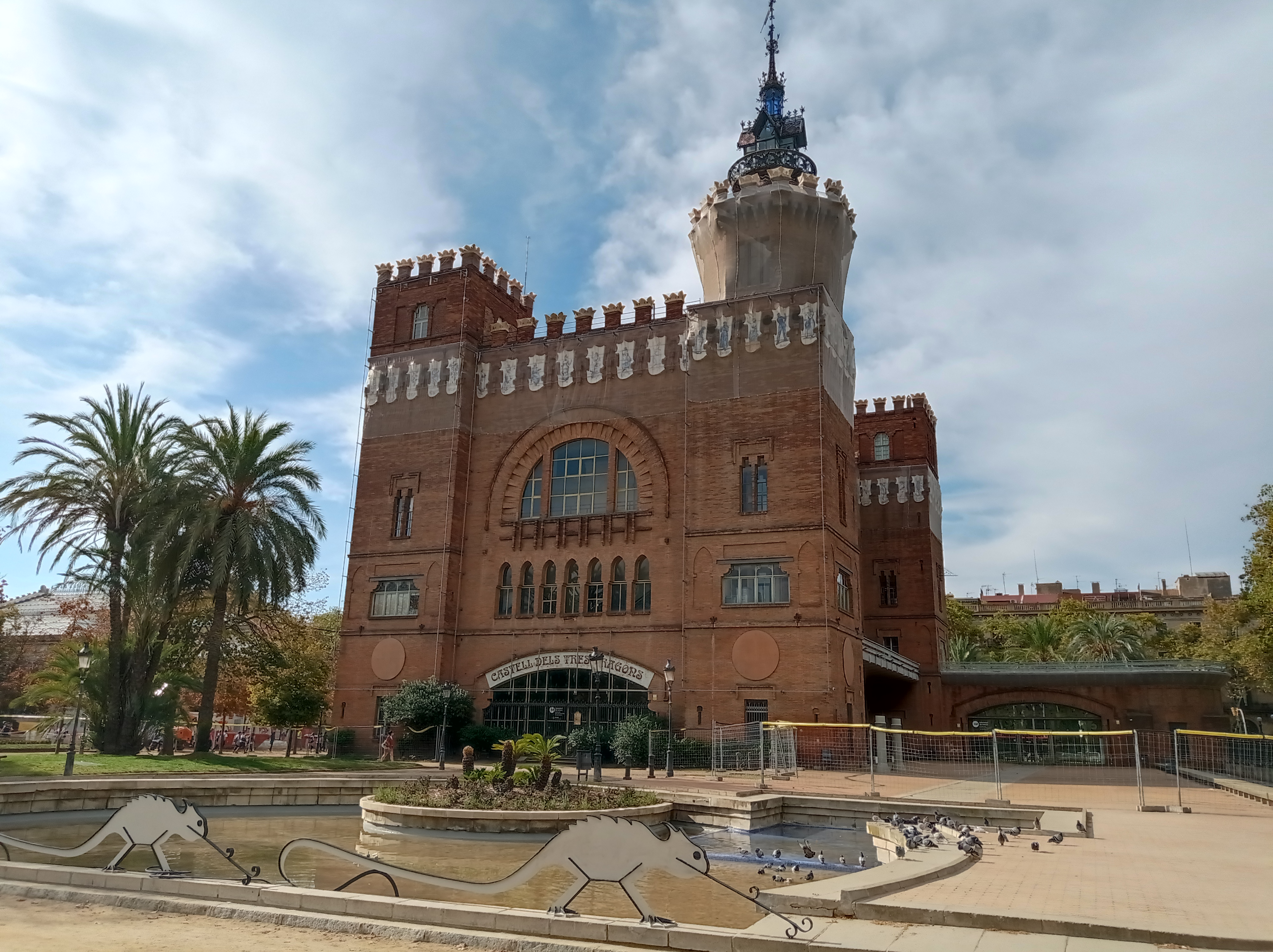
Castillo de los Tres Dragones, de Lluís Domènech i Montaner. Construido como restaurante para la Exposición Universal de 1888, tras el certamen acogió por un tiempo un taller de artes decorativas fomentado por el propio Domènech y por Antoni Maria Gallissà que fue uno de los mayores impulsores de la integración de estas artes en el conjunto del modernismo.

El modernismo catalán fue un movimiento heterogéneo, con un afán innovador y de creación original, que pretendía aglutinar todas las artes en un instrumento al servicio de una nueva sociedad, moderna y cosmopolita, ligada a las nuevas corrientes europeas. Partiendo del renacimiento cultural iniciado por la Renaixença, pretendían crear un estilo nacional, pero de corte moderno, vanguardista, con un espíritu de progreso y de optimismo positivista. Así, la reivindicación de la propia identidad hará que el modernismo catalán incorpore a su acerbo artístico estilos del pasado como el gótico y el Barroco, rechazados, sin embargo, por el Art Nouveau europeo en su afán de dejar atrás el pasado. En 1902, el crítico Raimon Casellas aún defendía en la revista Hispania el gótico como el principal referente de la arquitectura catalana.
Se podría decir que el nexo común en el seno del modernismo catalán es el afán regenerador y la visión cosmopolita del arte y la cultura, pero más allá de ello no se encuentra una unidad estilística, sino que dentro del movimiento modernista se perciben diversos lenguajes, sin normativa, sin homogeneidad, calificando simplemente de modernista la obra desarrollada por los artistas, músicos y escritores que trabajan en Cataluña durante la transición de los siglos xix-xx. En todo caso, el punto de partida es la voluntad de regeneración, de modernización, de internacionalización del arte y la cultura catalana, en oposición a estilos anteriores como el naturalismo y el arte académico —o como el costumbrismo y el anecdotismo dentro del panorama artístico del resto de España—, al tiempo que se revaloriza el pasado considerado más esplendoroso por la historiografía catalana, el correspondiente al Medievo. Por ello, en contraposición al Art Nouveau internacional, que rechazaba el historicismo, el modernismo catalán aúna la modernidad con la evocación del pasado, siempre en línea neomedievalista. La creación de un estilo considerado nacional, que partiendo de la tradición había adoptado las formas modernas desarrolladas en Europa, queda plasmado en estas palabras de Josep Puig i Cadafalch expresadas en 1902: «hemos conseguido entre todos un arte moderno, a partir de nuestro arte tradicional, adornándolo con bellas materias nuevas, adaptando el espíritu nacional a las necesidades del día».

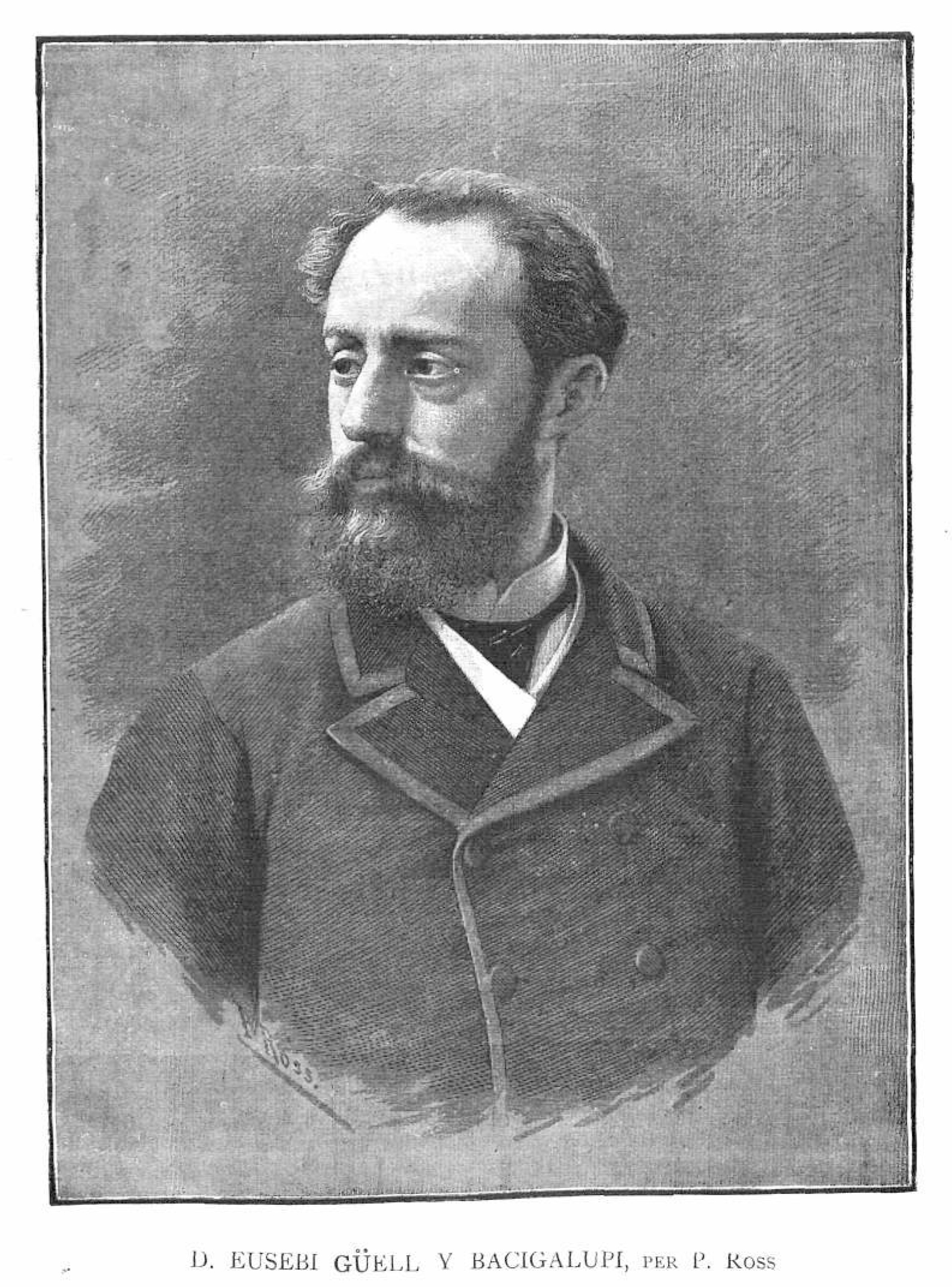
Eusebio Güell, mecenas de Antoni Gaudí

El principal impulsor de este movimiento, sobre todo en el terreno arquitectónico, fue la burguesía, un conjunto de empresarios, banqueros, fabricantes, inversores y nobles de nuevo cuño —así como los indianos, los hombres que se habían enriquecido en América y que habían traspasado su fortuna de vuelta a Cataluña—, que fomentaron el nuevo estilo como una seña de identidad. La mayoría de mecenas de los artistas modernistas procedía de este estrato social, auspiciado por la bonanza económica que se vivió en esos años. Entre estos burgueses surgió la costumbre de edificar casas en el nuevo Ensanche barcelonés, que rivalizaban por su diseño y ostentación, con las que demostraban su distinción. Así, surgió un mecenazgo que fue decisivo para la labor edilicia en la ciudad, como por ejemplo el que ejerció el conde Eusebio Güell hacia Gaudí, o bien el empresario Antonio López y López (marqués de Comillas), el librero José María Bocabella, el industrial Josep Batlló, el empresario Pedro Milá, el fabricante textil Avelino Trinxet Pujol, el barón Manuel de Quadras, el industrial textil Josep Freixa, el industrial chocolatero Antoni Amatller, el industrial farmacéutico Salvador Andreu, el editor Ramón de Montaner Vila, el empresario vitivinícola Manuel Raventós (del cava Codorníu), el banquero Ruperto Garriga-Nogués, el médico Alberto Lleó Morera y un largo etcétera.

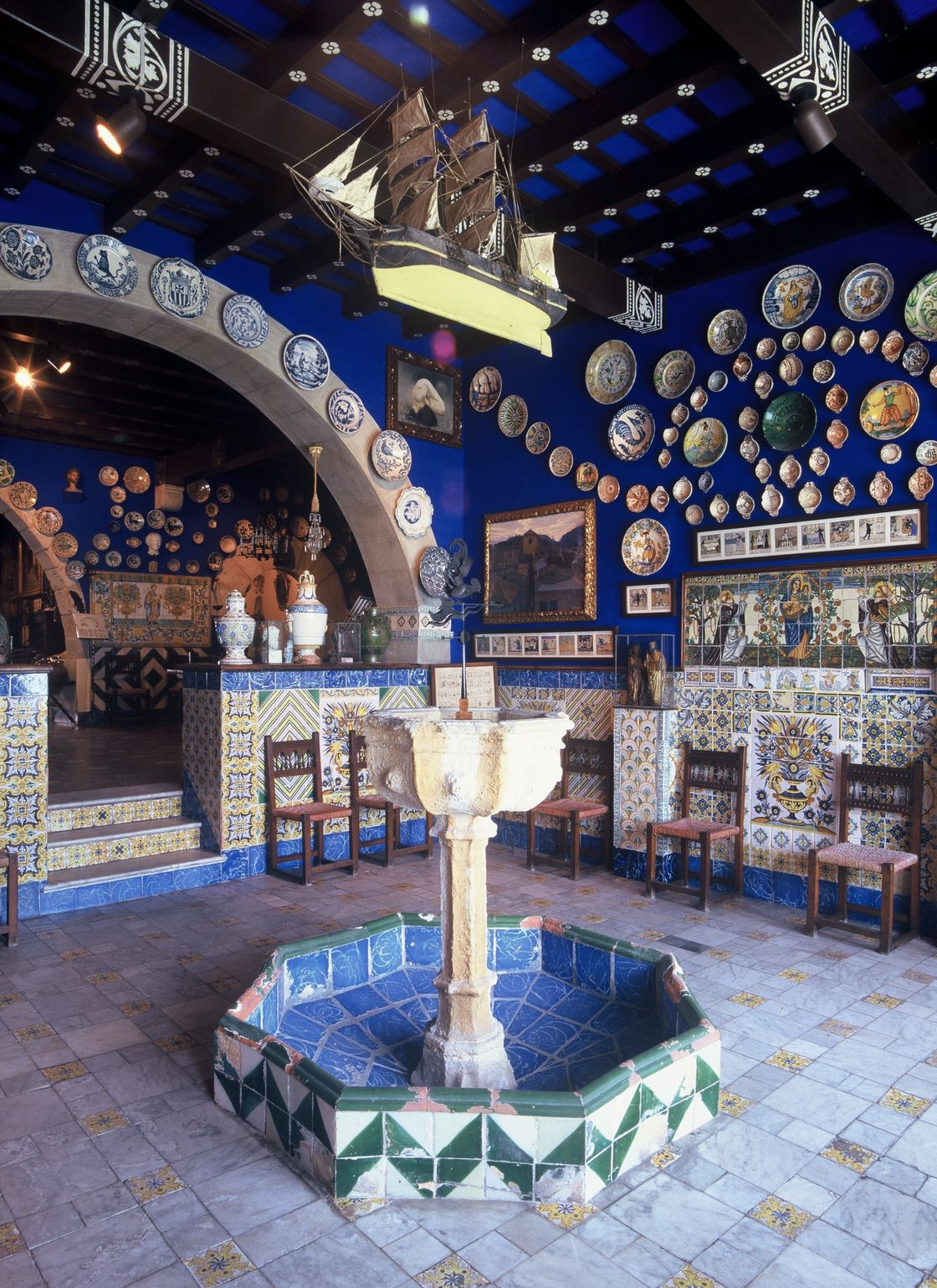
Museo Cau Ferrat, Sitges

Uno de los mayores impulsores y teóricos del modernismo catalán fue Santiago Rusiñol, promotor de las Fiestas Modernistas que se celebraban anualmente en Sitges, a la que acudían escritores y artistas con unos intereses culturales y estéticos similares. Pintor y escritor, Rusiñol fue uno de los máximos promotores del movimiento, el cual pretendía no solo impulsar entre los sectores más académicos, sino también entre las clases populares, para convertirlo en el principal referente de la cultura catalana. La primera Fiesta Modernista se realizó en agosto de 1892, con motivo de una exposición donde figuraban obras de Rusiñol, Ramón Casas, Eliseo Meifrén, Joaquim de Miró, Arcadio Mas y Juan Roig y Soler. La segunda se produjo en septiembre del año siguiente, con un concierto de Enric Morera y el estreno en el Teatro Prado de la ópera La intrusa, una obra de Maurice Maeterlinck traducida al catalán por Pompeu Fabra. La tercera se dio en noviembre de 1894, con varios actos entre los que destacó una procesión realizada entre la estación de ferrocarril de Sitges y el Cau Ferrat —la casa de Rusiñol— con dos obras de El Greco adquiridas por Rusiñol en París: Las lágrimas de san Pedro y Santa Magdalena penitente. En esta ocasión, Rusiñol declamó un discurso en el que defendía un «modernismo sin dogmas escolásticos ni doctrinarismo, ni reglas ni excepciones, ni reglamentos ni estatutos, ni mandatos imperativos». La cuarta tuvo ocasión en febrero de 1897, con el estreno de la ópera La fada de Enric Morera en el Teatro Prado. La quinta y última acaeció en 1899, con la presentación de varias obras de teatro de Ignasi Iglesias (Lladres y La reina del cor) y un texto del propio Rusiñol, L'alegria que passa, así como un concierto de piano de Joaquín Nin.

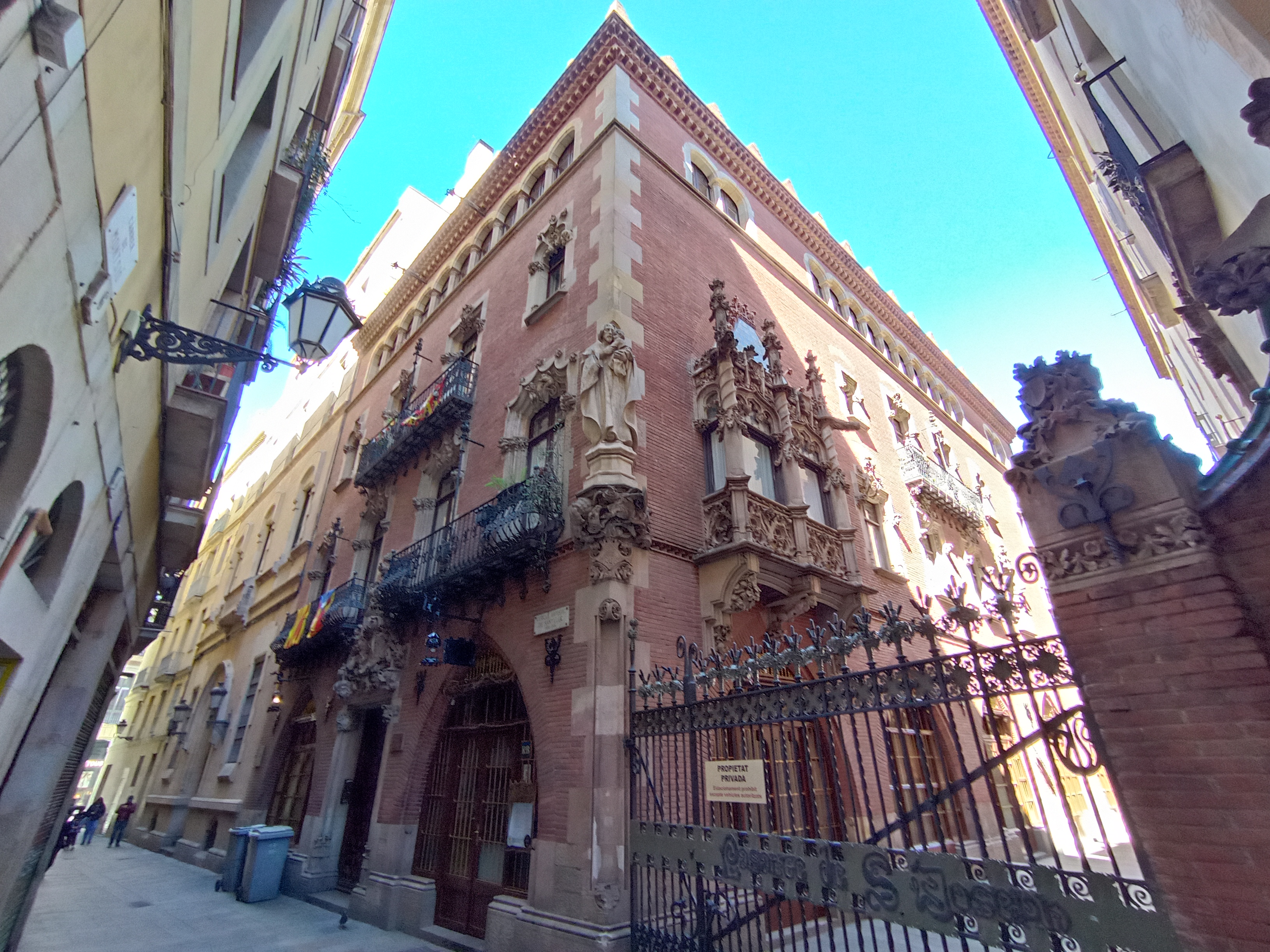
Els Quatre Gats

Por otro lado, se podría considerar como uno de los centros neurálgicos del modernismo el café-restaurante Els Quatre Gats, lugar de reunión de buena parte del grupo modernista, situado en la casa Martí, un edificio neogótico obra de Josep Puig i Cadafalch, en la calle Montsió, en pleno barrio Gótico de Barcelona. Fue fundado en 1897 por Ramón Casas, Santiago Rusiñol, Miquel Utrillo y Pere Romeu —quien regentó el negocio— y perduró hasta 1903, año en que cerró sus puertas. Aquí se formó una tertulia a la que acudían artistas y escritores como Isidro Nonell, Joaquín Mir, Ramón Pichot, Ricard Canals, Hermenegildo Anglada Camarasa, Jaime Sabartés, Ricardo Opisso, Joaquín Torres García, Pompeyo Gener, Joan Maragall, Amadeo Vives, Isaac Albéniz, Pablo Gargallo o Manolo Hugué, además de un joven Pablo Picasso, instalado en la Ciudad Condal en 1895. Además de estas tertulias, en el local se celebraron conciertos, exposiciones, recitales de poesía, funciones de marionetas y sombras chinescas. Por otro lado, se publicó una revista titulada Els Quatre Gats, dirigida por Pere Romeu, que salió entre febrero y mayo de 1899, con un total de quince números.

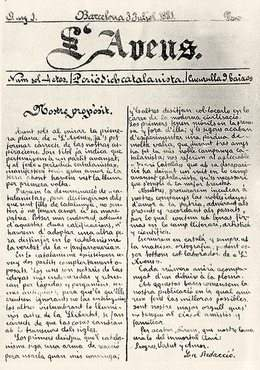
L'Avenç (1881)

Otro centro impulsor del movimiento fue el Círculo Artístico de San Lucas, fundado en 1893. Vinculado en buena medida al catolicismo, su mayor teórico fue José Torras y Bages, obispo de Vic y figura representativa del catalanismo conservador, en cuyo seno militó también Antoni Gaudí, buen amigo de Torras. El Círculo se oponía a los valores de la burguesía, pero también a la bohemia, al materialismo tanto como al esteticismo y defendía en cambio la espiritualidad y la tradición, el gremialismo y el trabajo artesanal, con influencia de los prerrafaelitas, los nazarenos y el Arts and Crafts.
Por otro lado, la revista L'Avenç fue el portavoz del movimiento, publicada entre 1881-1884 y 1889-1893. Fundada por Jaume Massó, seguía una línea moderna, progresista y catalanista, con voluntad de homologación y estandarización de la lengua catalana, que querían despojar de elementos arcaizantes. En el seno de esta revista se forjó el nombre «modernismo», aplicado en un principio a la actitud renovadora de la élite intelectual catalana y que, al poco tiempo, pasaría de ser una palabra genérica a otra específica, que designaría ya el nuevo estilo desarrollado en el Principado. Este cambio, según Francesc Fontbona, se daría en el momento en que el modernismo catalán conectó con el simbolismo, el nuevo estilo europeo de finales del siglo XIX, en que el arte se sumerge en la espiritualidad, en el esteticismo, en lo que se podría definir como una «religión del arte». El artista se convierte en el sacerdote de esta nueva religión, que rinde culto a la belleza y el refinamiento, en contraposición al materialismo de la era industrial. Dentro de la revista, uno de sus mayores teóricos fue Raimon Casellas. Otra revista que sirvió de órgano difusor del nuevo arte fue Pèl & Ploma, publicada entre 1899 y 1903, años en que editaron unos cien números. Estaba financiada por Ramón casas y su redactor principal fue Miquel Utrillo. A esta le sucedió Forma, entre 1904 y 1908, también dirigida por Utrillo. Además de Casellas y Utrillo, otros críticos de arte de la época modernista fueron: Alfredo Opisso, Manuel Rodríguez Codolá, Bonaventura Bassegoda i Amigó, Francesc Casanovas, Juan Brull, José María Jordá, Sebastià Junyent, Frederic Pujulà, Miguel Sarmiento y Eugenio d'Ors.

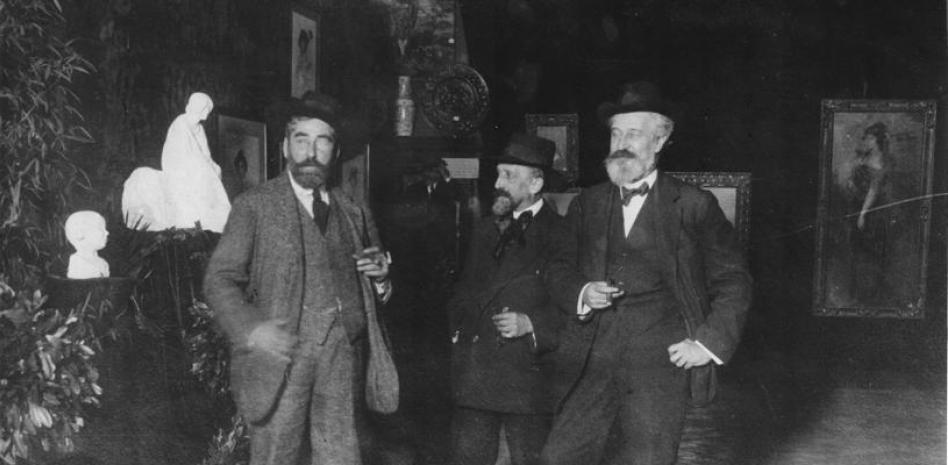
Ramón Casas, Santiago Rusiñol y Enric Clarasó en su exposición conjunta en la Sala Parés (1915)

En cuanto a la enseñanza, el mayor centro dinamizador del arte modernista fue la Escuela de la Lonja, patrocinada por la Junta de Comercio de Barcelona. Respecto a la exhibición de obras cabe destacar la Sala Parés, fundada en 1840 por Joan Baptista Parés y que pronto se convirtió en la galería de arte más activa del Principado. De hecho, uno de los puntos de partida del nuevo movimiento, además de la Exposición Universal de 1888, fue la exposición celebrada en 1890 en la Sala Parés por Ramón Casas, Santiago Rusiñol y Enric Clarasó. Todos estos artistas habían pasado un tiempo en París y se habían contagiado de su ambiente bohemio, así como de la obra de artistas como Gustave Moreau o Pierre Puvis de Chavannes, así como el prerrafaelismo inglés o incluso la xilografía japonesa. La exposición supuso una fuerte convulsión en el seno del panorama artístico catalán por la modernidad y expresividad de las obras, que ofrecían una visión matizada de la realidad, subjetiva y estetizada, interpretada por el artista de acuerdo a su interioridad con expresión del sentimiento, una mirada alejada del naturalismo imperante hasta entonces.

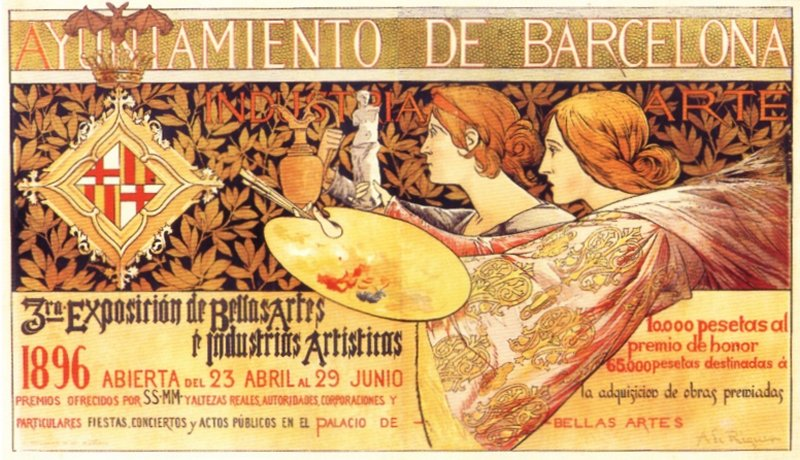
Cartel de la III Exposición de Bellas Artes, de Alexandre de Riquer (1896)

Otro frente impulsor del nuevo estilo fueron las exposiciones oficiales: en 1890 se creó por parte del Ayuntamiento de Barcelona la Comisión de Conservación de los Edificios del Parque y de Creación y Fomento de los Museos Municipales, con el objetivo de preservar las infraestructuras creadas para la Exposición Universal de 1888. Una de las iniciativas de dicha comisión fue la celebración de exposiciones artísticas de cara a adquirir obras para los museos de la ciudad. Así, en 1891 se celebró la I Exposición General de Bellas Artes, con secciones de arquitectura, escultura, pintura, dibujo y artes gráficas. En la II Exposición (1894) se añadieron secciones de grabado, escenografía y pintura decorativa. Paralelamente, en 1892 se celebró la I Exposición Nacional de Industrias Artísticas, con secciones de metal, cerámica y vidrio, ebanistería y tejidos. En 1896 se fusionaron las dos y se celebró la III Exposición de Bellas Artes e Industrias Artísticas, fórmula que se consolidó en los siguientes certámenes: la IV en 1898, la V en 1907 —con el nombre en adelante de Exposición Internacional— y la VI en 1911.
Cabe señalar la importancia que dentro del modernismo catalán tuvo la isla de Mallorca, especialmente para los pintores paisajistas. La isla balear conjugaba un paisaje todavía puro con todas las comodidades del progreso en cuanto a estancia y transportes. Para los catalanes fue un lugar habitual de descanso y evasión del mundo urbano. Así, artistas como Santiago Rusiñol, Eliseo Meifrén, Joaquín Mir, Hermenegildo Anglada Camarasa, Alexandre de Riquer, Sebastià Junyer, Mariano Pidelaserra, Eveli Torent y Félix Mestres pasaron largas estancias en la isla. Al tiempo, los medios mallorquines —como el diario La Almudaina— se hacían eco de las novedades artísticas del Principado, que hicieron mella igualmente en los artistas mallorquines.

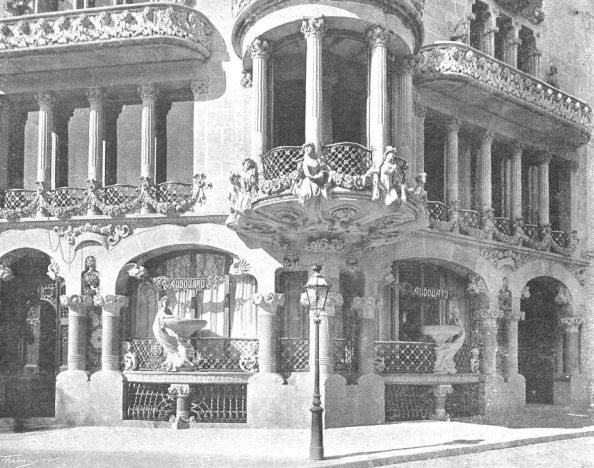
Fotografía de la casa Lleó Morera en 1906, donde se aprecian las esculturas originales de Eusebi Arnau que fueron destruidas en una reforma en 1943

El novecentismo relevó al modernismo hacia 1910, un movimiento de corte clasicista y mediterraneísta impulsado por el escritor Eugenio d'Ors, opuesto a todo lo que consideraba excesos ornamentales del modernismo, frente a lo que defendía la pureza de las líneas clásicas, despojadas de subterfugios, de líneas simples y sobrias. Algunos artistas modernistas, especialmente los más jóvenes, se pasaron al nuevo movimiento, como Isidro Nonell, Joaquín Mir, Ricard Canals, Pablo Gargallo o Pablo Picasso; o, entre los arquitectos, Enric Sagnier, Josep Maria Pericas, Arnau Calvet, Ignasi Mas, Josep Domènech i Mansana, así como algunos discípulos de Gaudí, como Juan Rubió o Cèsar Martinell. Los novecentistas se opusieron tan furibundamente a los modernistas que llegaron a destruir en algún caso obras suyas, como las esculturas de Eusebi Arnau que decoraban la planta baja de la casa Lleó Morera —obra de Lluís Domènech i Montaner—, retiradas en la reforma que dirigió Raimundo Durán Reynals en 1943, que fueron destruidas a martillazos. En los años 1920 algunos arquitectos pidieron incluso la demolición del Palacio de la Música Catalana. Un buen ejemplo también son las tiendas modernistas: en su día se crearon con igual profusión en el nuevo estilo tiendas que casas —tanto bares y restaurantes como comercios, farmacias, panaderías y todo tipo de locales—, pero la mayoría han ido desapareciendo con el paso del tiempo: en los años 1960 había unas ochocientas —según una estimación del arquitecto David Mackay—, hasta quedar reducidas en la actualidad a unas cincuenta. Entre las desaparecidas, alguna tan emblemática como el Bar Torino, diseñado por Gaudí junto con Pedro Falqués y Josep Puig i Cadafalch.

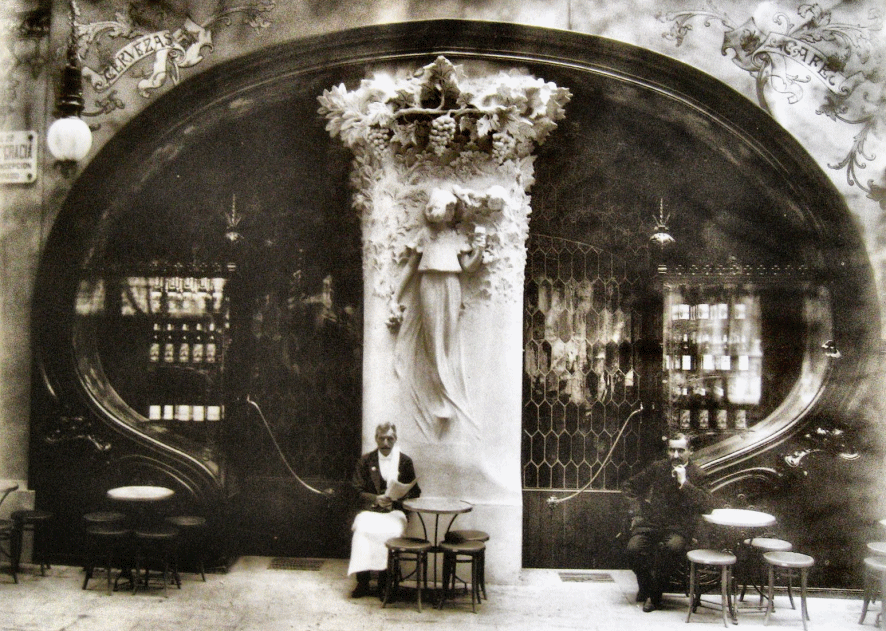
El desaparecido Bar Torino, creado en 1902 con decoración de Antoni Gaudí, Pedro Falqués y Josep Puig i Cadafalch

La caída en desgracia del modernismo duró varias décadas, hasta que en los años 1960 fue reivindicado por una nueva generación de arquitectos, críticos y expertos, como Oriol Bohigas —autor en 1968 de la obra Arquitectura modernista—, que supieron ver en él un movimiento genuinamente catalán con innegables virtudes tanto artísticas como teóricas. De hecho, años e incluso décadas antes habían surgido ya algunas voces en defensa del modernismo catalán, quizá la primera la de Salvador Dalí, autor en 1932 de un artículo en la revista Minotaure titulado De la Beauté térrifiant et comestible de l'Arquitecture Nouveau Style. En 1936, Nikolaus Pevsner citaba someramente a Gaudí en su obra Pioneros del diseño moderno, de William Morris a Walter Gropius, en cuya segunda edición, ya en 1957, se lamentaba de no haberlo tratado más extensamente, ya que lo consideraba «el arquitecto más significativo del Art Nouveau». Posteriormente surgieron obras como Modernismo y modernistas, de Josep Francesc Ràfols (1949); El arte modernista catalán, de Alexandre Cirici (1951); Art Nouveau, de Stephan Tschudi-Madsen (1956); Arquitectura, siglos xix y xx, de Henry-Russell Hitchcock (1958); Art Nouveau-Jugendstil, de Robert Schutzler (1962); El primer modernismo catalán y sus fundamentos ideológicos, de Eduardo Valentí (1973); Aspectos del modernismo, de Joan Lluís Marfany (1975); y La crisis del modernismo artístico, de Francesc Fontbona (1975), por citar algunos —aparte del ya mencionado de Bohigas—.
En igual medida, revalorizaron el movimiento diversas exposiciones que se produjeron desde los años 1960, como Art Nouveau-Art and Design at the Turn of the Century, celebrada en 1960 en el MoMA de Nueva York; Artes suntuarias en el modernismo barcelonés, en el Palacio de la Virreina de Barcelona (1964); y El Modernismo en España, en el Casón del Buen Retiro de Madrid (1969).

## Arquitectura

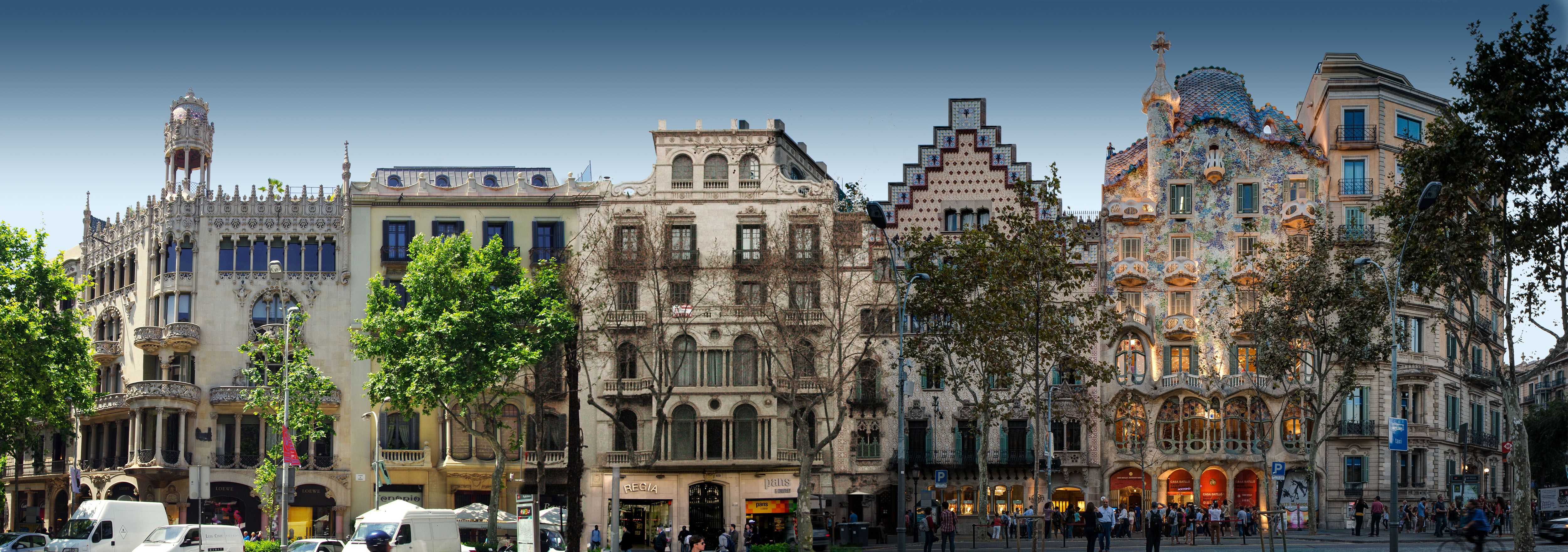
La Manzana de la Discordia (Barcelona), que incluye la casa Lleó Morera de Lluís Domènech i Montaner, la casa Amatller de Josep Puig i Cadafalch y la casa Batlló de Antoni Gaudí

La arquitectura modernista se desarrolló en diversas fases: el primer modernismo, desarrollado en los años 1890, era todavía un estilo no especialmente definido, cuyo principal componente era un goticismo abarrocado desligado ya del historicismo, con pervivencia de ciertos rasgos clasicistas y medievalistas, practicado principalmente por Lluís Domènech i Montaner, Josep Puig i Cadafalch y Antoni Maria Gallissà. En estos primeros años había un cierto sentimiento de indefinición, como se muestra en la obra Arquitectura moderna de Barcelona (1897), de Francesc Rogent, donde defiende la utilización del «estilo neogreco» para edificios públicos, «neogótico» para edificios particulares y «neorrománico» para iglesias. Al mismo tiempo, se seguía practicando una arquitectura academicista ajena a las innovaciones modernistas, como se ve en la obra de arquitectos como Salvador Viñals, Cayetano Buigas, Joan Baptista Pons i Trabal o Francisco de Paula del Villar y Carmona.
Con el cambio de siglo, el modernismo evolucionó hacia un cierto formalismo estilístico de influencia secesionista, practicado por una segunda generación de arquitectos como Josep Maria Jujol, Manuel Raspall, Josep Maria Pericas, Eduard Maria Balcells, Salvador Valeri, Alexandre Soler, Antoni de Falguera, Bernardí Martorell y otros. Estos arquitectos planteaban la arquitectura como soporte de una exultante ornamentación, entrando en una fase manierista del modernismo. Por otro lado, continuaron las tendencias neogóticas y del eclecticismo clasicista, practicadas principalmente por Enric Sagnier, José Doménech Estapá, Manuel Comas i Thos, Augusto Font Carreras o Joan Josep Hervàs. Según Juan Bassegoda, esta fase manierista tuvo tres corrientes principales: la vinculada a la Escuela de Arquitectura de Barcelona, es decir, los discípulos de Domènech, Vilaseca, Font Carreras y Gallissà; los discípulos de Gaudí; y los influidos por la arquitectura europea, principalmente francesa, inglesa y austríaca. Pese a todo, no se trataría de líneas rígidas y alguno de ellos se podría encontrar en varias corrientes a la vez.
El epicentro de la arquitectura modernista catalana se produjo en Barcelona y algunas ciudades del entorno, en menor medida en las otras provincias catalanas. Entre otras razones, conviene recordar la presencia en esta ciudad de la Escuela de Arquitectura, donde se formaron la mayoría de arquitectos modernistas. Esta institución supuso la instauración en la Ciudad Condal de una «escuela» —en su sentido artístico— con unos parámetros comunes a toda una serie de arquitectos, que vino a sustituir a una generación anterior que debía contentarse con el título de maestro de obras o bien formarse en arquitectura en Madrid. Por otro lado, un factor determinante del desarrollo del nuevo estilo fue el Ensanche de Barcelona, trazado por Ildefonso Cerdá en 1859, que favoreció enormemente la labor edilicia de la ciudad, al facilitar unos terrenos donde construir desde cero. Pese a todo, así como los diversos modernismos regionales surgidos en España fueron esencialmente inconexos entre sí, en el seno del modernismo catalán es difícil encontrar un nexo común a todos los arquitectos, que mayormente desarrollaron un estilo propio y personal.

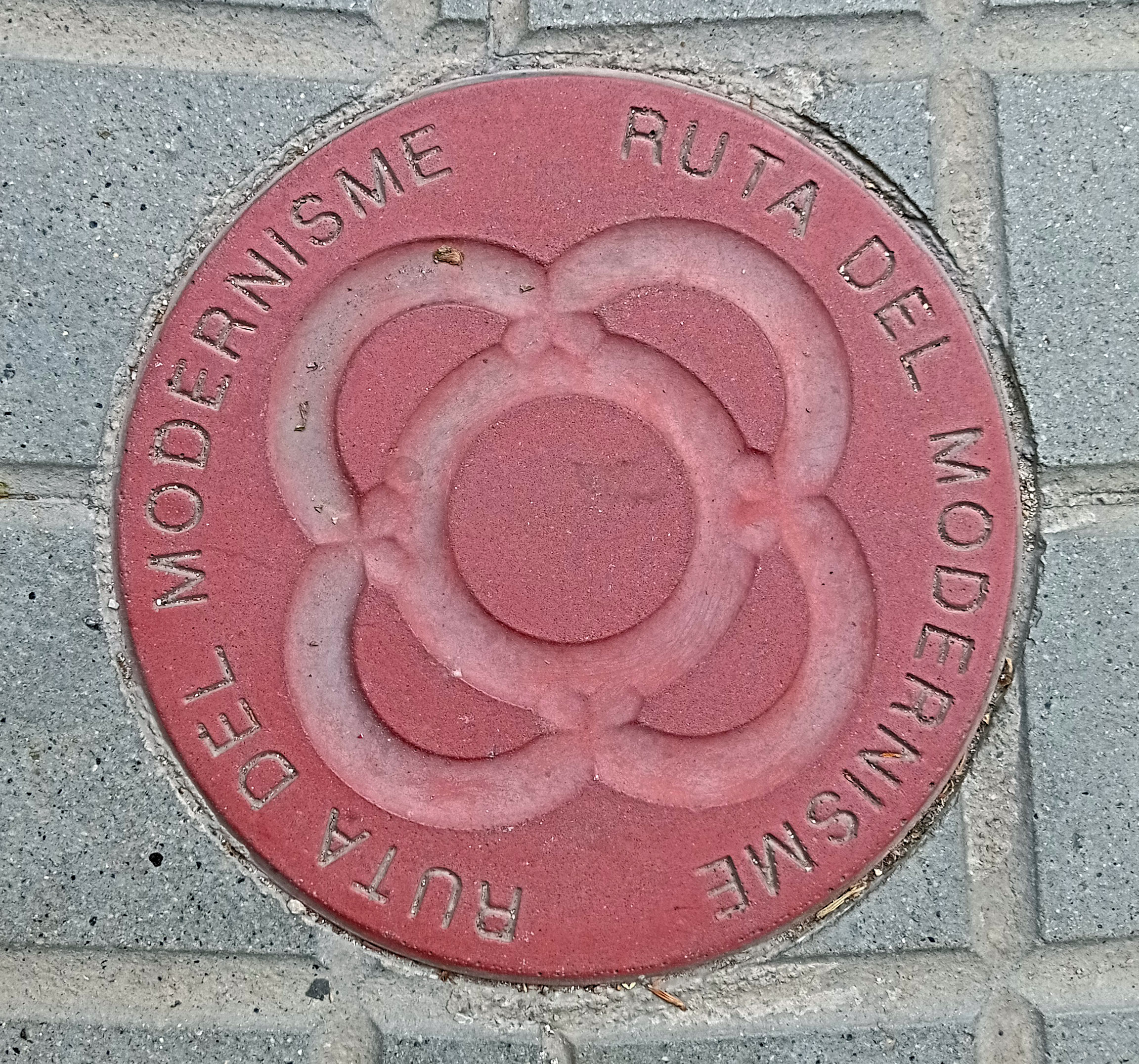
Baldosa de la Ruta del Modernismo

Las raíces del modernismo arquitectónico se encuentran en el Romanticismo, ya que, más allá de su estructura funcional, la relevancia otorgada al diseño y la ornamentación, el carácter suntuoso de su decoración y la consideración de obra de arte total se enmarcan en las corrientes románticas que surgieron a comienzos del siglo XIX, alejadas del academicismo clasicista o del formalismo ecléctico. Así, en el modernismo influyeron poderosamente movimientos como el neogótico —especialmente gracias a la aportación teórica de Viollet-le-Duc—, así como el exotismo, la inspiración en culturas lejanas, especialmente de Oriente, con preferencia en España, dado su pasado andalusí, del neomudéjar.
Cabe señalar que la arquitectura modernista no comportó nada nuevo a nivel estructural, ninguna solución constructiva original, de hecho sus plantas y secciones son indistinguibles de cualquier edificio anterior. Su novedad revistió en el exterior, la fachada, así como en la decoración interior, en el uso de las artes aplicadas para elaborar un producto unitario, una obra de arte total. En ese terreno, su principal fuente de inspiración fue la naturaleza, aunque una naturaleza idealizada y magnificada.
La arquitectura modernista catalana es difícilmente equiparable a la europea —ya sea francobelga o austríaca—, ya que no presenta rasgos estilísticos comunes y es esencialmente una aportación original. De ello eran conscientes los propios arquitectos, como se denota en estas palabras de Josep Puig i Cadafalch: «entre todos hemos construido un arte moderno, a partir de nuestro arte tradicional, adornándolo con bellas materias nuevas, adaptando el espíritu nacional a las necesidades del día».
En 1997 se creó la Ruta del Modernismo en Barcelona, gracias a una iniciativa del Ayuntamiento de esta ciudad, que incluye los edificios más emblemáticos construidos en este estilo, en total unas 120 obras. Para señalizar la ruta, se colocaron en el pavimento en varios puntos de la ciudad unas baldosas de color rojo con la flor de Barcelona, un diseño de baldosa de Josep Puig i Cadafalch para la casa Amatller que posteriormente fue utilizado en numerosas calles de la ciudad y se ha convertido en un símbolo de la Ciudad Condal.

### Premodernismo

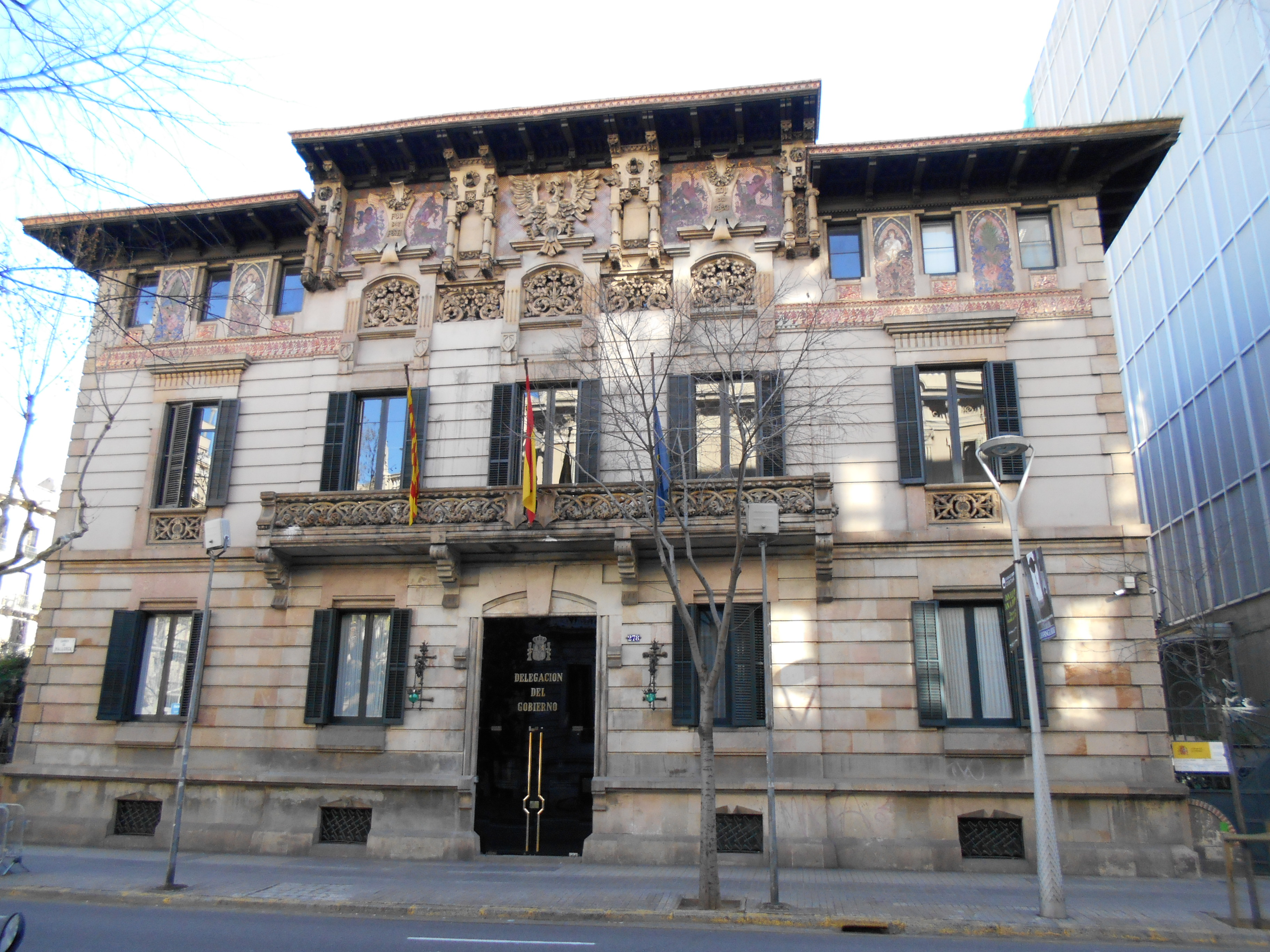
Palacio Montaner (1889-1893), de José Doménech Estapá

Algunos arquitectos evolucionaron desde el historicismo al modernismo, con diverso grado de asimilación del nuevo estilo, si bien en líneas generales en sus obras se continuó trasluciendo una cierta continuidad con las formas anteriores. Como se ha visto, el nuevo estilo tuvo su razón de ser en la decoración, mientras que no aportó nada nuevo a nivel estructural, por lo que muchos arquitectos de la generación anterior a la modernista pudieron incursionar en la nueva estética sin abandonar excesivamente su método constructivo ya consolidado con los años. De hecho, numerosos arquitectos siguieron una trayectoria más personal que estilística, por lo que resulta difícil poner la etiqueta de modernista a tal o cual arquitecto y, a menudo, se hace simplemente por coincidir en tiempo y lugar. Gaudí, por ejemplo, se inició en un cierto historicismo para evolucionar a un estilo particular y único, un estilo inspirado en la naturaleza —organicista por tanto— difícilmente equiparable a cualquier otro arquitecto. Otro caso es José Doménech Estapá, un arquitecto de línea clásica y solemne que incluso se mostró bastante belicoso contra el modernismo, pero cuya obra se enmarca en este período.

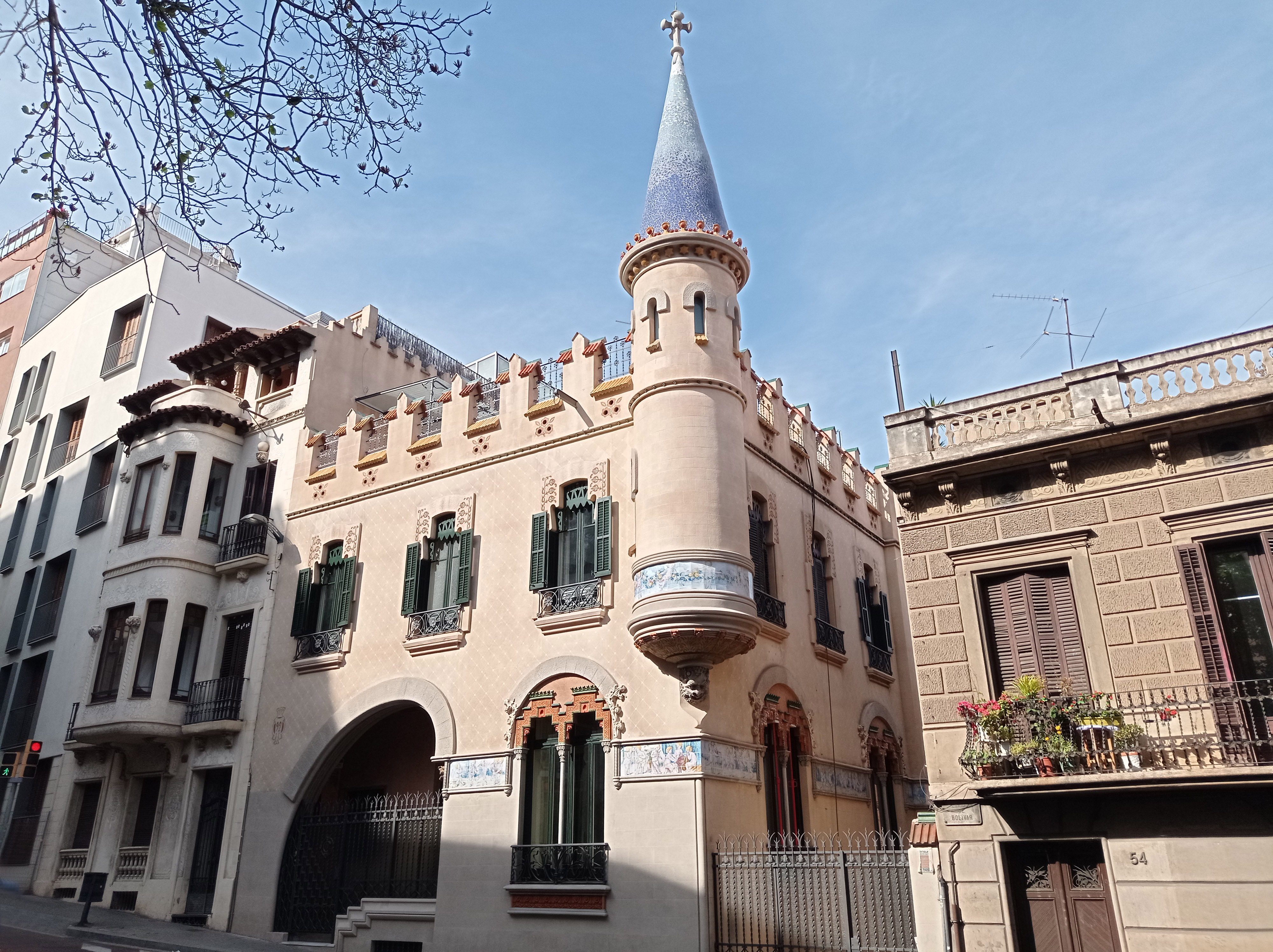
Casa Comas d'Argemir (1904), de José Vilaseca, Barcelona

En la época de gestación del modernismo se apreciaron diversas corrientes: una liderada por José Vilaseca, con influencia de la arquitectura alemana, de líneas más sobrias y regulares, en cuya estela se podría situar a Lluís Domènech i Montaner, Josep Font i Gumà y Antoni Maria Gallissà; otra protagonizada por Joan Martorell, enmarcado en un neogótico de raíz violletiana para obras religiosas y en un clasicismo de influencia francesa para las civiles, que seguirían Gaudí, Cristóbal Cascante y Camilo Oliveras; por último, Augusto Font Carreras seguiría una línea más influenciada por la arquitectura clasicista francesa. José Vilaseca practicó un premodernismo de aire clasicista, como se denota en la casa Pia Batlló (1891-1896), la casa Enric Batlló (1892-1896), la casa Àngel Batlló (1893-1896), las casas Cabot (1901-1905), la casa Dolors Calm (1903) y la casa Comas d'Argemir (1903-1904), en Barcelona. Fue el autor del Arco de Triunfo de Barcelona, construido para la Exposición Universal de 1888. Joan Martorell fue un arquitecto historicista, con preferencia por el medievalismo, que introdujo, sin embargo, decoración modernista en algunas de sus obras. Entre sus realizaciones destacan la iglesia de las Salesas (1885), la Sociedad de Crédito Mercantil (1896-1900) y el palacio Güell de Pedralbes en Barcelona, así como el palacio de Sobrellano en Comillas (Cantabria). Fue el mentor de Gaudí, al que recomendó para el templo de la Sagrada Familia. Augusto Font Carreras fue discípulo de Elías Rogent y desarrolló un estilo ecléctico inspirado en el neogótico y el neoárabe; entre sus obras destacan: el palacio de les Heures (1894-1898), la plaza de toros de las Arenas (1902), la sede de la Caja de Ahorros de Barcelona de la plaza de San Jaime (1903) y la iglesia de la Casa de la Caridad (1912).

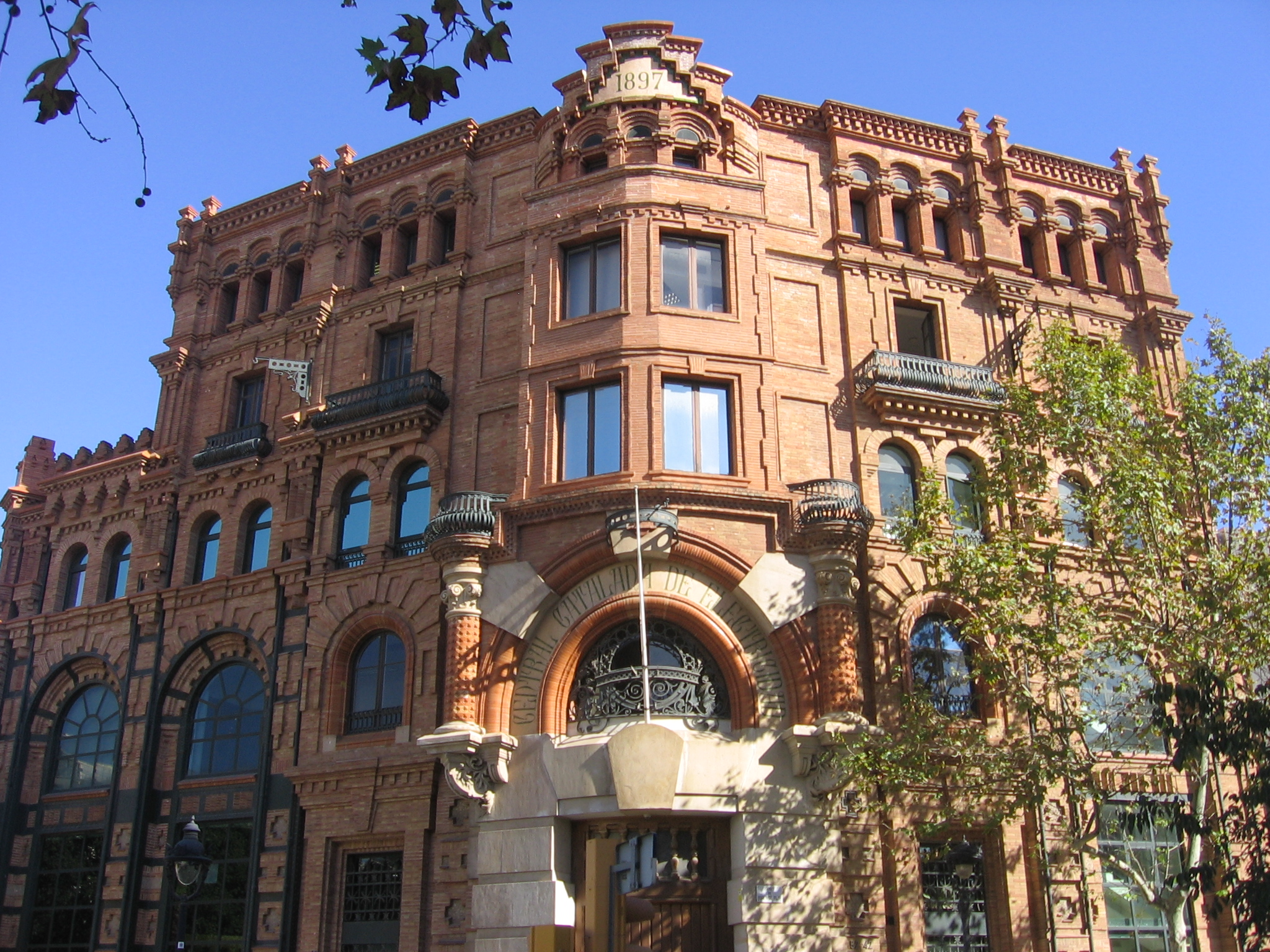
Central Catalana de Electricidad (1896-1897), de Pedro Falqués, Barcelona

Cabe citar asimismo a otros arquitectos que coincidieron en su etapa media o final con la eclosión del modernismo: José Doménech Estapá plasmó en sus obras un premodernismo de corte personal, ecléctico, funcional y grandilocuente. Fue autor de la Cárcel Modelo de Barcelona (con Salvador Viñals, 1887-1904), el Palacio Montaner (actual Delegación del Gobierno en Cataluña, 1889-1893, terminado por Antoni Maria Gallissà y Lluís Domènech i Montaner), el edificio de Catalana de Gas (1895-1896), el Asilo de Santa Lucía (posterior Museo de la Ciencia, 1904-1909), el Observatorio Fabra (1904-1906), el Hospital Clínico (1904), la iglesia-convento de Nuestra Señora del Carmen (1909-1921) y la Estación de Magoria (1912). Pedro Falqués fue arquitecto municipal de Barcelona, por lo que intervino en numerosas mejoras urbanísticas de la ciudad; fue autor del mercado del Clot (1889), la fuente de Canaletas (1892), la Tenencia de Alcaldía del Ensanche (1893), la Central Catalana de Electricidad (1896-1897), los bancos-farolas del paseo de Gracia (1900), la casa Laribal (1902), la casa Bonaventura Ferrer (1905-1906) y el mercado de Sants (1913). Antonio Rovira y Trías fue arquitecto municipal de Barcelona, ganador del concurso convocado por el Ayuntamiento para el nuevo Ensanche de la ciudad, aunque finalmente el Ministerio de Fomento impuso el proyecto de Ildefonso Cerdá. Para la Exposición Universal de 1888 construyó el Museo Martorell. Fue autor de varios mercados municipales, como el de Hostafrancs (1888), donde mostró un incipiente modernismo. Emilio Sala Cortés fue igualmente historicista con introducción de algunos elementos ornamentales modernistas, especialmente en las múltiples villas de veraneo que construyó para la burguesía. Entre sus obras destacan: la casa Emilia Carles en Barcelona (1892), el palacio Tolrà en Castellar del Vallés (1890), la casa Rocafort en La Garriga (1910) y las Escuelas Ribas en Rubí (1916). Fue autor también del edificio de paseo de Gracia n.º 43, que más tarde fue reformado por Gaudí y reconvertido en la casa Batlló. Cayetano Buigas fue arquitecto jefe de la Exposición Universal de 1888, para la que diseñó también el Monumento a Colón, con escultura de Rafael Atché. Se enmarcó en el eclecticismo, con alguna influencia modernista, como se vislumbra en el Balneario Vichy Catalán, en Caldas de Malavella (1898-1904). En Sitges fue autor del Mercado Municipal (1889) y de la casa Bonaventura Blai (1900).

### Lluís Domènech i Montaner

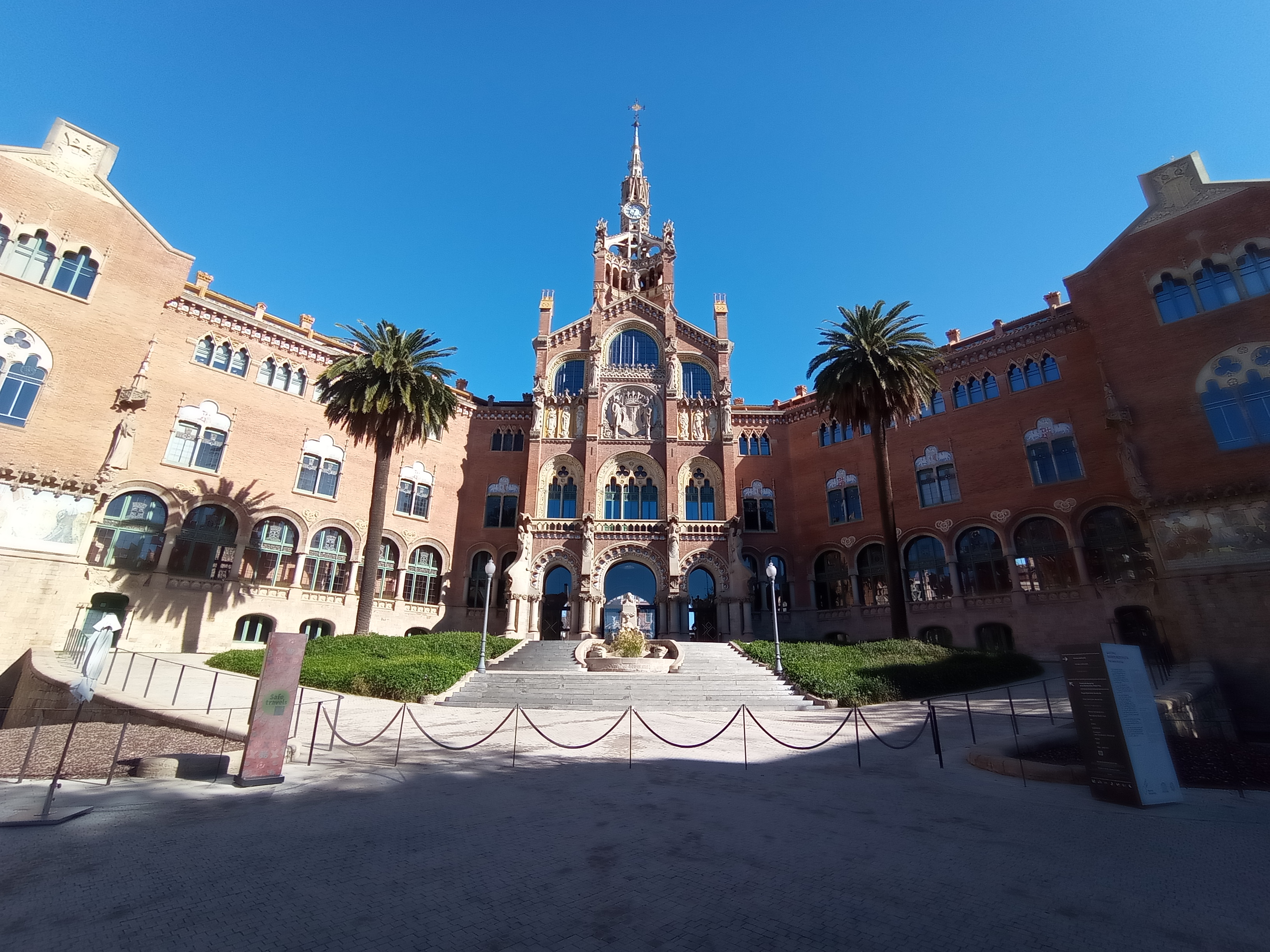
Hospital de la Santa Cruz y San Pablo (1902-1913), Barcelona

Lluís Domènech i Montaner hizo una mezcla de racionalismo constructivo y decoración fabulosa con influencia de la arquitectura hispano-islámica. Fue el creador de lo que denominaba una «arquitectura nacional», un estilo ecléctico basado en las nuevas técnicas y materiales, con un afán moderno e internacional. Para ello, se inspiró en arquitectos como Eugène Viollet-le-Duc, Karl Friedrich Schinkel y Gottfried Semper. En su obra buscaba la unidad constructiva y estética, con planteamientos claros y ordenados, a través de un sistema racional que asumía el decorativismo como una parte consustancial de la obra. Fue profesor de la Escuela de Arquitectura de Barcelona desde su fundación en 1875 y, de 1900 a 1920, su director. Fue también presidente del Ateneo Barcelonés, periodista —director del periódico El Poble Català—, heraldista y político, siendo presidente de la Lliga de Catalunya y de la Unión Catalanista, así como diputado en Madrid en 1904.

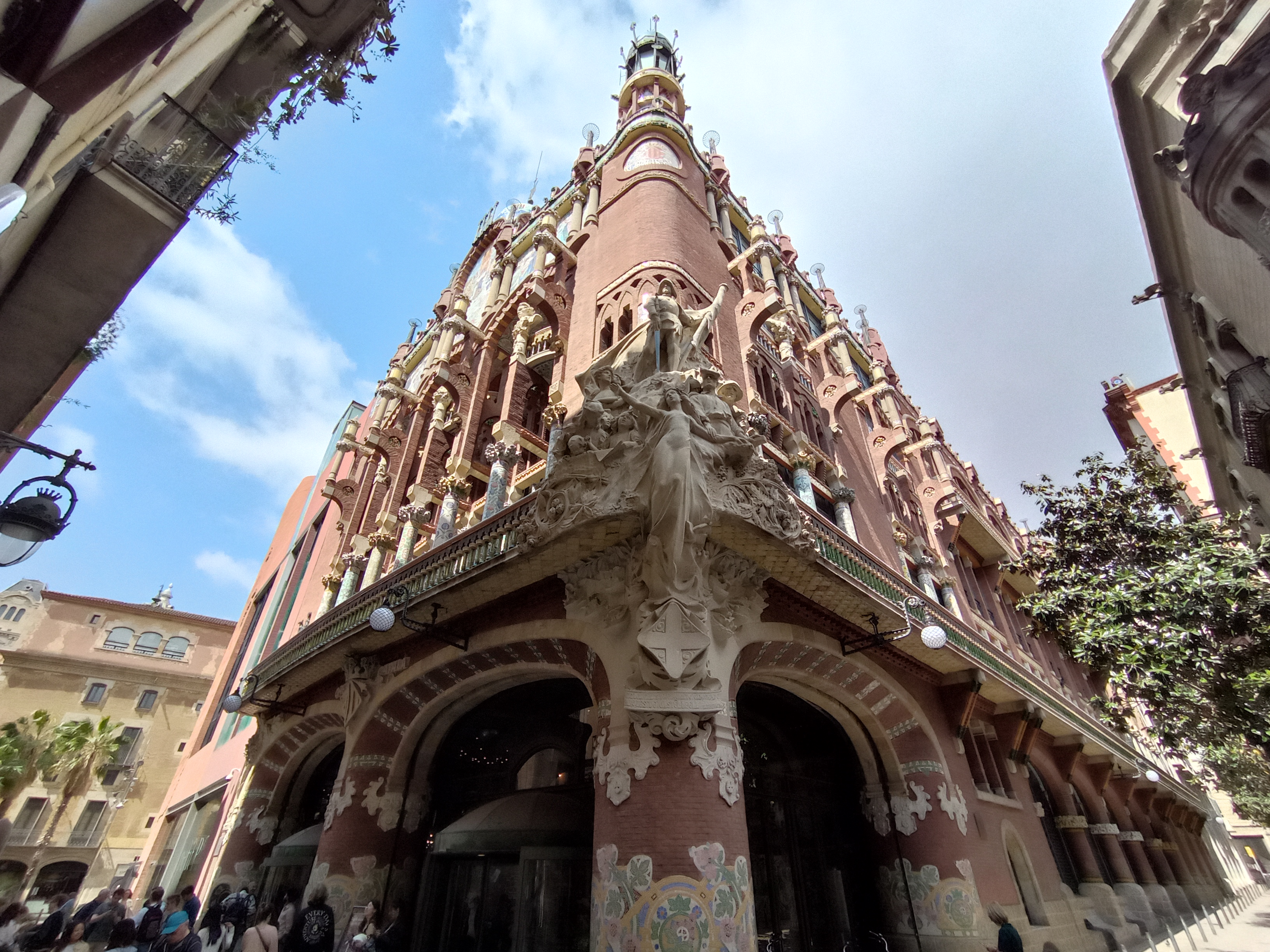
Palacio de la Música Catalana (1905-1908), Barcelona

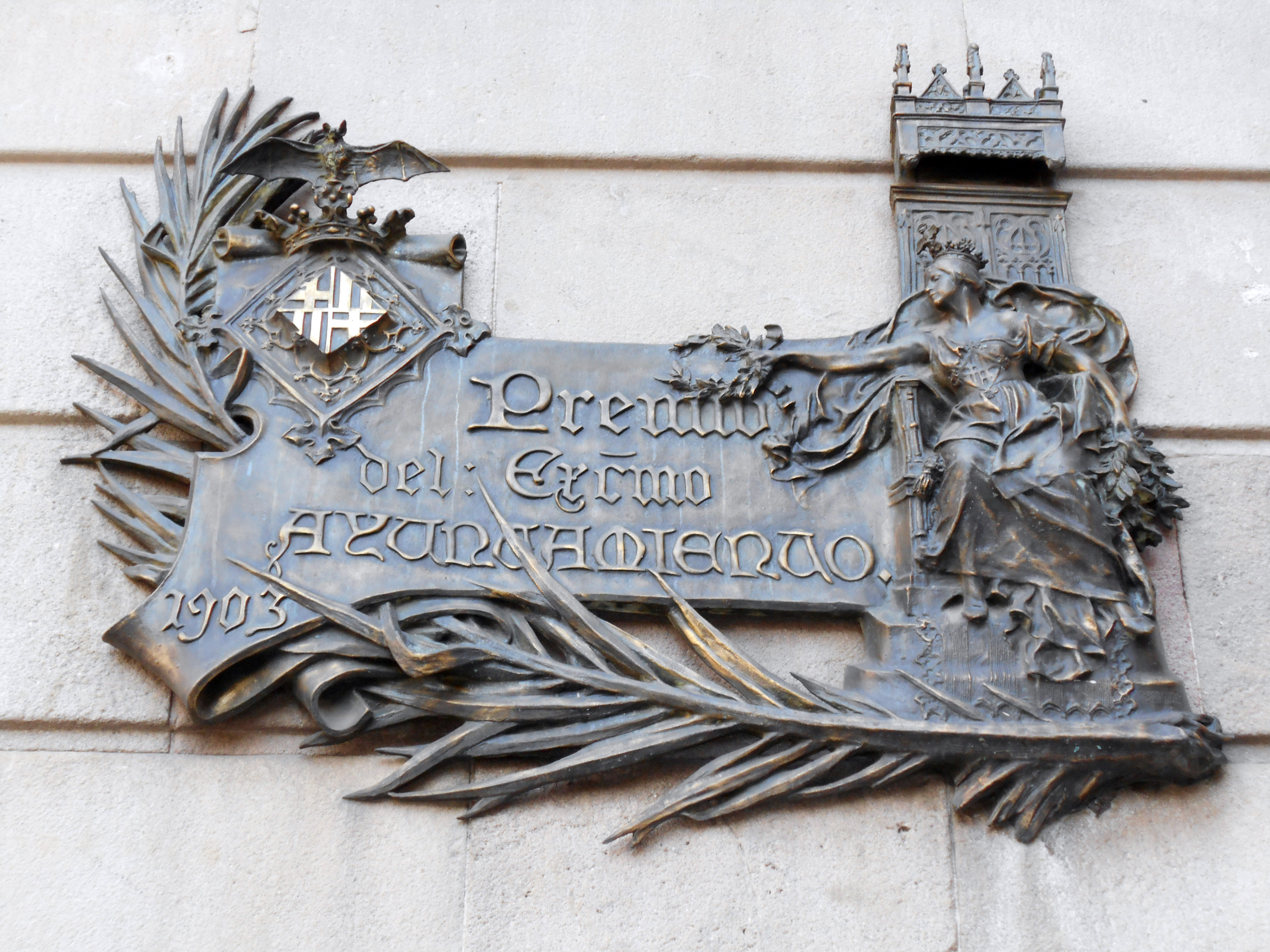
Placa al ganador del Concurso anual de edificios artísticos del año 1903: edificio de La Caixa de la plaza de San Jaime (Barcelona), obra de Augusto Font Carreras

Sus obras más relevantes fueron el Hospital de la Santa Cruz y San Pablo (1902-1913, acabado por su hijo Pere Domènech i Roura) y el Palacio de la Música Catalana (1905-1908), ambas declaradas Patrimonio de la Humanidad por la Unesco en 1997. El primero es un vasto complejo hospitalario heredero del antiguo Hospital de la Santa Cruz, que ocupa nueve manzanas del Ensanche, con un conjunto de cuarenta y seis pabellones dispuestos en paralelo y diagonal según la distribución en el recinto para tener la óptima orientación solar. Son pabellones autónomos separados por espacios intersticiales, aunque conectados por galerías subterráneas, de los que destacan el pabellón de administración, la sala de actos, la biblioteca, la secretaría, la iglesia y la sala de convalecencia. En esta obra cobran especial relevancia las artes aplicadas, como la escultura —con obras de Eusebi Arnau y Pablo Gargallo—, el mosaico, el azulejo y las vidrieras.
El Palacio de la Música Catalana es un edificio articulado alrededor de la gran sala central, de forma oval y con capacidad para dos mil espectadores. En su interior presenta tres cuerpos, el acceso, el auditorio y el escenario, con una fastuosa decoración con revestimientos de cerámica y una gran claraboya central que cubre la sala, hecha de cristales de colores, además de diversas esculturas de Eusebi Arnau y Pablo Gargallo. La fachada principal cubre el chaflán de las calles Amadeu Vives y Sant Pere més Alt, con grandes arcos de acceso y un balcón que circunda toda la fachada, con columnas recubiertas de cerámica y rematado por una cúpula de mosaico, donde destaca el grupo escultórico de La canción popular, de Miguel Blay.

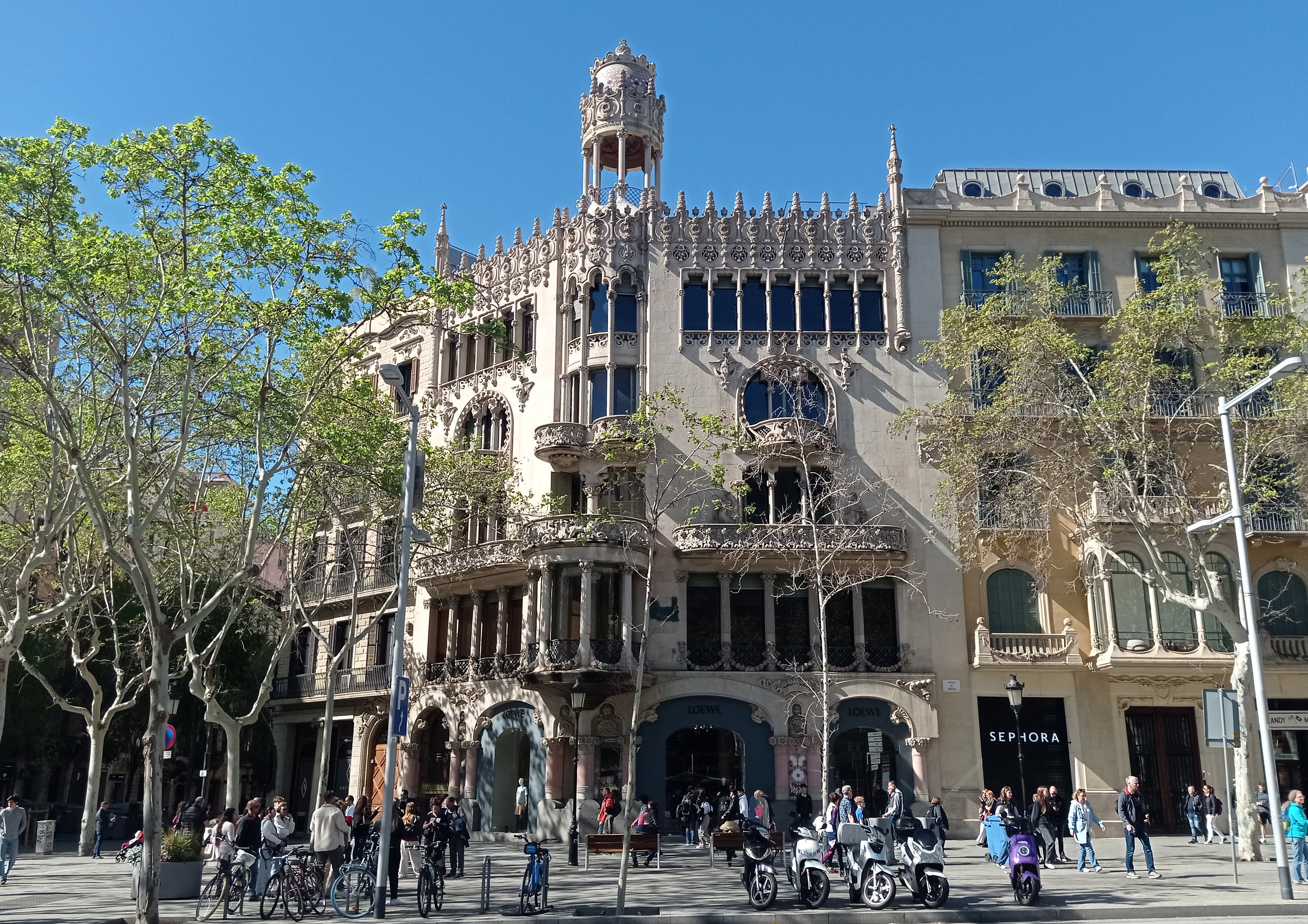
Casa Lleó Morera (1905), Barcelona

Cabe destacar también la casa Lleó Morera (1905), una reforma de un edificio construido en 1864, cuya situación en un chaflán determinó el protagonismo de la esquina, donde se sitúa la tribuna principal y se remata verticalmente con un templete; cada planta tiene un diseño distinto, donde destaca el trabajo ornamental —con esculturas de Eusebi Arnau—, mutilado parcialmente en una reforma de la planta baja realizada en 1943. El interior estaba profusamente decorado con esculturas de Eusebi Arnau, vidrieras de Antoni Rigalt, mobiliario de Gaspar Homar y otros elementos.
Otras obras suyas son: la Editorial Montaner y Simón (actual Fundación Antoni Tàpies, 1881-1886), el restaurante de la Exposición Universal de 1888 (conocido como Castillo de los Tres Dragones y actual Museo de Zoología), el efímero Hotel Internacional para la misma exposición, la casa Thomas (1895-1898), la casa Lamadrid (1902), el Hotel España (1903) y la casa Fuster (1908-1911). En Reus —considerada la segunda capital modernista después de Barcelona— construyó la casa Navàs (1901), un palacete de inspiración veneciana, con un excelente mobiliario de Gaspar Homar, así como las casas Rull (1900) y Gasull (1911), adyacentes en la calle de San Juan; asimismo, fue autor de los pabellones del Instituto Pedro Mata (1899-1919), en las afueras de la ciudad. Otra obra suya en tierras tarragonesas fue la Bodega Cooperativa de Espluga de Francolí (1913-1914). También dejó varias obras en Canet de Mar, de donde procedía su familia materna, como el Ateneo Catalanista (1885-1887), la casa Roura (1889-1892), la reforma del castillo de Santa Florentina (1898-1909) y la casa Domènech (1908-1910, actual Museo Domènech i Montaner). En Olot fue autor de la casa Solà-Morales (1913-1916).
Su hijo, Pere Domènech i Roura, aunó en sus inicios el modernismo con un incipiente novecentismo, como se denota en la casa Marco en Reus (1926). Colaboró en algunas obras de su padre, como la Bodega Cooperativa de Espluga de Francolí, el Hospital de San Pablo y el Instituto Pedro Mata.

### Antoni Gaudí

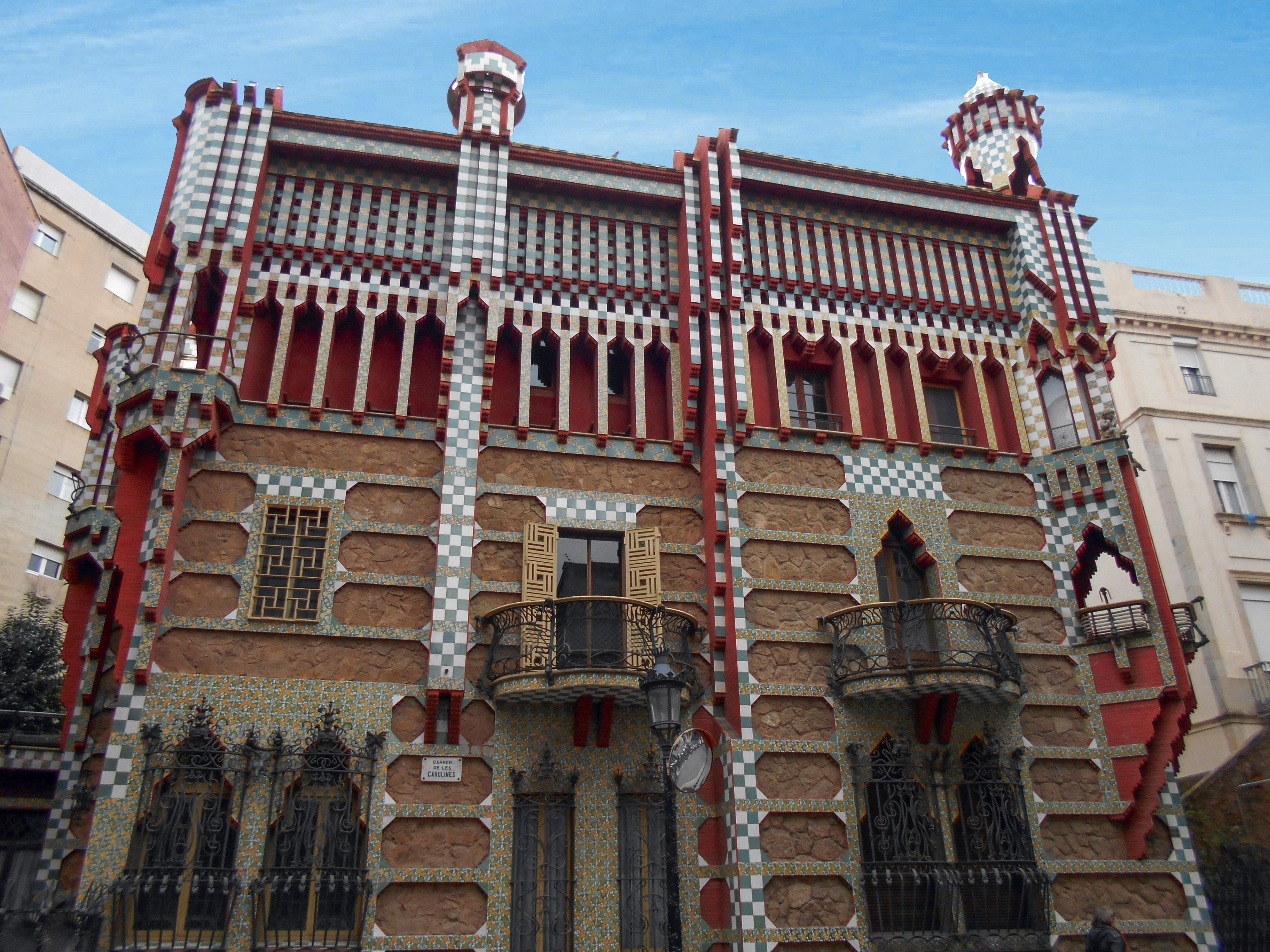
Casa Vicens (1883-1888), Barcelona

Uno de los máximos representantes del modernismo catalán fue Antoni Gaudí, un arquitecto con un sentido innato de la geometría y el volumen, así como una gran capacidad imaginativa que le permitía proyectar mentalmente la mayoría de sus obras antes de pasarlas a planos. Dotado de una fuerte intuición y capacidad creativa, Gaudí concebía sus edificios de una forma global atendiendo tanto a las soluciones estructurales como a las funcionales y decorativas, integrando igualmente los trabajos artesanales, e introdujo nuevas técnicas en el tratamiento de los materiales, como su famoso trencadís, hecho con piezas de cerámica de desecho. Después de unos inicios influenciado por el arte neogótico, así como ciertas tendencias orientalizantes, Gaudí desembocó en el modernismo en su época de mayor efervescencia, aunque fue más allá del modernismo ortodoxo, creando un estilo personal basado en la observación de la naturaleza, fruto del cual fue su utilización de formas geométricas regladas, como el paraboloide hiperbólico, el hiperboloide, el helicoide y el conoide.

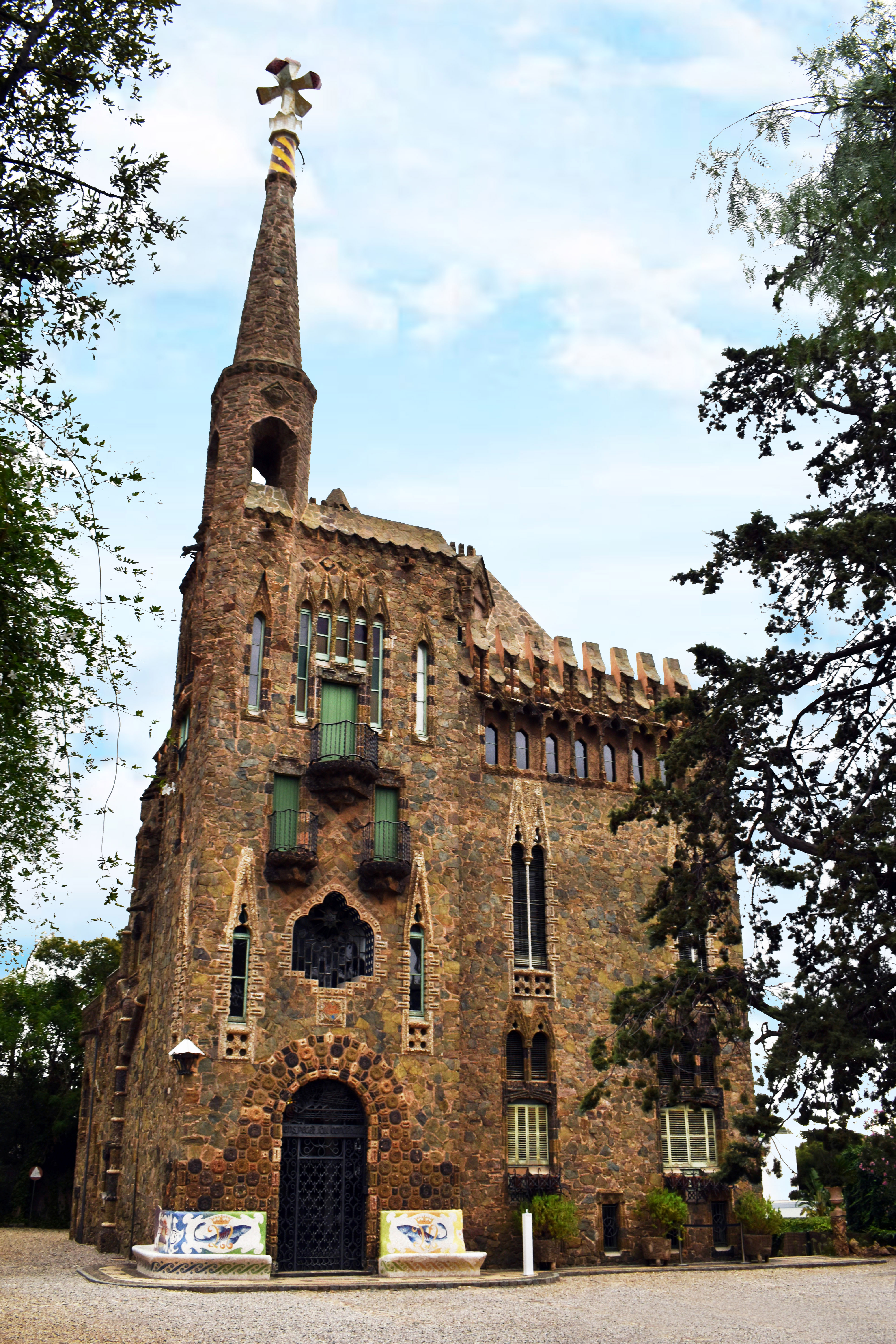
Torre Bellesguard (1900-1909), Barcelona

Sus primeras realizaciones, tanto durante su etapa de estudiante como las primeras ejecutadas al obtener el título, destacan por la gran precisión de los detalles, la utilización de la geometría superior y la preponderancia de las consideraciones mecánicas en el cálculo de estructuras. De esta época destacan las farolas de la plaza Real (1878) y la Cooperativa Obrera Mataronense (1878-1882), así como el inicio de las obras de la que sería su obra magna, el Templo Expiatorio de la Sagrada Familia (1883).

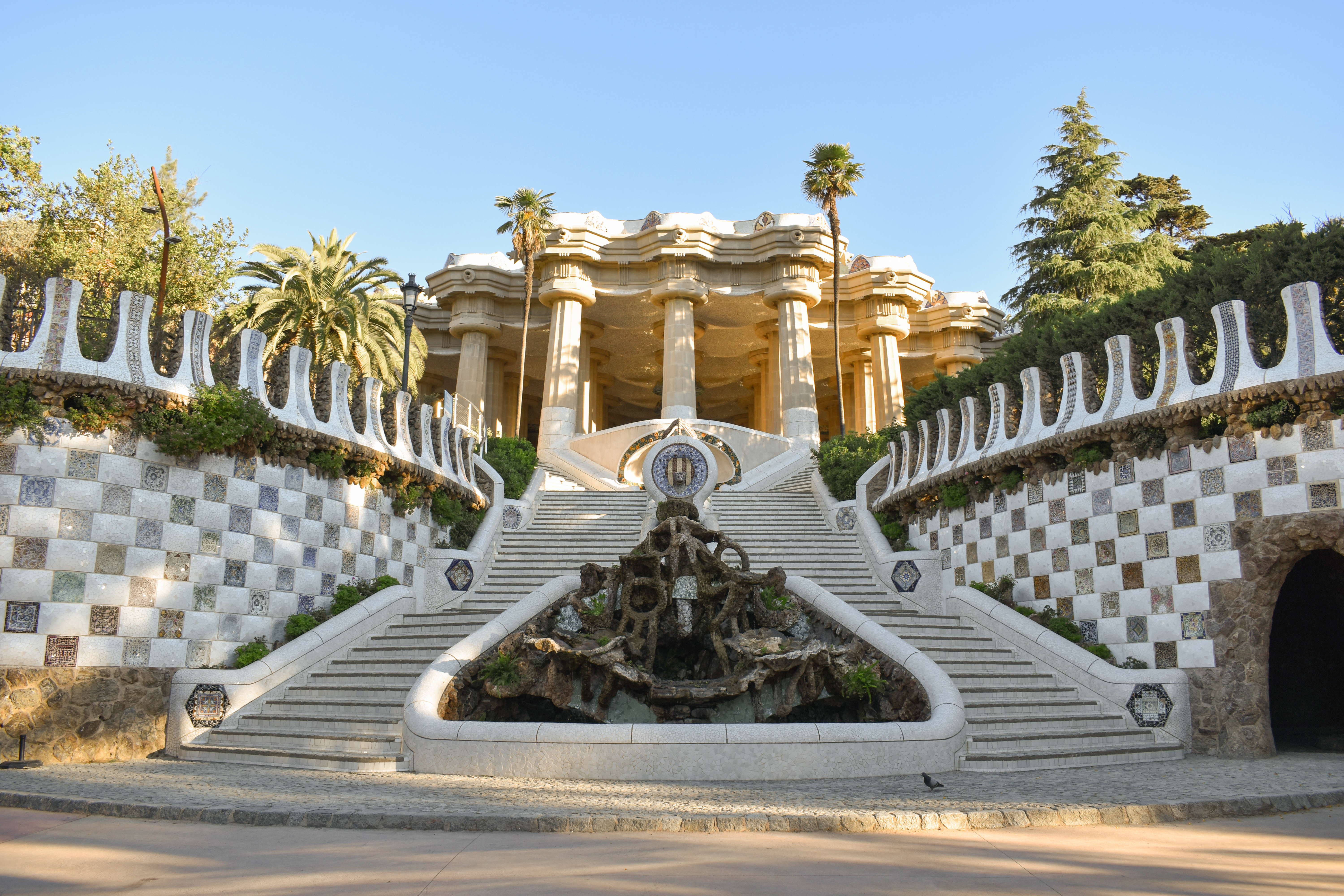
Parque Güell (1900-1914), Barcelona

Posteriormente pasó por una etapa orientalista, con una serie de obras de marcado gusto oriental, inspiradas en el arte del Próximo y Lejano Oriente, así como en el arte islámico hispánico, principalmente el mudéjar y nazarí. Emplea con gran profusión la decoración en azulejo cerámico, así como los arcos mitrales, cartelas de ladrillo visto y remates en forma de templete o cúpula. Sus principales realizaciones en este período son: la casa Vicens (1883-1888), El Capricho de Comillas (1883-1885), los pabellones Güell (1884-1887), el palacio Güell (1886-1888) y el pabellón de la Compañía Trasatlántica para la Exposición Universal de 1888. La casa para el corredor de bolsa Manuel Vicens fue su primera obra importante, una casa de tres fachadas y un amplio jardín, con una fuente monumental de ladrillo y un muro de cerca con una reja de hierro colado decorada con hojas de palmito, uno de sus diseños más icónicos; la casa se remata con chimeneas y unas torres en forma de templetes. El palacio Güell fue el primer encargo de relevancia de su mecenas, Eusebio Güell, para el que diseñó una casa con entrada monumental con unas magníficas puertas de arcos parabólicos y rejas caladas de hierro forjado; en el interior destaca el recibidor, que tiene una altura de tres plantas y forma el núcleo central del edificio, con una cubierta con doble cúpula de perfil paraboloide en el interior y cónico en el exterior.

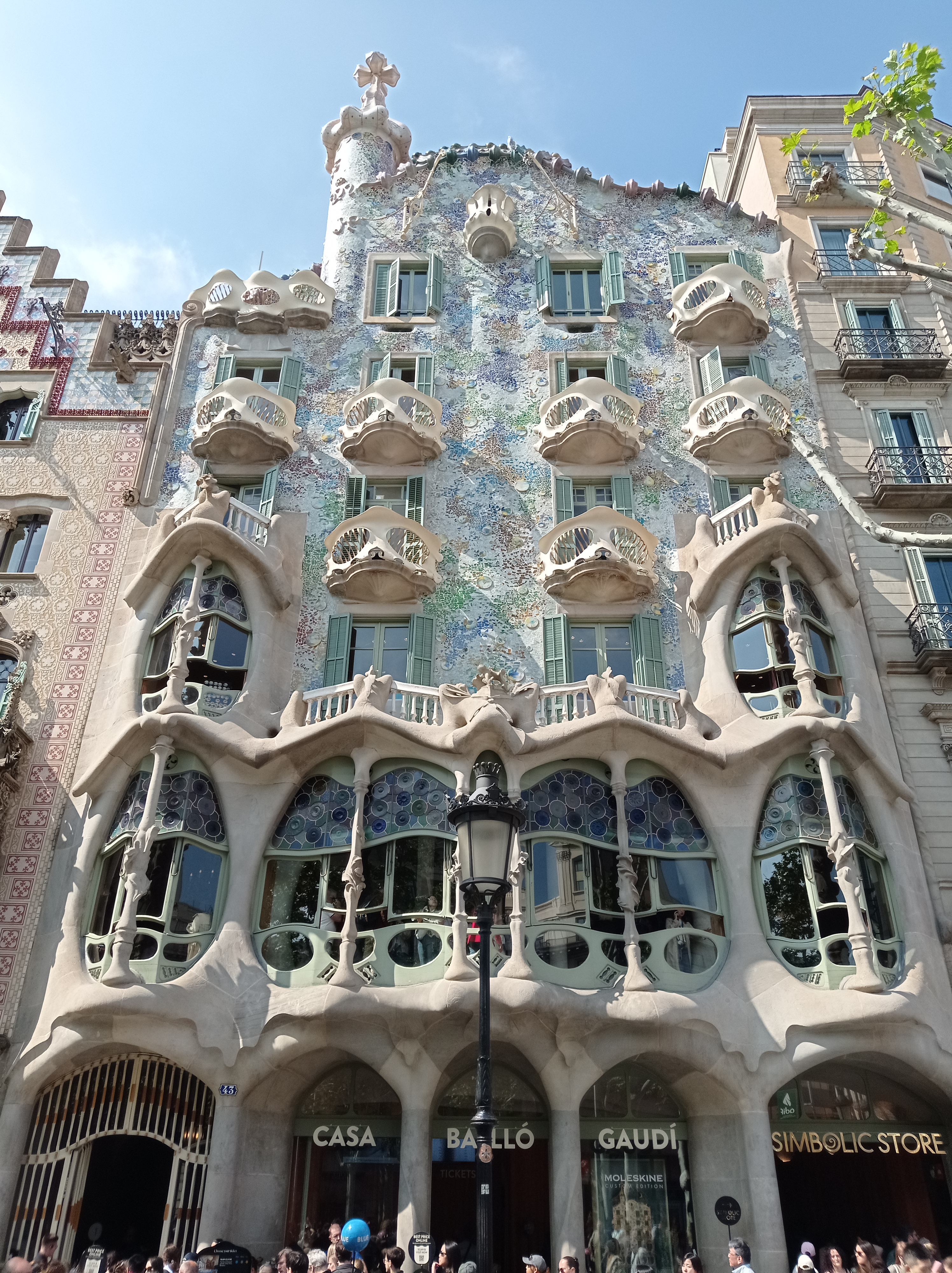
Casa Batlló (1904-1906), Barcelona

A continuación pasó por un período neogótico, en que se inspiró sobre todo en el arte gótico medieval, el cual asumió de forma libre, personal, intentando mejorar sus soluciones estructurales; en sus obras elimina la necesidad de contrafuertes mediante el empleo de superficies regladas y suprime cresterías y calados excesivos. En este estilo cabría citar el colegio de las Teresianas (1888-1889), el Palacio Episcopal de Astorga (1889-1915), la casa Botines en León (1891-1894), las Bodegas Güell en Garraf (1895-1897) y la torre Bellesguard (1900-1909). Esta última se construyó sobre las ruinas de un antiguo palacio de veraneo del rey Martín I el Humano, con un edificio es de planta cuadrada con los vértices orientados a los cuatro puntos cardinales, rematado por una torre troncocónica coronada con la cruz de cuatro brazos.

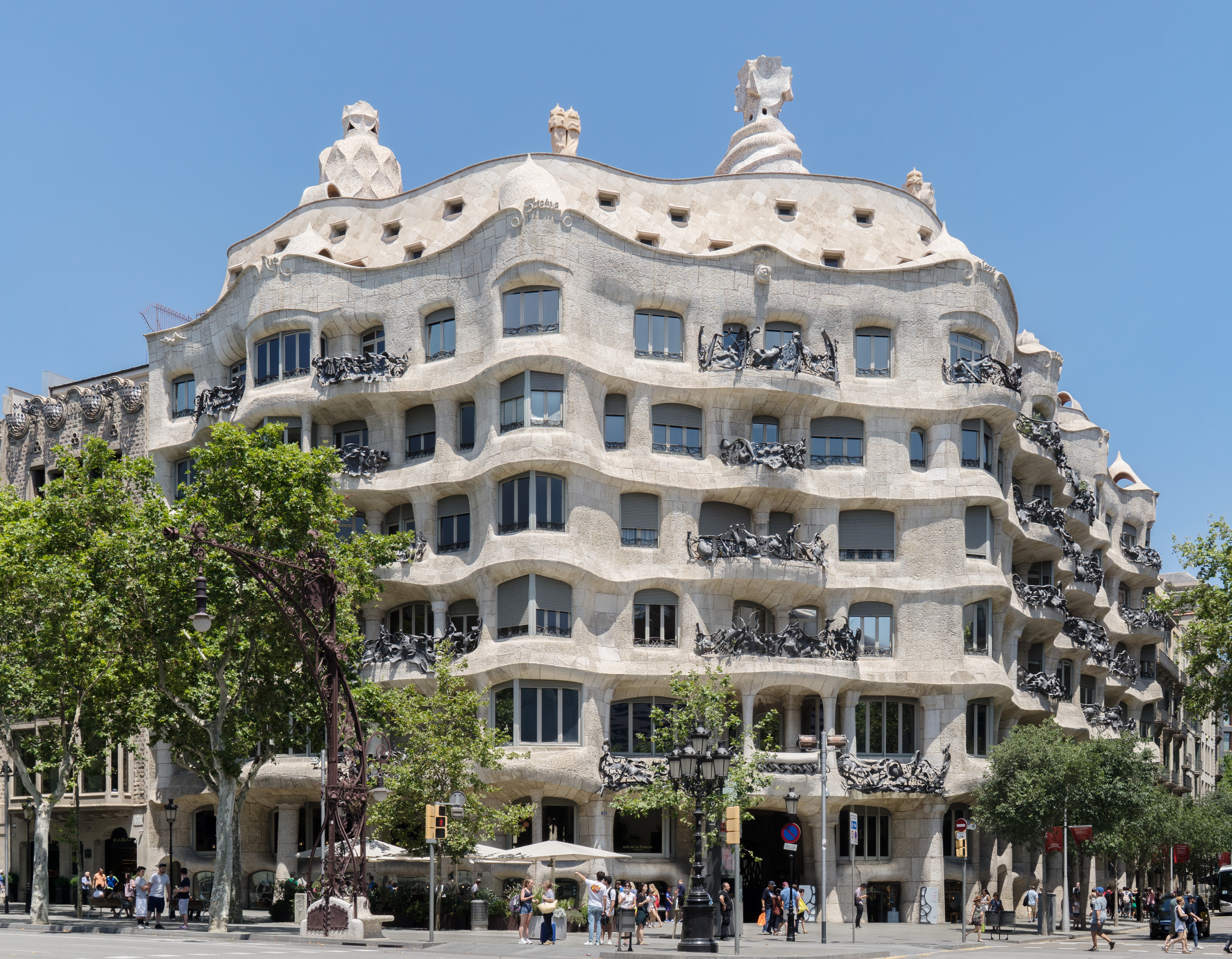
Casa Milà (1906-1910), Barcelona

En el cambio de siglo desembocó finalmente en su etapa naturalista, en la que perfeccionó su estilo personal, inspirándose en las formas orgánicas de la naturaleza y poniendo en práctica toda una serie de nuevas soluciones estructurales originadas en los profundos análisis efectuados por Gaudí de la geometría reglada. Partiendo de cierto barroquismo, sus obras adquirieron gran riqueza estructural, de formas y volúmenes desprovistos de rigidez racionalista o de cualquier premisa clásica. Entre las obras de este período se encuentran: la casa Calvet (1898-1899), el portal Miralles (1900-1902), el parque Güell (1900-1914), la restauración de la Catedral de Mallorca (1903-1914), la casa Batlló (1904-1906), el chalet de Catllaràs (1905) y los jardines de Can Artigas en La Pobla de Lillet (1905-1907), la casa Milà (1906-1910) y la cripta de la Colonia Güell en Santa Coloma de Cervelló (1908-1918). El parque Güell fue un proyecto fallido de urbanización para Eusebio Güell, del que solo se construyeron dos casas, pero el arquitecto realizó en el recinto de entrada un conjunto de pabellones de portería y una escalinata que conduce a una sala hipóstila y una plaza en forma de teatro griego de gran ingenio creativo. La casa Batlló es muestra de su fértil imaginación, con una fachada de piedra arenisca tallada según superficies regladas en forma alabeada, con columnas de forma ósea y representaciones vegetales; remata la fachada una bóveda formada por arcos catenarios recubierta con cerámica vidriada en forma de dragón. La casa Milà o «la Pedrera» presenta una fachada realizada en piedra calcárea, salvo la parte superior cubierta de azulejos blancos; en la azotea destacan las salidas de escalera, rematadas con la cruz gaudiniana de cuatro brazos, así como las chimeneas, recubiertas de cerámica con unas formas que sugieren yelmos de soldados.
En los últimos años de su carrera, dedicados casi en exclusiva a la Sagrada Familia, Gaudí llegó a la culminación de su estilo naturalista: después de la realización de la cripta y el ábside, todavía en estilo neogótico, el resto del templo lo concibió en un estilo orgánico, imitando las formas de la naturaleza, donde abundan las formas geométricas regladas. El templo tiene planta de cruz latina, de cinco naves centrales y transepto de tres naves, con un ábside con siete capillas y con tres fachadas dedicadas al Nacimiento, Pasión y Gloria de Jesús, así como dieciocho torres. El interior semeja un bosque, con un conjunto de columnas arborescentes inclinadas, de forma helicoidal, creando una estructura a la vez simple y resistente.
Siete de las obras de Gaudí han sido declaradas por la Unesco como Patrimonio de la Humanidad: en 1984 el parque Güell, el palacio Güell y la casa Milà; y, en 2005, la fachada del Nacimiento, la cripta y el ábside de la Sagrada Familia, la casa Vicens, la casa Batlló y la cripta de la Colonia Güell.

#### Discípulos de Gaudí

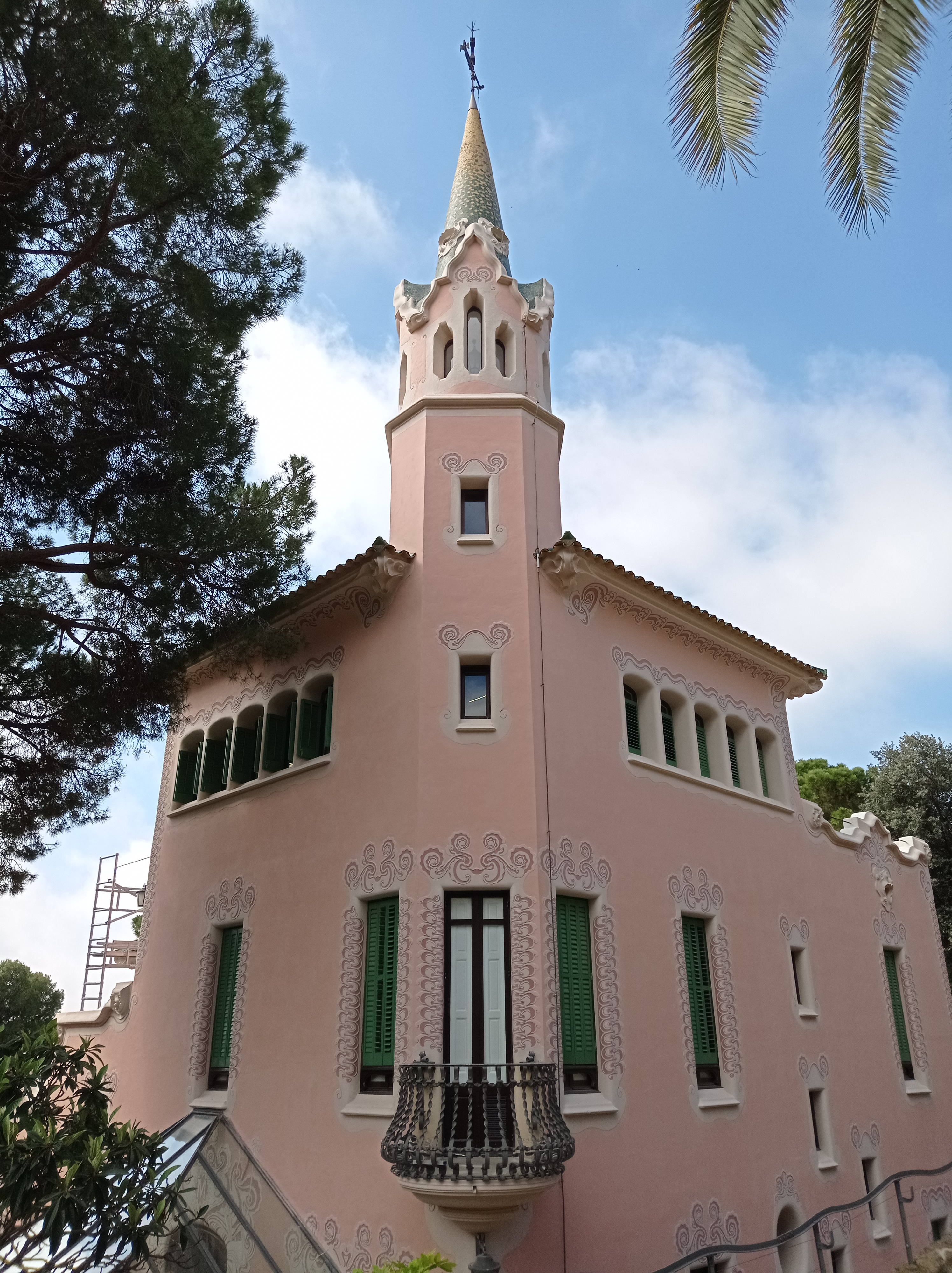
Casa-Museo Gaudí (1905), de Francisco Berenguer, Barcelona

Sin crear una escuela propiamente dicha, Gaudí dejó varios discípulos que siguieron sus huellas en mayor o menor medida. En primer lugar hay que citar a Francisco Berenguer, que fue su mano derecha hasta su prematuro fallecimiento. Era un maestro de obras que no obtuvo el título de arquitecto, por lo que sus proyectos fueron firmados por otros artífices, entre ellos Miquel Pascual, arquitecto municipal de Gracia, del que también fue ayudante, por eso numerosas obras suyas se encuentran en Gracia. Fue autor, entre otras obras, del mercado de la Libertad (1888-1893), el Real Santuario de San José de la Montaña (1895-1902), la casa Burés (1900-1905), el Centro Moral de Gracia (1904), el Ayuntamiento de Gracia (1905), la Casa-Museo Gaudí del parque Güell (1905), la casa Cama (1905) y la casa Rubinat (1909).
Otro colaborador fue Juan Rubió, un arquitecto prolífico que practicó inicialmente un eclecticismo goticista, con uso intensivo del aparejo de ladrillo y minuciosidad en el diseño, pero, tras ser nombrado arquitecto de la Diputación de Barcelona, pasó a un clasicismo barroquizante, aunque siempre con pervivencia gaudiniana. Entre sus obras destacan en Barcelona: la casa Golferichs (1900-1901), la casa Alemany (1900-1901), la casa Roviralta o Frare Blanc (1903-1913), la casa Fornells (1903), la casa Pomar (1904-1906), la casa Casacoberta (1907), la casa Manuel Dolcet (1907), la casa Rialp (1908) y la casa Roig (1915-1918). En Reus, su ciudad natal, fue autor de los Laboratorios Serra (1911-1912) y la casa Serra o Cuadrada (1924-1926), así como el Dispensario Antituberculoso (1926). Participó también en la creación de la Colonia Güell en Santa Coloma de Cervelló, donde construyó la Cooperativa (con Francisco Berenguer, 1900) y diversas casas particulares, como Ca l'Ordal (1894) y Ca l'Espinal (1900). Otras obras fuera de la capital catalana fueron: la casa Delgado en Gélida (1910), la iglesia de San Miguel de la Roqueta (1912) y la casa del Dr. Bonada en Ripoll (1912-1914), el Hospital de Campdevánol (1917), la casa Vilella en Sitges (1919), la reforma de la capilla y la masía de Sant Pere de Clarà en Argentona (1920), la casa Fontana en Rupit (1922), la iglesia de Raimat (1916-1918) y las Bodegas Raventós en la misma población (1924-1925), la casa Trinxet (1923-1925) y la casa Puigdomènech en San Felíu de Codinas (1912), el asilo del Santo Cristo en Igualada (1931-1946) y la iglesia del Carmen en Manresa (1940-1952).

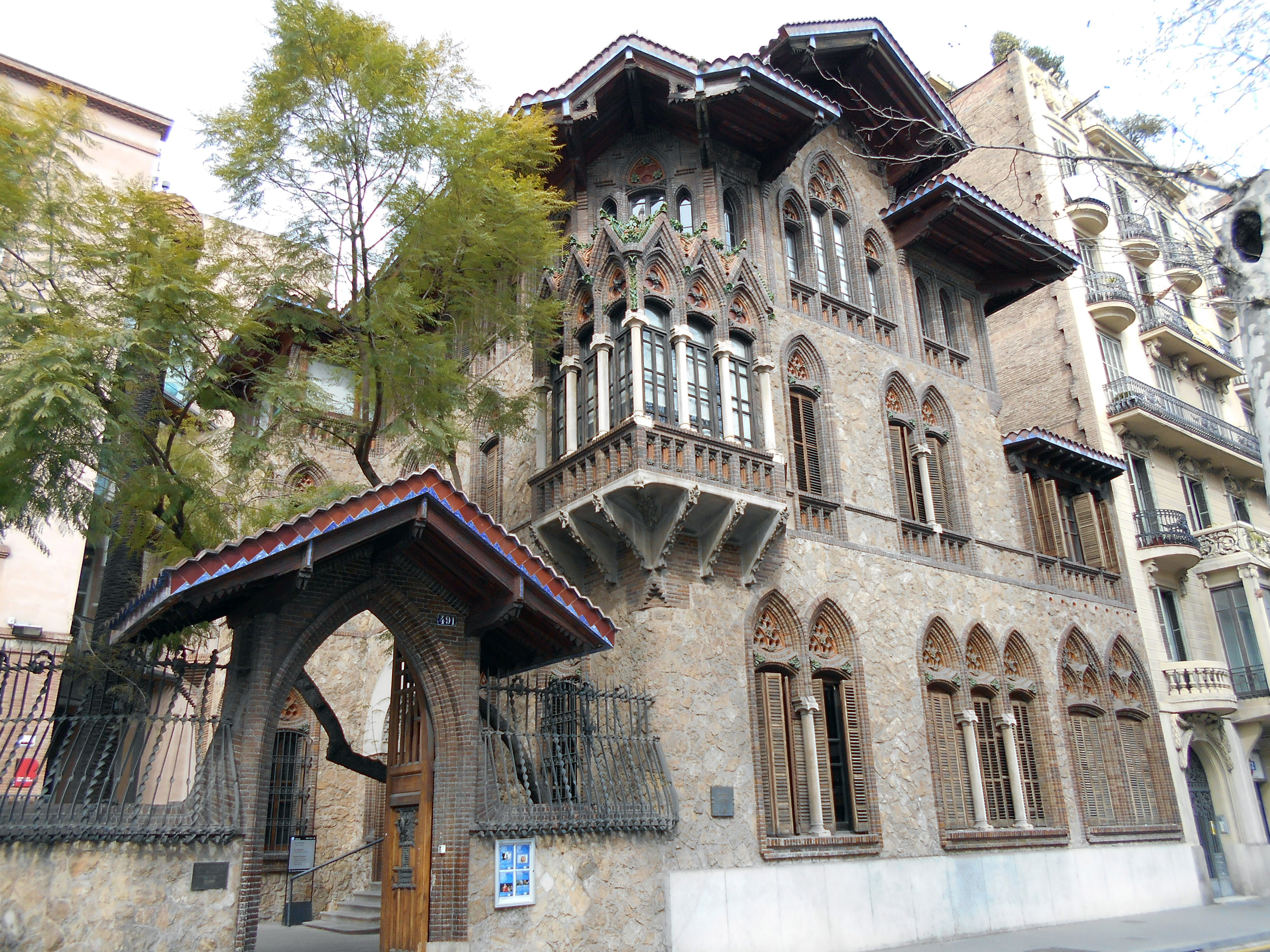
Casa Golferichs (1900-1901), de Juan Rubió, Barcelona

Quizá el más dotado fue Josep Maria Jujol, quien trabajó con Gaudí entre 1907 y 1914, época en la que ya mostró una fuerte personalidad y genio creativo. Desarrolló un estilo heterodoxo, en el que mezclaba el misticismo católico con un sentido de la decoración casi surrealista, con gusto por la caligrafía, las imágenes orgánicas —cercanas a la obra de Joan Miró— y la mixtificación de técnicas y materiales, a veces cercana al collage. De sus obras en Barcelona destaca la casa Planells (1923-1924), donde muestra cierta influencia del expresionismo alemán y del organicismo practicado en la época por Frank Lloyd Wright. Otras obras suyas en la Ciudad Condal son la finca Sansalvador (1909-1910), la casa Queralt (1916-1917) y los talleres Manyach (actualmente Escuela Josep Maria Jujol, 1916-1922). Realizó diversas obras en San Juan Despí, donde fue arquitecto municipal entre 1926 y 1949, entre las que destacan la Torre de la Creu (1913), la Masía de Can Negre (1915-1930) y la casa Serra-Xaus (1921-1927). En Tarragona proyectó el Teatro Metropol (1908) y la casa Ximenis (1914), mientras que, dentro de su provincia, realizó la casa Bofarull en Els Pallaresos (1914), la iglesia del Sagrado Corazón en Vistabella (1918-1923) y el santuario de la Virgen de Montserrat en Montferri (1926), ambas obras de clara reminiscencia gaudiniana en la utilización de arcos parabólicos. En la posguerra pasó a un academicismo antivanguardista de inspiración franciscana muy alejado de sus obras iniciales.

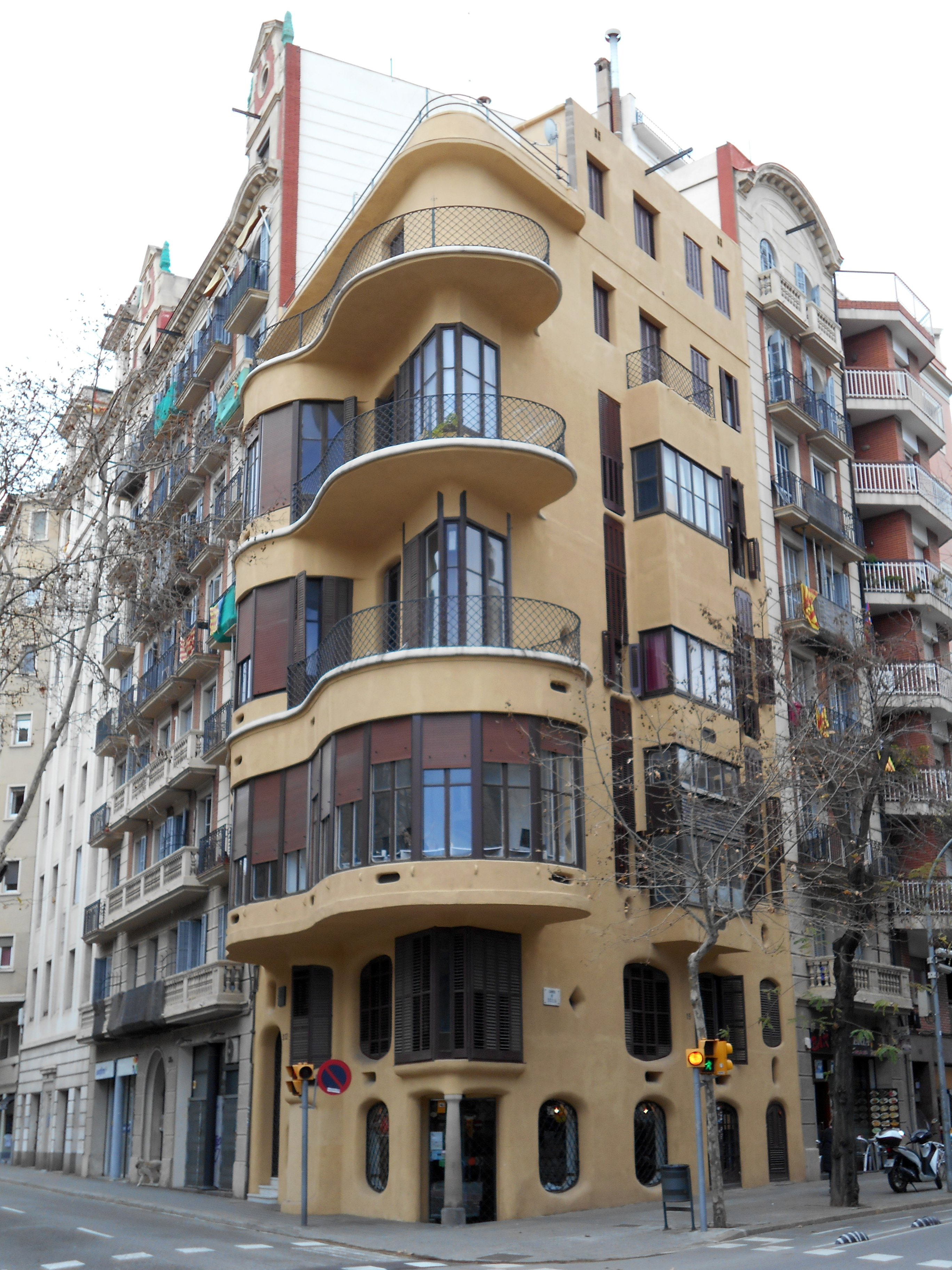
Casa Planells (1923-1924), de Josep Maria Jujol, Barcelona

Domingo Sugrañes fue el sucesor de Berenguer como mano derecha de Gaudí; por otro lado, tras la muerte de su maestro, fue el nuevo director de las obras de la Sagrada Familia, siendo el encargado de finalizar la fachada del Nacimiento. En 1915-1916 colaboró con Ignasi Mas i Morell en la plaza de toros Monumental de Barcelona, ampliación de la obra original de Manuel Raspall, a la que añadieron la fachada de estilo neomudéjar. En Barcelona construyó diversos edificios de viviendas, entre los que destacan la casa Miralles (1901) y la casa Sivatte (1914). También fue autor del Casino Unión Cardonense en Cardona (1916) y la casa Pellicer (1919) y el Mas Llevat (1924-1925) en Reus. A partir de los años 1920 se acercó más al novecentismo.
Cèsar Martinell fue uno de los jóvenes estudiantes que frecuentaban el taller de Gaudí, cuyas enseñanzas aplicó en su obra, especialmente en un conjunto de bodegas cooperativas construidas entre 1918 y 1922, que fueron declaradas en 2002 Bien cultural de interés nacional: Cornudella de Montsant y Falset en la comarca de El Priorato; Nulles en la comarca del Alto Campo; Barbará y Rocafort de Queralt en la comarca de la Cuenca de Barberá; Gandesa y Pinell de Bray en la Tierra Alta; y San Guim de Freixanet y Cervera en la comarca de La Segarra. Conocidas como las «catedrales del vino», estas bodegas reflejan claramente la influencia gaudiniana en el uso de arcos parabólicos y de la bóveda catalana. Fue autor también de la Federación Obrera de Molins de Rey (1918), la casa Can Vivas en Valls, la casa de la Feligresa en Ulldecona (1919-1921) y la casa del Dr. Domingo en Alcover.
Otro de estos jóvenes estudiantes fue Joan Bergós, autor de algunas obras de influencia gaudiniana en su juventud, si bien posteriormente se enmarcó en un novecentismo de tendencia brunelleschiana. Entre estas obras se encuentran: el altar del Sacramento de la iglesia de San Lorenzo en Lérida (1919); el altar-baldaquino de la Catedral Nueva de Lérida (1924-1925, destruido en 1936) y la casa del barón de Alpicat en la misma ciudad (1921); y la ermita de San Antonio en Seo de Urgel (1924).
José Canaleta evolucionó desde el modernismo hacia el novecentismo. Realizó diversos proyectos en Barcelona, Cornellá de Llobregat y Castelldefels. En Vic construyó diversos edificios, como la casa Fortuny (1910) y la casa Vilaró (1910). Fue autor del Teatro de la Cooperativa en Roda de Ter (1915).
Jaume Bayó fue autor de la casa Baurier en Barcelona (1910) y la casa Grau en Moncada y Reixach (1903), donde conjugó la influencia gaudiniana con la vienesa.

### Josep Puig i Cadafalch

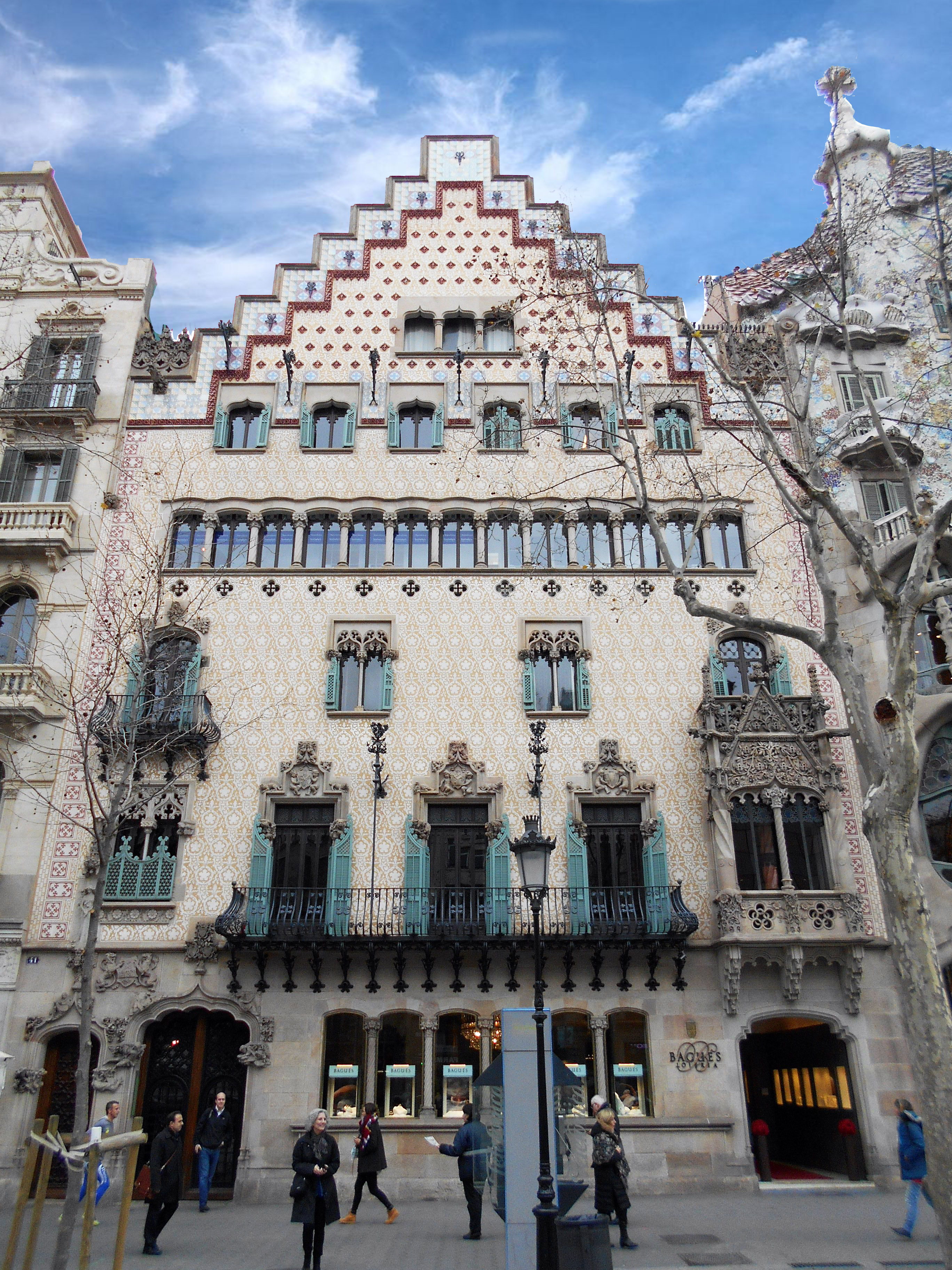
Casa Amatller (1898-1900), Barcelona

Josep Puig i Cadafalch adaptó el modernismo a ciertas influencias del gótico nórdico y flamenco, así como elementos de la arquitectura catalana rural tradicional, con fuerte presencia de artes aplicadas y estucos. Discípulo de Domènech i Montaner, fue arquitecto, arqueólogo, historiador, profesor y político. Fue presidente de la Mancomunidad de Cataluña (1917-1924), cargo desde el que impulsó la creación de diversas escuelas profesionales (Enfermería, Comercio, Industrias Textiles), entidades científicas (Instituto de Estudios Catalanes) y culturales (Museo Nacional de Arte de Cataluña, Biblioteca de Cataluña).

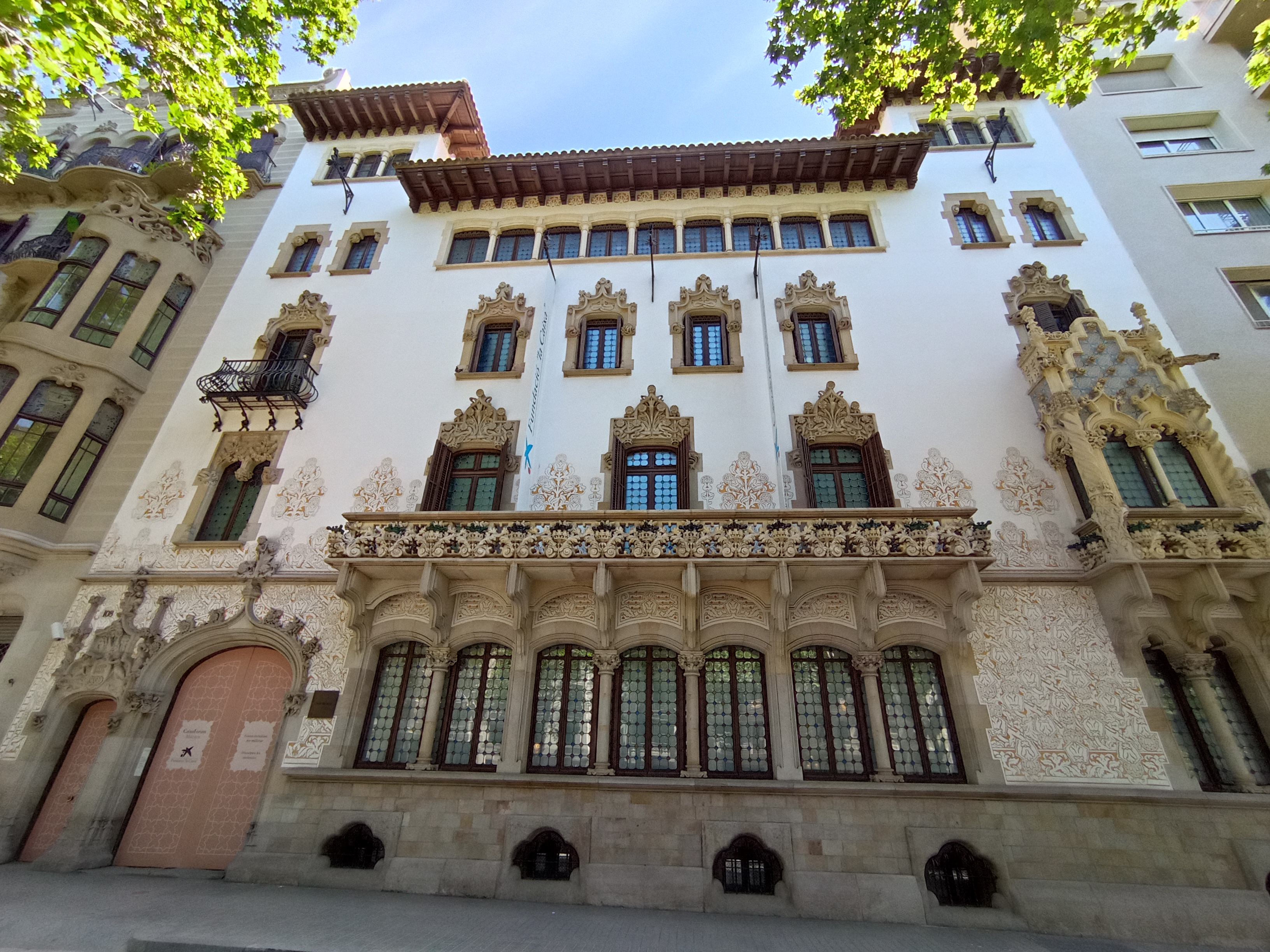
Casa Macaya (1899-1901), Barcelona

Pasó por diversas etapas: en los años 1890 un cierto germanismo flamígero, que Alexandre Cirici denominó «época rosa» (casa Martí o Els Quatre Gats, 1895-1896; casa Amatller, 1898-1900; casa Macaya, 1899-1901; palacio del Barón de Quadras, 1899-1906; casa Terrades o de les Punxes, 1903-1905); en los años 1900 un estilo mediterraneísta o «época blanca» (casa Trinxet, 1902-1904; Can Serra, sede de la Diputación de Barcelona, 1903-1908; casa Sastre Marquès, 1905; casa Muntadas, 1910; casa Pere Company, 1911); y, desde los años 1910, un clasicismo de influencia secesionista que desembocaría en el novecentismo, su «época amarilla» (casa Muley-Afid, 1911-1914; fábrica Casaramona, actual Caixa Fòrum, 1915-1939; casa Rosa Alemany, 1928-1930), con influencia de la Escuela de Chicago (casa Pich i Pon, 1919-1921) y con derivación hacia un cierto barroquismo monumentalista (palacios de Alfonso XIII y Victoria Eugenia, 1923).

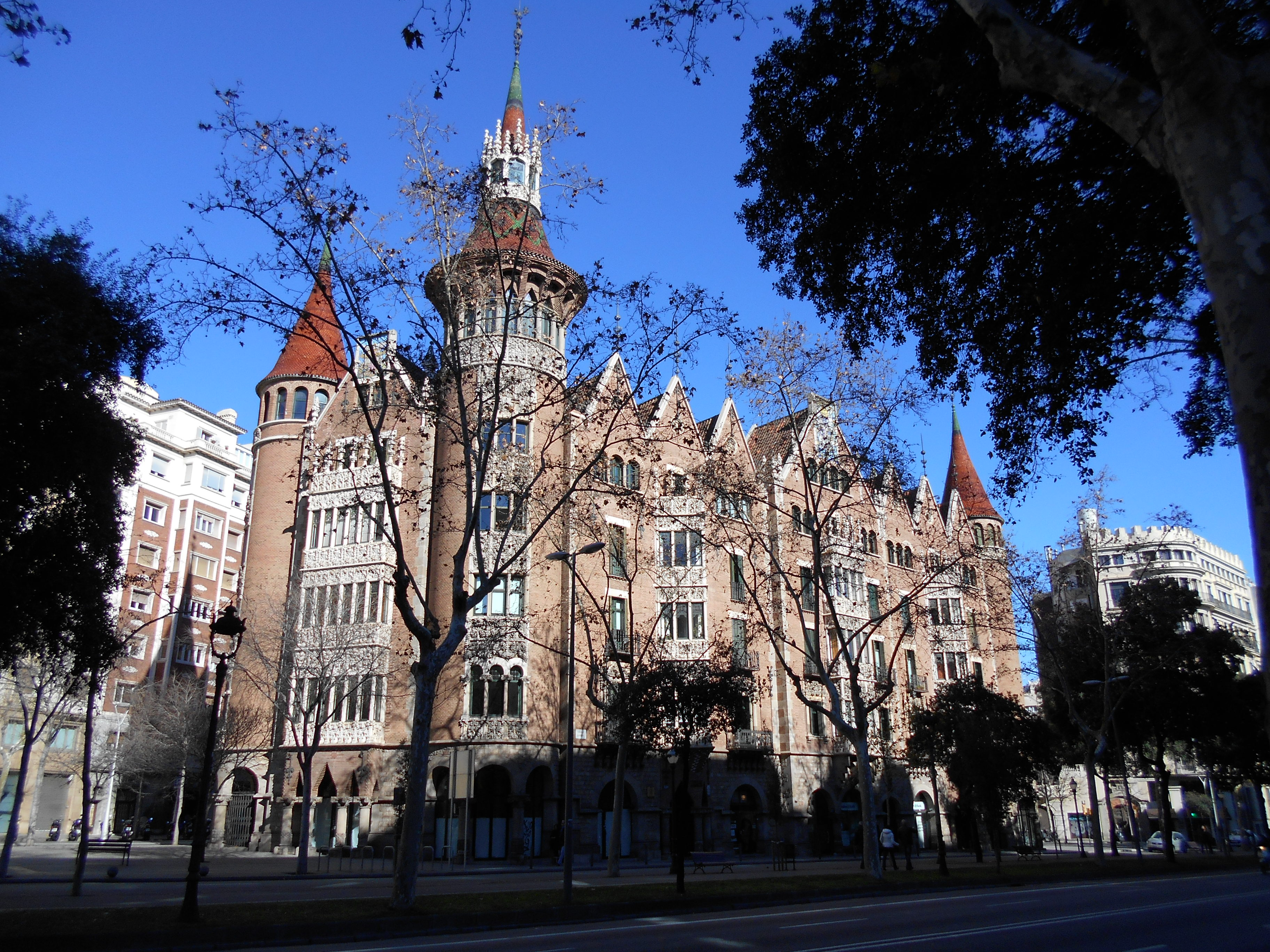
Casa Terrades o de les Punxes (1903-1905), Barcelona

Entre estas realizaciones conviene destacar la casa Amatller y la casa Terrades. La primera presenta una fachada de aspecto neogótico, con tres partes diferenciadas: un basamento de piedra con dos puertas en el lado izquierdo, creando un efecto asimétrico; un cuerpo central de paredes esgrafiadas y ornamentación de motivos florales, con una tribuna superior que recuerda a la de la capilla de San Jorge del Palacio de la Generalidad; y un remate en forma de gablete escalonado de cerámica roja y dorada, con posible influencia de la arquitectura tradicional de los Países Bajos. La casa Terrades ocupa una manzana entera del Ensanche, con un trazado irregular: presenta seis fachadas inspiradas en la arquitectura gótica nórdica y en el plateresco español, rematadas por hastiales, algunos truncados por unos plafones cerámicos con imágenes de estilo prerrafaelita, y flanqueadas por seis torres circulares coronadas con chapiteles cónicos terminados en aguja, que dan al edificio su sobrenombre; está construida en obra vista, con ornamentación escultórica de piedra y cerámica vidriada, y elementos de forja.
En Mataró, su ciudad natal, fue autor de la casa Parera (1894), la casa de Beneficencia (1894), la casa Coll i Regàs (1898) y la casa Puig i Cadafalch (1897-1905). En Argentona, una localidad cercana, fue artífice de la casa Garí (1898), un edificio a medio camino entre una masía y un palacio, de aire medievalista, con una profusa decoración tanto interior como exterior, como se denota en la tribuna-porche de entrada. Entre 1901 y 1904 construyó los edificios de Cavas Codorniu en San Sadurní de Noya, que denotan la influencia gaudiniana en el uso de arcos parabólicos.

### Otros arquitectos modernistas

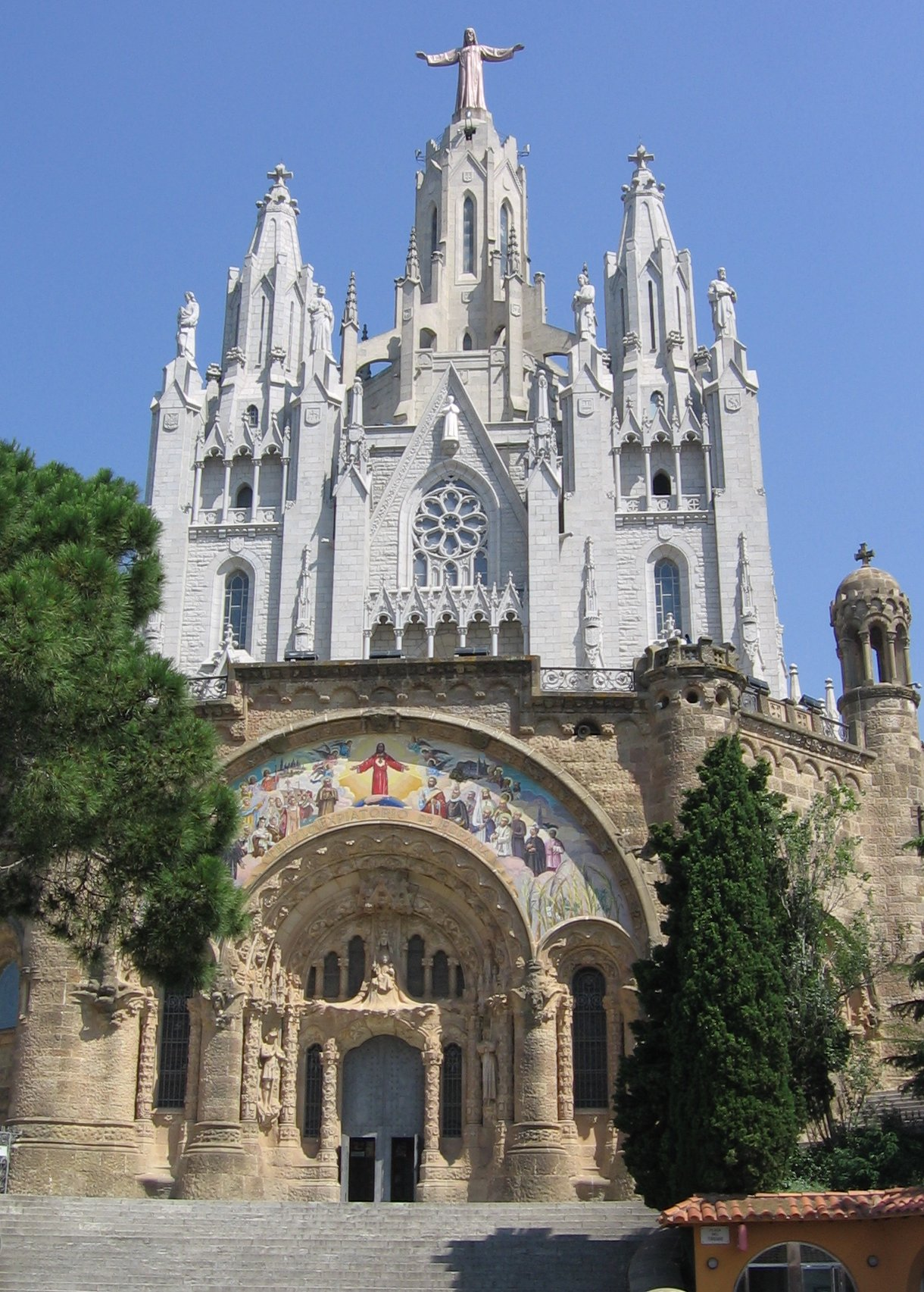
Templo Expiatorio del Sagrado Corazón (1902-1961), de Enric Sagnier, Barcelona

De la pléyade de arquitectos modernistas —total o parcialmente—, cabe citar en primer lugar a Enric Sagnier, un arquitecto de estilo ecléctico que forjó un sello personal de línea clasicista con mucho éxito entre la clase burguesa catalana. Autor prolífico, fue posiblemente el arquitecto con mayor número de construcciones en la Ciudad Condal, con cerca de trescientos edificios documentados. Se pueden distinguir en su trayectoria tres etapas: antes de 1900 trabajó con un estilo ecléctico, monumental y grandilocuente; de 1900 a 1910 se acercó más al modernismo, lo que se percibe en un mayor sentido decorativo de su obra en estas fechas, con especial influencia del arte rococó; y, desde 1910, permaneció en un estilo clasicista de influencia francesa, alejado de las modas del momento. Entre sus obras destacan: el palacio de Justicia de Barcelona (1887-1908, con José Domènech y Estapá), la casa Juncadella (1888-1889), la casa Pascual i Pons (1890-1891), el colegio de Jesús-María (1892-1897), la Aduana del Puerto de Barcelona (1896-1902, con Pere Garcia Fària), la casa Arnús o El Pinar (1902-1904), la casa Garriga Nogués (1902-1904), el Templo Expiatorio del Sagrado Corazón (1902-1961), la casa Fargas (1904), la iglesia de Nuestra Señora de Pompeya (1907-1910), la casa Ramon Mulleras (1910-1911), la casa Doctor Genové (1911), la nueva iglesia de San Juan de Horta (1911-1917), el Edificio de la Caja de Pensiones de Barcelona (1914-1917), la Basílica de San José Oriol (1915-1930) y el Patronato Ribas (1920-1930).

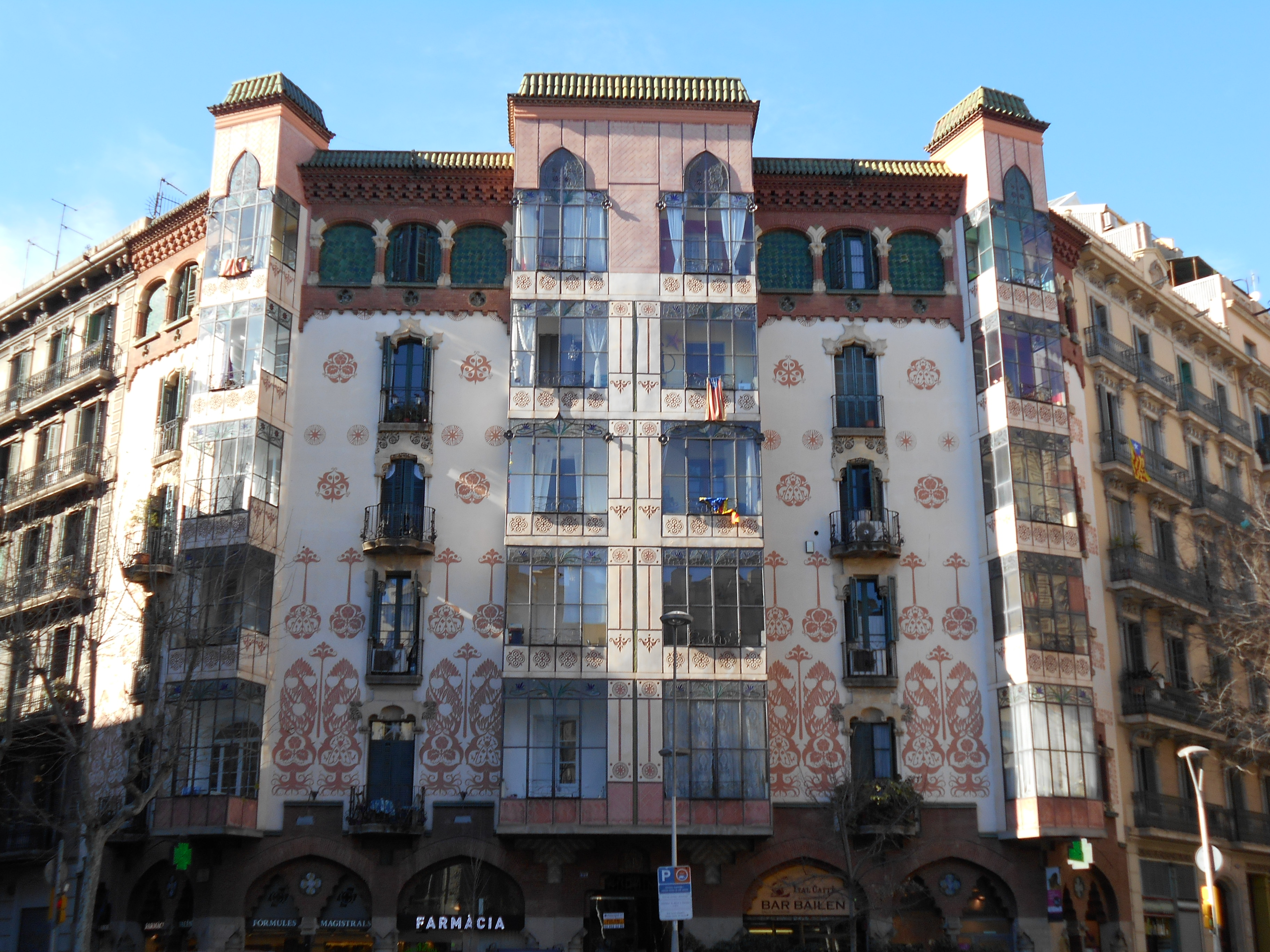
Casa Llopis Bofill (1902), de Antoni Maria Gallissà, Barcelona

Dentro de esta línea de reminiscencia clasicista se movieron también Antoni Maria Gallissà, Joan Josep Hervàs, Salvador Viñals y Francisco de Paula del Villar y Carmona. Gallissà fue un arquitecto muy vinculado a las artes decorativas, como se denota en la casa Llopis Bofill (1902), con una fachada con esgrafiados de motivos islámicos y balcones en forma de tribunas de hierro y vidrio. La principal obra de Hervàs fue la casa Pérez Samanillo, actual Círculo Ecuestre (1910-1911), una casa unifamiliar con aspecto de château francés, que recibió el premio del Ayuntamiento a la mejor obra de 1910. Viñals practicó una arquitectura clasicista de ornamentación modernista, como evidenció en la casa Juncosa (1907-1909). Construyó varias fábricas y teatros, como el Teatro Novedades (1890, desaparecido) y colaboró con Doménech Estapá en la Prisión Modelo (1888-1904). Fue también autor de varias villas de veraneo en localidades costeras, como la casa Oller en Sitges (1891). Villar y Carmona fue arquitecto de la diócesis de Barcelona, cargo desde el que intervino en el Monasterio de Montserrat, donde construyó la fachada de la iglesia y el camarín de la Virgen. En Barcelona hizo la casa Riera (1892), la casa del Gas Lebon (1894-1896) y la casa Climent Arola (1900-1902).
 Se encargó asimismo de la reconstrucción de la iglesia de Santa Madrona (1915) y el Hospital de Incurables (1916). Fue autor también de la iglesia parroquial de San Cipriano de Tiana (1927).

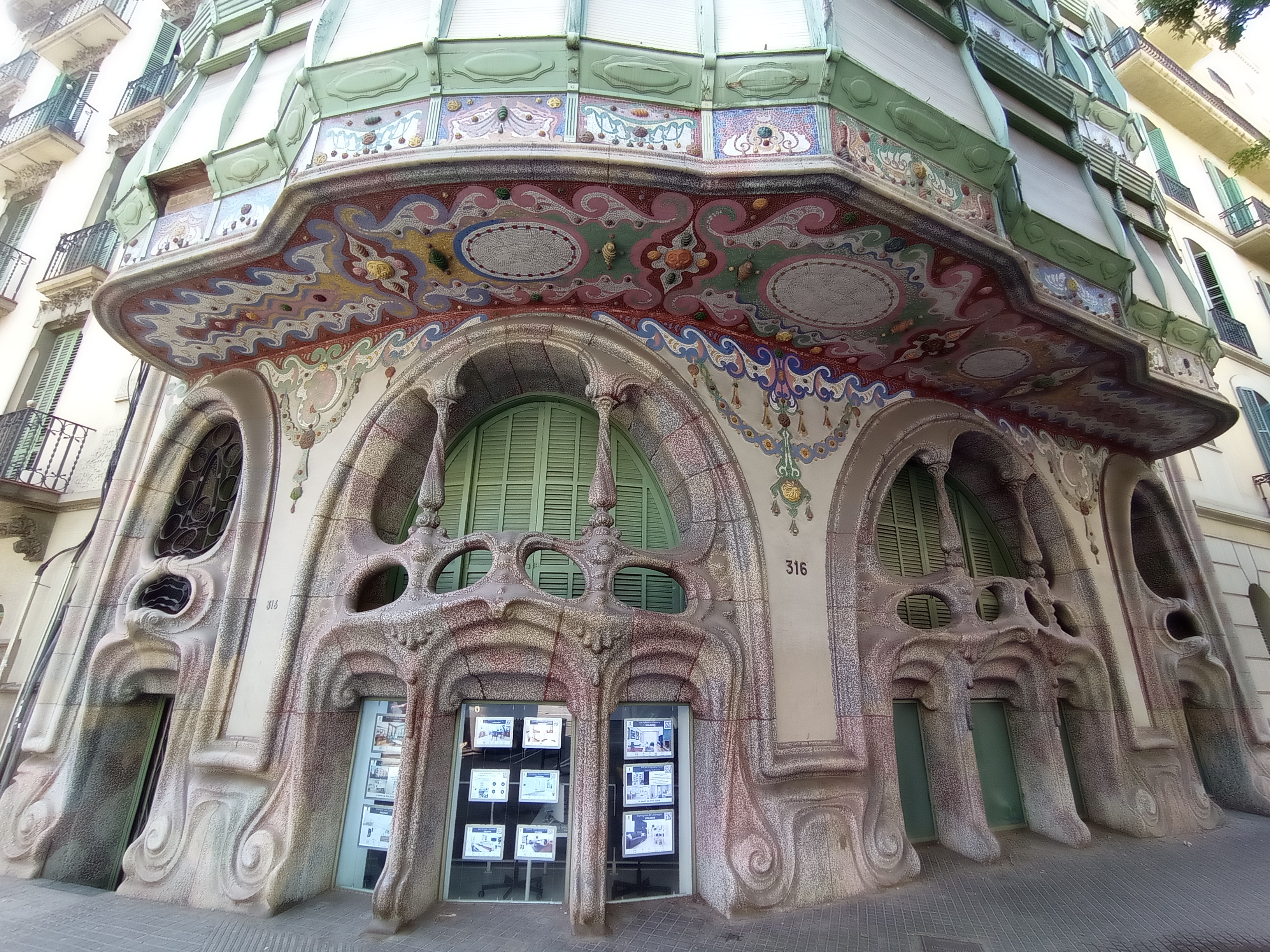
Casa Comalat (1909-1911), de Salvador Valeri, Barcelona

Otra corriente fue la de ciertos arquitectos que, sin ser discípulos directos de Gaudí, mostraron su influencia, como Bernardí Martorell, Salvador Valeri y Julio María Fossas. Martorell, sobrino de Joan Martorell, uno de los maestros de Gaudí, fue autor de la casa Laplana (1907), el monasterio de Santa María de Valldonzella (1910) y el convento de las Hermanas Oblatas del Santísimo Redentor (1919-1929), en Barcelona, así como el cementerio de Olius, la iglesia de los Escolapios de Sabadell (1924) y el Colegio Teresiano de Tarragona (1926). Valeri evidenció la influencia gaudiniana sobre todo en el uso de la bóveda catalana y el arco parabólico, como se percibe en la torre Sant Jordi (1908) y la casa Comalat (1909-1911) de Barcelona. Fue arquitecto municipal de El Papiol, donde construyó algunas casas de veraneo de reminiscencias gaudinianas, como Can Bou (1914). En San Vicente dels Horts fue autor de la casa Trian (1910-1911) y la fábrica Prats (1915). Fossas mostró la influencia de Gaudí y de Juan Rubió, como se denota en las casas Josefa Villanueva (1904-1909) y la casa Mariano Pau (1907) de Barcelona. Fue arquitecto de la Sección de Ornato y de la Sección Técnica del Fomento de la Propiedad del Ayuntamiento de Barcelona, cargos desde los que promovió diversos conjuntos de viviendas.

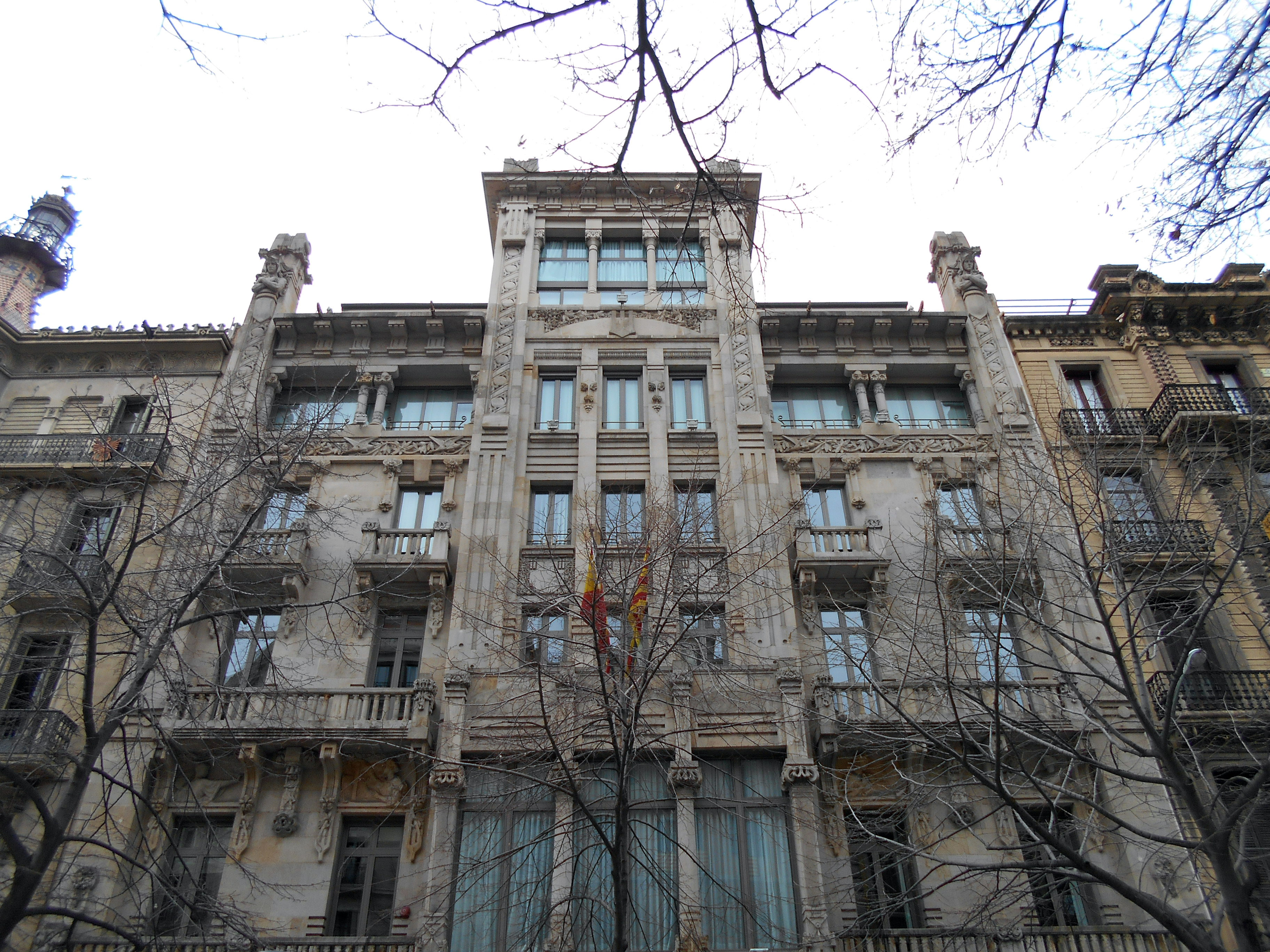
Casa Heribert Pons (1907-1909), de Alexandre Soler, Barcelona

Otra tendencia fue la de influencia secesionista, donde conviene citar a Alexandre Soler, Josep Maria Pericas, Eduard Ferrés y Arnau Calvet. Soler fue discípulo de Domènech i Montaner, al tiempo que recibió la influencia de Otto Wagner, como se denota en la casa Heribert Pons, en Barcelona (1907-1909). En Manresa, donde fue arquitecto municipal, fue autor del Instituto Lluís de Peguera (1907-1927), la Harinera Albareda (1909) y el Casal Regionalista (1918). Fue autor también de la iglesia de la Sagrada Familia de la Bauma en Castellbell y Vilar (1905-1908) y, con Francesc Guàrdia i Vial, realizó el Mercado Central de Valencia (1910). Pericas aglutinó la influencia secesionista con la gaudiniana, así como del expresionismo alemán y la escuela de Ámsterdam, como se evidencia en la iglesia del Carmen de Barcelona (1910-1930). Fue autor también de la casa Anita Colomer en Vic (1906), la Clínica Mental de Santa Coloma de Gramanet (1906, con Rafael Masó) y la capilla de la Inmaculada en el Monasterio de Montserrat. Ferrés mostró la influencia del secesionismo vienés y del Art Nouveau de Victor Horta, interpretados de manera personal, como se vislumbra en los Almacenes Damians en Barcelona (1917) o el chalet del Clot del Moro en Castellar de Nuch (1904). Fue arquitecto municipal de Vilassar de Mar, donde construyó la casa Sitges Bassa (1899), Ca l'Aldrufeu (actual Museo de la Marina, 1902), el portal de acceso al cementerio municipal (1902-1908), la reforma de la Casa Consistorial (1903), Can Matamala (1916) y la casa Ferrés (1916-1920). Ocupó el mismo cargo en Mataró, donde construyó la Clínica La Alianza Mataronense (1916-1926), la colonia-jardín El Palau (1924) y las casas baratas Grupo Goya (1926); e, igualmente, en Canet de Mar, donde realizó la Villa Flora (1910). Calvet fue autor de los Almacenes Cendra i Caralt, posterior Hidroeléctrica de Cataluña (1905); el conjunto del Funicular de Vallvidrera (estación inferior y superior, 1905-1906, con Bonaventura Conill); las casas Francesc Lalanne (1907-1910); y el Mercado de Sarriá (1911-1913, con Marceliano Coquillat), todas en Barcelona.

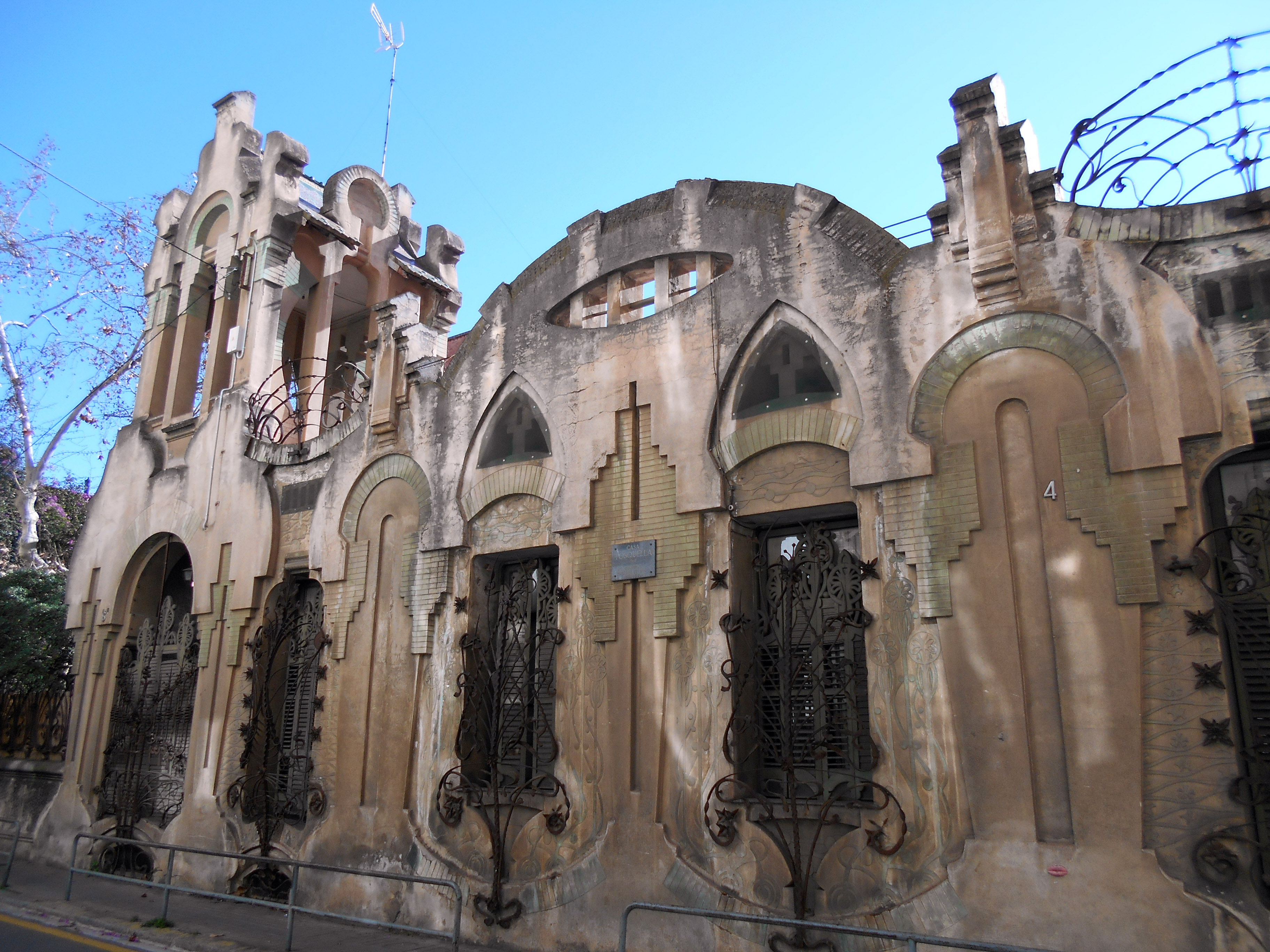
Casa Tosquella (1906), de Eduard Maria Balcells, Barcelona

Otros arquitectos modernistas de interés son:
Eduard Maria Balcells otorgó especial relevancia a la vidriería, oficio del que tenía un taller y que puso en práctica en la casa Tosquella (1906). Fue autor también de la casa Lluch (1906), la casa Barnils (1908), la casa Mónaco (1910) y la casa Generalife (1913) en San Cugat del Vallés y la torre Montserrat en Cardedeu. Fue arquitecto municipal de Sardañola del Vallés, donde dejó varias obras: la casa Diviu (1905), la Rectoría de la iglesia de San Martín (1908) y la casa Evarist López (1912) y las Escuelas Públicas (1912-1915) y la Casa Consistorial (1920). En Sabadell fue autor de la Fábrica Sallarés Deu (1914) y el Despacho Genís i Pont (1915).
Manuel Raspall puso especial énfasis en la construcción con ladrillo, hierro y mosaico, así como diseñó vitrales. Discípulo de Domènech i Montaner y de Puig i Cadafalch, dejó varias obras en el Vallés Oriental, donde fue arquitecto municipal de las localidades de Cardedeu, Ametlla del Vallés, La Garriga, Granollers, Caldas de Montbuy y Montmeló: casa Millet (1908) en Ametlla; casa Barbey (1910), la Bombonera (1910), chalé Iris (1911) y casa Barraquer (1912-1913) en La Garriga; Alquería Cloelia (1904), casa Golferichs-Rovellat (1908), casa Viader (1917-1922) y cementerio municipal en Cardedeu; casa Clapés (1907-1913), casa Ganduxer (1912), Can Biel (1923), casa Costa (1927) en Granollers. En Barcelona fue autor de la villa Hèlius (1906-1909), la casa Teixidor (1911) y la reforma de El Molino (1913), así como la plaza de toros Monumental (1913, reformada en 1916 por Ignasi Mas y Domingo Sugrañes).
Por su parte, Ignasi Mas se inició en un modernismo en el que destacaba el juego de volúmenes de las fachadas, como en las casas Auriga de San Juan Despí (1910-1911). Tras unos años en el extranjero, en 1915 se encargó de la reforma de la plaza de toros Monumental —con Domingo Sugrañes—, en estilo neomudéjar. Fue arquitecto municipal de San Pol de Mar, donde construyó la casa del doctor Roure (1906-1907), la casa Planiol (1910) y las Escuelas Públicas (1910). En Barcelona fue autor también de la casa Joaquim Gorina (1918) y, en Sitges, de la casa Bartomeu Carbonell o del Reloj (1913-1915).

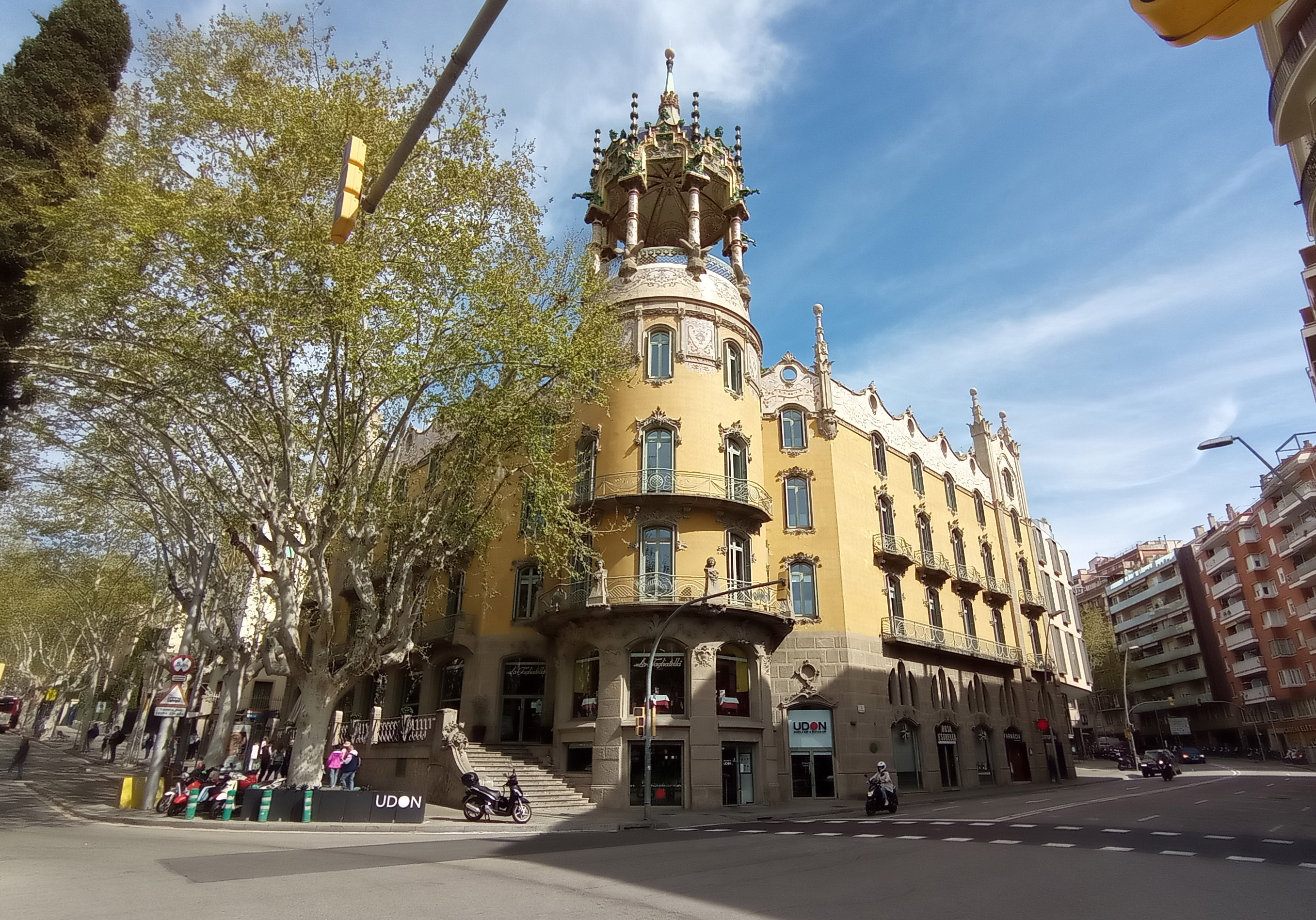
Torre Andreu (1906-1918), de Adolfo Ruiz Casamitjana, Barcelona

Adolfo Ruiz Casamitjana fue autor de la torre Andreu o «la Rotonda» (1906-1918) en Barcelona, una casa formada por dos cuerpos rectangulares articulados en forma de L, unidos en su parte central por un cuerpo cilíndrico rematado por una torre con cúpula revestida de cerámica. También construyó varios edificios de viviendas en la línea de Enric Sagnier: casa Llorenç Armengol (1900), casa Camprubí (1900-1901), casa Rafel (1911).
Josep Domènech i Mansana, hijo de Doménech Estapá, ocupó desde 1917 el cargo de arquitecto del Ministerio de Instrucción Pública, para el cual construyó numerosas escuelas en diversas localidades catalanas. Fue también arquitecto municipal de Santa María de Palautordera, donde construyó el Ayuntamiento y las Escuelas Municipales (1929), así como de San Celoni, donde construyó el Ayuntamiento (1926), el Matadero municipal (1927) y la Térmica (1925-1930); y de Esparraguera, donde construyó el Mercado municipal (1911) y el Matadero (1916).
Andreu Audet destacó por su decorativismo, pleno de relieves figurativos y celosías caladas, como se vislumbra en obras como la casa Baldomer Rovira (1899), el Hotel Colón (1902, desaparecido), la casa Josep Sabadell (1904) y la Editorial Seguí (1912). Construyó también diversos edificios comerciales y salas de espectáculos, entre los que destaca el Teatro Apolo, así como el Casino de la Rabassada en San Cugat del Vallés (1899).
Jeroni Granell desarrolló una personalidad propia, en una línea más cercana al Art Nouveau, con especial énfasis en la utilización de vitrales y esgrafiados, depuración decorativa y un tratamiento plano de las fachadas: casa Granell (1902-1904), edificios de las calles Mallorca 219, Roger de Lauria 84, Padua 75 y Gerona 122, todos entre 1900 y 1903.

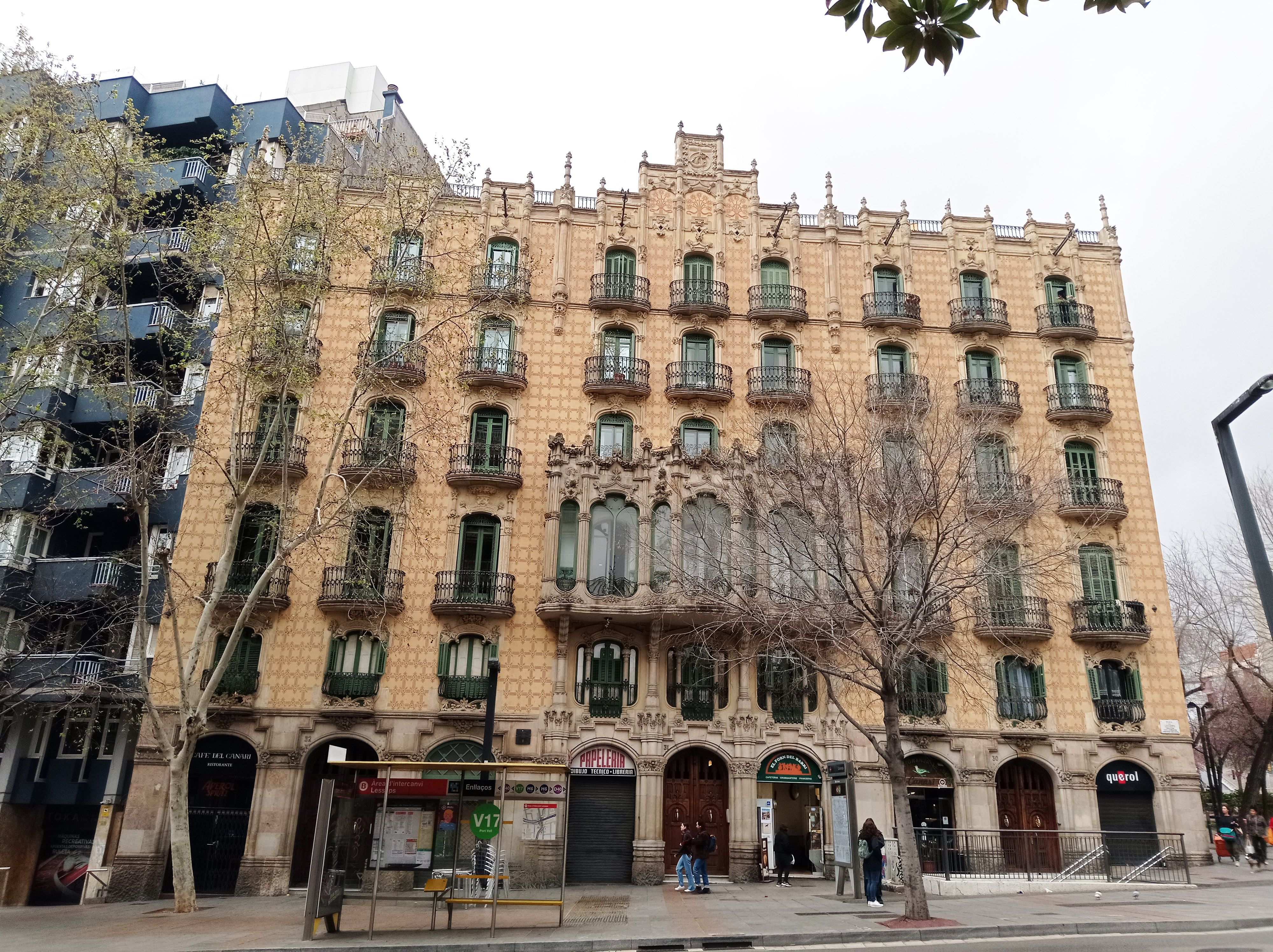
Casas Ramos (1906-1908), de Jaume Torres i Grau, Barcelona

En menor medida, cabe reseñar a arquitectos como: Camilo Oliveras, uno de los pioneros del modernismo, especialmente por el uso de ladrillo de obra vista y la cerámica policromada, técnica que desarrolló en la Casa Provincial de Maternidad y Expósitos de Barcelona (1883-1924), con General Guitart. El propio Guitart fue autor del Ayuntamiento de Santa Perpetua de Moguda (1892), la Fábrica Armstrong en Palafrugell (1900-1904) y varios edificios en San Felíu de Guixols: casino La Constancia (1888-1898), asilo Sweis (1904), casino El Guixolense (1909) y la casa Patxot, así como la Torre del Gobernador en Alella (1916). Jaume Torres i Grau fue autor de las casas Ramos (1906-1908) en la plaza de Lesseps de Barcelona, formadas por tres edificios independientes, pero unidos por una única fachada, que destaca por sus esgrafiados. Ferran Romeu realizó varias casas en un estilo cercano al Art Nouveau francés, en Barcelona (casa Carbonell, 1897-1900; casa Conrad Roure, 1901-1902; casa Rabaseda, 1912) y San Cugat del Vallés (casa Armet, 1898). Antoni de Falguera fue discípulo de Puig i Cadafalch y evolucionó desde un cierto neorrománico hacia un estilo más sobrio al ser nombrado arquitecto municipal de Barcelona (mercado del Ninot, 1892-1894; casa de Lactancia, 1906-1913; Conservatorio Municipal de Música de Barcelona, 1916-1928). Jaume Gustà pasó de la austeridad inicial a un decorativismo de tipo floral, como se ve en la Tenencia de Alcaldía de Hostafrancs, actual Ayuntamiento de Sants-Montjuïc (1908-1915), con Ubaldo Iranzo. Iranzo fue autor además del Ayuntamiento de San Sadurní de Noya (1896-1900) y la casa Gener en Villanueva y Geltrú (1902). Gabriel Borrell fue arquitecto municipal de Sant Feliu de Llobregat, donde construyó varios edificios residenciales y de viviendas, entre los que destaca la casa Cahué Raspall (1916); en Barcelona fue autor de la casa Vallet (1908), así como de la capilla del Colegio de las Teresianas, obra de Gaudí (1908). Miquel Madorell se inició en un eclecticismo clasicista, pero a finales de siglo se adentró en el modernismo, con un cierto gusto por la ornamentación floral y vegetal y la utilización de aplicaciones de hierro forjado, como se denota en la casa Santurce (1902-1905); fue autor también del Ateneo Agrícola en San Sadurní de Noya (1908-1909) y el Círculo Mallorquín en Palma de Mallorca (1913). Josep Amargós fue autor del Invernáculo del parque de la Ciudadela (1883-1887), construido para la Exposición Universal. Posteriormente construyó la torre de las aguas de Dos Rius en el Tibidabo (1902-1905) y el conjunto de la Sociedad General de Aguas de Barcelona en Cornellá de Llobregat (1905, actual Museo Agbar de las Aguas). Antoni Millàs tuvo una primera etapa neoclásica para después enmarcarse en un modernismo de fachadas onduladas, con profusa utilización del hierro y la cerámica, así como una decoración escultórica de tipo floral. Entre sus obras destacan: la casa Francesc Ferreres (1898), la casa Iglesias (1899), la casa Leandre Bou (1906-1907), la casa Maldonado (1913-1914) y la casa Millàs (1915), en Barcelona. Francesc Guàrdia i Vial era yerno de Domènech i Montaner, con el que colaboró en el Palacio de la Música Catalana. Fue autor del Teatro Principal de Tarrasa (1909, con Enric Catà) y el Mercado Central de Valencia (1910) con Alexandre Soler. Josep Graner fue maestro de obras, autor de varias casas en Barcelona (casa Sala Sagristà, 1900; casa Sabata, 1900; casa Emili Ferrusola, 1904-1905; casa Forn, 1905; casas Pascual Coll, 1906-1908; casa Fajol, 1912) y varios edificios y villas de veraneo en Moncada y Reixach (torre Milans, 1889; Fábrica Panisello, 1911-1912; Ayuntamiento, 1918; torre Valentí, 1927). Su obra más emblemática es la casa Fajol, que destaca por su coronamiento de cerámica en forma de mariposa. Pau Salvat era miembro de la familia de la Editorial Salvat, para la que construyó su sede en 1912-1916. Su obra destaca por su sello de calidad, como en la casa Oller (1903), donde aplicó un amplio repertorio modernista, tanto en cerámica como en forja, mármoles y esgrafiados, así como unos capiteles de figuras zoomórficas y vegetales. En Igualada fue autor de la casa Ratés (1905-1909). Bonaventura Conill fue autor de la casa Matas i Ramis (1903) y el conjunto del Funicular de Vallvidrera (1905, con Arnau Calvet). Marceliano Coquillat fue arquitecto municipal de San Justo Desvern, donde reformó la masía Can Ginestar (1904) y construyó la casa Pruna (1909). En Barcelona fue autor de la Villa Conchita (1912) y la casa Josefina Bonet (1915), así como el Mercado de Sarriá (1911-1913), con Arnau Calvet.

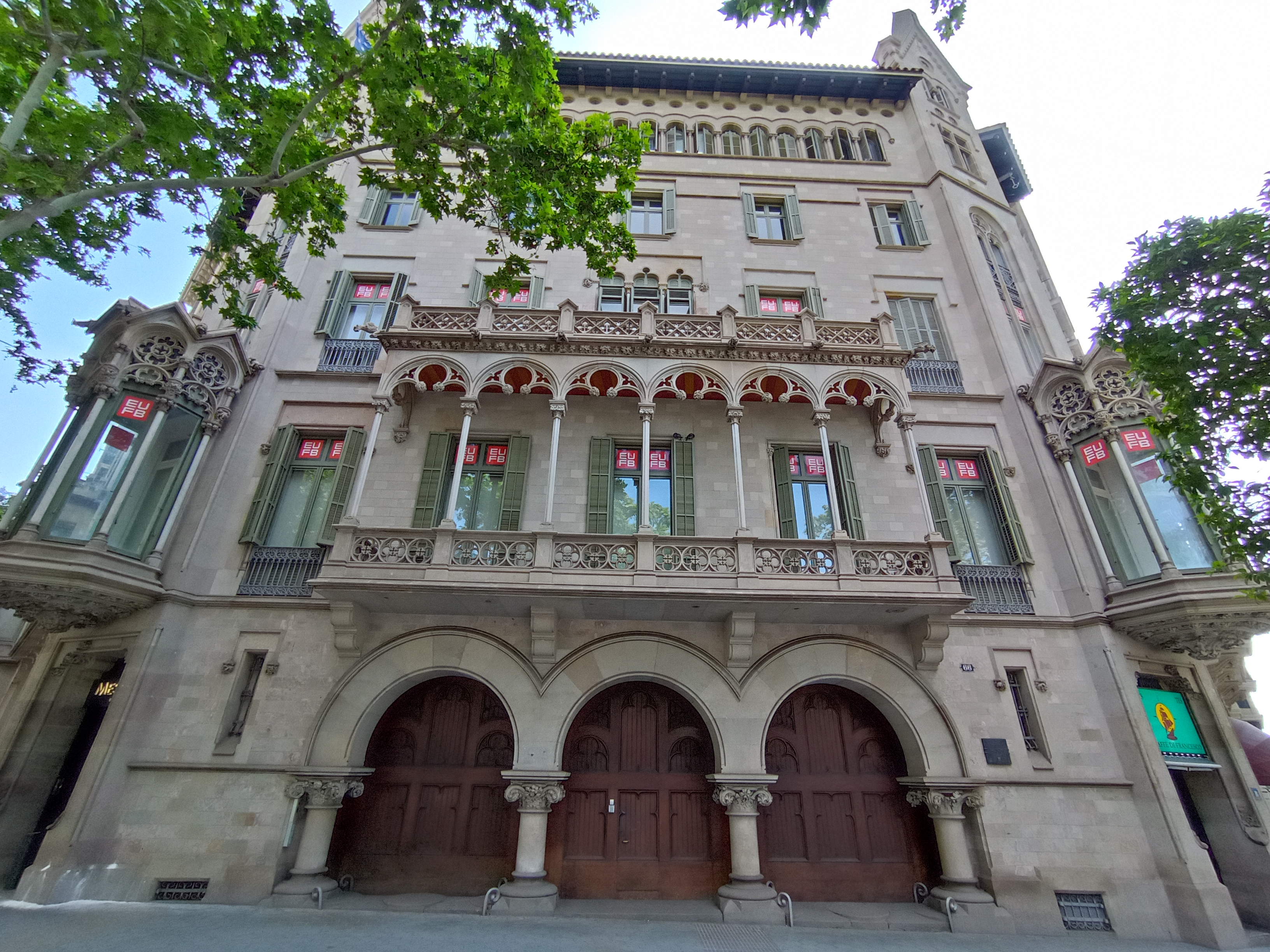
Casa Viuda Marfà (1901-1905), de Manuel Comas i Thos, Barcelona

Aparte de los mencionados, conviene recordar siquiera someramente a arquitectos como: Antoni Rovira i Rabassa (casa Codina, 1892; casa Ramon Casas, 1898-1899); Manuel Comas i Thos (casa Jaume Moysi, 1893-1895; casa Viuda Marfà, 1901-1905); los hermanos Bonaventura y Joaquim Bassegoda (casa Berenguer, 1907; casas Rocamora, 1914-1918); Modest Feu (casa Jaume Estrada, 1906; casa Domènec Vila, 1918); Joan Alsina (casa Oller, 1901; restaurante Pince, 1906; iglesia de los Franciscanos, 1906, en Barcelona; fábrica Trinxet, en Hospitalet de Llobregat, 1907; casa Valls-Brufau, 1900, y casa Sabaté, 1903, en Igualada); Albert Juan (villa Rosa, 1902-1911; farmacia Domènech, 1907; casa Federico Wynn, 1908, en Barcelona; Ayuntamiento y escuelas de Les Franqueses del Vallès, 1912); José Pérez Terraza (casa Francesc Farreras, 1899; torre Ignacio Portabella, 1905); Telm Fernández i Janot (casas Felip, 1901 y 1905-1913); Salvador Soteras (casa Ibarz Bernat, 1901-1904); Juli Batllevell (casa Trias, 1903-1906; casa Antonia Burés, 1903-1906; torre Bulart-Rialp, 1906-1907, en Barcelona; colegio Enric Casassas, 1897, y Hotel Suizo, 1903, en Sabadell); Miquel Pascual (casa Josep Barnolas, 1905); Joaquim Codina i Matalí (casa Malagrida, 1905-1908); Julio Marial (casa Josepa Marsans, actual albergue de Nuestra Señora de Montserrat, 1906); Manuel Sayrach (casa Sayrach, 1915-1918); José María Barenys (casa Vallet i Xiró, 1913); Domènec Boada Piera (casa Francesc Cairó, 1906); Josep Font i Gumà (reforma del palacio Savassona como sede del Ateneo Barcelonés, 1904-1906; Hospital y Asilo del Redós de San José y San Pedro en San Pedro de Ribas, 1901; chalet Miramar en Villanueva y Geltrú, 1913).
En último lugar es preciso señalar de este período el interés otorgado a los establecimientos comerciales, en los que, junto a la estructura arquitectónica, cobraron un papel esencial las artes aplicadas, el interiorismo y la decoración. Son buena muestra de ello: el colmado Múrria (1898); el Bar Torino, decorado por Antoni Gaudí, Pedro Falqués y Josep Puig i Cadafalch en 1902; la fábrica de pastas alimenticias Antigua Casa Figueras, decorada en 1902 por el pintor y escenógrafo Antoni Ros i Güell; la farmacia Bolós, decorada en 1902 por Antoni de Falguera; el restaurante Grill Room, del decorador Ricard de Capmany (1902); el horno Sarret (1906); la tienda de bellas artes Casa Teixidor, de Manuel Raspall (1909); la confitería Reñé, decorada por Enric Llardent en 1910; la farmacia Puigoriol, de Marià Pau (1913-1914); y la lencería El Indio, de los decoradores Vilaró y Valls (1922).
Cabe señalar igualmente la importancia otorgada a la arquitectura funeraria, bien en la edificación o reforma de cementerios o bien en la construcción de panteones e hipogeos, que fueron otro de los sellos distintivos de la burguesía del momento, generalmente en conjunción con esculturas de los mejores artífices del momento, como Josep Llimona, Eusebi Arnau o Enric Clarasó. Algunos exponentes serían: el cementerio de Lloret de Mar, de Joaquim Artau (1896-1901); el cementerio de Vilassar de Mar, de Eduard Ferrés (1908); el cementerio de Castellar del Vallés, de Antoni de Falguera (1911-1916); o el cementerio de Olíus, de Bernardí Martorell (1916).

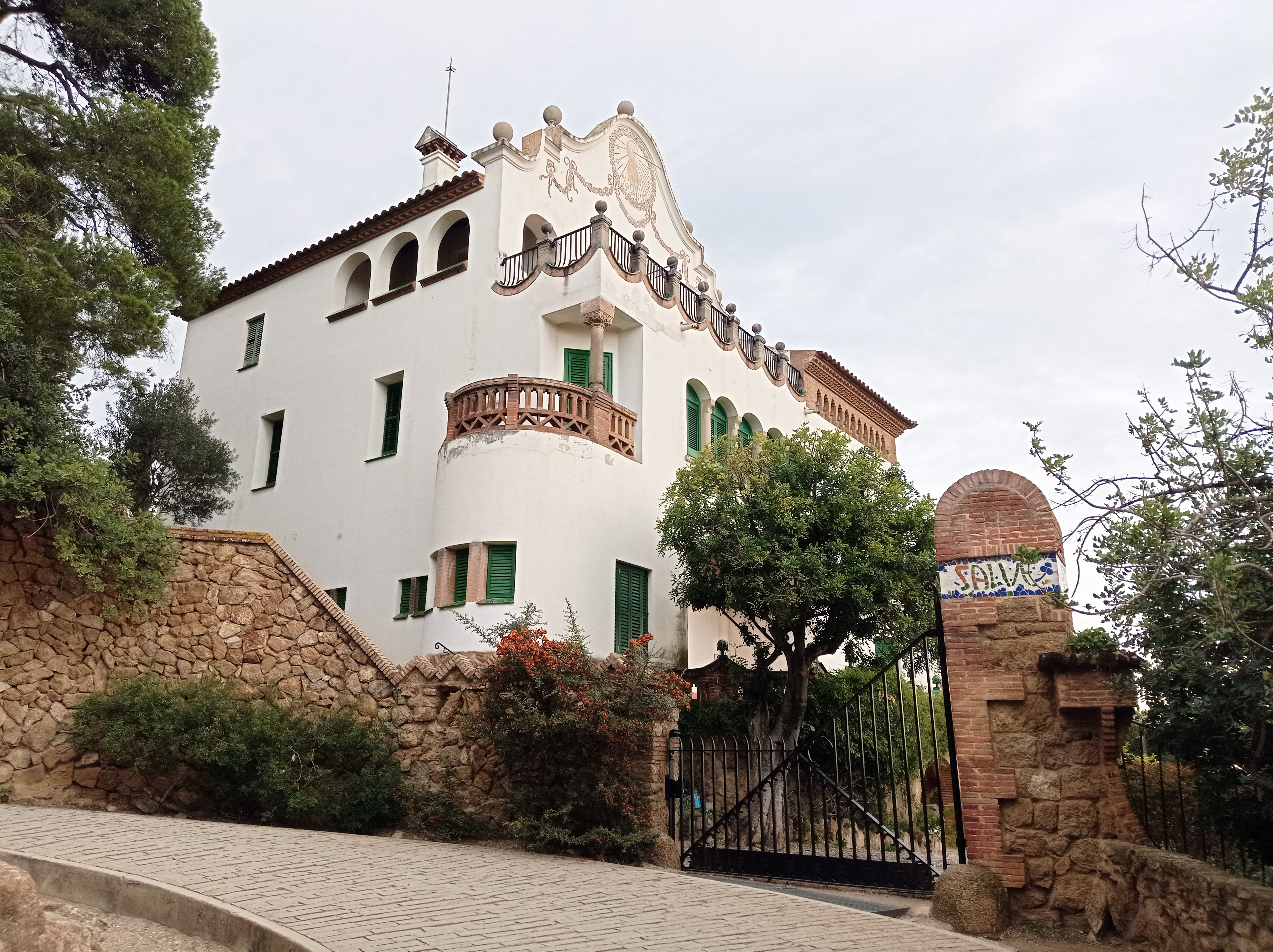
Casa Trias (1903-1906), de Juli Batllevell, Barcelona
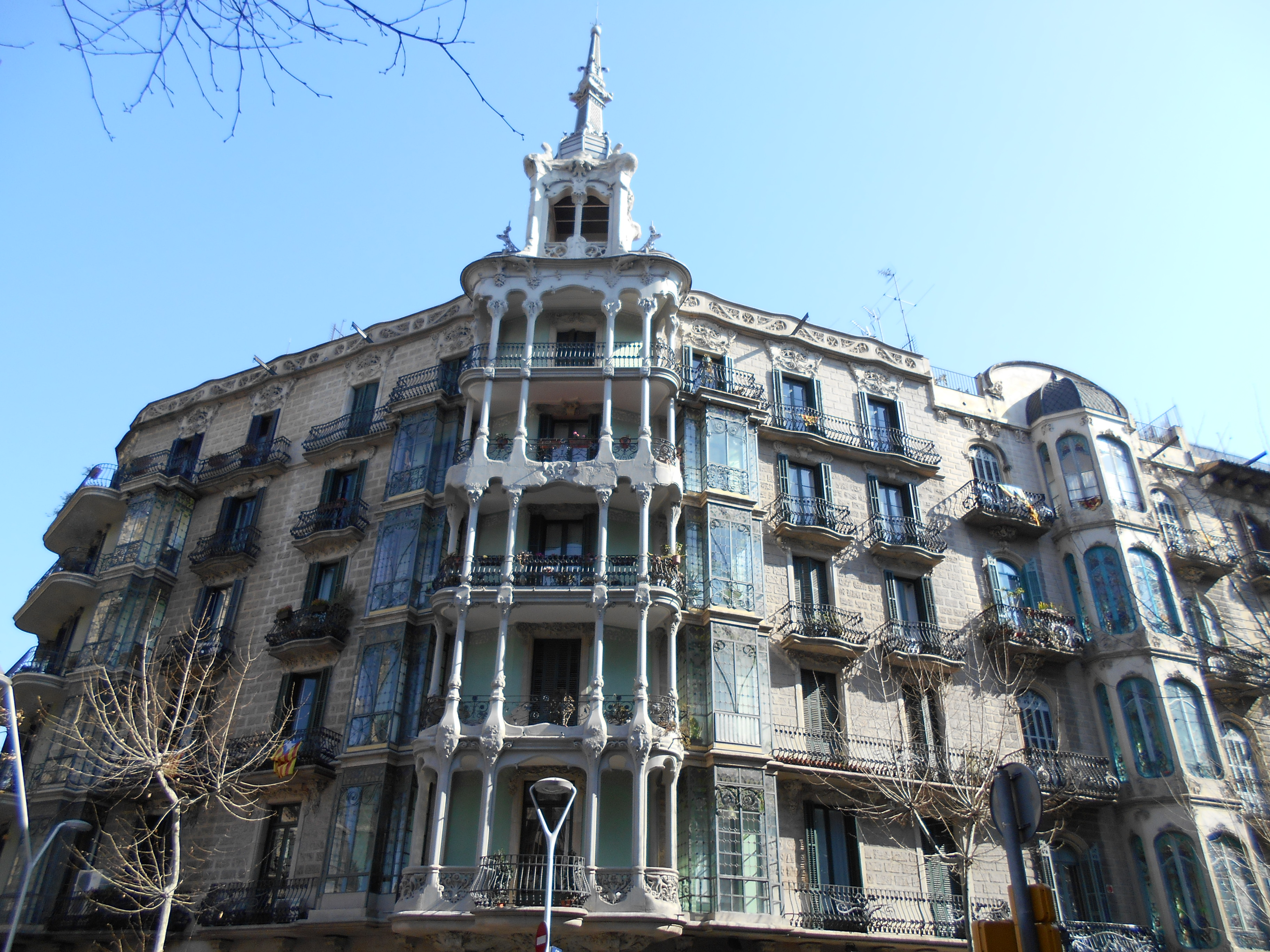
Casas Josefa Villanueva (1904-1909), de Julio María Fossas, Barcelona
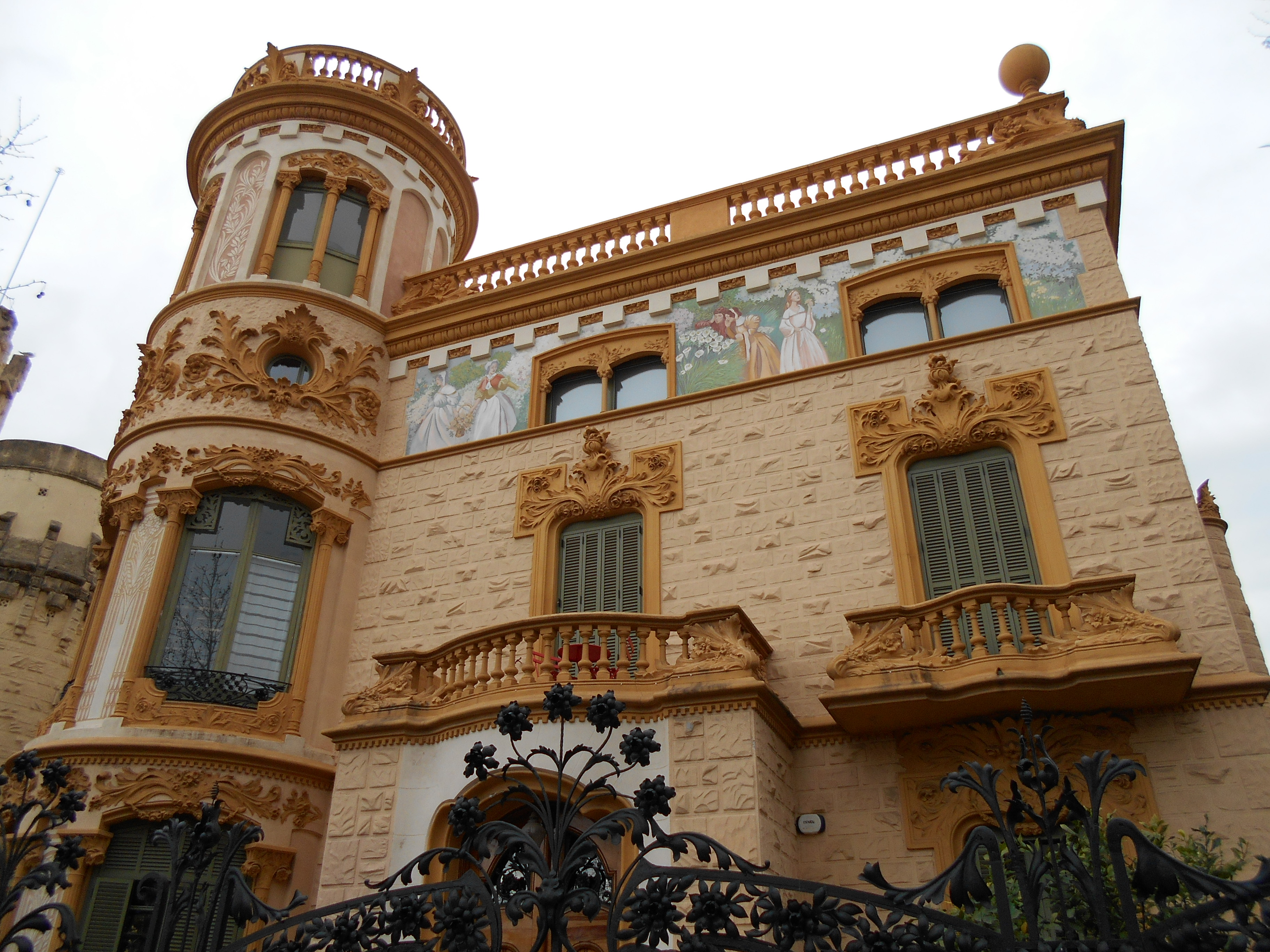
Torre Ignacio Portabella (1905), de José Pérez Terraza, Barcelona
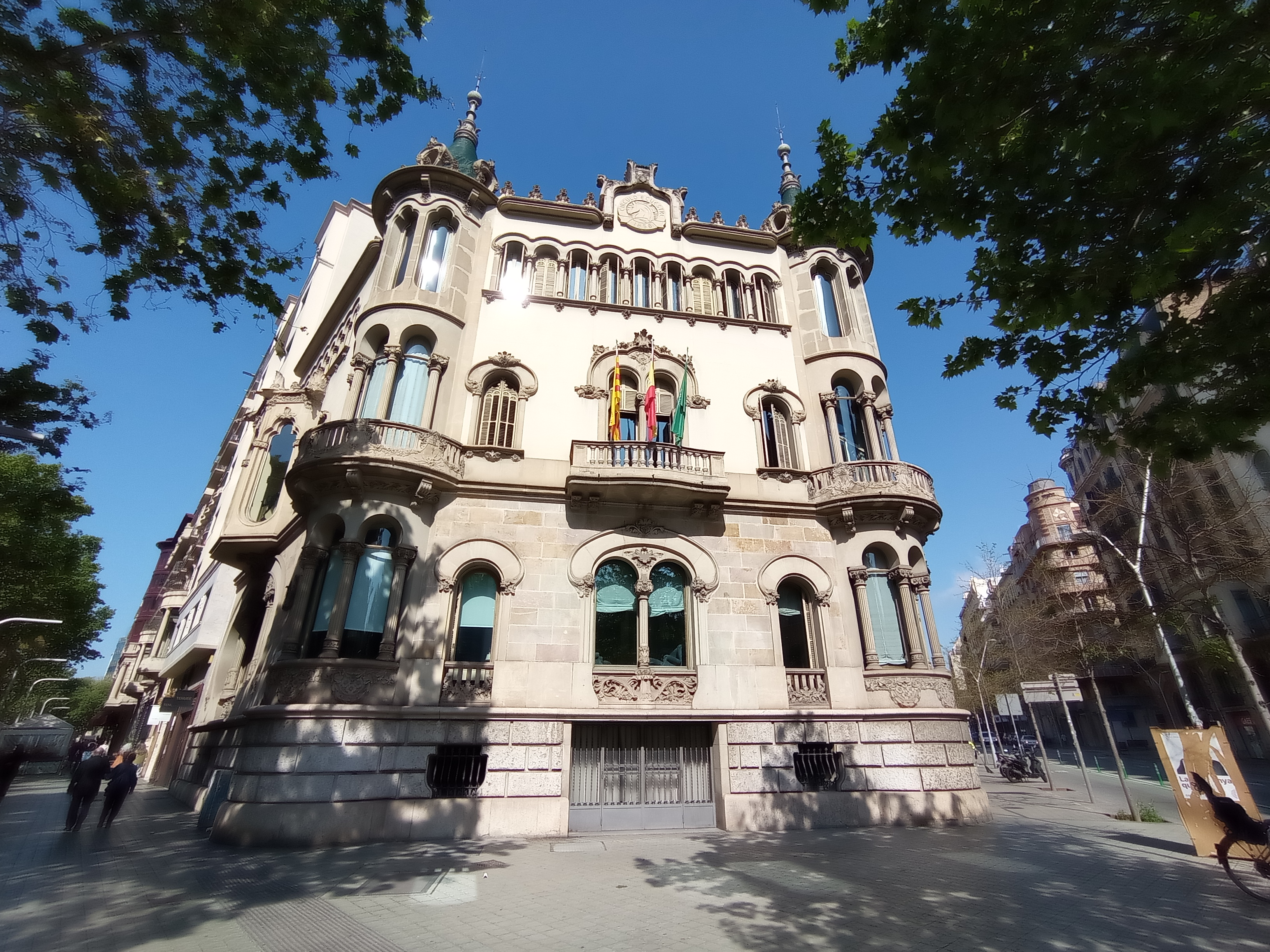
Casa Pérez Samanillo, actual Círculo Ecuestre (1910-1911), de Joan Josep Hervàs, Barcelona
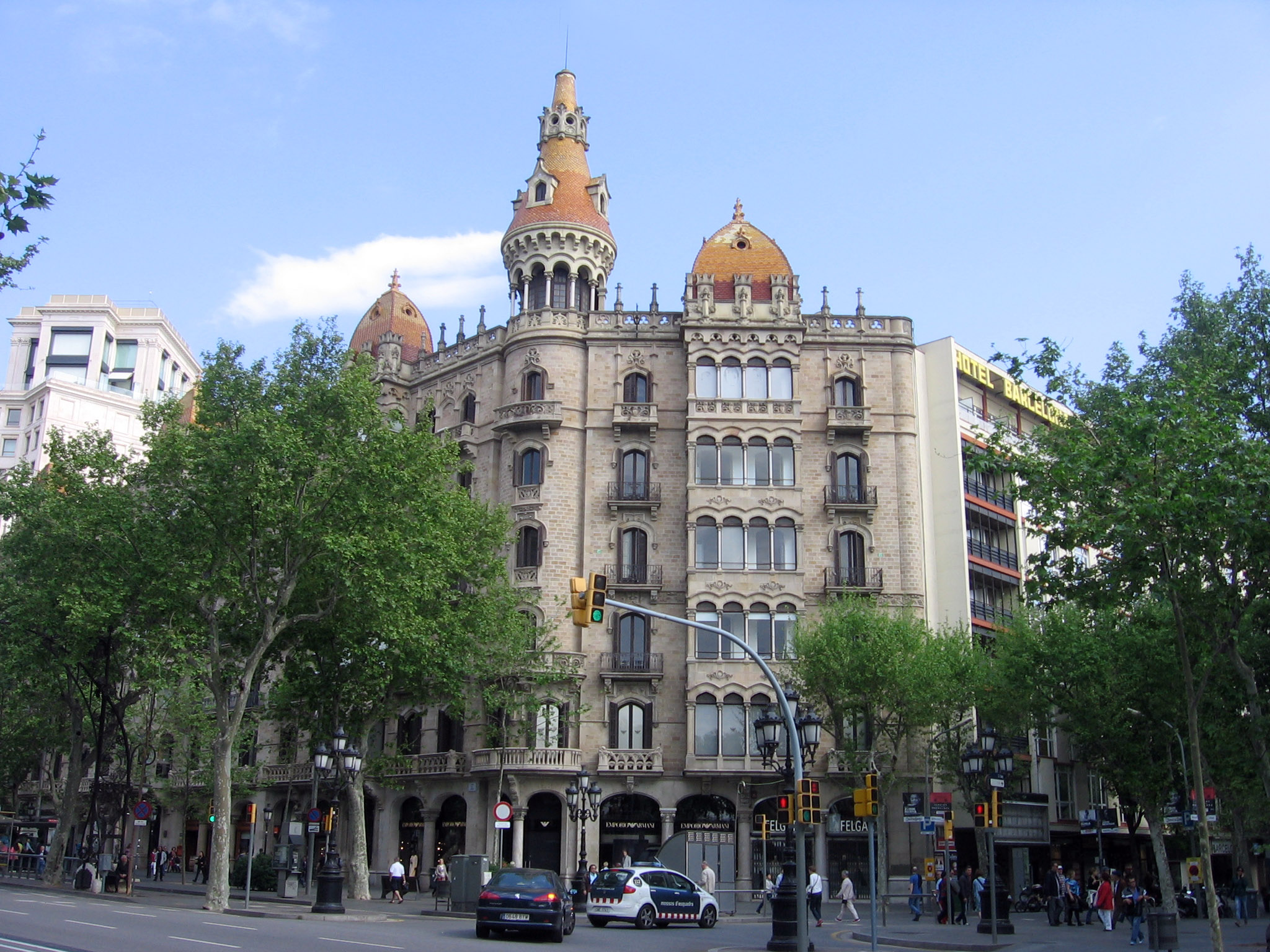
Casas Rocamora (1914-1918), de Bonaventura y Joaquim Bassegoda, Barcelona
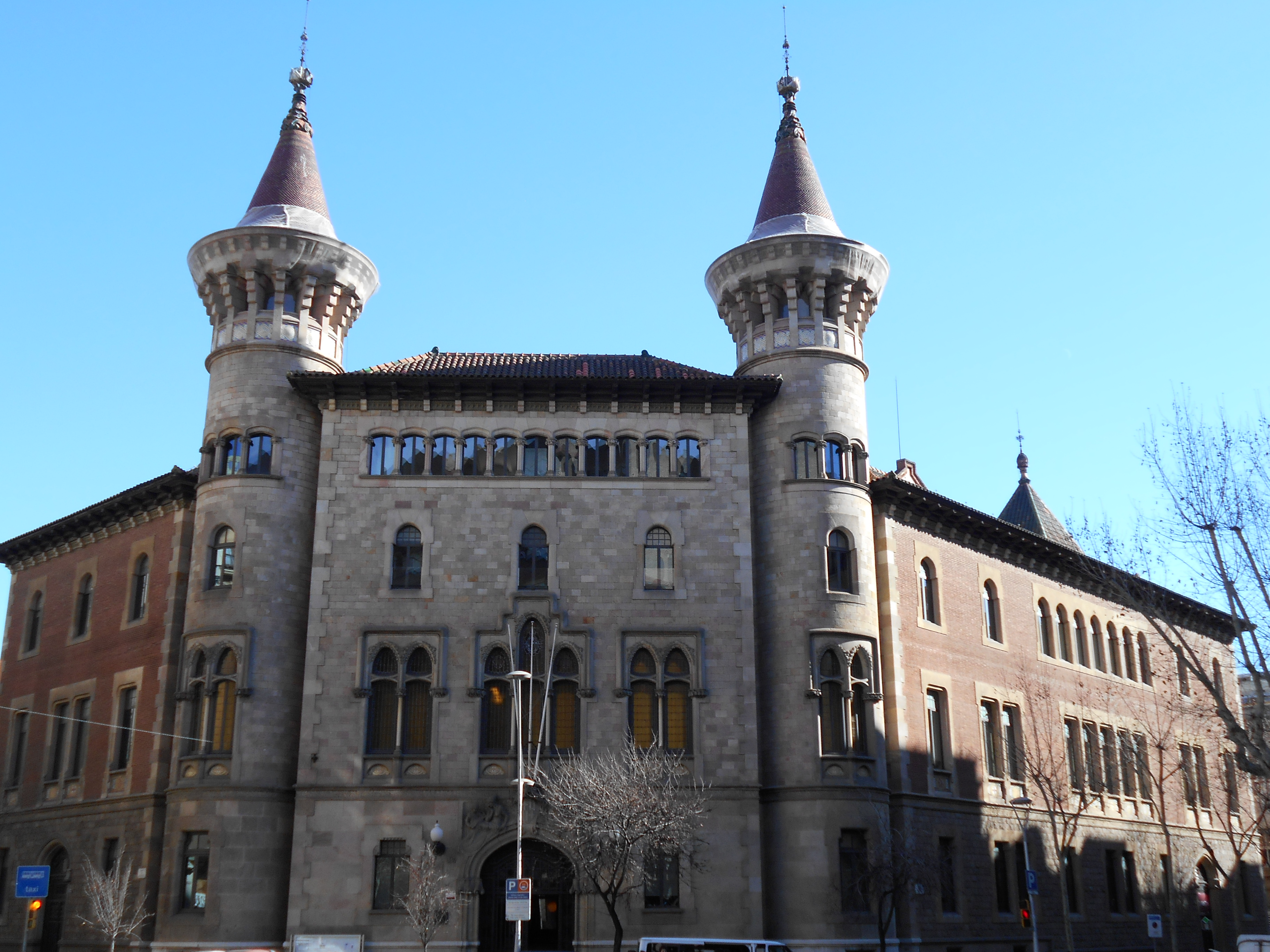
Conservatorio Municipal de Música de Barcelona (1916-1928), de Antoni de Falguera, Barcelona
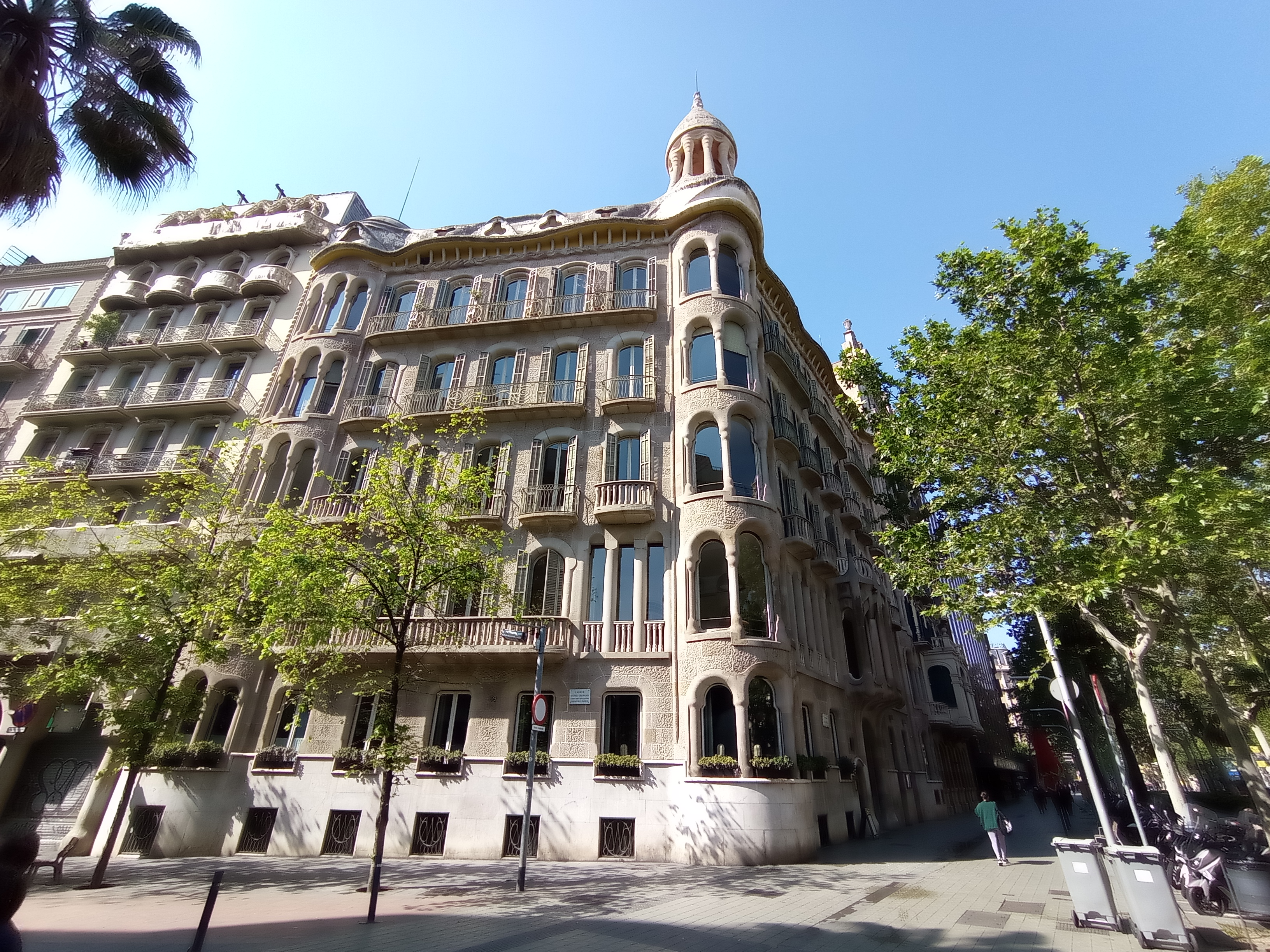
Casa Sayrach (1918), de Manuel Sayrach, Barcelona

### Centros modernistas fuera de Barcelona

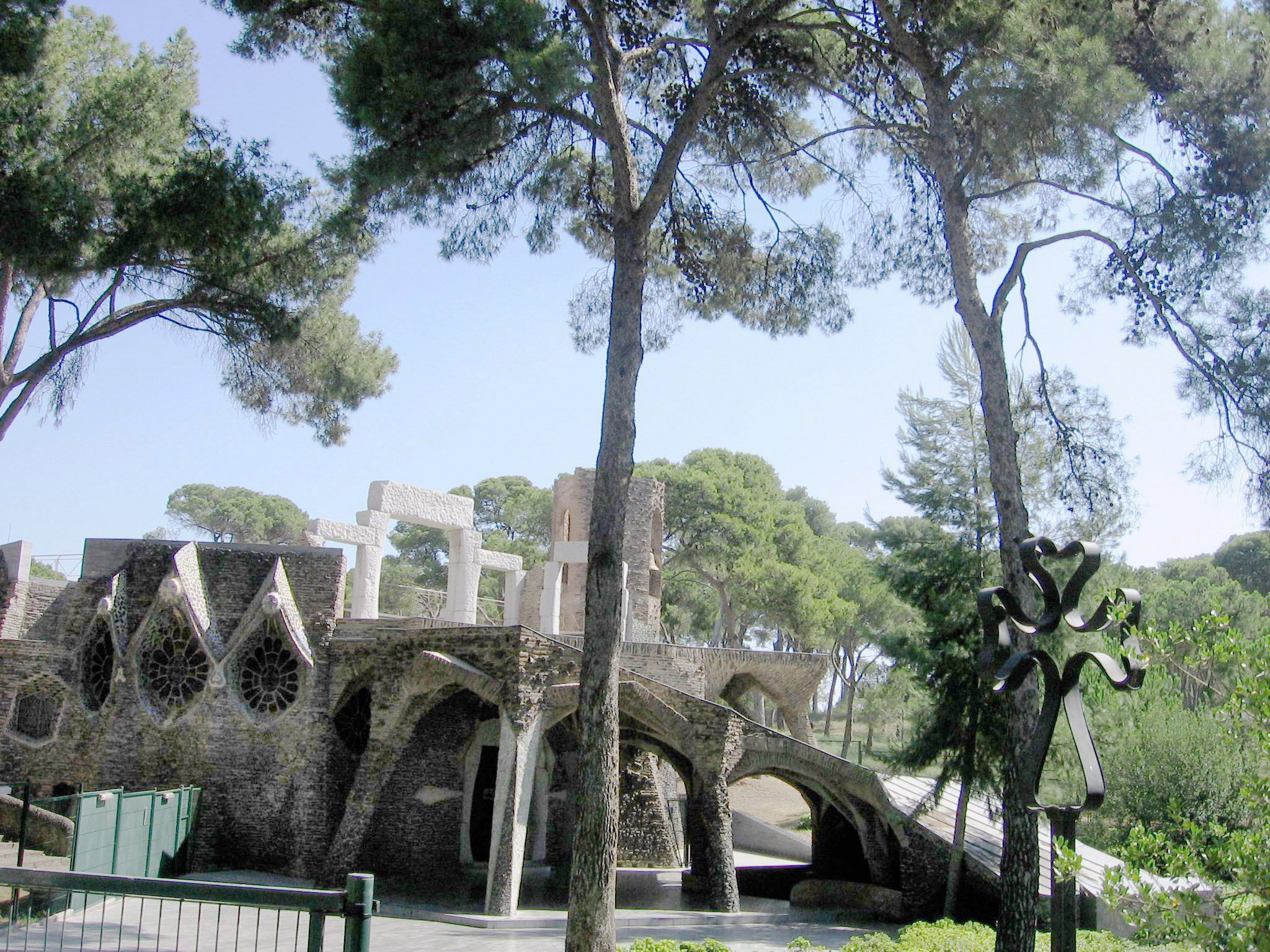
Cripta de la Colonia Güell (1898-1914), de Antoni Gaudí, Santa Coloma de Cervelló

La capital catalana fue la ciudad que contó con más obras dentro de la arquitectura modernista —y quizá las más emblemáticas—, pero el movimiento se extendió por todo el Principado. Importantes arquitectos que trabajaron en la capital efectuaron también obras fuera, como es el caso de Gaudí en Santa Coloma de Cervelló, Garraf o La Pobla de Lillet; de Domènech i Montaner en Reus y Canet de Mar; de Puig i Cadafalch en Mataró y Argentona; de Josep Maria Jujol en Tarragona y San Juan Despí; o de Juan Rubió en la Colonia Güell, Reus, Ripoll y Raimat. Como la obra de estos autores ya se ha analizado, en este apartado se abordará la obra de otros arquitectos circunscrita a territorios concretos de las cuatro provincias catalanas.
Provincia de Barcelona
Esta provincia es la que cuenta con más obra modernista del territorio catalán, dada su proximidad con la capital, que actuó como foco de irradiación. En el entorno más inmediato de la Ciudad Condal se encuentra arquitectura modernista en ciudades como Hospitalet de Llobregat y Badalona. En la primera se encuentran algunas fábricas modernistas, como la fábrica Tecla Sala, de Claudio Durán y Ventosa (1892), o la de Can Vilumara, de Andreu Audet (1906-1907), mientras que Ramón Puig Gairalt, arquitecto municipal de la ciudad, realizó al inicio de su carrera diversos chalets de tipo modernista —aunque más tarde se decantó hacia el novecentismo—, así como la tienda Botiga Nova (1912), las casas baratas de la rambla Just Oliveras 77-79 (1914-1915) —que denotan la influencia secesionista— y la Comisaría de Policía (1922). También cabe nombrar al maestro de obras Mariano Tomás Barba, autor del edificio Estanco o Cal Generós (1904), la casa Oliveras (1908-1908) y la casa Batlle Solanas (1910). En Badalona destaca la presencia de Joan Amigó i Barriga, que fue su arquitecto municipal, cargo desde el que planificó obras como la Escuela Marista (1901), la casa Enric Pavillard (1906), la casa Enric Mir (1908), la casa Busquets (1912) y el chalet de Ca l'Amigó (1916), donde muestra una cierta predilección por el relieve vertical en curva con entrecruzamiento de líneas horizontales.

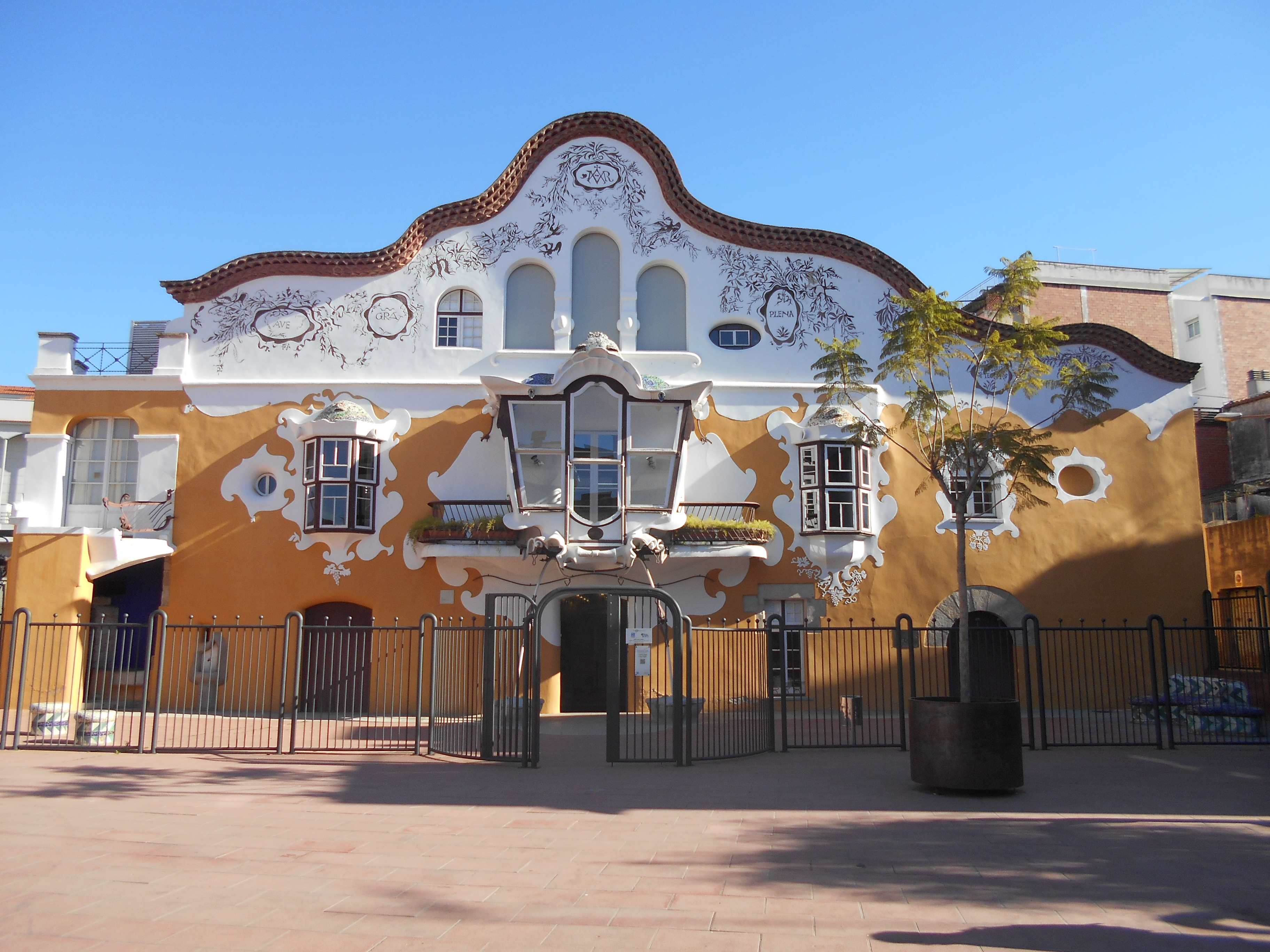
Can Negre (1922), de Josep Maria Jujol, San Juan Despí

En torno a la capital, existe un gran número de obras modernistas en la franja litoral, en las comarcas del Garraf, El Maresme y el Bajo Llobregat. La principal ciudad del Garraf es Villanueva y Geltrú, donde trabajó Bonaventura Pollés, que fue arquitecto municipal de la ciudad, donde desarrolló un estilo tendente al monumentalismo, con profusa utilización del hierro y el vidrio, en obras como la Villa Laguarda (1912) o el chalet del doctor Ribot (1910). Su sucesor como arquitecto municipal fue Josep Maria Miró i Guibernau, autor de la casa Can Pahissa o del Indiano (1916-1921). Otra villa importante es Sitges, un relevante centro modernista, ya que allí se estableció Santiago Rusiñol, promotor de las Fiestas Modernistas que se celebraron en esa ciudad. Aquí trabajó Josep Pujol i Brull, un arquitecto ecléctico que pasó por diversas etapas, del modernismo al novecentismo, autor de la casa Pere Carreras (1906). Gaietà Miret fue un maestro de obras de estilo ecléctico, autor de la casa Simó Llauradó (1908) y la casa Manuel Planas (1908). Francesc Rogent, hijo de Elías Rogent, el padre de la Escuela de Arquitectura y autor de la Universidad de Barcelona, fue autor del Cau Ferrat, la residencia de Rusiñol. En el Bajo Llobregat hay que destacar en primer lugar la labor de Gaudí, Berenguer y Rubió en la Colonia Güell de Santa Coloma de Cervelló, de Josep Maria Jujol en San Juan Despí, de Marceliano Coquillat en San Justo Desvern y de Gabriel Borrell en Sant Feliu de Llobregat, como se ha visto anteriormente. Por lo demás, hay que citar a Josep Ros i Ros, que fue arquitecto municipal de Castellbisbal, Cervelló, Corbera de Llobregat, El Papiol, Gélida, Martorell, La Palma de Cervelló, Olesa de Montserrat, Pallejá, Piera, San Andrés de la Barca, San Sadurní de Noya y Torrellas de Llobregat, localidades en las que dejó numerosas obras de sello modernista, que destacan por la profusión de elementos de cerámica y estuco, así como decoración de cenefas curvas o rectilíneas. Fue autor también de la casa Jacint Bosch en Tarrasa (1912) y la fábrica Cal Sabater en Igualada (1912-1919). En la misma comarca cabe nombrar el Ayuntamiento de Viladecans, de Josep Azemar (1899); la Sociedad General de Aguas de Barcelona en Cornellá de Llobregat, de Josep Amargós (1905-1909); y el Centro Artesano de El Prat de Llobregat, de Antoni Pascual Carretero (1919).

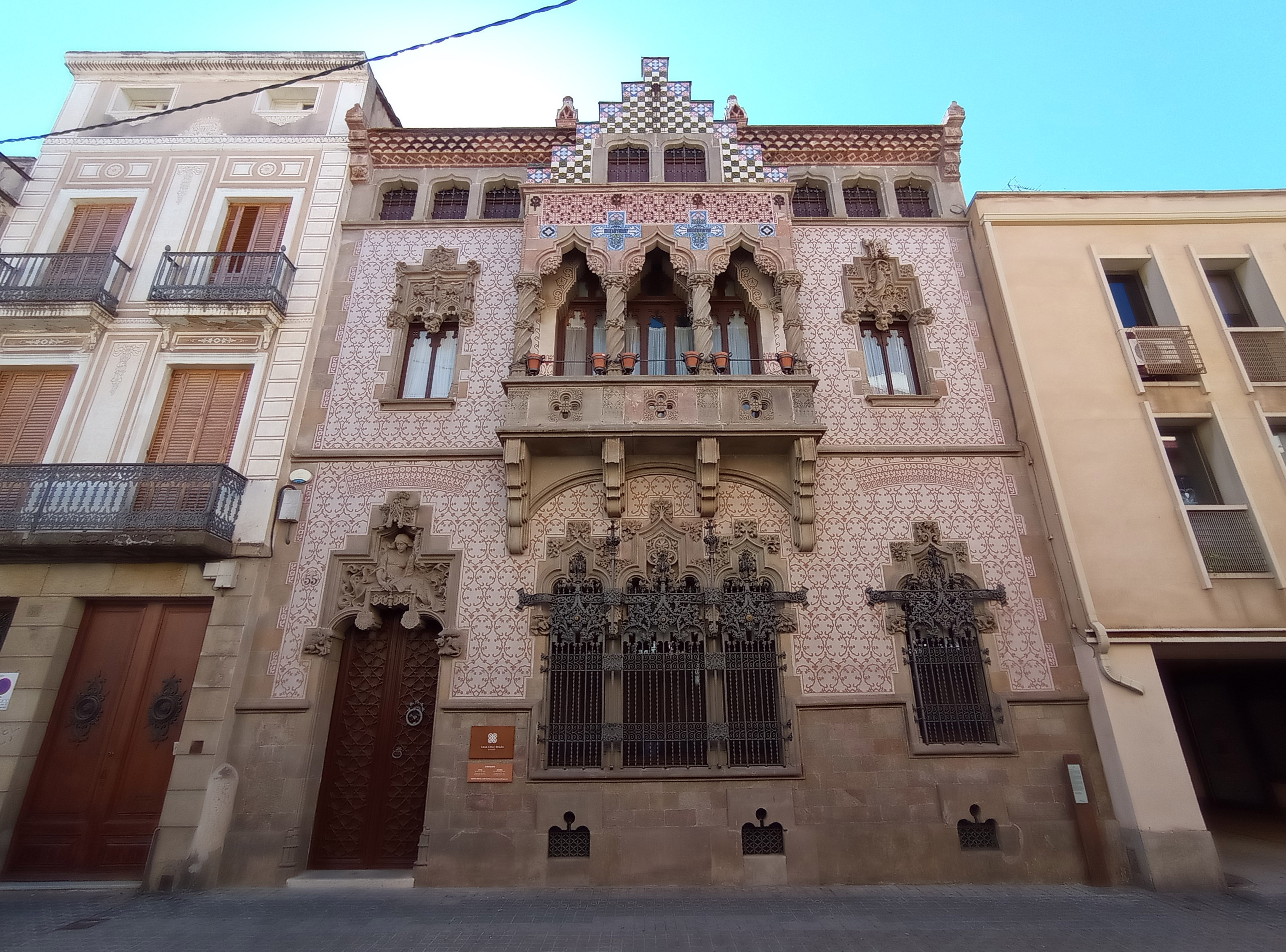
Casa Coll i Regàs (1897-1898), de Josep Puig i Cadafalch, Mataró

El Maresme tiene como principal punto de referencia su capital, Mataró, donde, aparte de la presencia de Puig i Cadafalch o Antoni Gaudí —autor de la Cooperativa Obrera Mataronense (1898-1882)—, cabe mencionar a Emili Cabanyes i Rabassa, que fue arquitecto municipal de Mataró de 1875 a 1892, cargo desde el cual proyectó un plan de ensanche y fue autor del Mercado El Rengle (1891), que finalizó Puig i Cadafalch, así como de la capilla del Sacramento de la basílica de Santa María, en estilo neobizantino (1892). También cabe citar a Melchor de Palau y Simón, autor del Matadero Municipal (1906-1915). En Tiana encontramos la obra de Ramon Maria Riudor, que evolucionó del neogótico a un modernismo de alegres formas y decoración, como se denota en el Casino (1911) y las casas Artusa (1906), Can Robert (1903-1918) y Can Fatjó (1911-1914). El Masnou presenta numerosas villas estivales, como el Castellet de Ca l'Aymà, de Roc Cot i Cot (1907); la casa Eulàlia Matas, de Domènec Boada Piera (1900-1901); y la casa Millet Bertran, de Enric Fatjó Torras (1902).

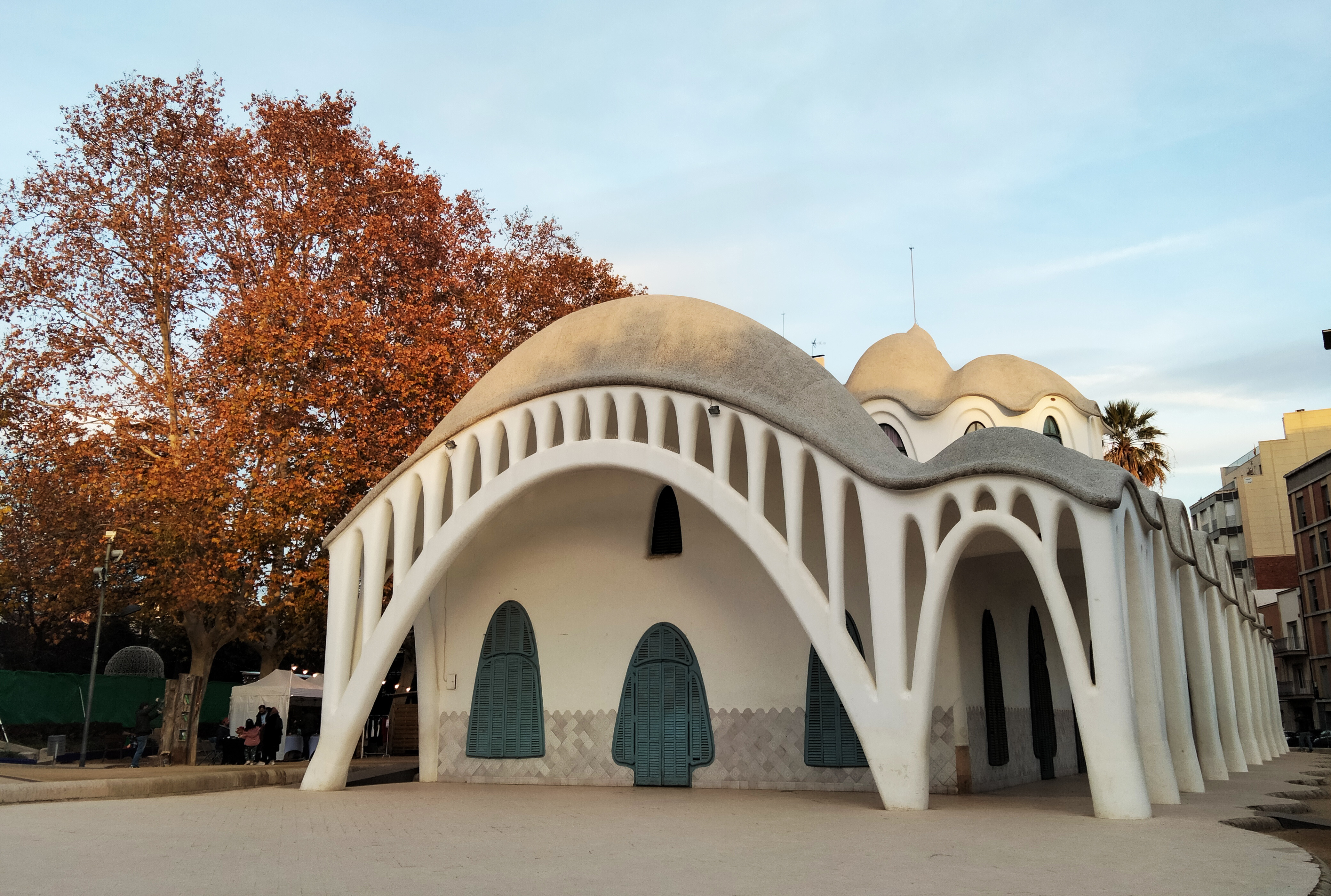
Masía Freixa (1899), de Lluís Muncunill, Tarrasa

Otro núcelo de modernismo es el Vallés, dividido en dos comarcas: Vallés Occidental y Vallés Oriental. En la primera se encuentran dos importantes ciudades que comparten la capitalidad de la comarca: Tarrasa y Sabadell. En Tarrasa, el modernismo tuvo una gran difusión, gracias a la exposición del Palacio de Industrias (actual Escuela de Ingeniería de Tarrasa) de 1904. El modernismo tarrasense destaca por exteriores austeros e interiores ricamente ornamentados, especialmente en cuanto a carpintería, cerrajería, arrimaderos cerámicos y vidrieras emplomadas. En esta ciudad, el modernismo perduró hasta los años 1930, más tarde que en otros lugares. Entre los arquitectos que dejaron obra en la ciudad destaca Lluís Muncunill, que fue arquitecto municipal, donde desplegó una obra personal que destaca por su amplio conocimiento de las técnicas constructivas, tanto tradicionales como modernas. Fue autor de la Casa consistorial de Tarrasa (1900-1902), la casa Baltasar Gorina (1902), el Hotel Pompidor (1903), los Almacenes Farnés (1904-1905), el Vapor Aymerich, Amat y Jover (1907, actual Museo de la Ciencia y de la Técnica de Cataluña) y la Masía Freixa (1907-1910). Esta última es su obra más conocida, de clara influencia gaudiniana, con una estructura de bóvedas catalanas y arcos parabólicos. Josep Maria Coll i Bacardí tuvo una corta carrera a causa de su prematura muerte, en la que mostró una clara influencia de la arquitectura vienesa: casa Baumann (1913), Grupo Escolar Torrella (1916). Antoni Pascual Carretero fue arquitecto municipal de Tarrasa entre 1904 y 1906, años en que inició las obras del Mercado de la Independencia. Melcior Viñals fue también arquitecto municipal de Tarrasa, así como de Esparraguera y San Vicente dels Horts, en un estilo esencialmente ecléctico, utilizando el modernismo como una herramienta más dentro de su acerbo constructivo. Entre sus obras en la ciudad egarense destacan: la finalización de las obras del Mercado de la Independencia (1906-1908), la casa Alegre Sagrera (1911) y los Almacenes Torras (1914). En Sabadell destacó la labor de Jeroni Martorell, un arquitecto de influencia gaudiniana, autor de la Caja de Ahorros de Sabadell (1904-1915) y la Antigua Escuela Industrial de Artes y Oficios (1907-1910). Josep Renom fue arquitecto municipal de la ciudad, autor de algunas obras modernistas antes de adscribirse al novecentismo, como la casa Arimon (1911). Uno de los símbolos de la ciudad es la Torre del Agua, de Lluís Homs.
En el Vallés Oriental nos centramos en su capital, Granollers, donde trabajó Manuel Raspall como arquitecto municipal, como se ha visto anteriormente. Ejerció el mismo cargo en Cardedeu, La Garriga y Ametlla del Vallés, conformando el núcleo modernista de esta comarca. Con anterioridad fue arquitecto municipal de Granollers Simó Cordomí, que fue autor del Ayuntamiento (1902-1904), en estilo neogótico. A este le sucedió Jeroni Martorell, autor de la casa Blanxart (1904). Otra obra de relevancia fue el Hospital-Asilo de Granollers, de Josep Maria Miró i Guibernau.
Más al interior se encuentran las comarcas del Alto Panadés, Noya, Bages, Osona y Bergadá. En la primera su principal centro fue Villafranca del Panadés, donde Santiago Güell fue arquitecto municipal, con obras caracterizadas por las formas ondulantes y la decoración floral, entre las que destacan los Almacenes Magí Figueres (1904), la casa Maria Claramunt (1905), la casa Miró (1905), la casa Artur Inglada (1905), la casa Guasch (1905-1909), la casa Ramona Quer (1906), la casa Torres Casals (1909), la casa Elies Valero (1910) y el Asilo Inglada Via (1914). También fue arquitecto municipal Antoni Pons, autor de obras como los Almacenes Jové (1921), la casa Cañas i Mañé (1911) y la casa Rigual Artigas (1912). Igual cargo tuvo Eugeni Campllonch, autor de la Electra Vilafranquesa (1901), la fachada del Ayuntamiento (1909) y la casa Jané Alegret (1909). En la comarca de Noya existen ejemplos modernistas en su capital, Igualada, donde fue arquitecto municipal Isidre Gili, autor del Matadero (1902-1905), la casa Serra (1904), la casa Franquesa (1905) y Cal Ratés (1908). También fue arquitecto municipal Josep Pausas i Coll, autor de las Escuelas del Ateneo Igualadino (1916-1917) y la Curtiduría Pelfort (1917). Igualmente destaca la presencia de Ignasi Maria Colomer, autor de la casa Balcells (1917), la casa Ponsell (1917) y la casa Magí (1920). En el Bages, el principal polo de atracción de la arquitectura modernista fue Manresa, una importante ciudad industrial que creció notablemente en el siglo XIX. Ignasi Oms i Ponsa fue arquitecto municipal de la ciudad, donde construyó obras como la casa Armengou (1898), el Colegio-Asilo de los Infantes (1901-1911), la casa Torrents (1905), el Casino (1906), la casa Lluvià (1908), la casa Torra (1910) y la Harinera La Florinda (1912-1913). En Osona la mayoría de obras se dieron en su capital, Vic, donde Josep Ylla fue maestro de obras municipal, autor de la casa Ramon Costa (1906). Otro maestro de obras fue Josep Anton Torner, autor de la casa Vilà (1908). Uno de los edificios más emblemáticos es la casa Comella, donde se emplaza el Casino, obra de Cayetano Buigas (1896). En el Bergadá, el principal foco fue la capital, Berga, donde trabajó Roc Cot i Cot, que fue su arquitecto municipal entre 1903 y 1908, donde edificó la iglesia de las Hermanas de los Desamparados, la capilla de Nuestra Señora de la Salud, la fábrica Rodergas y Cía., la casa Solanes (1904), el chalet Josep Viladomiu y el Casino Berguedà (1908-1913). También ejerció de arquitecto municipal Emili Porta Galobart, autor del Ayuntamiento (1924) y la casa Tomàs Pujol (1925).
Provincia de Gerona

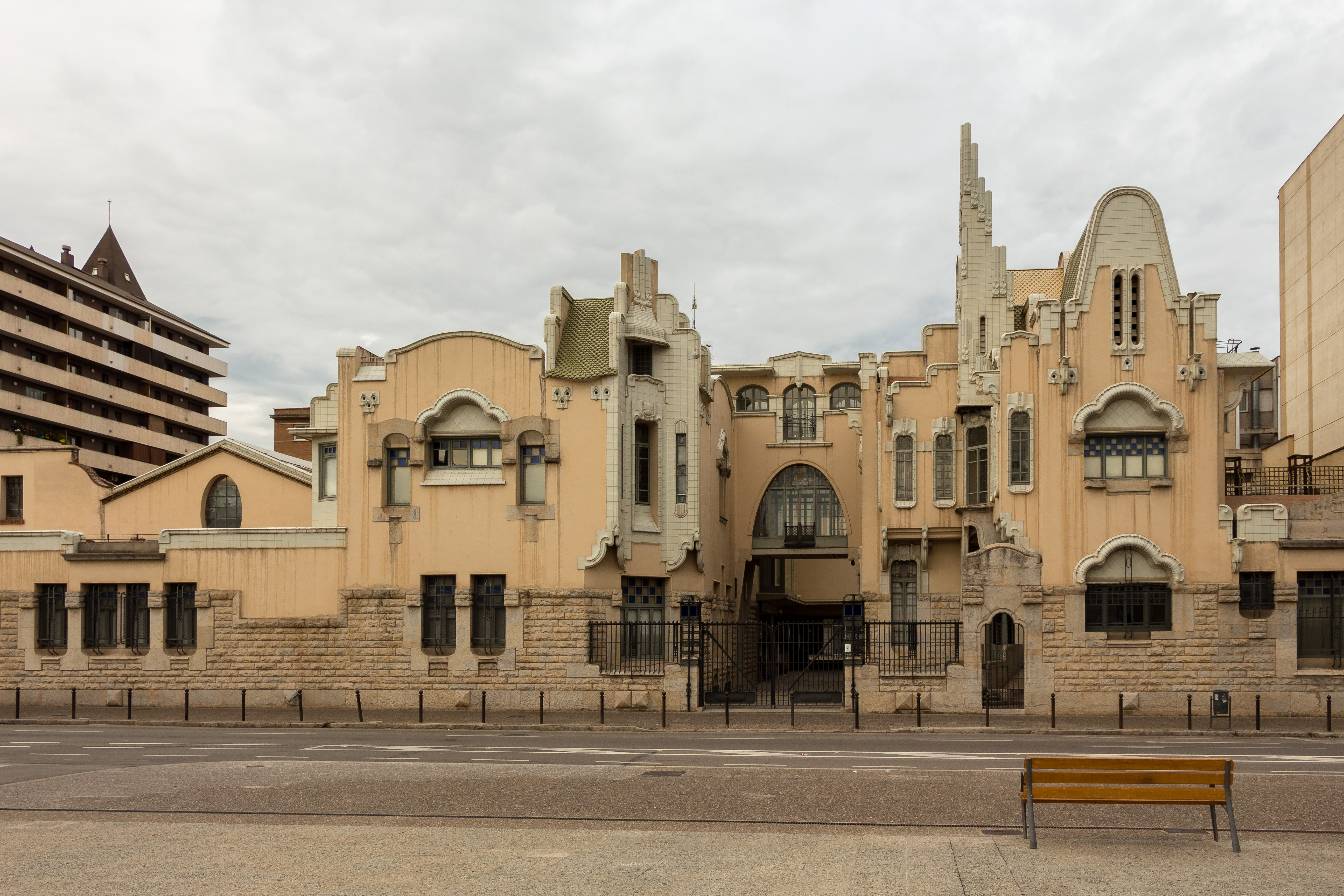
Harinera Teixidor (1910-1911), de Rafael Masó, Gerona

En Gerona capital destaca la presencia de Rafael Masó, que mostró en sus inicios una clara influencia gaudiniana, aunque más tarde evolucionó hacia el novecentismo. También es evidente en su obra el influjo secesionista y, a lo largo de su trayectoria, intentó crear en la ciudad del Ter un grupo de trabajo similar a los de las werkstätte alemanas y austríacas. Masó diseñó —aparte de sus edificios— mobiliario, objetos decorativos y trabajos de artes gráficas, que englobó en sus proyectos constructivos, como evidenció en una de sus primeras obras, la Farmacia Masó (1908). Al año siguiente realizó diversas obras, como la casa Batlle y la Caja de Pensiones en Gerona, el Mas El Soler en San Hilario Sacalm, el Mas La Riba en Vianya y la casa Coll en Borrassá. Entre 1910-1911 construyó una de sus obras más emblemáticas, la Harinera Teixidor, que supuso el final del proceso de asimilación del gaudinismo, estilo que poco a poco fue simplificando y derivando hacia una línea más clasicista. En 1912 fundó la sociedad Athenea para el fomento del arte y la cultura, para la que construyó el edificio. En los años siguientes sus obras muestran ya un estilo consolidado: casa Masramon en Olot (1913-1914), casa Ensesa en Gerona (1913-1915), casa Cendra en Anglés (1913-1915), casa Cases en San Felíu de Guixols (1914-1916), edificio de Correos en Gerona (1915). Su obra posterior ya es plenamente novecentista. Otros artífices que dejaron obras en Gerona fueron: Isidre Bosch i Bataller (casa Furest, 1904; Can Noguera, 1914), Joan Roca Pinet (casa Norat, 1912-1913; casa Rigau, 1914-1915; casa Dalmau, 1917), Eugeni Campllonch (casa Franquesa, 1901), Josep Martí i Burch (Bloc Auguet, 1912) y Enric Catà (Destilerías Regàs, 1907-1908; Destilerías Gerunda, 1911-1912).
En la comarca del Alto Ampurdán el modernismo se desarrolló sobre todo en la capital, Figueras, donde Josep Azemar desarrolló un modernismo de raíz medievalizante con influencia de la arquitectura popular catalana. Arquitecto municipal de la ciudad, fue autor de varios edificios escolares y cooperativas, así como la casa Moner (1897), el Matadero municipal (1903-1904), la casa Cusí (1904) y la casa Subirós (1910). Fue autor también del Ayuntamiento de Viladecans (1892). En Cadaqués encontramos el trabajo de Salvador Sellés Baró, autor de la casa Can Seriñana (1911).
En Olot trabajó Alfred Paluzie, que fue arquitecto municipal, autor del plan de urbanización de la ciudad (1906), así como la casa Gaietà Vila (1905), la casa Prat (1907) y la casa Gassiot (1911). Josep Azemar fue autor de la casa Pujador (1911).
En la zona del Ripollés trabajó Antoni Coll i Fort, autor de la casa Buixó en Ripoll (1902-1904), la casa Carles Puig en Campdevánol (1903), la casa Climent Tarré en San Juan de las Abadesas (1912-1915), la casa Vila en Camprodón (1916) o la casa Pamias en Ribas de Freser (1917). Simó Cordomí fue autor de la casa Can Roig en Camprodón (1900-1901). Jeroni Martorell fue autor del chalet-refugio de Ull de Ter en Setcasas (1906-1909).
Provincia de Lérida

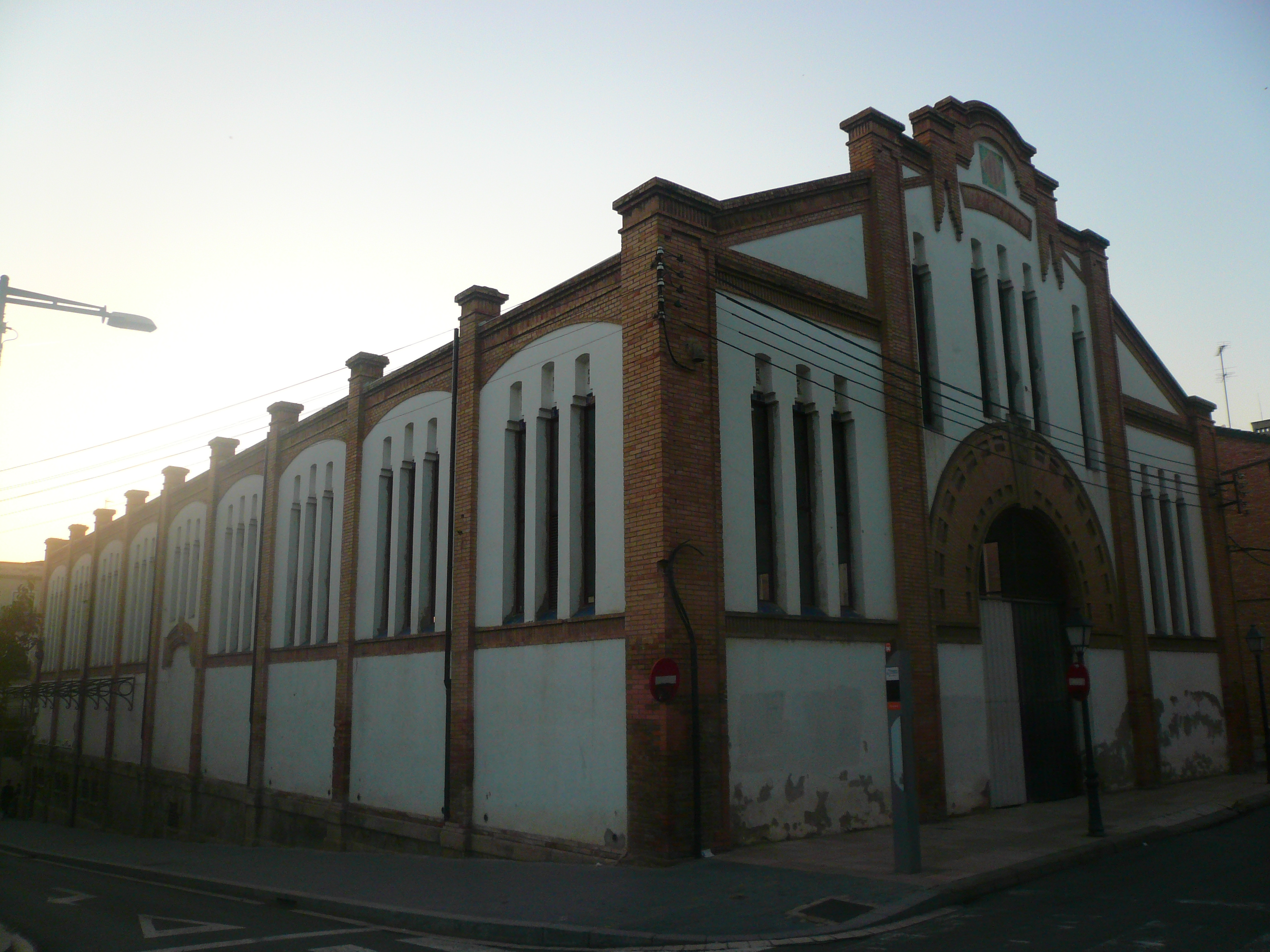
Mercado del Pla (1913), de Francesc Morera, Lérida

El Lérida sobresalió la obra de Francesc Morera, que fue arquitecto municipal de la ciudad entre 1907 y 1941. Entre sus obras destacan: la casa Magí Llorens (1905), la casa Bergós (1908), la casa Xammar (1908), el Matadero (1912, actual Teatro del Escorxador), el Mercado del Pla (1913), la casa Nadal (1915) y el Hotel Pal·las (1915). Francisco Lamolla, activo también en Huesca, fue autor de la casa Mestres.
En Balaguer cabe destacar la labor de Ignasi de Villalonga Casañés, que fue arquitecto municipal de la ciudad. Su obra más notable es Can Comabella (1918-1921).
En Tárrega se encuentra la casa Càrcer, de Josep Coll Vilaclara (1909-1910).
En Solsona cabe señalar la casa Reig Padullés, de Emili Porta Galobart (1928) y el Hotel Sant Roc, de Bernardí Martorell (1915-1929).
En Cervera es de remarcar la labor del maestro de obras Manuel Minguell Rovira, autor de la casa Hermenegildo Colom (1912), los Almacenes Ca l'Albareda (1915-1918) y la casa Rosendo Güell (1918-1919).
Provincia de Tarragona

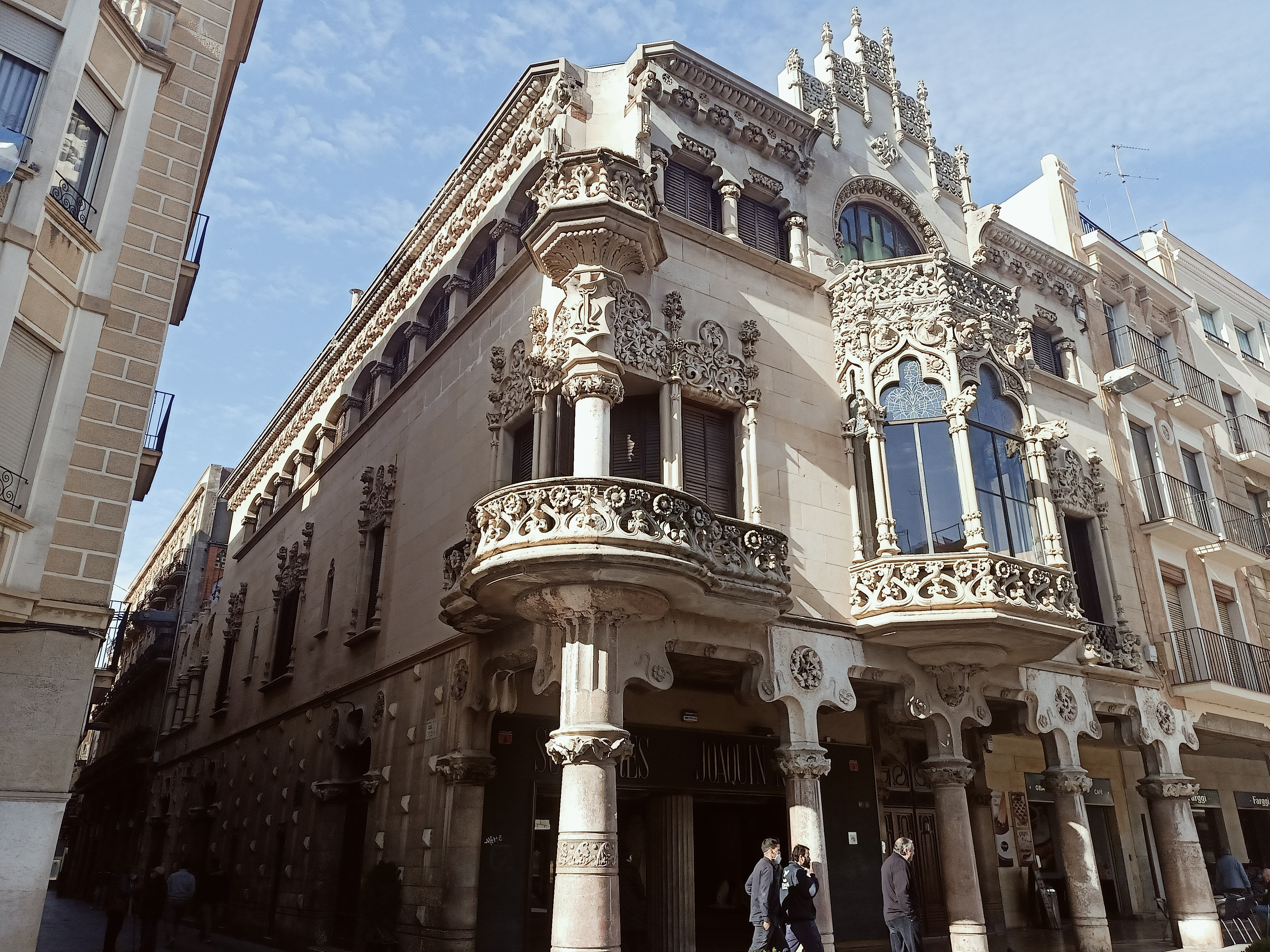
Casa Navàs (1901-1908), de Lluís Domènech i Montaner, Reus

En la provincia de Tarragona hay que destacar la obra de Josep Maria Jujol, tanto en la capital como en las iglesias de Vistabella y Montferri, así como las bodegas de Cèsar Martinell, como se ha visto. En Tarragona ciudad, el arquitecto con más obra modernista es Josep Maria Pujol i de Barberà, arquitecto municipal entre 1897 y 1939, autor del Rectorado de la Universidad Rovira i Virgili (1898), las casas Ripoll (1910), Bofarull (1921) y del doctor Aleu (1927), el Mercado municipal (1911-1915), el Mas de Sorder (1913) y la Cooperativa Obrera Tarraconense (1917). Ramón Salas Ricomá fue el autor de la barandilla del Balcón del Mediterráneo (1889), la Cámara de la Propiedad Urbana (1899) y de su casa en la Rambla Nova (1907), así como las Escuelas Públicas de Falset (1909-1916) y las Escuelas Miquel Granell de Amposta (1911-1912).
Un importante centro modernista fue Reus, la ciudad natal de Gaudí, donde, paradójicamente, no dejó ninguna obra. Aparte de las obras de Domènech i Montaner, Rubió y Sugrañes, ya analizadas, destaca el trabajo de Pere Caselles, que fue arquitecto municipal de Reus de 1891 a 1930, donde fue artífice de un buen número de obras, entre las que destacan la casa Punyed (1892), la casa Homdedéu (1893), la casa Munné (1904), la casa Laguna (1904), el Banco de España (1904), la Estación Enológica (1910), la casa Sagarra (1908), la casa Tomàs Jordi (1909), la casa Grau (1910) y los grupos escolares Prat de la Riba (1908-1917) y Pompeu Fabra (1926).
En Tortosa trabajó Pablo Monguió, discípulo de Augusto Font Carreras, con quien trabajó en Tarragona. Entre 1905 y 1908 fue arquitecto municipal de la ciudad, donde fue autor de la casa Camós (1904), el chalet Pallarès (1906), la casa Fontanet (1906-1909), la casa Matheu (1907) y el Matadero (1907-1908, actual Museo de Tortosa). Posteriormente trabajó sobre todo en Teruel. Juan Abril Guañabens también fue arquitecto municipal, autor del ensanche de Tortosa (1886), las iglesias de la Reparación (1899-1903) y del Rosario (1910-1914) y del cementerio municipal (1900-1923).
En Valls hay que reseñar la obra de Josep Maria Vives Castellet, autor de la casa Vives (1916), la Bodega de la Cooperativa Agrícola (1919-1920) y la casa Mercadé (1921).
En Amposta cabe destacar la casa Fàbregas, de Ricard Giralt i Casadesús (1913-1914); y la casa Morales-Talarn (1915-1916), del maestro de obras Joaquim Cabanes Suñer.

### Modernismo catalán fuera de Cataluña

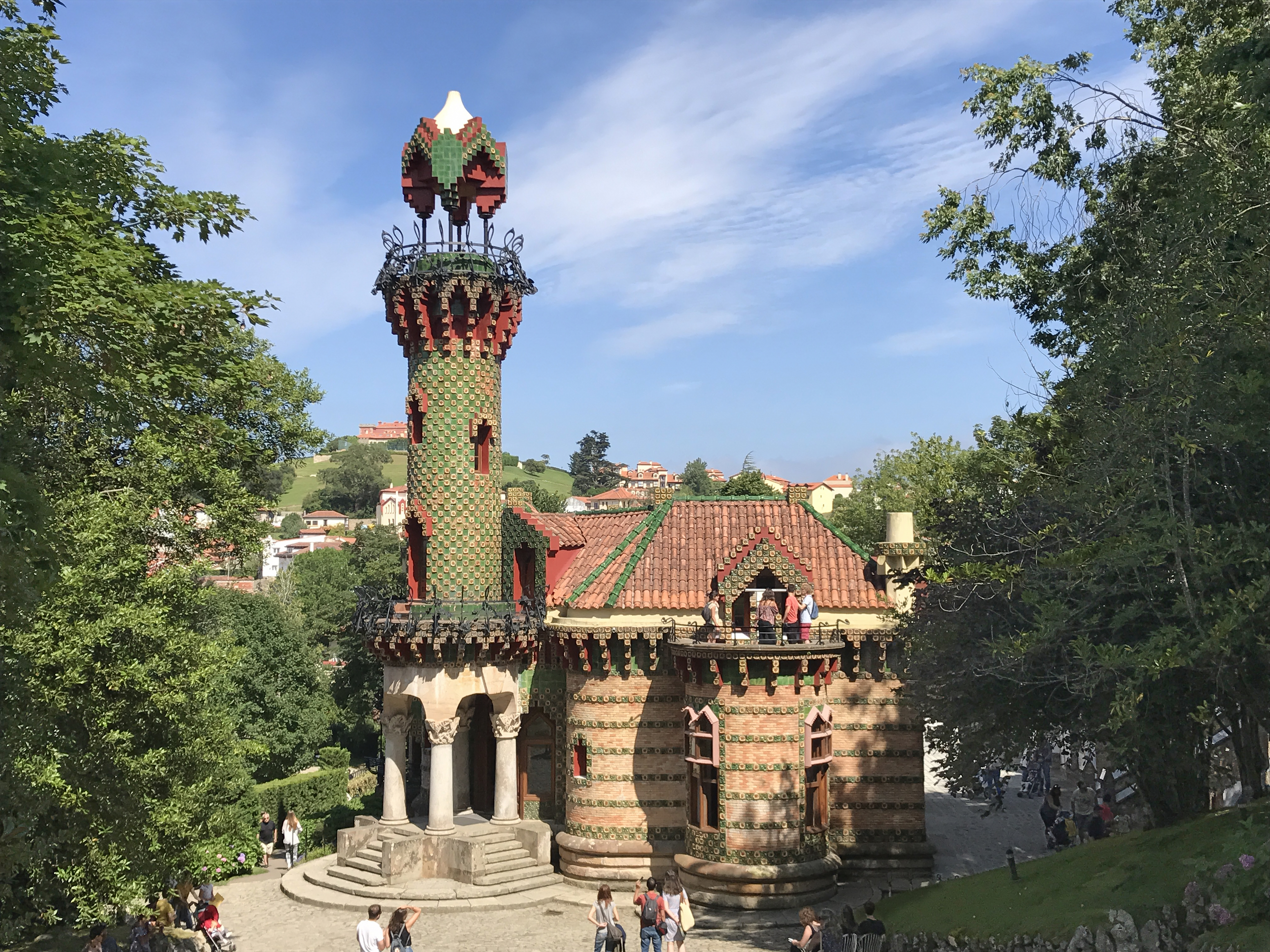
El Capricho (1883-1885), de Antoni Gaudí, Comillas (Cantabria)

Algunos arquitectos modernistas catalanes dejaron obras notables fuera del Principado. Uno de los principales focos fue Comillas, en Cantabria, localidad natal de Antonio López y López, primer marqués de Comillas, suegro del empresario catalán y mecenas de Gaudí, Eusebio Güell. López inició en su localidad importantes trabajos de construcción, para lo que contó con arquitectos catalanes por recomendación de su yerno. El primer encargo, encomendado a Joan Martorell, fue el de un palacio y una capilla-panteón en Sobrellano (1878-1888), edificados en estilo neogótico. Gaudí, que por entonces era ayudante de Martorell, diseñó algunos muebles para la capilla y participaron en la decoración escultores como Josep Llimona y los hermanos Agapito y Venancio Vallmitjana. El siguiente encargo, igualmente a Martorell, fue el de un Seminario (1883-1892), donde intervino Lluís Domènech i Montaner en la decoración. Este arquitecto se encargó posteriormente de la construcción del cementerio de la localidad (1890) —donde destaca la escultura El ángel exterminador de Josep Llimona— y de un Monumento al primer marqués de Comillas (1890). Pero el principal exponente del modernismo catalán en Comillas fue El Capricho de Gaudí (1883-1885), una torre encargada por Máximo Díaz de Quijano, concuñado de Antonio López. Junto con la casa Vicens, fue una de las primeras obras relevantes de Gaudí, que confió la dirección de las obras a Cristóbal Cascante, un compañero de estudios. De estilo oriental, tiene planta alargada, con tres niveles y una torre cilíndrica en forma de alminar persa, revestida completamente de cerámica.

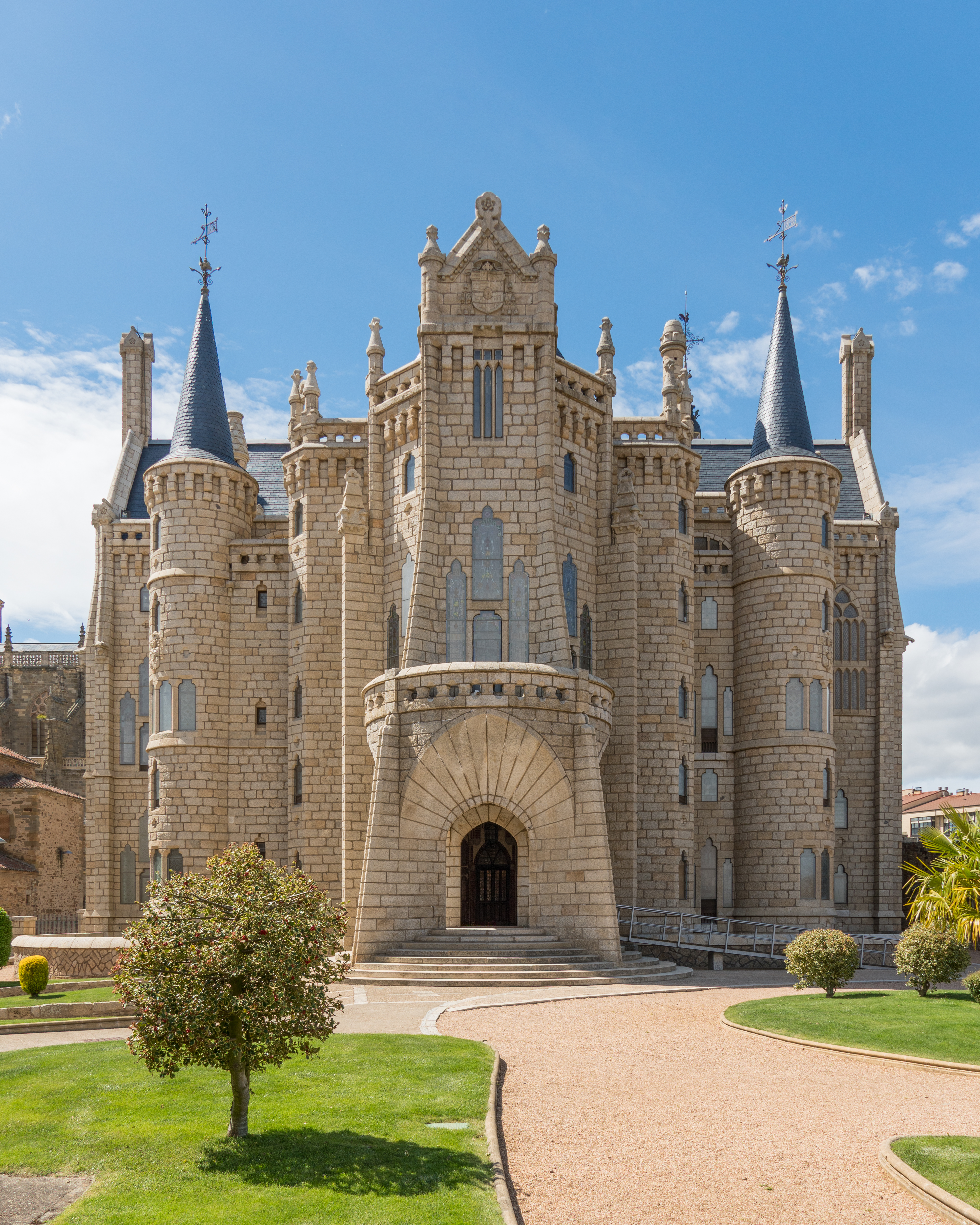
Palacio Episcopal de Astorga (1889-1915), de Antoni Gaudí

Gaudí construyó otras dos obras importantes fuera de Cataluña: el Palacio Episcopal de Astorga (1889-1915) y la casa Botines en León (1891-1894). El primero fue un encargo de un clérigo amigo de su Reus natal, Juan Bautista Grau Vallespinós, que al ser nombrado obispo de Astorga encargó a Gaudí la construcción de un palacio para aquella ciudad, de estilo neogótico. La casa Botines es de estilo igualmente neogótico, con una escultura en la fachada de San Jorge y el dragón, obra de Llorenç Matamala. Cabe mencionar por último otra intervención de Gaudí fuera de su tierra: la restauración de la Catedral de Mallorca (1903-1914), por encargo del obispo de esa ciudad, Pere Campins. Gaudí proyectó una serie de actuaciones tanto estructurales como decorativas y de modernización del edificio, confiando las obras a Juan Rubió, ayudante de Gaudí.
Gracias a labor en la restauración de la seo mallorquina, Juan Rubió realizó varios proyectos en las islas Baleares: la fachada de la iglesia parroquial de San Bartolomé de Sóller (1904-1912), el monasterio de la Sagrada Familia en Manacor (1906-1908), el rosario del santuario de Lluch (1909-1913, con Josep Reynés), la casa Casasayas en Palma de Mallorca (1910-1911), la iglesia de Son Servera (1910), el Banco de Sóller (1910-1912), la casa Miquel Benimelis en Palma (1912-1913), el monumento a Jaime III en Lluchmayor (1923) y la restauración de la catedral de Santa María de Ciudadela (1939-1941). En elr esto de España fue autor de la farmacia Puig en Azoque (Zaragoza, 1908), la basílica del Sagrado Corazón en Gijón (1910-1925) y la restauración de la casa de san Ignacio de Loyola en Azpeitia (Guipúzcoa, 1920-1921).

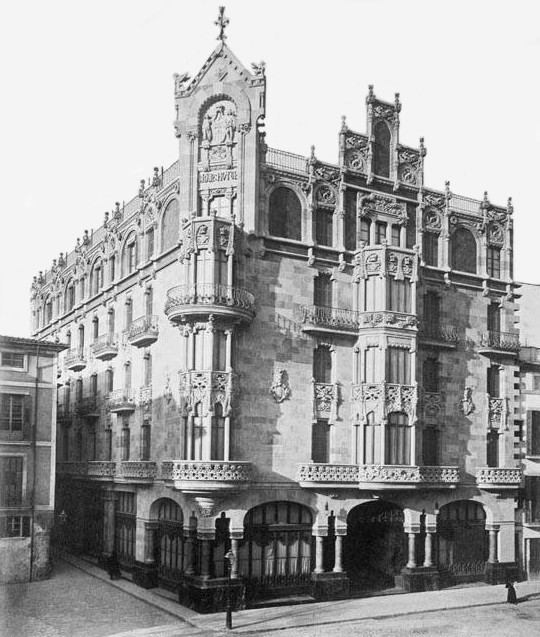
Gran Hotel (1901-1903), de Lluís Domènech i Montaner, Palma de Mallorca

De Lluís Domènech i Montaner, aparte de la obra ya mencionada en Comillas, hay que destacar fuera de Cataluña el Gran Hotel de Palma de Mallorca (1901-1903), en su día el hotel de lujo más destacado de todo el estado. Se trata de un edificio en chaflán, con una doble fachada que destaca por su rica ornamentación escultórica, con unos bajos diáfanos resueltos con arcos carpaneles y columnas de fustes angulados, mientras que en el chaflán se sitúa una tribuna hexagonal rematada en un frontón con esculturas de Eusebi Arnau. Otra obra suya fuera del Principado fue el Monte de Piedad Alfonso XIII y Caja de Ahorros de Santander (1905-1907), un edificio de corte más clásico, con dos fachadas en chaflán unidas por una balaustrada en el primer piso y una torre de remate en el eje central; el estilo recuerda el regionalismo montañés, seguramente por imposición del comitente, Claudio López Bru, II marqués de Comillas.
Otro artífice que dejó muestras de su obra fuera de Cataluña fue Enric Sagnier, autor de las casas de la calle de la Paz en Valencia (1903-1905, con Francisco Mora Berenguer); la iglesia y colegio de Santa Gertrudis en Perth (Australia, 1904-1906), un encargo de la orden benedictina para la misión de Nueva Nursia, regida por un abad catalán, Fulgenci Torres i Mayans, de estilo neogótico; también en relación con los benedictinos realizó varias intervenciones en el santuario de Pueyo (Barbastro) y en el monasterio de Valvanera, en La Rioja; y las torres de Arbide en San Sebastián (1905), de estilo neogótico.
Isidre Gili fue autor de la casa Garrigosa en Logroño (1902), en estilo neoplateresco con elementos modernistas, como los revestimientos cerámicos y los esgrafiados de la fachada y escalera.
Fuera de España, Eugeni Campllonch fue autor del Casal de Cataluña en Buenos Aires (1928), en un estilo historicista que recogía diversas de las soluciones ornamentales del modernismo catalán. En Argentina cabe citar igualmente a Julián García Núñez, bonaerense de nacimiento, pero de madre catalana y que estudió la carrera en Barcelona, donde fue discípulo de Domènech i Montaner. Construyó alguna obra en Barcelona, como la casa Brias y, de regreso a su país, fue autor de obras que denotan la influencia del modernismo catalán, como su propia casa en 1907 o la sede de la Sociedad Española de Beneficencia (1908). Asimismo, Cayetano Buigas fue autor de la Casa Matriz del Banco Popular de Uruguay en Montevideo (1904-1907), cuya ornamentación es fiel al estilo desarrollado en la tierra de origen del arquitecto.
Otro país con notable presencia del modernismo catalán fue Cuba, donde trabajaron varios catalanes, como el constructor Mario Rotllant, autor de diversas obras en La Habana que recuerdan el estilo de Gaudí, Domènech i Montaner o Puig i Cadafalch, así como del Art Nouveau francobelga y la Sezession vienesa (palacio Díaz Blanco, 1910; casa de Joan Fradera, 1910; casa Dámaso Gutiérrez, 1913); el constructor Jaume Cruanyas, autor de varias obras en Camagüey (casa Cruanyas, Escuela Salesiana de Artes y Oficios); el constructor Ramón Magriñá, proyectista de los jardines de la fábrica de cerveza La Tropical en La Habana (1906-1912), que denotan la influencia del gaudiniano parque Güell; el maestro de obras Antonio Moya Andreu, artífice de varias obras de influencia gaudiniana en Camagüey (fábrica de jabones Tibidabo, gruta del Casino Campestre, 1924); o el ingeniero Narciso Bou, autor de varias casas en La Habana (casa Pedro Pernas, 1906; casa Braulio Menéndez, 1913; villa Paulina, 1913). Cabe citar también al puertorriqueño Alfredo Braulio Wiechers, quien estudió en Barcelona, donde fue discípulo de Enric Sagnier, autor de varias obras de estilo modernista en Ponce (casa Wiechers-Villaronga, 1912, actual Museo de la Arquitectura Ponceña).
Existen algunos arquitectos que, aun siendo catalanes, desarrollaron la práctica totalidad de su obra fuera de Cataluña y que, aun siguiendo un estilo cercano al modernismo catalán, su obra no es englobable en el mismo: tal sería el caso de José Grases Riera, dentro del modernismo madrileño; Enrique Nieto, del modernismo melillense; o la presencia de Pablo Monguió en Teruel e Ildefonso Bonells Rexach en Huesca.

## Pintura

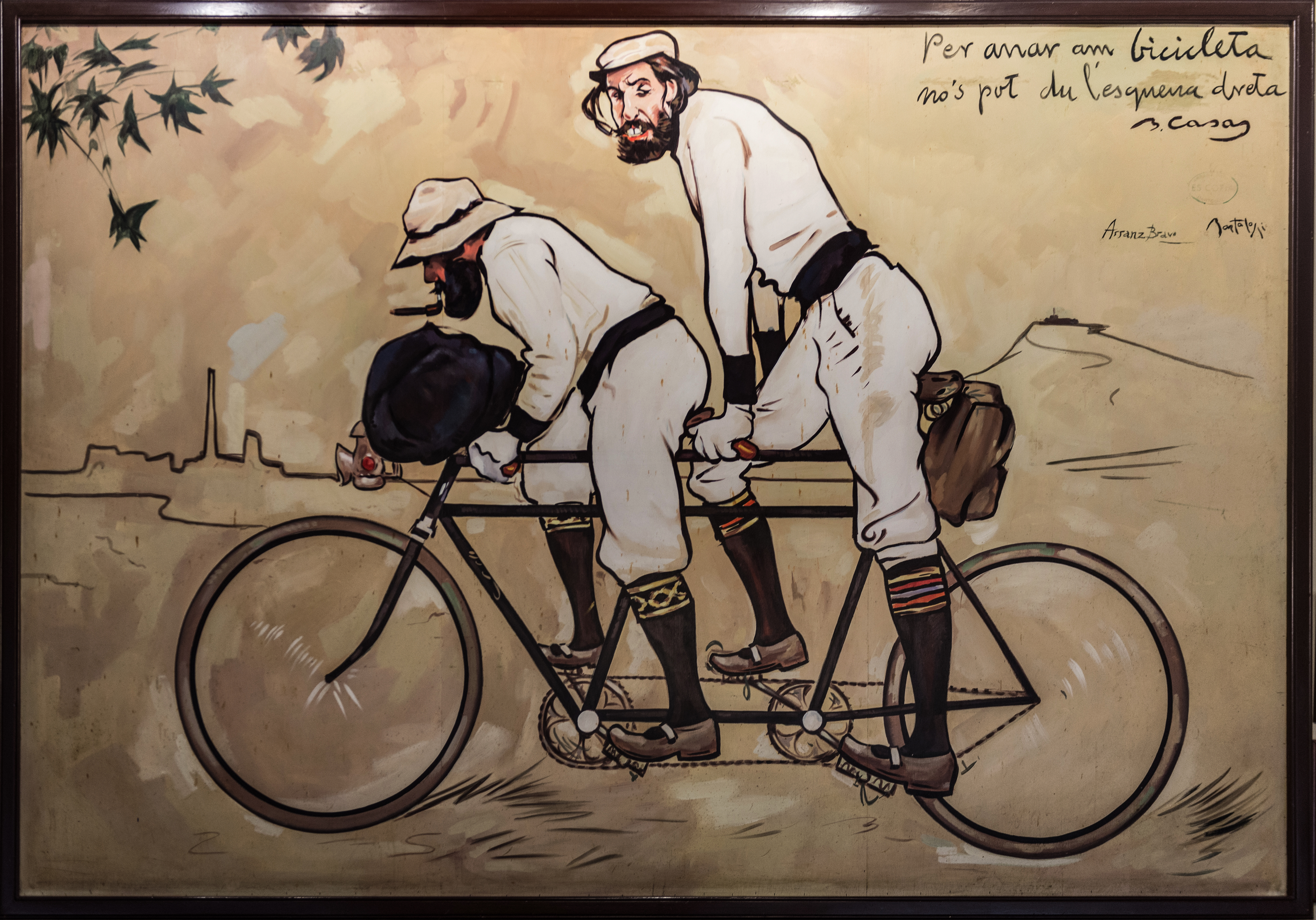
Ramón Casas y Pere Romeu en un tándem (1897), de Ramón Casas, Museo Nacional de Arte de Cataluña, Barcelona

La pintura modernista recibió influencias muy variadas, especialmente las ligadas a corrientes europeas como el impresionismo, postimpresionismo y simbolismo. Esta influencia llegó especialmente gracias a las estancias en París de numerosos artistas, como Ramón Casas y Santiago Rusiñol. Considerada en aquel entonces la meca del arte, la capital francesa era el lugar donde viajaban artistas de todo el mundo para formarse y ponerse al día en las corrientes pictóricas. También ejercieron una gran influencia movimientos como la Hermandad Prerrafaelita, el Arts and Crafts, los Nazarenos y los Nabis, así como, en el campo de la cultura europea en general, la filosofía de Nietzsche, la música de Wagner y el teatro de Ibsen y Maeterlinck. Barcelona se convirtió en una metrópoli europea, más ligada al continente que el resto de España. También ejerció un notable influjo la revalorización producida esos años de la obra de El Greco, al que admiraban artistas como Rusiñol, Mir y Gimeno, así como Regoyos y Zuloaga a nivel nacional. Del artista cretense se valoraba especialmente el colorido de sus obras y la estilización de sus figuras. Prueba de esta actitud fue la iniciativa de Rusiñol de erigir un Monumento a El Greco en Sitges, obra de Josep Reynés (1898).
Por su posición cronológica, la pintura modernista fue heredera de los movimientos artísticos del siglo XIX, al tiempo que preludiaba las nuevas vanguardias que llegarían con el siglo XX. Esta posición, entre el pasado y el futuro, llevó a Josep Maria Garrut a separar a los pintores modernistas entre «recreadores con proyección de pasado» y «creadores con premoniciones de futuro». Así, la pintura modernista catalana es ambigua, contradictoria, en un difícil equilibrio entre la ruptura y la continuidad, entre la tradición y el progreso.
En pintura, el modernismo fue un movimiento heterogéneo, que agrupó en su seno varias tendencias estilísticas: según una clasificación de Joan Ainaud de Lasarte (El Modernismo en España, 1969), el modernismo catalán podría dividirse entre modernismo simbolista, impresionista y postimpresionista. En cambio, para Francesc Fontbona (La crisis del Modernismo artístico, 1975), se darían dos corrientes principales: la modernista y la posmodernista. Pese a su diversidad, son perceptibles diversos rasgos comunes en la mayoría de artistas modernistas, como podrían ser el rechazo del arte académico, el culto por la belleza y una cierta actitud social, un afán regenerador de la sociedad de su momento.
Uno de los puntos de partida de la pintura modernista fue la estancia en París de Ramón Casas y Santiago Rusiñol. Pertenecientes a familias acomodadas, viajaron a la capital mundial del arte en 1890, donde se adentraron en el ambiente bohemio de Montmartre. Aquí conocieron el impresionismo, del que recibieron la influencia, especialmente, de Manet y Degas, es decir, el impresionismo más de raíz académica y no tanto de inspiración individual. De vuelta a Barcelona, Casas y Rusiñol capitanearon una renovación del ambiente pictórico catalán, que incluyó a diversos artistas que se movían en torno al Círculo Artístico de Barcelona. En contrapartida al espíritu bohemio y hedonista de estos pintores, surgió una corriente de signo más conservador, tanto en lo artístico —por su conservación de un cierto sello académico—, como en lo moral —por su vinculación al catolicismo—, centrada en el Círculo Artístico de San Lucas, una asociación liderada por el obispo de Vic, José Torras y Bages y, en el terreno artístico, por Josep Llimona.

### Premodernismo: la Escuela luminista de Sitges

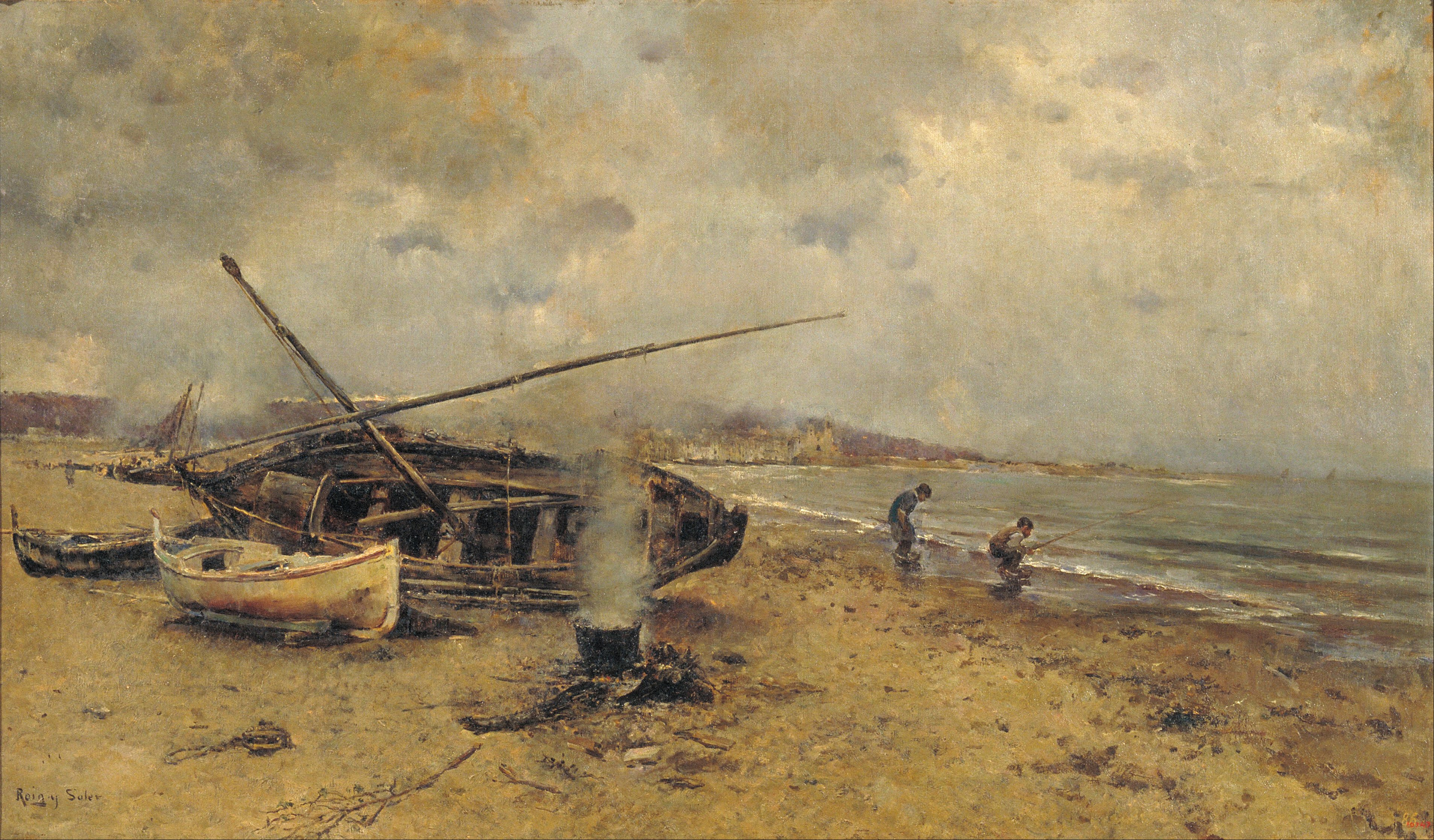
Estudio de Sitges (1896), de Juan Roig y Soler, Museo Nacional de Arte de Cataluña, Barcelona

Se suele considerar como un «premodernismo» la llamada Escuela luminista de Sitges, surgida en esta localidad del Garraf y activa entre 1878 y 1892. Sus miembros más destacados fueron Arcadio Mas, Joaquim de Miró, Joan Batlle i Amell, Antoni Almirall y Juan Roig y Soler. Opuestos en cierta forma a la Escuela de Olot, cuyos pintores trataban el paisaje del interior de Cataluña con una luz más suave y tamizada, los artistas sitgetanos se decantaron por la cálida y vibrante luz mediterránea y por los efectos atmosféricos de la costa del Garraf. Herederos en buena medida de Mariano Fortuny, los miembros de esta escuela buscaban reflejar con fidelidad los efectos luminosos del paisaje circundante, en composiciones armoniosas que combinaban verismo y cierta visión poética e idealizada de la naturaleza, con un sutil cromatismo y una pincelada fluida que en ocasiones fue calificada de impresionista.
Estos artistas captaron con precisión y detalle el paisaje, la vida y costumbres de esta villa costera, con realismo, pero con una cierta visión idealizada y poética de las imágenes que captaban, en las que destacan la belleza lumínica y un cromatismo sutil de gran frescor visual. Con posterioridad, la mayoría de estos artistas evolucionó de diversa manera: Roig y Soler tuvo en su producción posterior una tendencia a sustituir la línea por la mancha, recargando la composición matérica de sus obras, con una factura más libre y dinámica; Mas se acercó al modernismo —fue amigo íntimo de Rusiñol—, y combinó el paisajismo con escenas de interior, especialmente en iglesias iluminadas con luz de velas de aspecto barroquizante; Miró, Batlle y Almirall continuaron en buena medida con el estilo luminista, aunque de una manera más personal y heterogénea.

### Casas y Rusiñol

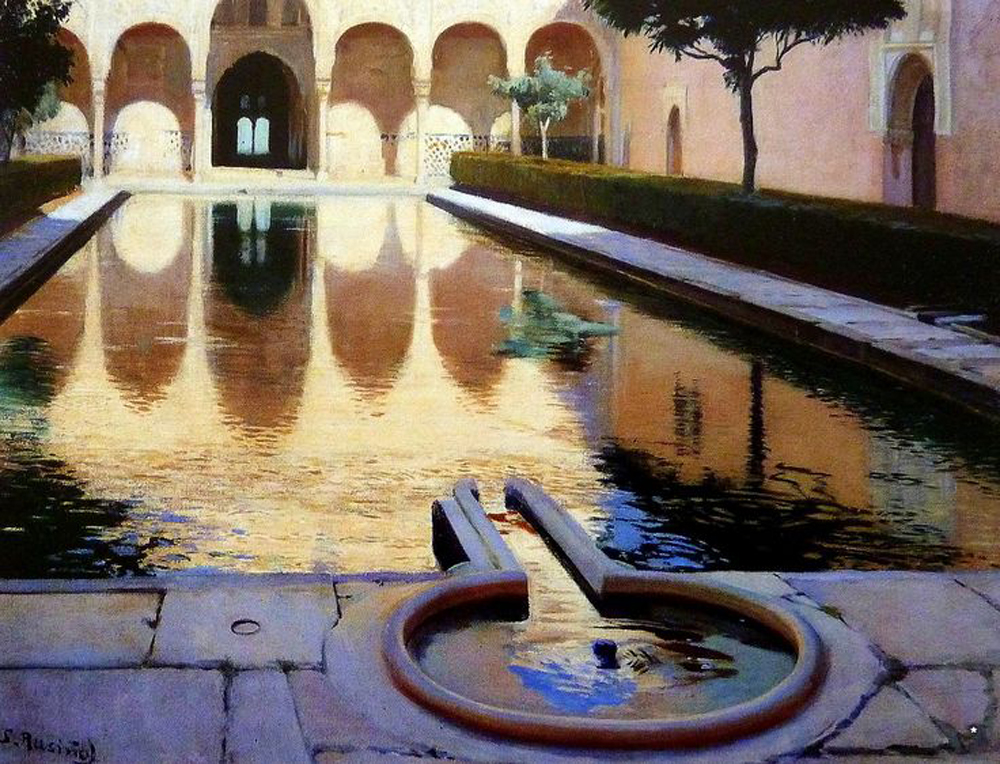
El patio de la Alberca (1895), de Santiago Rusiñol, colección particular

Uno de los máximos representantes de este movimiento fue Santiago Rusiñol, establecido en 1890 en París junto con Ramón Casas, donde se adentraron en el movimiento impresionista, con una especial influencia de Manet y Degas, es decir, del impresionismo de mayor base tradicional, de pincelada larga y difusa frente a la corta y suelta del impresionismo más vanguardista. Amigo del escultor Enric Clarasó, solían salir a pasear para tomar apuntes del natural, que luego trasladaban a sus obras. Juntos montaron un taller en la calle Muntaner n.º 38 de Barcelona, que se hizo famoso por sus tertulias, a las que acudían jóvenes artistas; conocido como Cau Ferrat, más tarde este nombre sería el de la casa de Rusiñol en Sitges, centro de las fiestas modernistas.

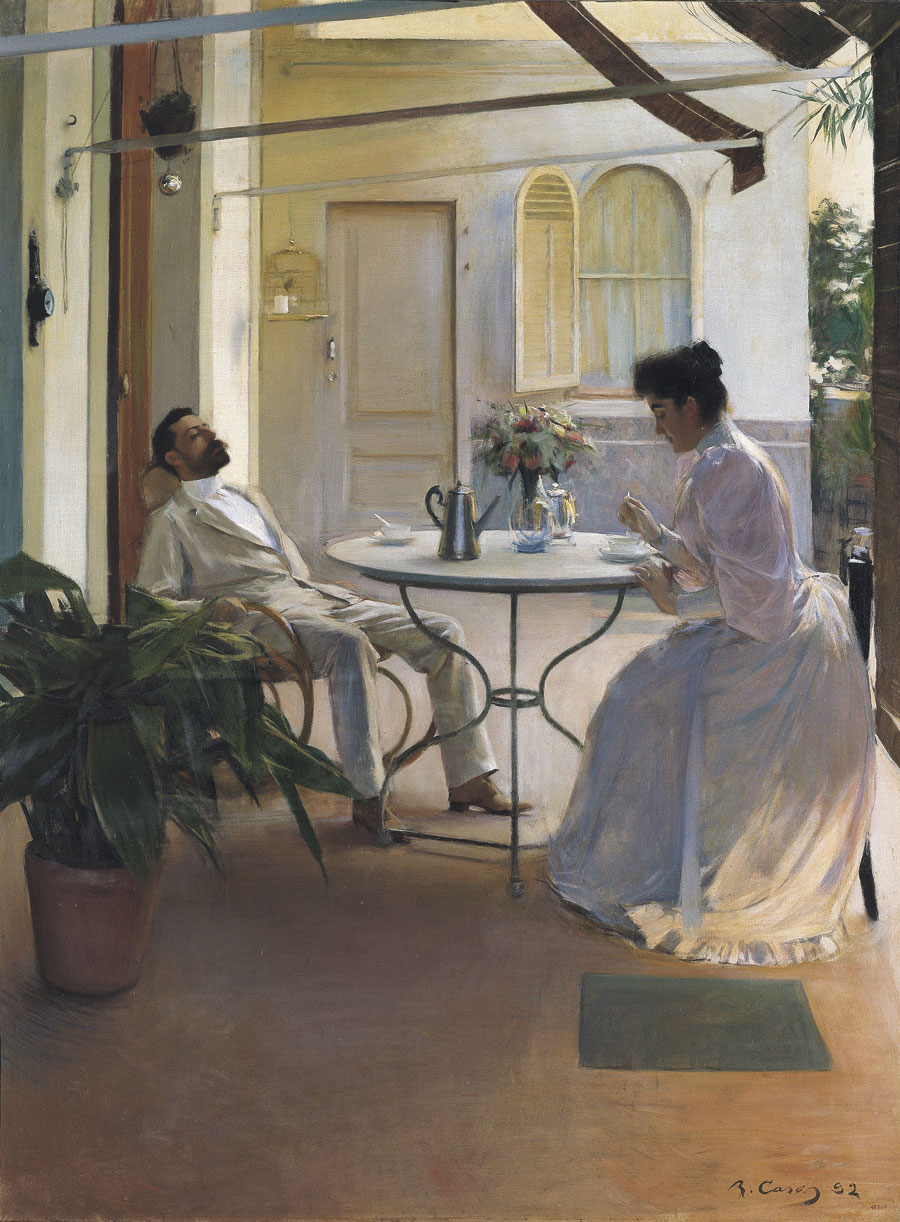
Interior al aire libre, de Ramón Casas, Museo Nacional de Arte de Cataluña, Barcelona

Rusiñol se había formado en la pintura naturalista, cercano a la Escuela de Olot. Su etapa más plenamente modernista se dio en los años 1890. En los primeros años de esta década fue más evidente su influjo impresionista, con un colorido de tonos fríos con preponderancia del gris —como desarrollaría igualmente Casas—, como se denota en obras como La cocina o el laboratorio del Moulin de la Galette (1890) o Erik Satie (1891), donde evidencia la influencia de Whistler, especialmente en las figuras. Hacia 1893-1894 evolucionó hacia un estilo más plenamente simbolista: abandonó el realismo y encaminó su obra hacia un tono más mítico y estetizante, casi evasionista, como se denota en sus plafones decorativos para el Cau Ferrat de 1896 (La Pintura, La Poesía, La Música). Con el comienzo del siglo XX se encaminó más hacia el paisajismo, todavía con un cierto sello simbolista, pero con mayor tendencia hacia el realismo. Fue determinante para ello una serie de sucesivos viajes a Granada, donde desarrolló un paisajismo de corte más naturalista, con preocupación por la composición y la simetría, así como por la estética y el cromatismo: Escalera con fuentes del Generalife (1900).
Ramón Casas no se dejó seducir plenamente por el impresionismo que conoció en París —aunque sí denotó la influencia de Degas y Whistler—, su obra es algo más conservadora de la tradición pictórica, pero sí que desarrolló un plenairismo de tonos fríos, con preferencia por el gris, como se denota en Plen air (1890). En los años siguientes aunó el paisajismo y las escenas de la vida social con obras de cierto contenido político, que, sin embargo, trascendían el mero anecdotismo debido a su carácter plástico y al tratamiento de la imagen, articulada con manchas de color, con un cromatismo verista que diluye el patetismo de las escenas en imágenes reducidas a la captación de una imagen en el tiempo, como se denota en El garrote vil (1894) y La carga (1899).
Su técnica destaca por la pincelada sintética y la línea algo esfumada, con una temática centrada preferentemente en interiores e imágenes al aire libre, así como escenas populares y de reivindicación social. Pese a todo, el modernismo de Casas es superficial, su estilo es más bien realista, como se denota en sus retratos femeninos, que gozan de gran calidad pictórica. Fue también un gran dibujante, siendo de destacar su galería de retratos al carbón de personajes de su tiempo. Destacó también como cartelista, donde demostró un gran dominio del color y la composición.

### Modernismo impresionista

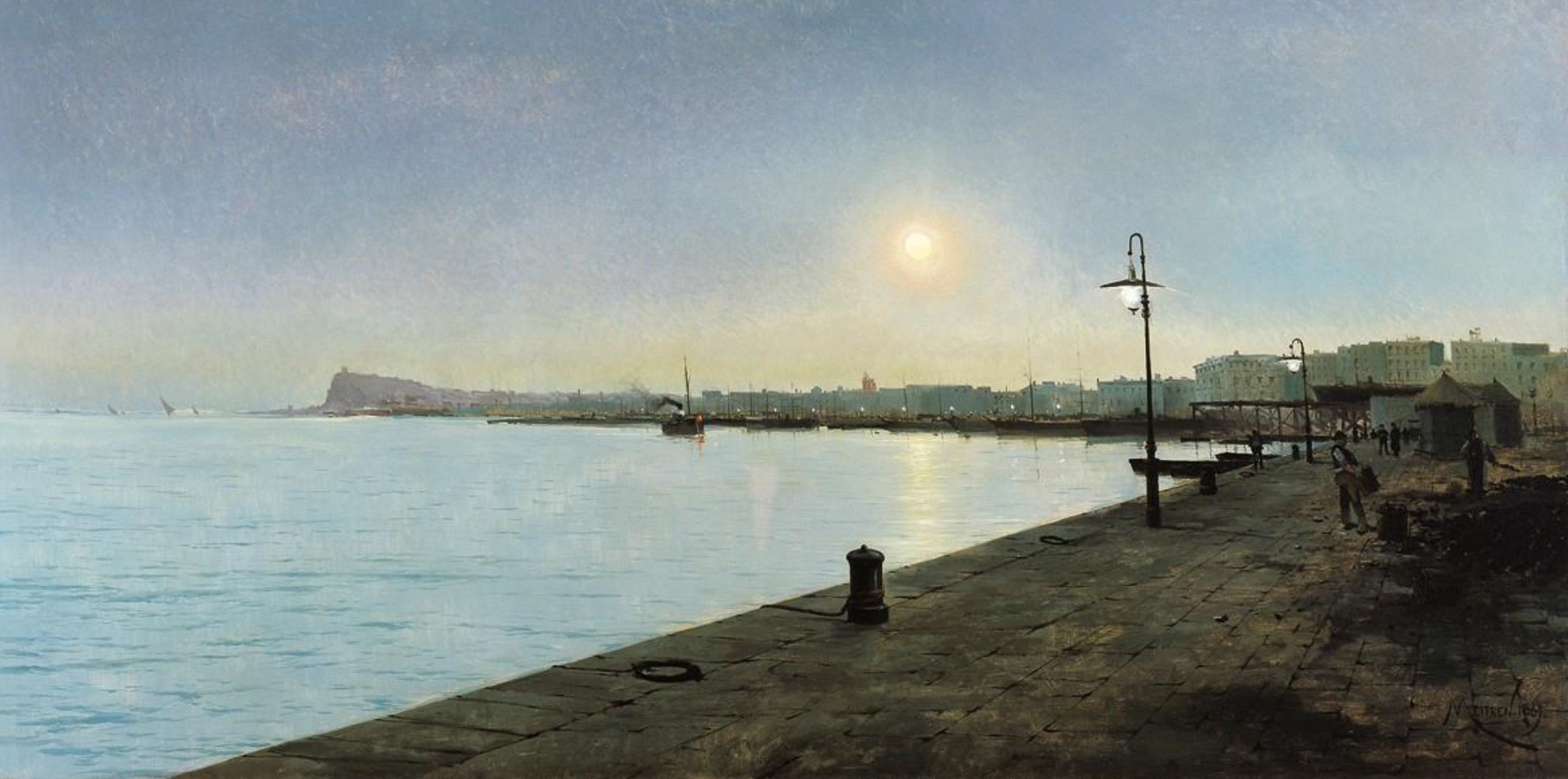
El puerto de Barcelona (1889), de Eliseo Meifrén, colección Thyssen Bornemisza

Esta tendencia se fundamentó en la influencia del impresionismo francés, aunque siempre más atenuado y con un importante sustrato de realismo procedente de la escuela naturalista española, en mayor o menor medida según cada artista. La temática preferida en esta corriente fue el paisaje, en el que se muestran herederos de la Escuela de Olot, con Ramón Martí Alsina y Joaquín Vayreda como principales referentes. Así, en el trato de estas obras tiene mayor relevancia la luz y el color que no la expresión de un sentimiento o la simbolización de algún concepto, como ocurre en el modernismo simbolista. La técnica es de pincelada libre, más o menos gruesa según el artista, mientras que el color es intenso, pero sin llegar a la violencia que en aquellos años estaba desarrollando el postimpresionismo francés.
En esta corriente entrarían parcialmente Casas y Rusiñol, influidos por el impresionismo tras su estancia en París, así como otros artistas entre los que cabría citar en primer lugar a Eliseo Meifrén, máximo representante del paisajismo impresionista en Cataluña. Sus primeras obras son herederas todavía del espíritu romántico, con un cierto preciosismo procedente de la pintura de género, para evolucionar después a un impresionismo libre, que destaca por la suavidad del color y los efectos atmosféricos. Su tema predilecto fue la costa catalana —especialmente Cadaqués—, aunque también pintó paisajes de Europa y América.

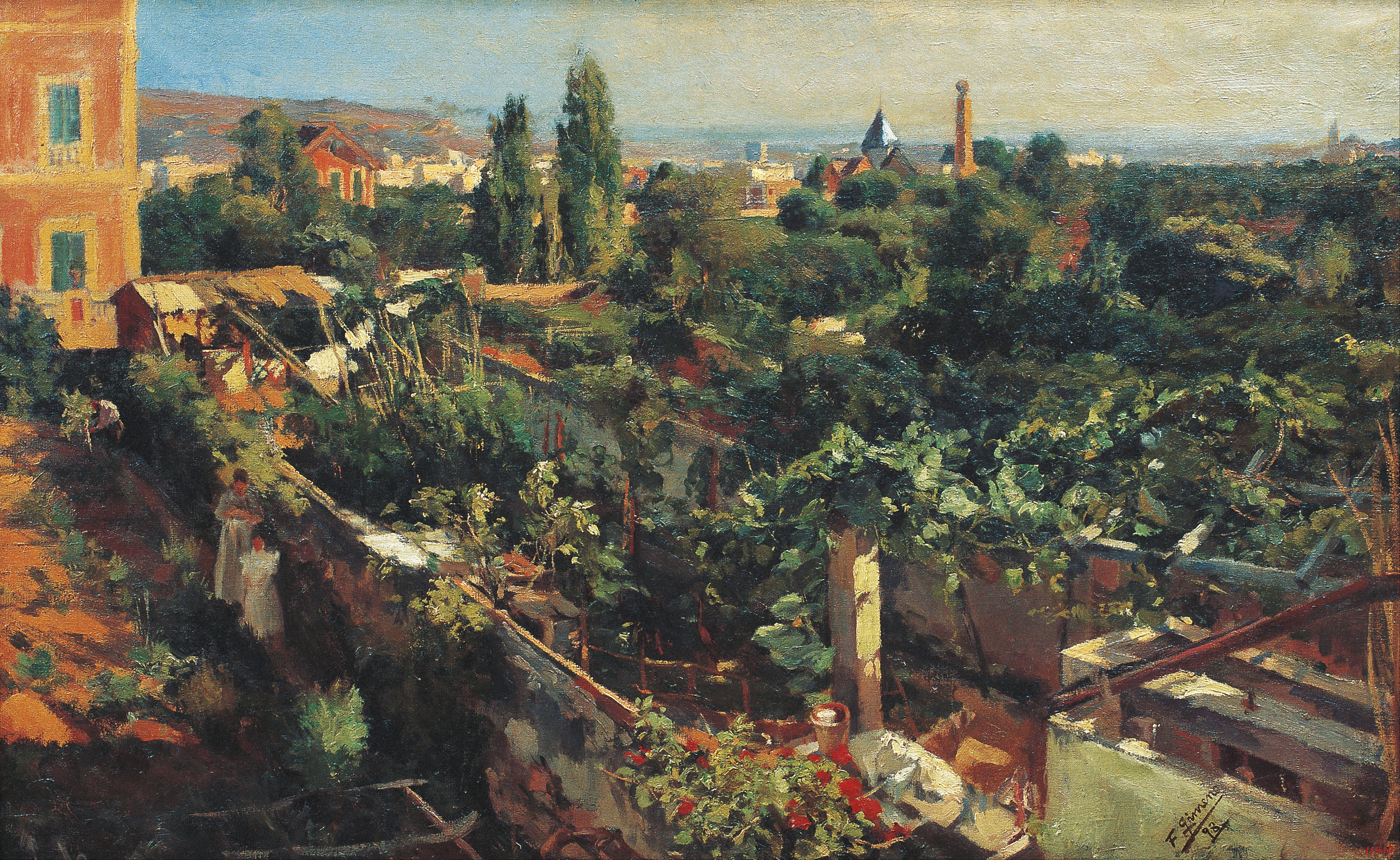
Las parras (1898), de Francisco Gimeno, Museo Nacional de Arte de Cataluña

Francisco Gimeno se formó en Tortosa con Manuel Marqués y amplió estudios en Madrid con Carlos de Haes, pese a lo cual desarrolló un estilo personal, basado en un dibujo denso de trazo nervioso, una pincelada también densa y algo áspera y un colorido donde predominan los tonos rojizos y azafranados, con presencia igualmente de negros de carbón, todo ellos puesto al servicio de una composición fundamentada en facetas de luz. En cuanto a la temática, se percibe un trasfondo áspero, austero, algo sórdido, reflejo de la propia vida del pintor, alejado voluntariamente de la sociedad de su tiempo. Además de paisajes —sobre todo de la costa catalana y mallorquina—, destacan sus retratos y autorretratos.
Oleguer Junyent se ganó la vida sobre todo como escenógrafo, oficio gracias al cual viajó por todo el mundo. En el transcurso de estos viajes fue tomando notas al óleo tomadas del natural, una rica colección de vistas naturales que destacan por su vivo colorido, con un dibujo preciso y una pincelada gruesa. Sus obras de caballete son en cambio más discretas y algo decorativistas, quizá por influencia de su actividad teatral. Fue también escritor y decorador, así como ilustrador en L'Esquella de la Torratxa.
Laureano Barrau estudió en la Escuela de la Lonja con Antonio Caba y Claudio Lorenzale, y amplió estudios en París, donde fue discípulo de Jean-Léon Gérôme. Pasó una estancia en Roma, gracias a haber ganado el premio Fortuny. Viajó también por Sudamérica y pasó diversas temporadas en Baleares, sobre todo Ibiza, donde se estableció definitivamente en sus últimos años. En su obra evolucionó desde un naturalismo de tintes románticos hacia un cierto impresionismo que otorgaba gran relevancia a la luz y la atmósfera, algo cercano al luminismo de Sorolla.
Otros exponentes fueron: Alexandre de Cabanyes, se formó en Barcelona, París y Múnich. Su obra se centró en el paisaje de Villanueva y Geltrú, donde vivía en una masía, con un estilo que mantiene cierto eco romántico y una técnica de pulso algo nervioso e intenso colorido. Son de destacar sus magníficas marinas. Baldomero Gili, formado en la Lonja, Madrid, Múnich, Italia y París, evolucionó desde un cierto simbolismo a un impresionismo de paisajes —sobre todo de Cataluña y Mallorca— de una luminosidad sorollesca, que gozaron de gran éxito en España y América. Joan Colom i Agustí fue pintor, grabador, ilustrador y dibujante —sobre todo en Papitu—. Como pintor se movió entre el realismo y el impresionismo, mientras que como dibujante y grabador desarrolló un estilo de líneas rotundas y claroscuros que recuerda el modernismo «negro» de algunos artistas posmodernistas. Pau Roig fue pintor, acuarelista y grabador, colaborador de L'Esquella de la Torratxa. Residió bastante tiempo en París y Bruselas, donde desarrolló un impresionismo de exquisito color. Iu Pascual se movió entre el modernismo y el impresionismo, sin acabar de encontrar un estilo personal; su producción es igualmente irregular en cuanto a calidad, tiene obras de gran valía y otras de tema forzado y duro colorido. Su obra denota la influencia de la Escuela de Olot, de la que casi se podría considerar un exponente tardío.

### Círculo Artístico de San Lucas

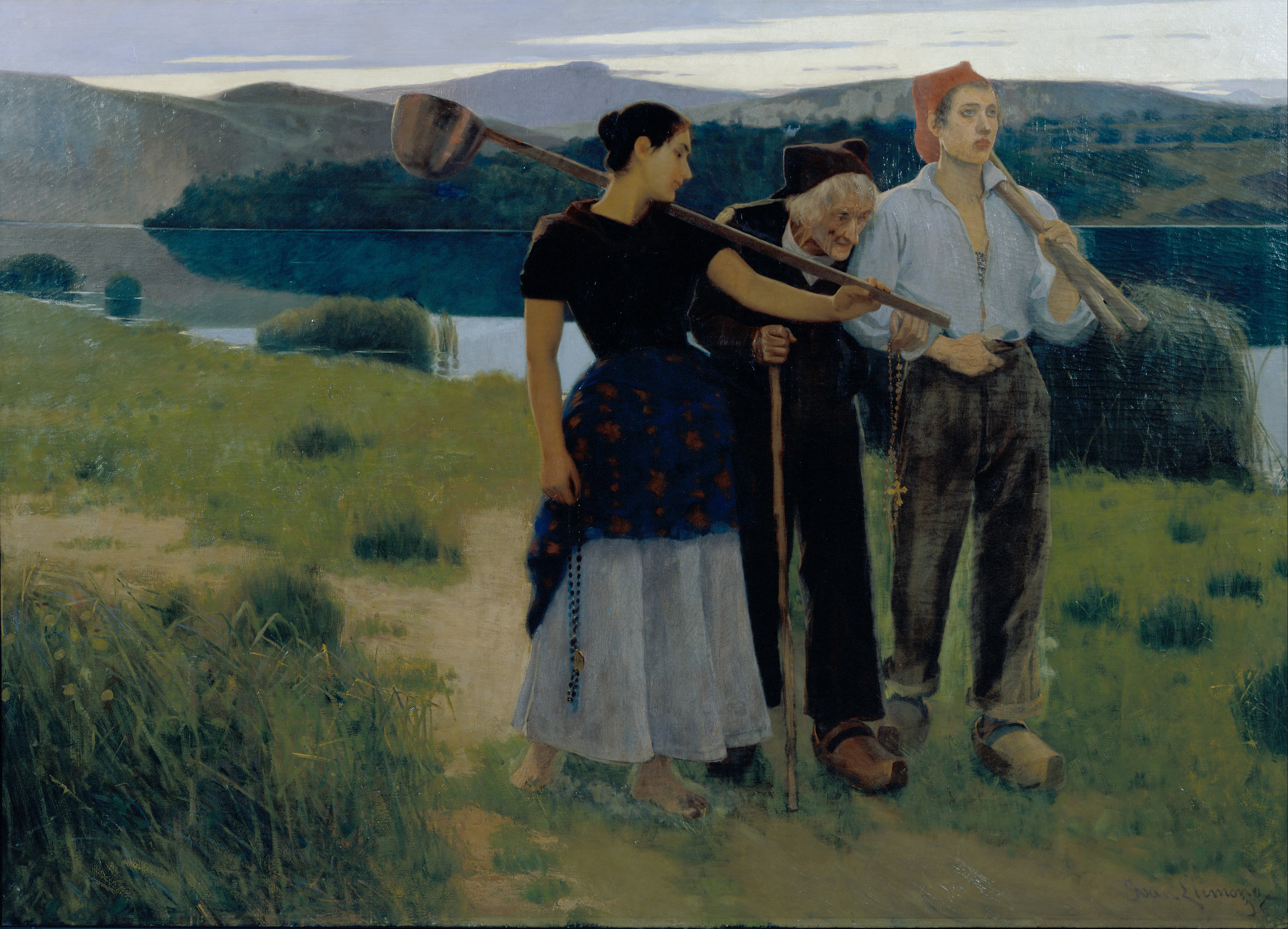
Volviendo del campo (1896), de Joan Llimona, Museo Nacional de Arte de Cataluña

Frente al carácter más mundano y cosmopolita del modernismo impresionista surgió una cierta reacción en torno al Círculo Artístico de San Lucas, una asociación de artistas vinculados al catolicismo, liderados por José Torras y Bages, creador de un ideario nacionalista, tradicional, conservador y moralizante, que impregnó las obras de estos artistas. Sin embargo, pese a estos conceptos casi antimodernistas, su obra enlaza con la pintura modernista debido a su afán de superación del anecdotismo naturalista y a su espiritualismo, que entronca con la corriente simbolista. En 1893 se efectuó en la Sala Parés la primera exposición colectiva del Círculo.
Uno de sus fundadores fue Joan Llimona, que se decantó hacia un misticismo de fuerte religiosidad, como se denota en sus pinturas para la cúpula del camarín de la iglesia del monasterio de Montserrat (1898) o los murales del comedor de la casa Recolons de Barcelona (1905). Formado en la Escuela de la Lonja con Antonio Caba y Ramón Martí Alsina, amplió sus estudios en Italia durante cuatro años, gracias a una beca ganada por su hermano, el escultor Josep Llimona. Sus primeras obras fueron de género costumbrista, pero hacia 1890 su pintura se centró en la religión, con composiciones que aúnan realismo formal con el idealismo de los temas, con un estilo comparado a veces con Millet y Puvis de Chavannes, como se denota en Volviendo del campo (1896).

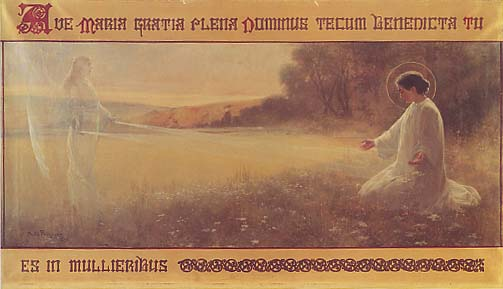
La anunciación (1893), de Alexandre de Riquer, colección J. Graells, Calaf

Otro miembro del Círculo, más plenamente simbolista, fue Alexandre de Riquer, pintor, grabador, decorador, ilustrador y cartelista, además de poeta y teórico del arte. Vivió un tiempo en Londres, donde recibió el influjo del prerrafaelismo y del movimiento Arts and Crafts. Destacó especialmente en la ilustración de libros (Crisantemes, 1899; Anyoranses, 1902) y en el diseño de ex-libris, género que elevó a cotas de gran calidad. En la última etapa de su vida, establecido en Mallorca, se dedicó al paisajismo, de estilo más bien impresionista.
Otros miembros del Círculo fueron Dionisio Baixeras y Joaquim Vancells. Baixeras, discípulo de Martí Alsina, se dedicó a paisajes de aspecto sosegado. Por su técnica y estilo cabría definirlo más como naturalista que no como modernista, aunque perteneciese a esta generación. Se centró en temas rurales típicamente catalanes: pastores, pescadores, montañas del Pirineo o playas del litoral catalán. Vancells, igualmente paisajista, ofreció una variante más rural del impresionismo gris de Casas y Rusiñol. Evolucionó desde una técnica de gran precisión cercana a la Escuela de Olot hacia un tono más simbolista, en que sus paisajes —sobre todo de Montserrat y el Vallés— se tiñen de nieblas y efectos atmosféricos, así como cierto sentimentalismo.
Enrique Galwey y Luis Graner estuvieron a caballo entre el naturalismo de la Escuela de Olot y el simbolismo. Galwey, discípulo de Vayreda, desarrolló un paisajismo de tono melancólico, cercano a la pintura de Barbizon. Sus paisajes son esquemáticos, con gran presencia de nubes, masas oscuras, luces y contraluces. Graner estudió en la Lonja, así como en Madrid y París. Técnicamente era un artista convencional, que dominaba con maestría la luz y el color, mientras que temáticamente se movió entre el anecdotismo y la temática social. En sus últimos años trabajó en Estados Unidos y Sudamérica, realizando retratos para sobrevivir.

### Modernismo simbolista

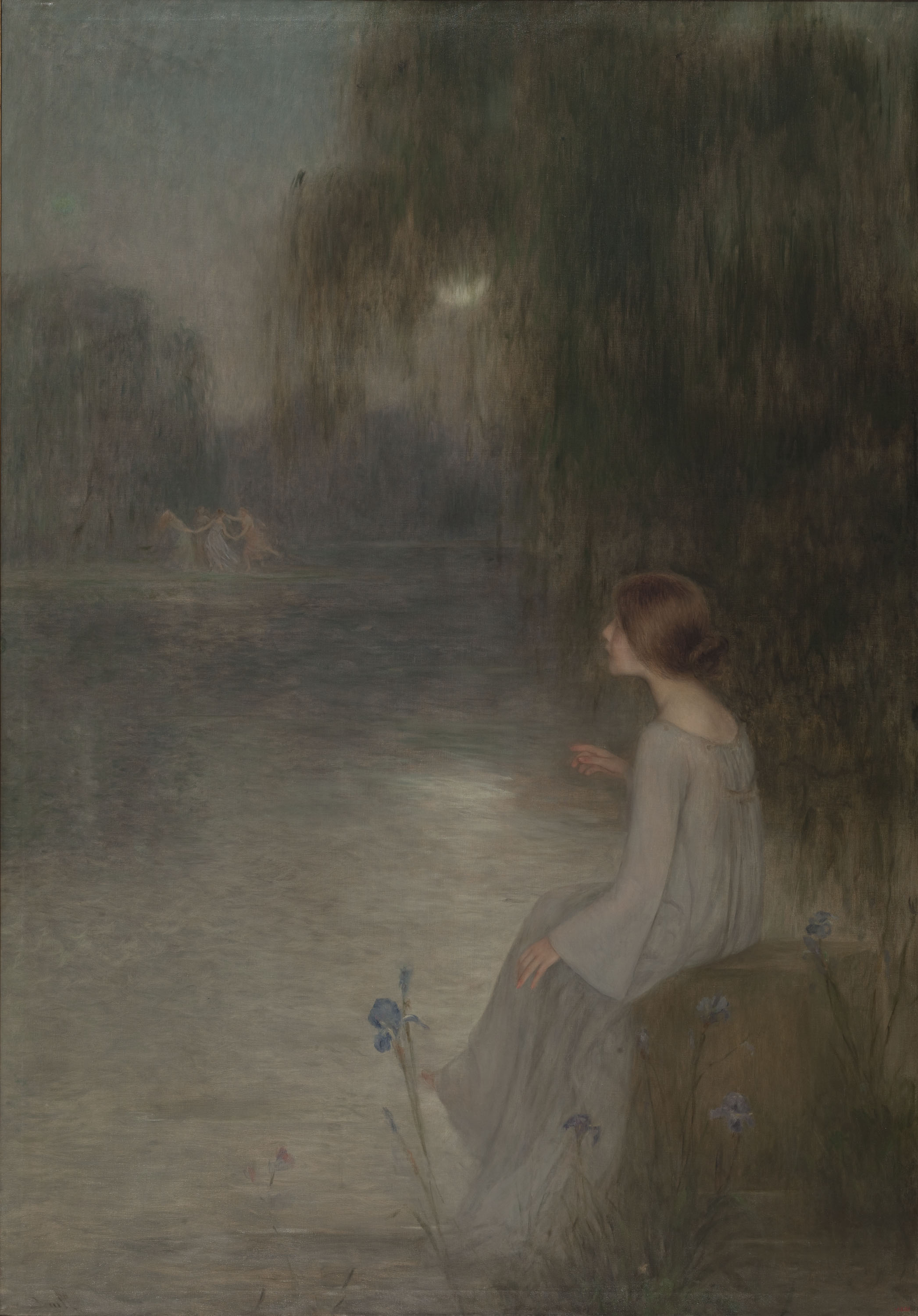
Ensueño (1897) de Juan Brull, Museo Nacional de Arte de Cataluña, Barcelona

El modernismo simbolista aglutinó influencias procedentes no solo del simbolismo, sino del Romanticismo y el prerrafaelismo, aunque también del naturalismo y otros estilos, lo que proporcionó una gran amalgama y complejidad que se tradujo de distinta manera en cada artista. En su producción se percibe un idealismo que otorga una gran relevancia a la iconografía y que se traduce en la expresión en los personajes de ideas o sentimientos, con especial predilección por la figura femenina, una figura idealizada, con poca recurrencia al desnudo —y, dado el caso, poco realista, lo que aleja las connotaciones eróticas—, cuando no plenamente casta, sobre todo en los pintores con ideas moralistas vinculadas al cristianismo. Sus características principales fueron la asimetría, la bidimensionalidad, la línea sinuosa, el gusto por la decoración floral, una cierta tendencia medievalizante y, especialmente en lo que atañe al simbolismo, la predilección por la alegoría y la temática simbólica. La técnica evolucionó desde un colorido débil de pincelada difusa hacia un mayor cromatismo de pincelada más gruesa y con libertad de movimiento.

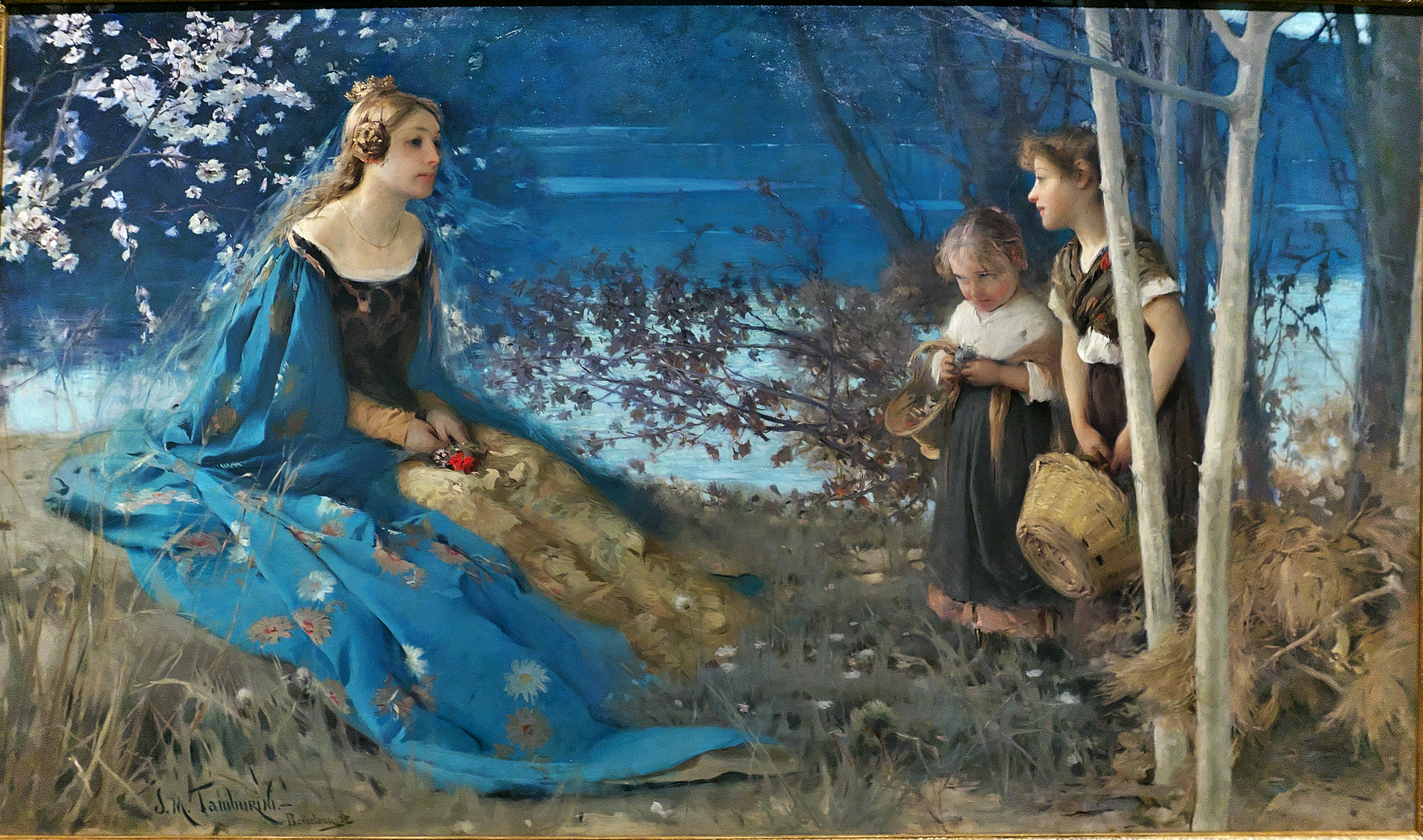
Cuento azul (1898), de José María Tamburini, Palacio Real de El Pardo, Madrid

En la tendencia simbolista se sitúan parcialmente Casas y Rusiñol, así como los miembros del Círculo de San Lucas, como hemos visto. Entre los artistas de esta corriente destacaron además Juan Brull, José María Tamburini y Sebastià Junyent. Brull estudió en Barcelona con Simón Gómez y en París con Raphaël Collin. Desde unos inicios de un estilo realista anecdótico, evolucionó hacia un idealismo simbolista de factura académica. En su obra destaca la representación de la figura femenina, con muchachas de etérea belleza que a menudo cobran la forma de hadas o ninfas, como en Calipso (1896) o Ensueño (1897). Tamburini desarrolló una estética parecida de idealizadas figuras femeninas, como en Armonías del bosque (1896). Iniciado en el academicismo, en el que mostró una gran perfección técnica, posteriormente fue uno de los pintores modernistas más afín al simbolismo, especialmente por su temática de contenido romántico. Junyent —hermano de Oleguer, de tendencia impresionista— fue un artista inquieto, iniciado en el impresionismo parisino al tiempo que Casas y Rusiñol, pero que fue desarrollando una obra personal, en que su fase más simbolista se encuentra entre 1899 —año de su Clorosis, de influencia whistleriana— y 1903, fecha en que realizó una Anunciación que ya señalaba un estilo más arcaizante. Su mejor obra en estos años fue Ave María (1902), que muestra un idealismo cercano a Henri Martin. Posteriormente se centró en temas sociales —especialmente personajes marginales—, dotado de una fuerte visión melancólica, debido a su carácter depresivo, que le condujo en su etapa final a la locura. Fue también crítico de arte en las revistas Joventut y La Renaixensa, así como cartelista, encuadernador y diseñador de mobiliario. Pudo haber influido en Pablo Picasso, con el que compartió estudio en Barcelona y al que acompañó a París.

El rocío (1897), de Adrián Gual, Museo Nacional de Arte de Cataluña

Cabe citar igualmente a otros artistas: Aleix Clapés fue discípulo de Claudio Lorenzale, así como de Eugène Carrière en París. Mostró predilección por los temas dramáticos, con una percepción cercana al expresionismo, por lo que ha sido comparado en ocasiones con James Ensor. Colaboró con Gaudí en la decoración interior de algunas de sus obras, como el palacio Güell o la casa Milà. Fue también diseñador de muebles y dirigió la revista Hispania. Josep Maria Xiró se formó en Barcelona, Francia y Alemania. Desarrolló un simbolismo influido por la filosofía nietzscheana, de temática fantástica y literaria, que superaba sus cualidades pictóricas. Fue también cartelista e ilustrador de libros. Su carrera quedó truncada a causa de la demencia. Adrián Gual fue, además de pintor, dramaturgo, escenógrafo, director teatral, decorador, cartelista, ex-librista, ilustrador y pionero del cine. Iniciado en el realismo, efectuó un viraje radical hacia un modernismo de tendencia simbolista en 1896 con su libro ilustrado Nocturno. Andante moderado. Su mejor obra es El rocío (1897). Se centró generalmente en figuras femeninas en paisajes naturales —preferentemente lagos—, rodeadas de flores y tocando instrumentos musicales. Lluís Masriera destacó más como orfebre que como pintor, pero también desarrolló una obra de notable contenido simbolista de tono refinado y decorativo. Su temática fue muy variable, desde retratos y temas religiosos —donde predomina más el realismo— a temas plenamente simbolistas, sobre todo hadas o figuras femeninas bailando, así como flores, mariposas y demás temas recurrentes del simbolismo. En algunas de sus obras el color domina casi totalmente la composición, un colorido de aspecto esmaltado cercano a las joyas que también diseñaba.
En esta corriente encontramos una figura femenina, Lluïsa Vidal, hija del ebanista Francesc Vidal y Jevellí, fue discípula de Arcadio Mas y estudió en París con Eugène Carrière y en la Academia Julian. Trabajó como ilustradora en varias revistas —especialmente Feminal—, especializándose en temas femeninos e infantiles.
Cabe citar en última instancia a Joaquín Torres García, un pintor uruguayo establecido durante un tiempo en Barcelona, cuya obra sirvió de nexo entre el modernismo simbolista y el posmodernismo de la generación más joven. Su estilo era clasicista, cercano a Puvis de Chavannes, de líneas simples y colores lisos, con tendencia a una composición algo geométrica, que más tarde derivaría en un cierto esquematismo. Su obra posterior se acercó en un primer momento al novecentismo mediterraneísta y, más tarde, al acentuar su tendencia esquemática, al constructivismo, de tono abstractizante.

### Posmodernismo

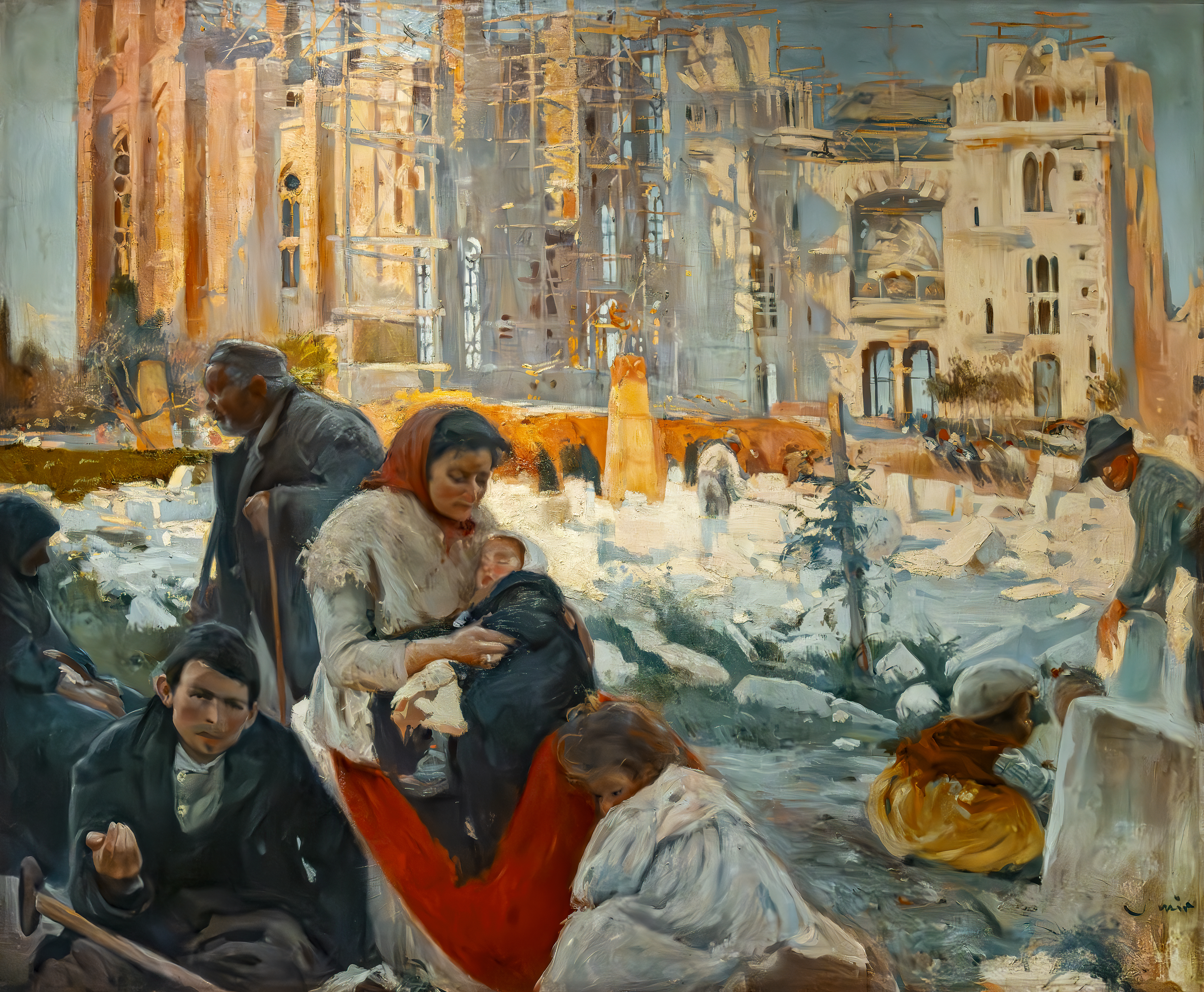
La catedral de los pobres (1898), de Joaquín Mir, Museo Nacional de Arte de Cataluña

La última tendencia pictórica dentro del modernismo fue más heterogénea, en una línea que aglutinaba diversos estilos, tanto los anteriores como las diversas nuevas tendencias que iban surgiendo en Europa, especialmente el postimpresionismo. En general, eran artistas de una nueva generación —nacidos la mayoría en los años 1870—, que procuró romper los lazos con la anterior y emprender un camino nuevo, más personal. Aunque muchos de ellos se formaron académicamente —sobre todo en la Escuela de la Lonja—, renegaron de su formación y buscaron nuevas vías de expresión. Aunque fueron artistas más personales, en general destacan por una temática más urbana y social, de denuncia de las miserias de su tiempo, expresada con dureza y acritud, con una técnica más audaz y expresiva en luces y colores —donde cobra un fuerte protagonismo el negro—, con pinceladas gruesas aplicadas en manchas de fuerte componente matérico, así como un dibujo más nervioso y esquemático. Según Francesc Fontbona, creador del término «posmodernismo» en su obra La crisis del modernismo artístico (1975), «el posmodernismo, frente al idealismo o el realismo estilizado y desapasionado de los modernistas, opone realismo crítico —temática marginal— y/o replanteamiento estético» y la señala como una «generación intermedia» entre el modernismo y el novecentismo. Otra distinción entre la antigua y la nueva generación sería la elaborada por Alexandre Cirici en El arte modernista catalán (1951), en que distingue entre un ala «blanca» —la generación impresionista-simbolista— y otra «negra» —la postimpresionista-expresionista—.
La nueva generación de pintores modernistas apareció alrededor de un grupo de jóvenes pintores apodados la Colla del Safrà («la Cuadrilla del Azafrán»), por su gusto en la utilización abundante de colores cadmios. Era un grupo de filiación postimpresionista, que tuvo como una de sus premisas básicas la pintura au plein air. Formada por Joaquín Mir, Isidro Nonell, Ramón Pichot, Ricard Canals, Adrián Gual —un corto espacio de tiempo, aunque, como se ha visto, su obra se decanta más hacia el simbolismo—, Joaquim Sunyer y Juli Vallmitjana, su obra se basaba en un realismo de aspecto abocetado centrado en temas suburbiales, especialmente de barrios periféricos de Barcelona como Montjuic o San Martín de Provensals. En tal sentido, la obra más paradigmática de este grupo fue La catedral de los pobres, de Joaquín Mir (1898), que muestra a unos mendigos en los contornos de la Sagrada Familia. Mir cambió, sin embargo, de estilo pronto, tras una estancia en Mallorca iniciada en 1900, en la que se centró en la plasmación del paisaje mallorquín, con un colorido cálido e intenso. Evolucionó de nuevo hacia 1906, debido a una convalecencia por trastornos psíquicos en el Campo de Tarragona, con un paisajismo más difuminado, basado en manchas de color, cercano a la abstracción. Fue esta una etapa de intensa creación personal, con obras que depuran su estilo anterior —excesivamente decorativista— para centrarse en un dibujo de trazo nervioso con manchas redondas de vivos colores que parecen flotar en el aire y donde los elementos del campo y las nubes se elevan en retorcidas volutas que en ocasiones recuerdan la obra de Van Gogh —quizá por coincidir en los trastornos mentales—.

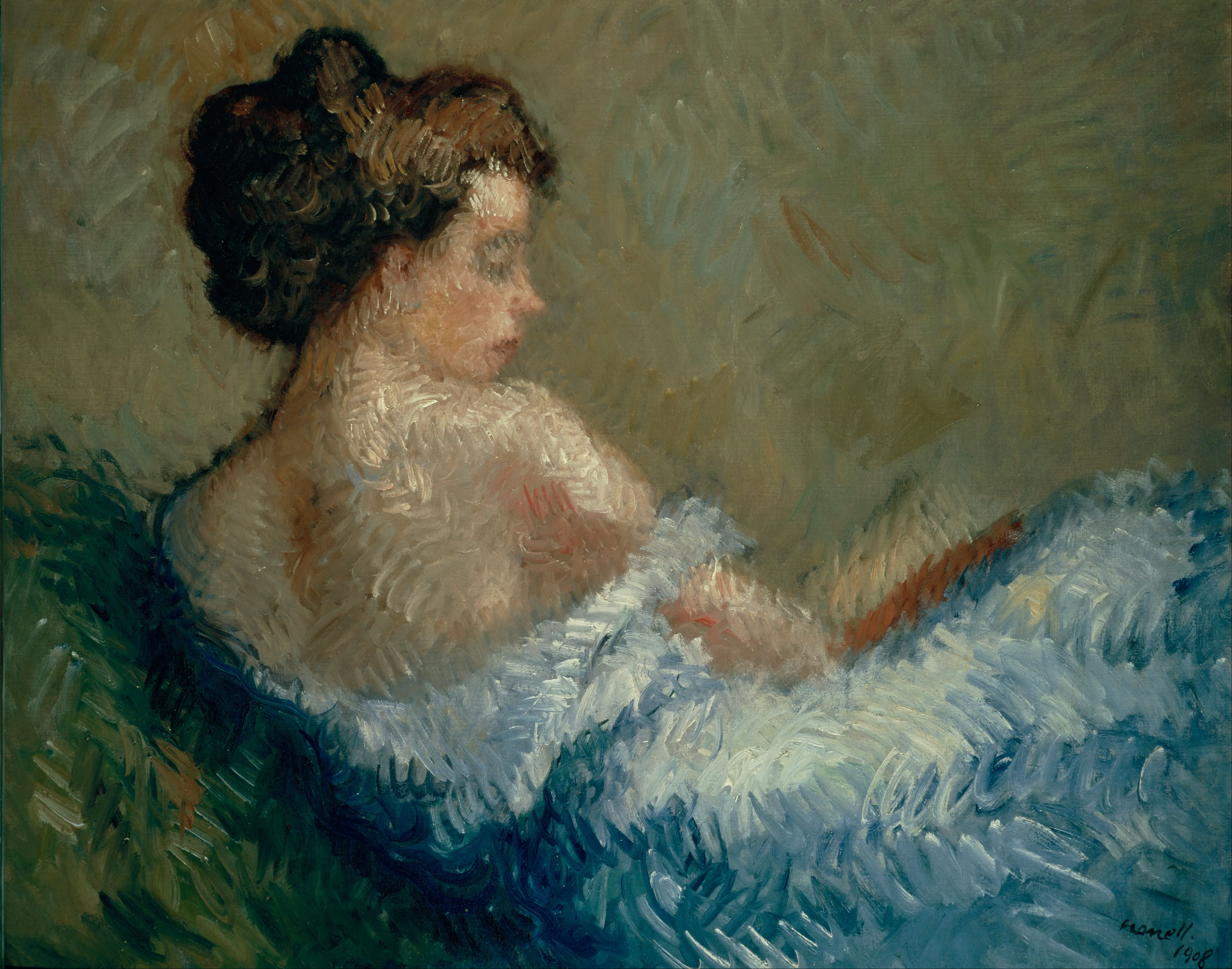
Figura tumbada (1908), de Isidro Nonell, Museo Nacional de Arte de Cataluña

Nonell se centró en la figura humana, en escenas algo grotescas, de tono patético, con figuras desdibujadas de cierto aire caricaturesco, como sus Cretinos que expuso en París en 1897. Al año siguiente se centró en el tema de los repatriados de la guerra de Cuba, muchos de los cuales tuvieron que recurrir a la mendicidad. Otro de sus temas favoritos fue la figura femenina, especialmente las gitanas. Su obra se basa en una pincelada curvilínea, larga y violenta, alternada con toques más breves y reiterados. Su composición se acerca al divisionismo, pero no a través de puntos, sino a base de líneas cruzadas —que recuerdan un tanto a Delacroix—, donde la luz y la sombra juegan un papel igual de relevante que el color, dando volumen a las figuras, al tiempo que destaca el trazo grueso de perfiles y contornos. Con todo ello consiguió plasmar con estética unos temas feos y angustiosos —los suburbios marginales—, obteniendo un resultado alejado de su inicial dramatismo. En 1904 compartió estudio con Picasso, al cual influyó poderosamente. Hacia 1910 se suavizó tanto su temática como su colorido, cosechando entonces un mayor éxito, aunque lamentablemente murió al año siguiente.

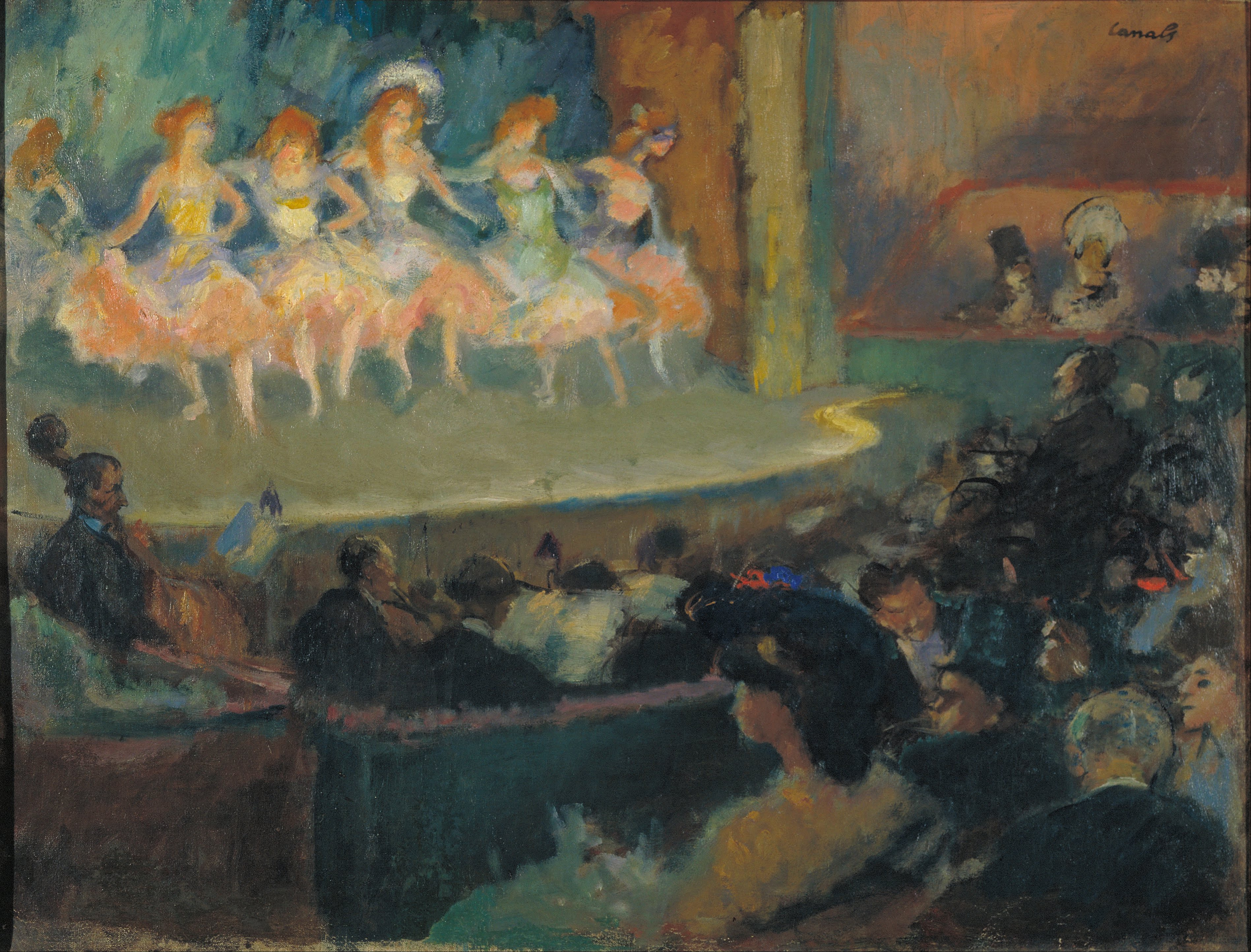
Café concierto (1903), de Ricard Canals, Museo Nacional de Arte de Cataluña

Ricard Canals fue amigo de Nonell, con quien compartió no solo la experiencia de la Colla, sino algunas estancias en Caldas de Bohí (1896) y París (1897). En estos años, sus obras son bastante similares, influyéndose mutuamente, dentro del llamado modernismo «negro», con una temática centrada en la marginalidad. Canals se centró preferentemente en escenas típicas andaluzas, con un color más vivo que Nonell, pero con un tono algo sarcástico. Al volver Nonell a Barcelona, Canals se quedó en París, donde trabajó para el marchante Paul Durand-Ruel, hasta 1907, en que regresó a la Ciudad Condal. A su regreso, su obra denota tanto la influencia española —de Goya sobre todo—, como la francesa, sustentada en influencias como las de Daumier, Steinlein, Degas, Renoir y los Nabis. Son obras que destacan por el color, la luz, la atmósfera, dentro de un tono de armonía y sensualidad, con pinceladas libres y nerviosas, de gran cantidad matérica.
Del resto de miembros del grupo, Ramón Pichot fue una de las figuras centrales del núcleo artístico de Cadaqués y, tras una temporada en Barcelona, donde fue habitual de Els Quatre Gats, se estableció en París, donde se dedicó —como otros artistas de origen español— a la temática hispana, preferentemente —como Nonell— retratos de gitanas, que evolucionaron desde un tono sombrío hacia un mayor colorismo, que resultaba más atrayente al público. Joaquim Sunyer estudió en la Lonja, donde fue condiscípulo de Mir y Nonell. De muy joven se trasladó a París, donde trabajó como pintor, grabador, dibujante e ilustrador. Sus obras de esta época destacan por la densidad matérica, atmósferas suaves y un colorido plenamente postimpresionista. A su vuelta en 1910 su obra viró hacia el novecentismo. Juli Vallmitjana fue orfebre, escritor y dramaturgo, además de pintor. Su obra se centró, como la de sus compañeros, en temas marginales, personajes de suburbios, unos personajes que, además de la pintura, le sirvieron para sus obras escritas.

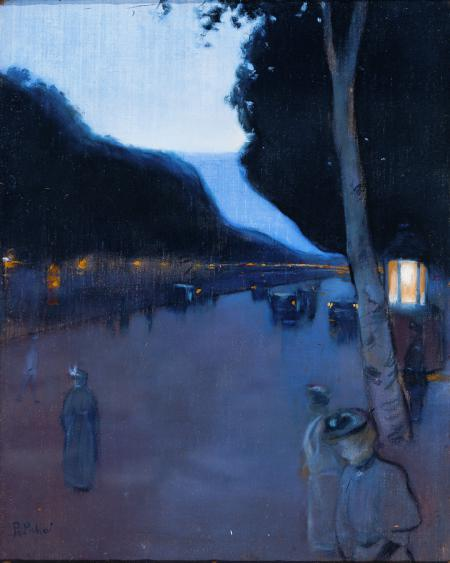
Bulevard de París (1898-1901), de Ramón Pichot, Museo Cau Ferrat, Sitges

Otro grupo de artistas fue el que se reunía en la taberna El Rovell de l'Ou («la yema del huevo»), en la calle Hospital de Barcelona, entre los que destacaban Pere Ysern, Mariano Pidelaserra, Josep-Víctor Solà y los hermanos Ramón y Julio Borrell, además del escultor Emili Fontbona y los dibujantes Cayetano Cornet y Ramón Riera Moliner, la mayoría alumnos de la Academia Borrell. El grupo editó una revista manuscrita titulada Il Tiberio (1896-1898). También se relacionó con este grupo Xavier Nogués, con un obra inicial influida por el sintetismo nabí y que más tarde evolucionó hacia el novecentismo. Pere Ysern estudió en la Academia Borrell y residió luego por un tiempo en Roma y París. Frente al resto de artistas de la tendencia impresionista, más interesados en el paisaje, mostró predilección por la temática urbana —sobre todo de ambiente parisino y, especialmente, de bailarinas—, con un estilo cercano al divisionismo neoimpresionista, donde destaca su tendencia a crear masas de colores claros. También realizó paisajes, sobre todo de Mallorca. Pidelaserra evolucionó desde un modernismo similar al de sus compañeros hacia un estilo que mezclaba influencias muy diversas, desde el impresionismo hasta un realismo algo arcaizante, así como un incipiente expresionismo. Su serie de paisajes del Montseny los realizó con la técnica puntillista, con la cual consiguió, sin embargo, un intenso realismo, con un virtuosismo difícil de superar. Pese a todo, por causas desconocidas, dejó de pintar durante bastantes años y, cuando lo retomó, su estilo había perdido su inicial viveza, con un tono algo primitivista que resultaba pobre y vacilante. En sus últimos años, un nuevo viraje le llevó a un expresionismo centrado en temas sociales y religiosos.
Otro grupo más en esta corriente fue Els Negres («los negros»), cuyos miembros, influidos por la obra de Nonell, defendían un arte anticonvencional, con una temática urbana y preponderancia de tonos oscuros, sobre todo el negro carbón, estilo en el que destacaron tanto en pintura como en dibujo. En 1903 realizaron una exposición en Els Quatre Gats. Entre sus miembros se encontraban Manuel Ainaud y Joaquim Biosca. El primero, autodidacta, se centró en una temática de multitudes de personas en acontecimientos populares, como La procesión de San Medín (1907). Pronto abandonó la actividad artística y se dedicó a la pedagogía. Biosca se centró en temas marginales y —como Nonell— de gitanas. Posteriormente se estableció en París, donde cosechó un gran éxito y fue amigo de Picasso.
Fuera de estos grupos cabe citar en primer lugar a Hermenegildo Anglada Camarasa, un pintor original que se centró sobre todo en escenas urbanas, preferentemente nocturnas, donde mostraba el ambiente bohemio de las fiestas y espectáculos nocturnos, la vida de la alta sociedad, con sus lujosos trajes y vestidos, con un especial gusto por los efectos lumínicos, los juegos de luces y reflejos, ya fuesen naturales —de la luna y estrellas—, o de luces artificiales. Aunó influencias nabís y postimpresionistas, con un estilo artificioso y decorativista que en sus últimos años evolucionó hacia obras de gran formato centradas sobre todo en temas folclóricos hispanos. Influido por Toulouse-Lautrec, Klimt y Van Dongen, la obra de Anglada es personal y diferenciada, difícilmente englogable en cualquiera de las tendencias del modernismo. Se caracteriza sobre todo por la distribución abierta del espacio, el contraste de los efectos de luz y los valores cromáticos, el uso abundante de las líneas en arabesco y la contraposición de planos.

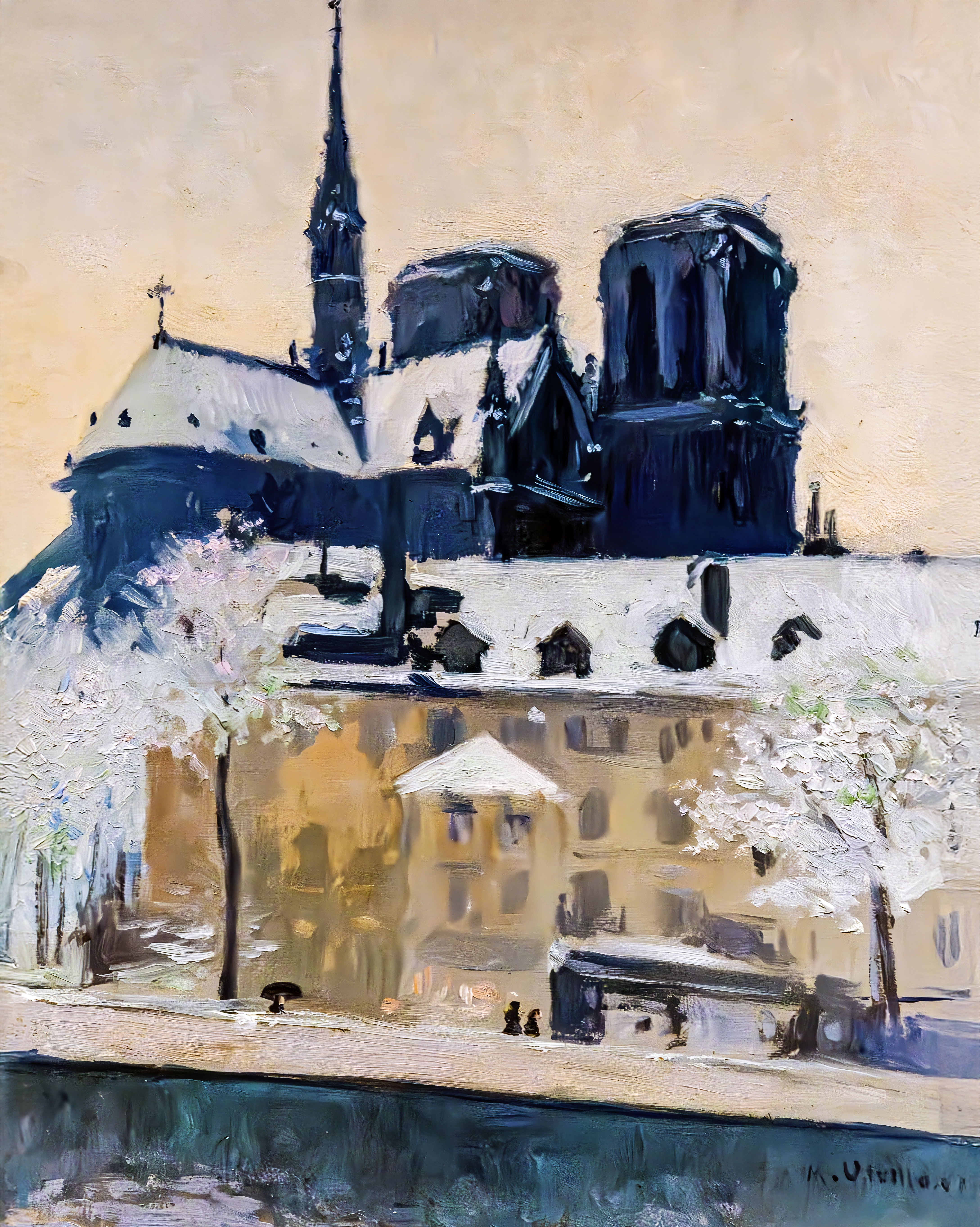
Notre Dame en París nevada (1890), de Miquel Utrillo, Museo Cau Ferrat, Sitges

Miquel Utrillo fue pintor, dibujante y crítico de arte, amigo y colaborador de Casas y Rusiñol en muchos de sus proyectos modernistas y artífice del Pueblo Español de Barcelona. Aunque estudió ingeniería, se pasó al mundo del arte, tanto en su vertiente práctica como teórica, ya que fue director de la revista Quatre Gats. También fue corresponsal de La Vanguardia en París, donde realizó vistas de la ciudad, como Notre Dame en París nevada (1890). Su primo Antoni Utrillo fue pintor, decorador y cartelista, así como cofundador del Círculo de San Lucas. Fue discípulo de Antonio Caba y estudió pensionado en París. Realizó retratos y obras religiosas, colaboró con numerosas revistas y creó un taller de artes gráficas.
Eveli Torent cultivó un estilo similar al de Anglada. En sus inicios frecuentó el grupo de Els Quatre Gats —donde Picasso le hizo un retrato al carbón—, en cuyo local expuso en 1900, así como en la Sala Parés, y colaboró en las revistas Luz y Quatre Gats. Posteriormente se instaló en París (1902-1913), donde expuso en el Salón de otoño, del Campo de Marte y de los Independientes. En esta época hizo sobre todo temas folclóricos españoles (A los toros, 1903; Une loge aux courses de toros, 1904; Tête gitane, 1906). A su regreso practicó sobre todo el retrato, género en el que alcanzó fama internacional.
Nicolau Raurich se centró en un paisajismo de técnica personal, que aunaba un potente colorido de tonos contrastados y casi puros con una materia de fuerte grosor, con una corporeidad que potenciaba el color y la luz —se llegó a decir de él que era de los pocos que había sabido captar la esencia de la luz mediterránea, superando incluso las mejores técnicas impresionistas—, una técnica que abrió camino al arte del siglo XX, tanto figurativo como abstracto. Destacó también en sus cuadros nocturnos.

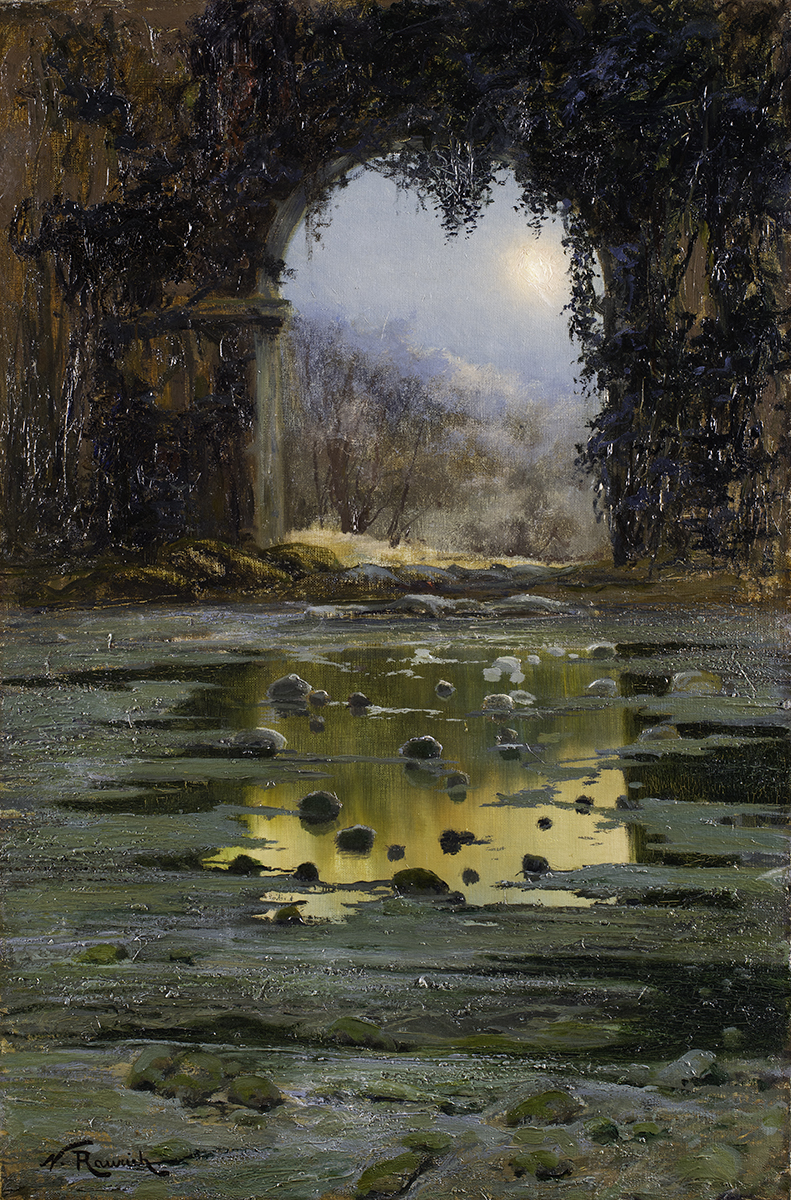
Paisaje puente (1900-1901), de Nicolau Raurich

Otros exponentes de la nueva generación fueron: Ricardo Urgell, hijo del paisajista de la Escuela de Olot Modesto Urgell, desarrolló un estilo de temática modernista y técnica postimpresionista, centrado en escenas de interior, preferentemente teatros y music-halls, con un profundo estudio del color y la atmósfera, así como una rica pincelada. Francesc d'Assís Galí fue pintor, grabador, cartelista y dibujante, así como pedagogo, ejerciendo como director de la Escuela Superior de Bellos Oficios. Durante la Segunda República fue director general de Bellas Artes, cargo desde el que se encargó de poner a salvo las obras del Museo del Prado durante la Guerra Civil. Como pintor se movió entre el simbolismo y el modernismo «negro», sin acabar de encontrar un estilo personal. Más tarde derivó hacia el novecentismo. Sebastià Junyer fue pintor, coleccionista y contertulio de Els Quatre Gats. Amigo de Picasso, viajó con este a París. Destacó como paisajista —principalmente de Mallorca—, en un estilo decorativista y preciosista, que destaca por la riqueza de su colorido. Claudio Castelucho se estableció en París, donde dio clases en la Académie de la Grande Chaumière. Expuso asiduamente en los salones de esta ciudad, siendo el artista catalán que más participó en dichos salones. Su obra inicial denota la influencia de Ramón Casas, pero más tarde evolucionó a un estilo más esbozado, en la línea del posmodernismo. Como otros artistas instalados en la capital francesa trató los temas típicos españoles (toros, flamenco, gitanas), así como el paisaje y el retrato. Pere Torné fue también paisajista, con un estilo basado en la pintura popular catalana, algo naïf, con una técnica postimpresionista. Fue también dibujante e ilustrador y residió un tiempo en París, donde colaboró en la revista Le Rire. Más tarde evolucionó al novecentismo.

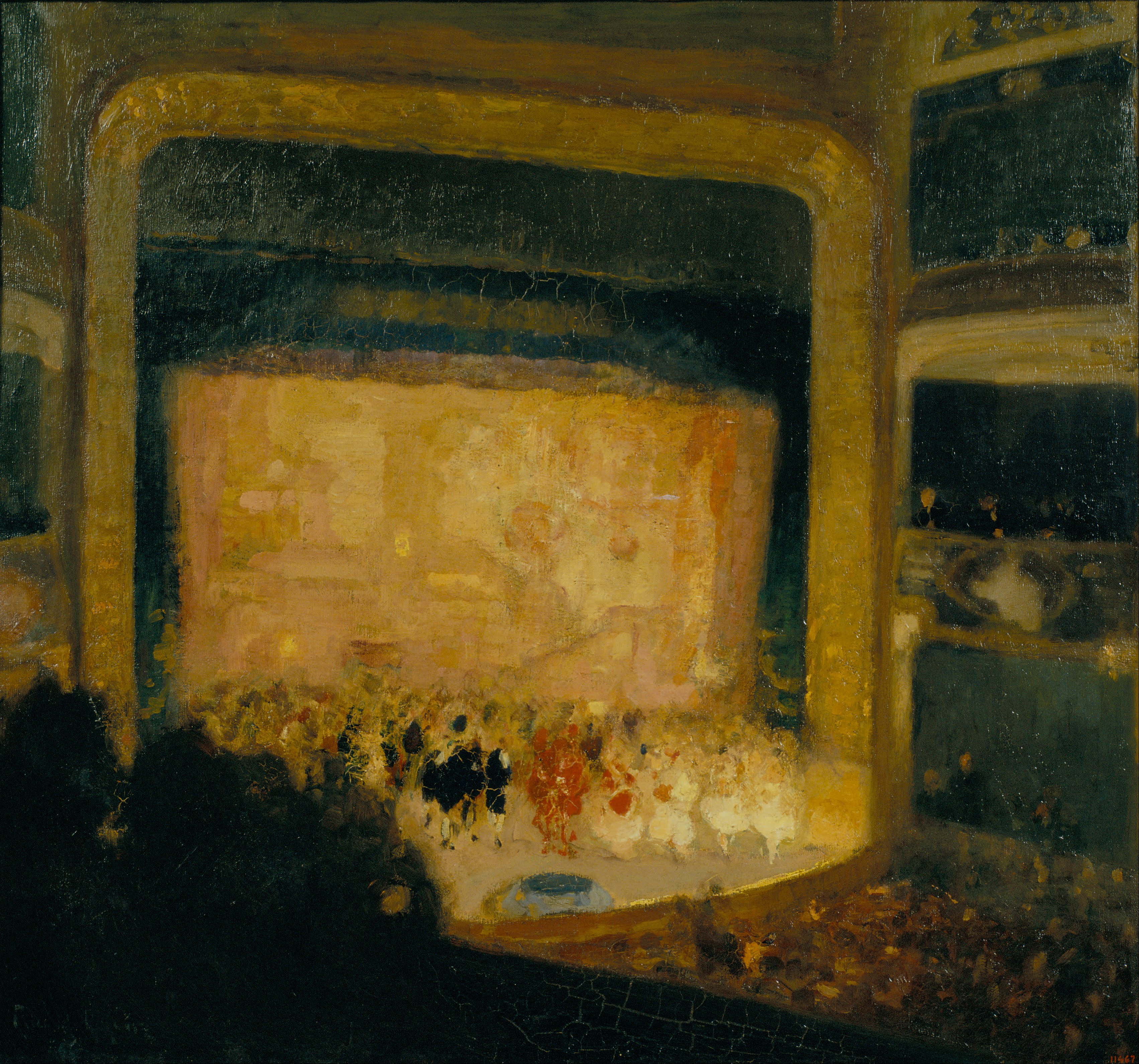
Ópera (1922), de Ricardo Urgell, Museo Nacional de Arte de Cataluña

Cabe citar a dos artistas de corta carrera, dado que se suicidaron en su juventud: Antoni Samarra y Hortensi Güell. El primero tuvo que trabajar de picapedrero para subsistir, lo que le dejaba poco tiempo para el arte; aun así, se relacionó con Els Negres —especialmente Ainaud— y desarrolló un estilo de vivo colorido e intensidad lumínica, cercano a un incipiente fauvismo, de trazo gestual y densa textura. Güell en cambio era de familia acomodada y fue amigo de Picasso. Desarrolló un estilo de corte impresionista de tonos suaves y luminosos, pero de temática deprimente, relacionada con la muerte y la soledad.
Mención aparte merece José María Sert, sin ninguna vinculación específica al resto de pintores de su entorno, creador de una obra personal, de tono decorativista y grandilocuente, un poco en la línea de Anglada Camarasa. Se dedicó especialmente al muralismo, con escenas casi monocromas, jugando con los tonos sepia y dorado o plateado, con reminiscencias del arte barroco y de un cierto expresionismo de raíz goyesca. Fue autor en 1900 de la decoración del establecimiento parisino de Samuel Bing, Art Nouveau, que dio nombre al movimiento en Francia.

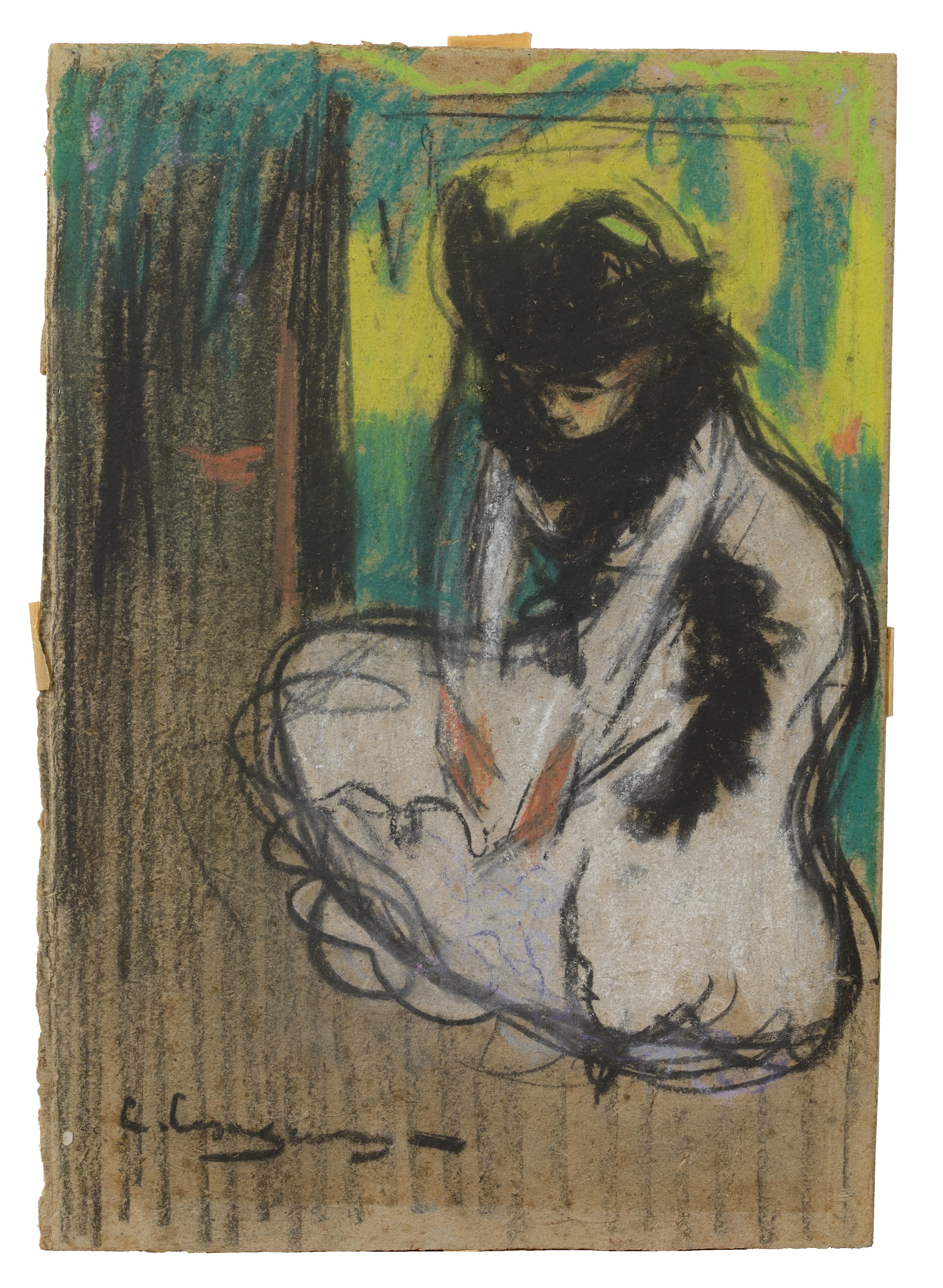
Mujer vestida de blanco (1898), de Carlos Casagemas

En último lugar, cabe señalar en esta corriente el período modernista de Pablo Picasso. Tras una formación académica, entre 1895 y 1900 residió en Barcelona —también esporádicamente entre 1900 y 1904, alternando con París—, donde se formó en la Lonja y frecuentó Els Quatre Gats, donde expuso en 1900, así como en la Sala Parés en 1901. Colaboró con las revistas Pèl & Ploma y Joventut. Su primer marchante fue el catalán Pere Mañach. Sus años en Barcelona le introdujeron en el ambiente de vanguardia, ya que por entonces la capital catalana era la ciudad que más al día estaba en relación con el arte europeo. En tal sentido, unas de sus primeras obras en un estilo que se podría decir modernista fueron una serie de retratos al carbón que hizo entre 1899 y 1900, emulando los de Ramón Casas que pudo contemplar en la Sala Parés en octubre de 1899. De igual forma, le impactó profundamente la exposición que efectuó Anglada Camarasa en la Sala Parés en mayo de 1900, donde pudo conocer el estilo postimpresionista que se practicaba entonces en Francia, cuyo influjo se denota en las obras que presentó en su segunda exposición en Els Quatre Gats, en julio de 1900, que traslucen un violento cromatismo, como Toreros (1900). En otoño de ese año hizo su primer viaje a París. En 1901 expuso en la Sala Parés una serie de pasteles y, en verano, regresó a la capital francesa, donde inició una nueva etapa de su carrera: el período azul (1901-1904), marcado por la tristeza y la melancolía, derivada del suicidio de su amigo Carlos Casagemas en 1901. Se denota en esta etapa la influencia de Nonell —del que fue vecino en la calle Comercio de Barcelona—, especialmente en el modelado y los contornos simplificados. Sus obras de este período, más cercanas al arte simbolista, se centran en la pobreza y la soledad, así como la maternidad y la ancianidad (La vida, 1903; Desamparados, 1903). Su principal rasgo estilístico es el predominio del color azul, probablemente por influencia de los Nocturnos de Whistler, los tonos azul verdosos de las últimas obras de Burne-Jones y el cuadro La vigilia de santa Genoveva de Puvis de Chavannes, de un azul casi monocromático, así como la asociación simbólica de este color con la espiritualidad y —en la obra de Verlaine y Mallarmé— con la decadencia. En esta época pintó también algunos paisajes urbanos de Barcelona, sobre todo del barrio Gótico (Terrazas de Barcelona, 1903). Por otro lado, en este período inició su amistad con Emili Fontbona, que le introdujo en la escultura. Desde 1904, instalado ya definitivamente en París, su obra se aleja del modernismo catalán.
Picasso capitaneó un pequeño grupo en el que se encontraban Ricardo Opisso y Carlos Casagemas. El primero destacó más como dibujante, como se verá más adelante. Casagemas fue pintor y dibujante, destacando por sus pasteles, en un estilo englobable en el modernismo «negro». Viajó con Picasso a París, donde se suicidó, hecho que marcó profundamente al pintor malagueño.

## Escultura

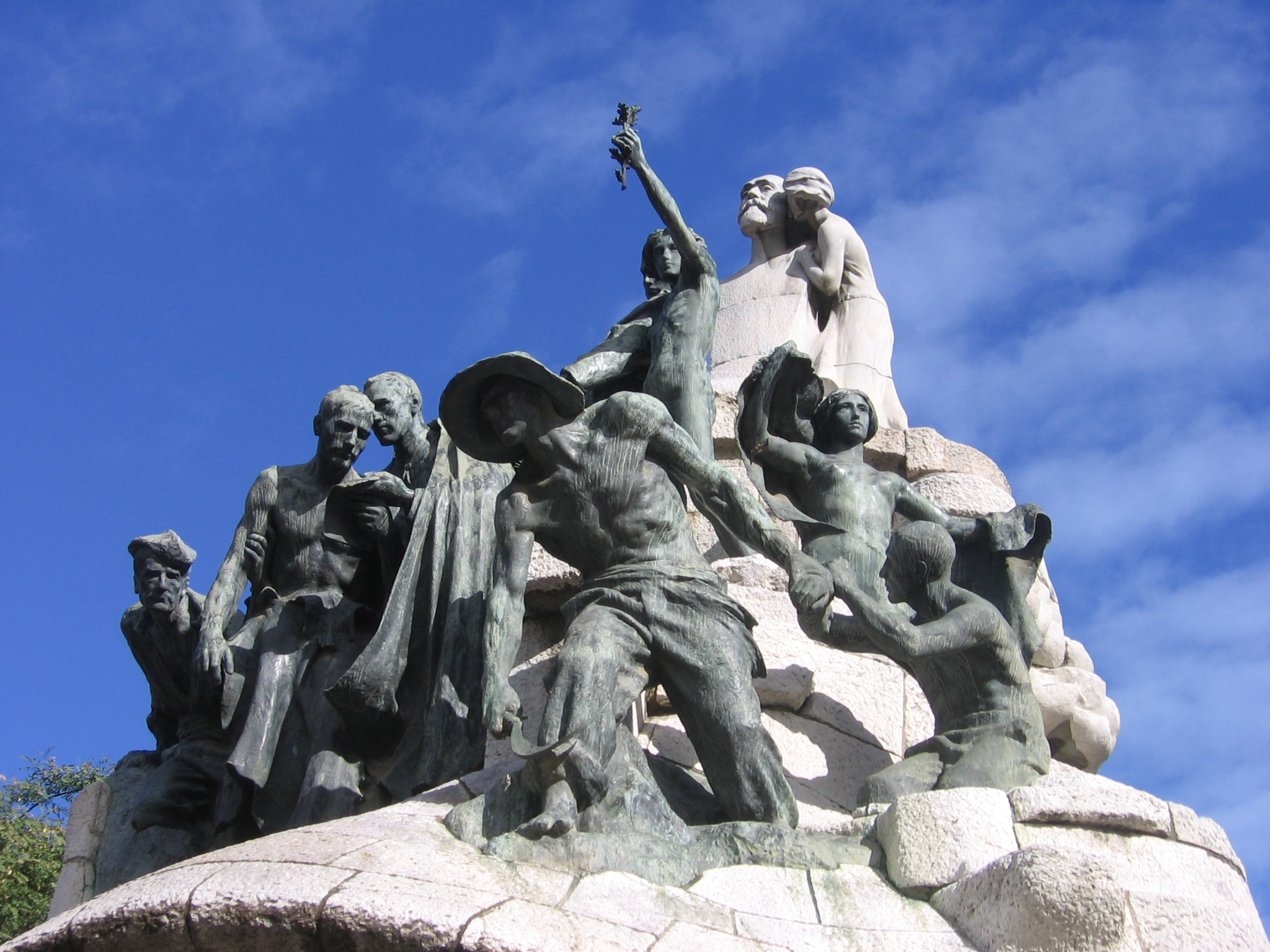
Monumento al Doctor Robert (1910), de Josep Llimona, Barcelona

La escultura modernista, como el resto de las artes de este movimiento, fue heredera del Romanticismo, de la exaltación de la humanidad, la individualidad, la emotividad, la sensibilidad, frente al formalismo del clasicismo. La escultura intenta expresar como nunca el sentimiento, la emoción, con dos principales referentes: el ser humano y la naturaleza. Predomina la forma curva, la línea ondulante y sinuosa, que se deshace en múltiples detalles que llenan todo el espacio escultórico. La escultura fue protagonista indispensable de muchos proyectos arquitectónicos, como un elemento principal de la decoración interior y exterior de edificios, sin desmerecer la escultura exenta, que vivió una época de gran esplendor. También tuvieron un gran auge los monumentos funerarios y conmemorativos.
La escultura del modernismo fue heredera del monumentalismo de los hermanos Agapito y Venancio Vallmitjana, si bien con posterioridad recibió la influencia del simbolismo francés, especialmente de la obra de Auguste Rodin, conocida sobre todo a raíz de la Exposición Universal de París de 1900, donde este escultor presentó una retrospectiva de ciento sesenta y ocho obras, que visitaron muchos de los escultores catalanes que viajaron a la capital francesa. Dos de las obras más emblemáticas de la escultura modernista, la Eva de Clarasó y el Desconsuelo de Llimona, se basan directamente en La danaide de Rodin. También fue determinante la influencia del belga Constantin Meunier y su temática obrera, especialmente tras la celebración de la V Exposición Internacional de Bellas Artes de Barcelona, en que se presentaron treinta y ocho obras del artista belga.
Como en la arquitectura, el punto de arranque de la escultura modernista fue la Exposición Universal de 1888, donde, junto a los nombres consolidados de la generación realista anterior (los Vallmitjana, Rossend Nobas, Jerónimo Suñol, Manuel Oms), que coparon los grandes encargos oficiales, surgió una nueva generación de artistas que comenzaban a abrirse camino, entre los que destacaban Josep Llimona, Miguel Blay, Agustín Querol, Eusebi Arnau o Manuel Fuxá. Estos artistas, pese a todo, se iniciaron en el academicismo, para ir evolucionando poco a poco a estilos más personales. Las innovaciones aportadas por la pintura, tras el regreso de Casas y Rusiñol de París, influyeron igualmente en la escultura, ya que aportaron una visión nueva, una nueva forma de concebir el arte, más basada en la inspiración individual que no en el canon imitativo que se transmitía en las escuelas de arte. Como en otras artes, se perciben diversas fases o generaciones de artistas: en la primera se situarían los artistas herederos del realismo académico y que, poco a poco, se van adentrando en la nueva estética; la segunda incluiría los escultores plenamente modernistas; en la tercera y última se situaría la obra inicial de artistas que posteriormente evolucionaron hacia el novecentismo.

### Premodernismo

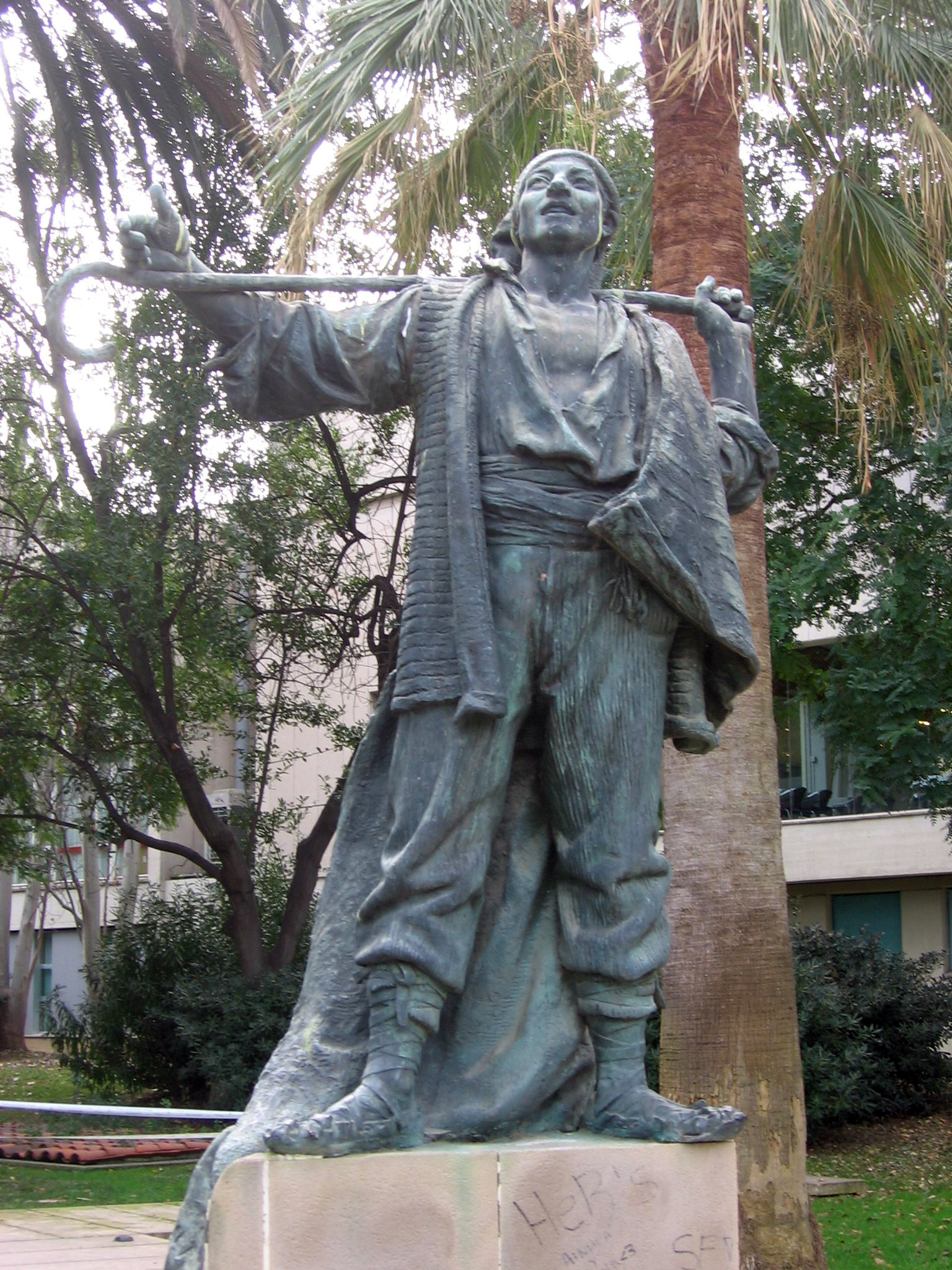
Manelic (1909), de Josep Montserrat, Jardín de Esculturas, Barcelona

Dentro de la primera generación, Manuel Fuxá se formó en el academicismo, como estudiante de la Escuela de la Lonja de Barcelona, donde fue discípulo de Rossend Nobas. Se movió todavía en un realismo de preocupación formalista y aire sereno. En 1888 formó parte del equipo de escultores que trabajó en la decoración del Arco de Triunfo. Fue autor de diversos monumentos, como el de Clavé (1888) y el de Rius y Taulet (1901), así como de decoración escultórica para la arquitectura, como el relieve del Sagrado Corazón de la casa Pérez Samanillo, obra de Hervàs.
Josep Reynés estudió igualmente en la Lonja y fue alumno de los hermanos Vallmitjana, así como de Carpeaux en París. Fue también esencialmente realista, aunque incursionó tímidamente en el modernismo. Participó igualmente en los trabajos escultóricos del Arco de Triunfo. Fue autor del Monumento a El Greco (1898) que promovió el círculo modernista de Sitges.
Agustín Querol fue discípulo de los Vallmitjana y logró, desde unos comienzos modestos, un gran éxito entre la burguesía y la aristocracia, con un gran taller donde trabajaban numerosos ayudantes. Su obra se inscribe en el realismo anecdótico, pero se vislumbra una cierta aproximación modernista en la factura y la concepción de la obra. Realizó la mayor parte de su obra en Madrid, donde residió desde 1890.
Rafael Atché se formó también con los Vallmitjana y viajó por Francia, Italia y Reino Unido, continuando con el realismo de corte anecdótico de sus contemporáneos. Fue autor de la figura del descubridor del Monumento a Colón, así como diversas obras para el Hospital Clínico y el Palacio de Justicia de Barcelona.
Josep Montserrat estudió en la Lonja y en París. Desarrolló un realismo anecdótico con gusto por un cierto puntillismo preciosista. Su obra más famosa es el Manelic, ubicado en el Jardín de Esculturas de Montjuic.

### Modernismo pleno

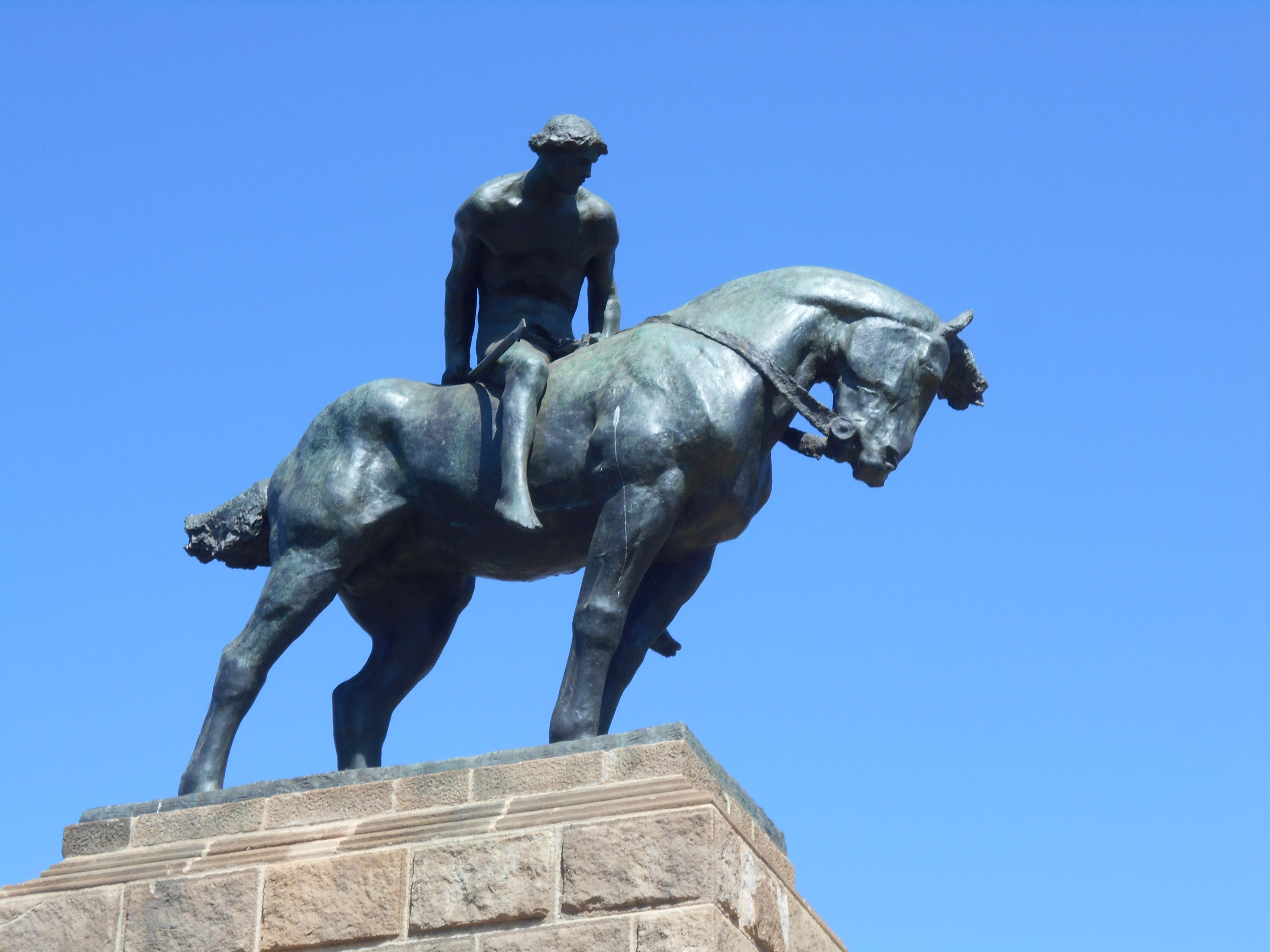
San Jorge (1924), de Josep Llimona, Montjuic (Barcelona)

La escultura plenamente modernista era de filiación claramente simbolista, por influjo directo de Rodin. Ello se evidencia en el predominio del sentimiento sobre la descripción realista que hasta entonces predominaba, la plasmación de estados de ánimo, de la fusión entre materia y espíritu. Para ello fue determinante, aparte del ideario simbolista, el auge de la escultura funeraria, que por su propio origen reflejaba una temática más sentimental que descriptiva, más ideal que anecdótica, a través de alegorías y figuras que mostraban sentimientos como el dolor, la soledad, la desesperación, la meditación, generalmente en forma de figuras femeninas estilizadas, de vestidos vaporosos y largos cabellos, en actitud melancólica o introspectiva. Esta tipología pasó al resto de figuras de la escultura de la época, definiendo una plástica de superficies pulidas y onduladas, con tendencia a efectos de claroscuro, con bases sin desbastar, figuras que surgen de la materia, con vestiduras que se confunden con la piel y rostros generalmente en esfumado o non finito.
Su mejor representante fue Josep Llimona, hermano del pintor Joan Llimona y, como él, vinculado al Círculo Artístico de San Lucas —fue su segundo presidente—. Estudió en la Lonja y trabajó en los talleres de Nobas y los hermanos Vallmitjana. Tras ganar una beca, viajó a Roma, donde estudió en la Academia Gigi. En una primera fase todavía académica, trabajó en obras como el Monumento a Colón o el Arco de Triunfo, con las que fue ganando renombre. En la mayoría de sus obras se traslucen sentimientos que marcarán su obra: el dolor y la tristeza. Se inició en el modernismo pleno con Desconsuelo (1903), una figura de mujer desnuda medio tumbada, con la cabeza entre los brazos, en una actitud de desesperación, como indica su título. Situada en el parque de la Ciudadela, en el centro de un estanque de forma elíptica situado frente al antiguo arsenal militar que hoy acoge la sede del Parlamento de Cataluña, en 1984 el original se trasladó al Museo Nacional de Arte de Cataluña y, en su emplazamiento, se colocó una copia. Es una obra paradigmática de la espiritualidad simbolista: una figura misteriosa, sensible, enigmática, evanescente, que aúna sensualidad y espiritualidad. Su otra gran obra fue el Monumento al Doctor Robert (1910), en la plaza de Tetuán, de un modernismo algo ecléctico. Del resto de su producción, además de las figuras femeninas de aspecto melancólico, destacan las masculinas que, aun con una apariencia física vigorosa y heroica, trascienden igualmente cierta melancolía, aunque enmarcada en un aire general de nobleza, como son su San Jorge o su Forjador. Fallecido en 1934, fue fiel a su estilo hasta el final, sin sucumbir al cambio de moda novecentista, por lo que se le puede considerar el escultor más genuinamente modernista.

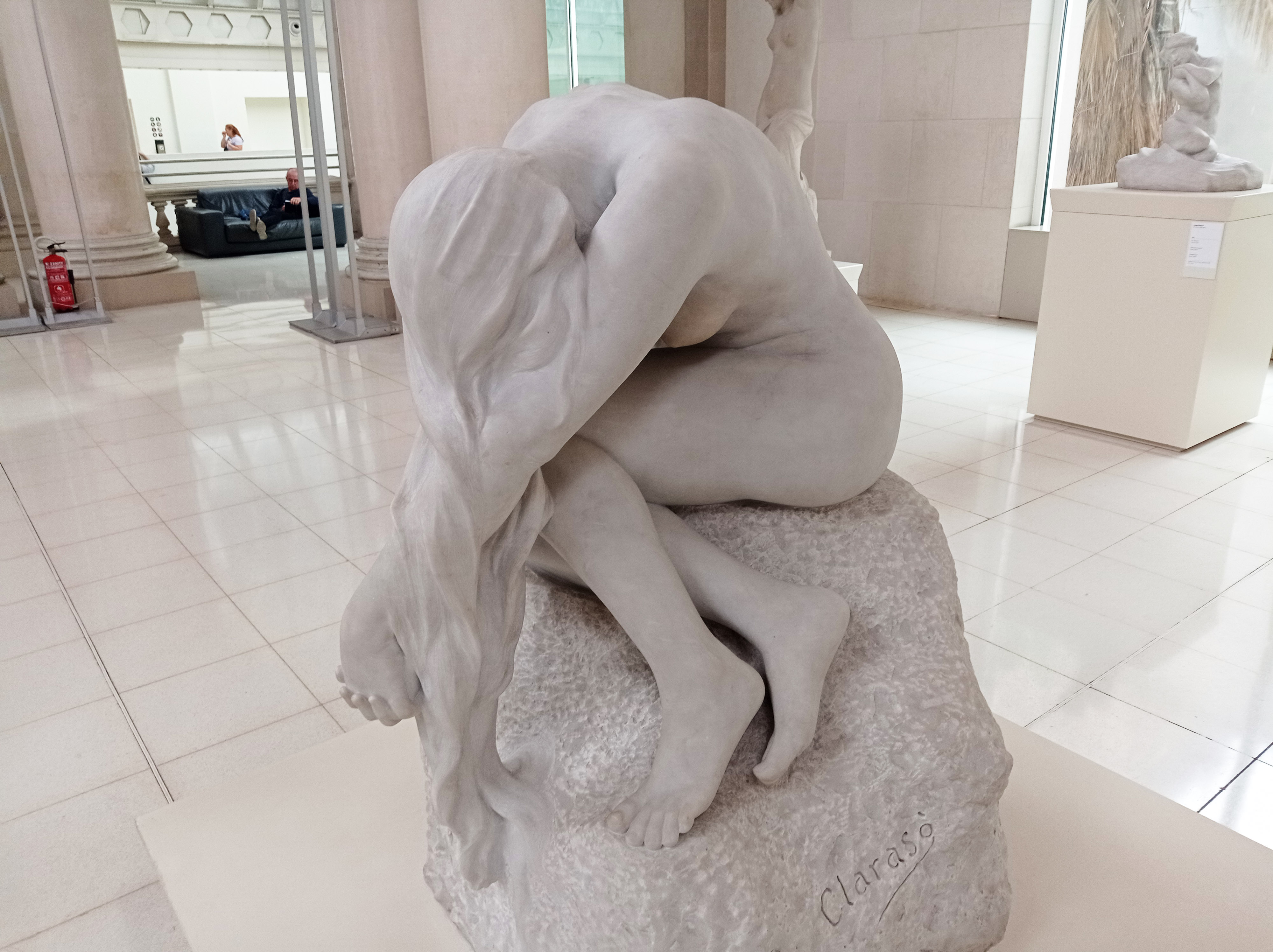
Eva (1904), de Enric Clarasó, Museo Nacional de Arte de Cataluña

Enric Clarasó, miembro también del Círculo, desarrolló un estilo similar al de Llimona, como se vislumbra en Eva (1904), una figura femenina desnuda en actitud similar a la de Desconsuelo, cuya actitud trasciende la pose física para mostrar una emotividad de corte trascendental. Pasó un tiempo en París, donde se adentró en el ambiente bohemio de Montmartre y donde fue perfeccionando su técnica, tras las clases recibidas en la Academia Julian. A su regreso, su obra Capullo truncado (1892) constituyó un manifiesto del nuevo estilo; junto con Casas y Rusiñol, sus exposiciones en la Sala Parés consolidaron definitivamente el modernismo en las artes plásticas. Sus obras de esta época son plenamente modernistas, como Flor espiritual, Reposo, La ola (1904-1907) o Unción (1907). La mayoría son figuras femeninas, desnudas o con velos vaporosos, en actitudes lánguidas y melancólicas, en modelados de aspecto inacabado, sin desbastar.

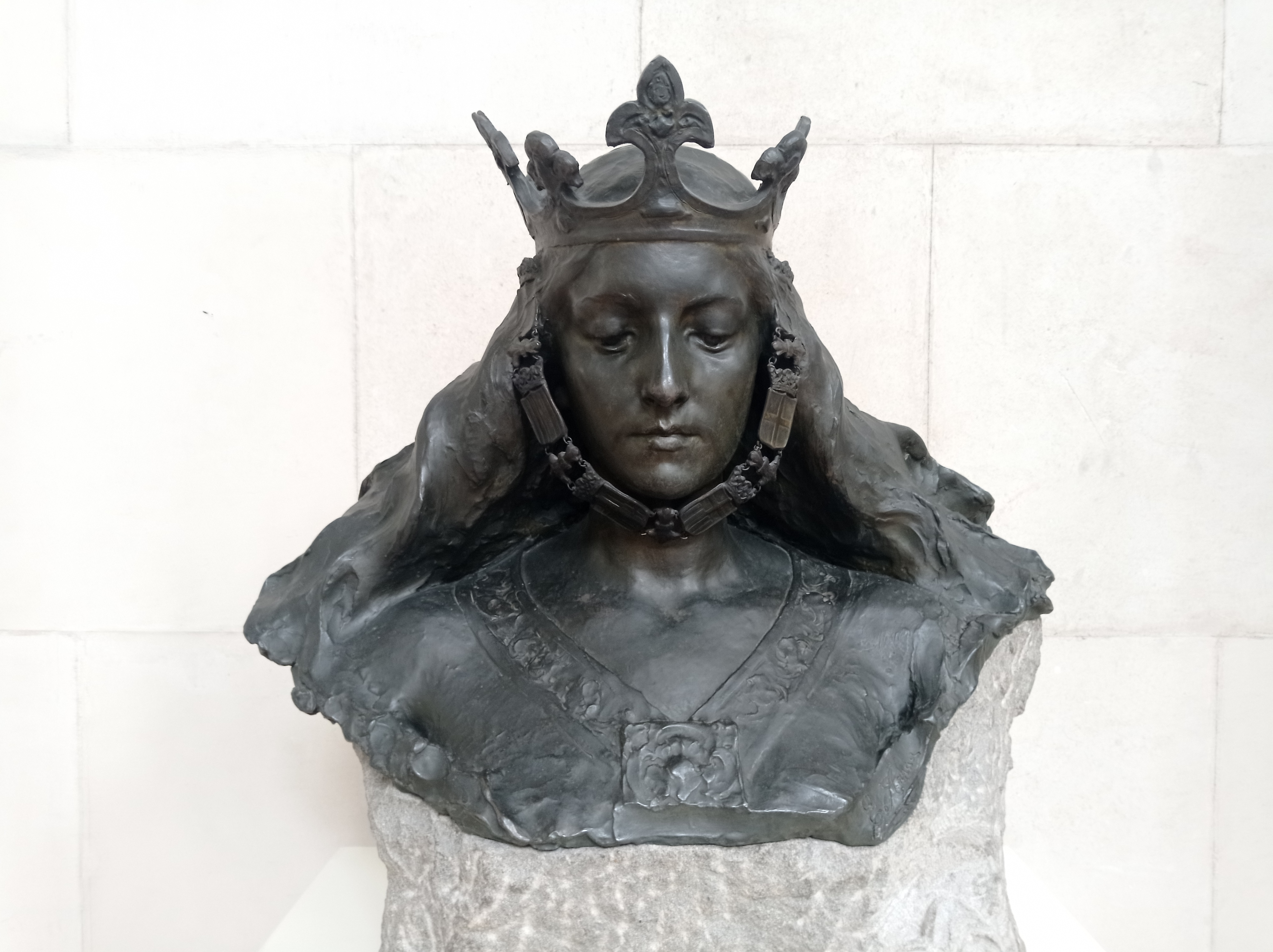
Busto de matrona representando Barcelona (1897), de Eusebi Arnau, Museo Nacional de Arte de Cataluña

También perteneció al Círculo Eusebi Arnau, un autor que evolucionó del anecdotismo naturalista al modernismo simbolista. Se formó en la Lonja y, tras trabajar en una imprenta, entró en el taller Masriera, donde, además de esculturas, realizó joyas y otros objetos decorativos. Tras obtener una beca, viajó a París, donde estudió en la Academia Julian. También pasó un tiempo en Florencia y Roma. A su regreso, se dedicó especialmente a la escultura aplicada a la arquitectura, trabajando para arquitectos como Domènech i Montaner, Puig i Cadafalch y Enric Sagnier; destacó sobre todo su labor en el Palacio de la Música Catalana. Desarrolló una escultura decorativa centrada especialmente en figuras femeninas y vegetación, los temas predilectos del modernismo. Compaginó su labor escultórica con la joyería y la medallística. En su etapa final se pasó al neoclasicismo, como casi todos los autores de su generación. Entre sus obras más plenamente modernistas cabe destacar La ola (1905), Busto de mujer (1907) y En la lonja (1908).

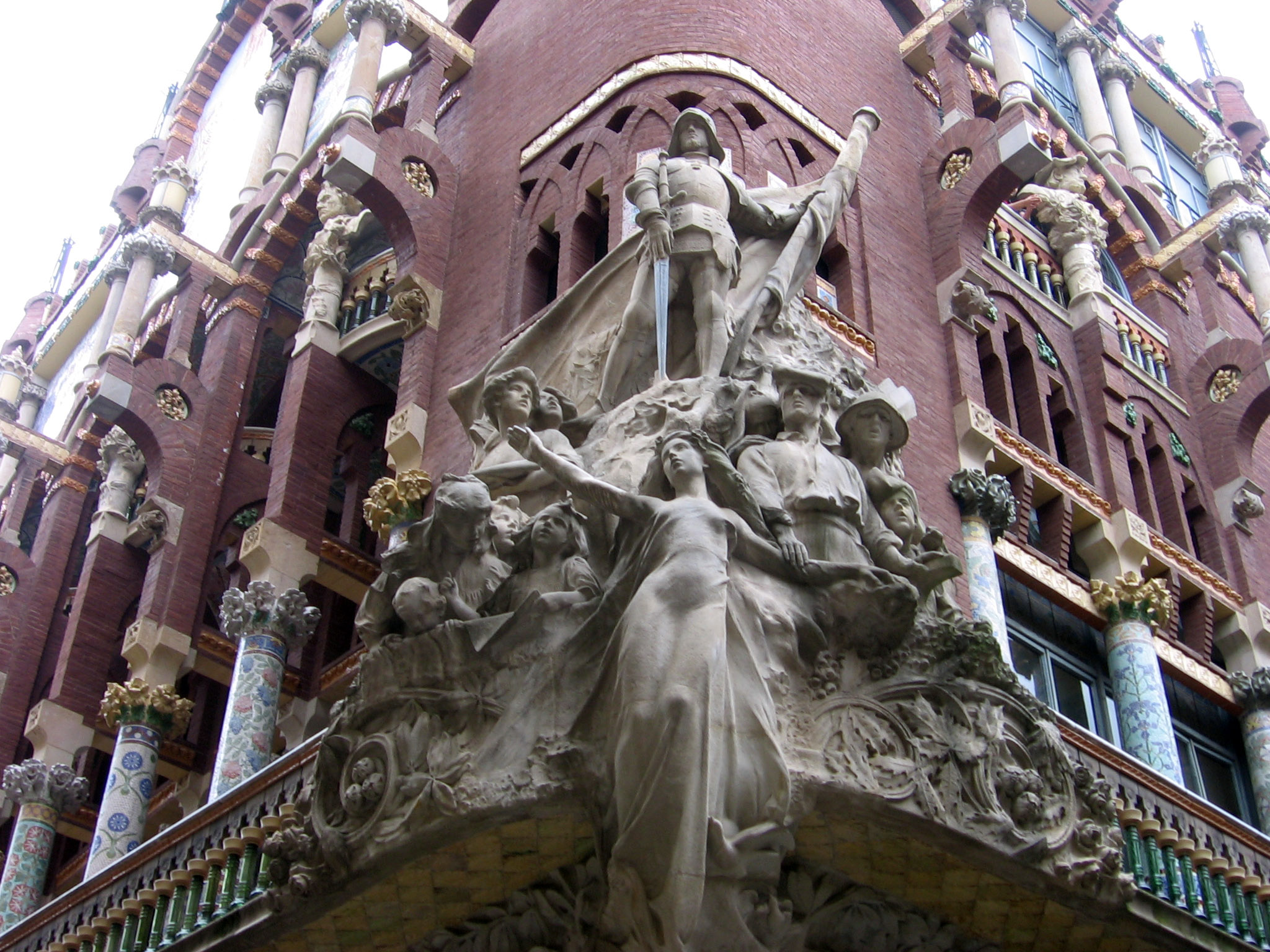
La canción popular (1909), de Miguel Blay, Palacio de la Música Catalana, Barcelona

Miguel Blay se formó en París y Roma, en un estilo académico, aunque evolucionó hacia el modernismo en obras como Los primeros fríos (1892) y Persiguiendo la ilusión (1903). Sus primeras obras plenamente modernistas fueron: Ensueño (1905); Eclosión (1908), donde denota la influencia rodiniana; el Monumento a Chávarri en Portugalete, bastante en sintonía con la obra de Meunier; y el Monumento a Silvestre Ochoa en Montevideo. En el Palacio de la Música Catalana fue autor en 1909 del grupo escultórico La canción popular, que presenta una figura femenina que personifica la Canción, rodeada de diversos personajes que representan el pueblo catalán, mientras que por encima se alza la imponente figura de san Jorge. Paralelamente a estas obras, cultivó un tipo de estatuaria más realista y solemne, para encargos oficiales, que le absorbieron buena parte de su tiempo, limitando su producción modernista a escasos ejemplos. Elaboró numerosas obras en Madrid, donde trabajó un tiempo, como en el Monumento a Alfonso XII.

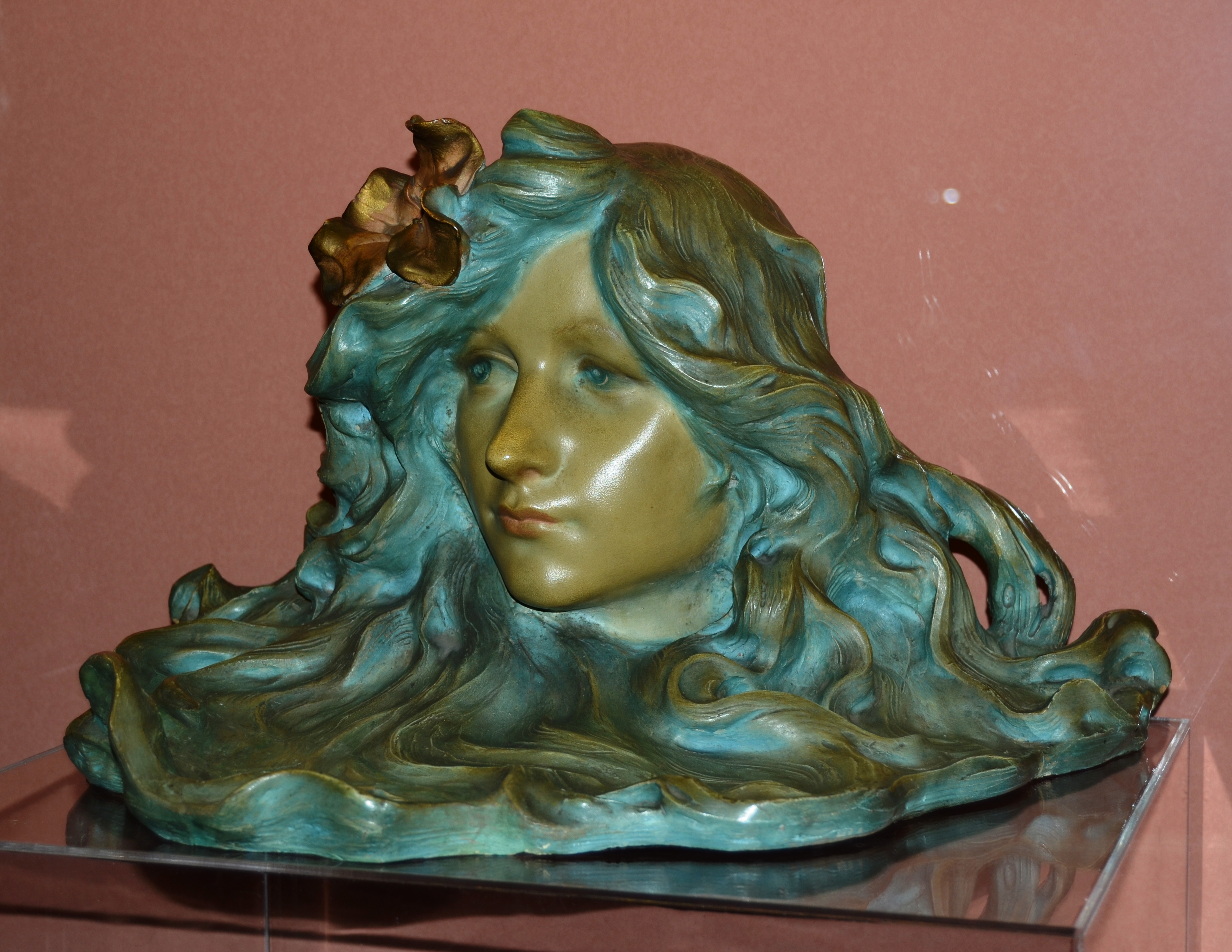
Plenitud (1901), de Lambert Escaler, Museo del Modernismo, Barcelona

Lambert Escaler fue uno de los escultores más puramente modernistas durante el período de auge de este movimiento, pero luego, adaptándose a los gustos del momento, se volvió más clasicista. Quizá por el abandono de su estilo más personal luego compaginó la escultura con otras actividades, principalmente la de comediógrafo; también diseñó gigantes y cabezudos. Trabajó sobre todo en terracota policromada, principalmente figuras femeninas de cabellos revueltos y adornadas con flores, de aspecto melancólico. En numerosas ocasiones colocaba estos bustos femeninos en conjunto con un espejo.
Dionisio Renart estudió en la Lonja y fue discípulo de Josep Llimona. Asimismo, conoció la obra de Rodin en una estancia en París. Además de la escultura, realizó cerámica, joyería, medallas, ex-libris y otros objetos de diseño; se dedicó también a la astronomía. Entre sus obras destacan Eva (1906), La raza y diversos monumentos en España y América. Realizó también imaginería y escultura funeraria.
Carles Mani fue un artista original, extravagante, rebelde, marginal. Vivió la mayor parte de su vida en un ambiente de miseria, que marcaría su obra, una obra heterodoxa que se incluye en el modernismo por su cronología, pero que es ajena a este movimiento. Pasó un tiempo en París y Madrid, para residir posteriormente en Barcelona hasta su prematura defunción, donde trabajó para Gaudí en la casa Batlló, la casa Milà y la Sagrada Familia. Su obra más representativa es Los degenerados (1901), una obra descarnada, expresiva, de factura inacabada, con desproporción de las partes, que mostraba en toda su crudeza el drama de la pobreza y que en su día causó una gran polémica.
Por último, cabría citar a diversos escultores como: Llorenç Matamala, amigo y colaborador de Gaudí, jefe del taller de escultura de la Sagrada Familia; Alfons Juyol, que trabajó para arquitectos como Domènech i Montaner, Puig i Cadafalch y Enric Sagnier; Emili Fontbona, discípulo de Eusebi Arnau, que desarrolló un estilo más propio, algo arcaico, simplista y popular; Antonio Parera, escultor y medallista, estudió en la Lonja, donde fue discípulo de Jerónimo Suñol, su obra más conocida es La Caridad; o Josep Maria Barnadas, discípulo de Agapito Vallmitjana y miembro del Círculo de San Lucas, autor de obras religiosas y de escultura aplicada a la arquitectura, para la que colaboró con Puig i Cadafalch, Sagnier, Doménech Estapá o Joan Martorell.

### Posmodernismo

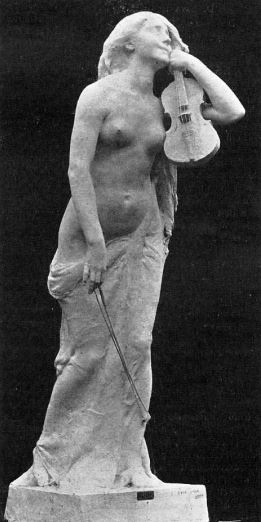
Éxtasis (1903), de Josep Clarà

Tras la generación plenamente modernista, una nueva generación que despuntaría en el novecentismo se inició en el terreno de la escultura en la época modernista, con lo que sus primeras obras fueron en mayor o menor medida en este estilo. Estos artistas se centraron en una temática más social, al igual que los pintores posmodernistas, centrada en ambientes marginales y de pobreza, con un estilo de líneas más simples, con superficies rugosas, con contrastes de luz más acentuados y preferencia por el bronce frente al mármol que solía utilizar la generación anterior.
Cabe citar así a Pablo Gargallo, un artista aragonés que estudió en la Lonja —donde fue discípulo de Eusebi Arnau— y se relacionó con el grupo de Els Quatre Gats. Posteriormente pasó una estancia en París, donde recibió la influencia de Rodin. Sus primeras obras muestran trazos modernistas, como La bestia del hombre (1904) o Los humildes (1904), o sus colaboraciones en el Hospital de San Pablo, el Palacio de la Música Catalana o el Teatro Principal de Tarrasa.
Ismael Smith es difícilmente calificable de modernista, pero sus primeras obras se circunscriben en los años de apogeo del movimiento. Fue discípulo de Mariano Benlliure, Agustín Querol, los Vallmitjana y Josep Llimona, y trabajó un tiempo en el taller de Rafael Atché. En 1904 realizó Tempestad, con dieciocho años, al partir de la cual desarrolló un estilo que fue tildado de decadentista.
Jaume Otero, menorquín, fue discípulo de Manuel Fuxá, así como de Albert Bartholomé en París. Evolucionó desde unas primeras obras con cierto aspecto de esfumado hacia el naturalismo novecentista. Entre sus primeras obras destaca Símbolo (1910).
Los hermanos Miguel y Luciano Oslé recibieron la influencia tanto de Josep Llimona como de Constantin Meunier, con el que concuerdan en la temática obrera, así como de pescadores y gente sencilla, de pueblo, en obras como Inspiración (1904), El retorno del pescador (1904) y Esclavos (1906), de Miguel; y Hermanos (1904), La pobladora (1906) y Presos (1908), de Luciano.
Enric Casanovas fue discípulo igualmente de Llimona. Sus primeras obras, más que enmarcarse en el modernismo, muestran una cierta indecisión anterior a la búsqueda de su propio estilo: La pequeña niñera (1903), Tristes caminantes (1904), Pastor del Cadí (1907), Busto de mujer catalana (1908).
Manolo Hugué estuvo próximo a la génesis del modernismo, ya que se movió en el círculo de Els Quatre Gats, donde entabló amistad con Rusiñol, Mir, Nonell y Picasso, pero en 1900 se trasladó por diez años a París, alejándose del modernismo. Con todo, algunas de sus primeras obras muestran la factura modernista.
Por último, Josep Clarà sería una de las principales figuras del novecentismo, aunque se inició igualmente en el modernismo. Su amor por la música le llevó por un tiempo a hacer obras de aspecto vaporoso, afín a la estética modernista, como Éxtasis (1903). Una vez consolidado su estilo, se centró en la figura femenina, enmarcada en el mediterraneísmo novecentista.

### Medallística

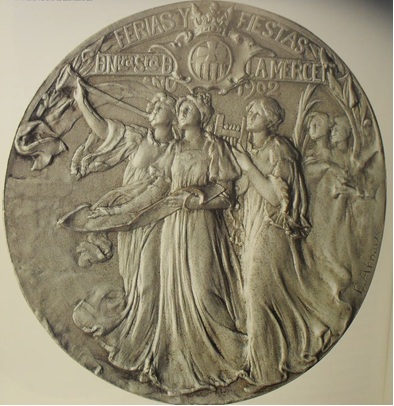
Medalla conmemorativa de las Fiestas de la Merced (1902), de Eusebi Arnau

Conviene reseñar un apartado sobre la especialidad artística de la medalla, que en esta época tuvo una gran efervescencia, siendo practicada por numerosos escultores de primera línea. Por lo general, se realizaban para conmemorar algún hecho y preservar su memoria, a través de su exhibición y conservación, siendo en ocasiones objeto de coleccionismo. Las medallas requieren unas características determinadas, ya que son objetos seriados, de pequeño tamaño, generalmente de forma redonda —aunque también cuadrada o rectangular— y han de transmitir un mensaje o idea. Por lo general, se elaboran en metales como el cobre, el plomo, el estaño, el níquel, el oro y la plata, aunque también pueden ser de cristal o cerámica.
Las primeras medallas modernistas fueron elaboradas por Eusebi Arnau para la Exposición Universal de 1888, si bien la mayoría en aquella época continuaban siendo de estilo neoclásico o romántico y aún lo serían unos años más. La consagración de la medallística modernista vendría con el cambio de siglo, protagonizada igualmente por Arnau como uno de sus máximos artífices, en medallas como la conmemorativa del derribo de las murallas de Barcelona (1895), la de la Feria Concurso Agrícola de Barcelona (1898), la dedicada al doctor Robert (1901), la de las Fiestas de la Merced de Barcelona (1902), la de Navidad para el Ayuntamiento de Barcelona (1906), la de la V Exposición Internacional de Arte (1907), la de la Asamblea Nacional de Editores y Libreros (1909) y la de las Fiestas de la Primavera (1910).
Junto con Arnau, los principales medallistas de la época fueron Antonio Parera y Josep Llimona. El primero elaboró medallas atribuibles al modernismo a inicios del siglo XX, tras una etapa realista, como serían: la Fiesta Nacional Catalana (1907), la del Instituto Agrícola Catalán de San Isidro (1907), la de la Inauguración del Palacio de Justicia de Barcelona (1908) y la del XI Congreso de la Federación Agrícola Catalano-Balear (1908). Llimona fue quizá el más plenamente modernista, como en la medalla-distintivo para los interventores de la Liga Regionalista (1907), la de los Juegos Florales de Barcelona de 1908, el Gran Medallón Cataluña a Guimerá (1909), la del Orfeón Catalán (1911) y la del Centro Excursionista de Cataluña (1912). Otros artistas que elaboraron medallas en menor medida fueron: Miguel Blay, Pablo Gargallo, Lluís Masriera y Josep Maria Camps i Arnau.

## Artes gráficas

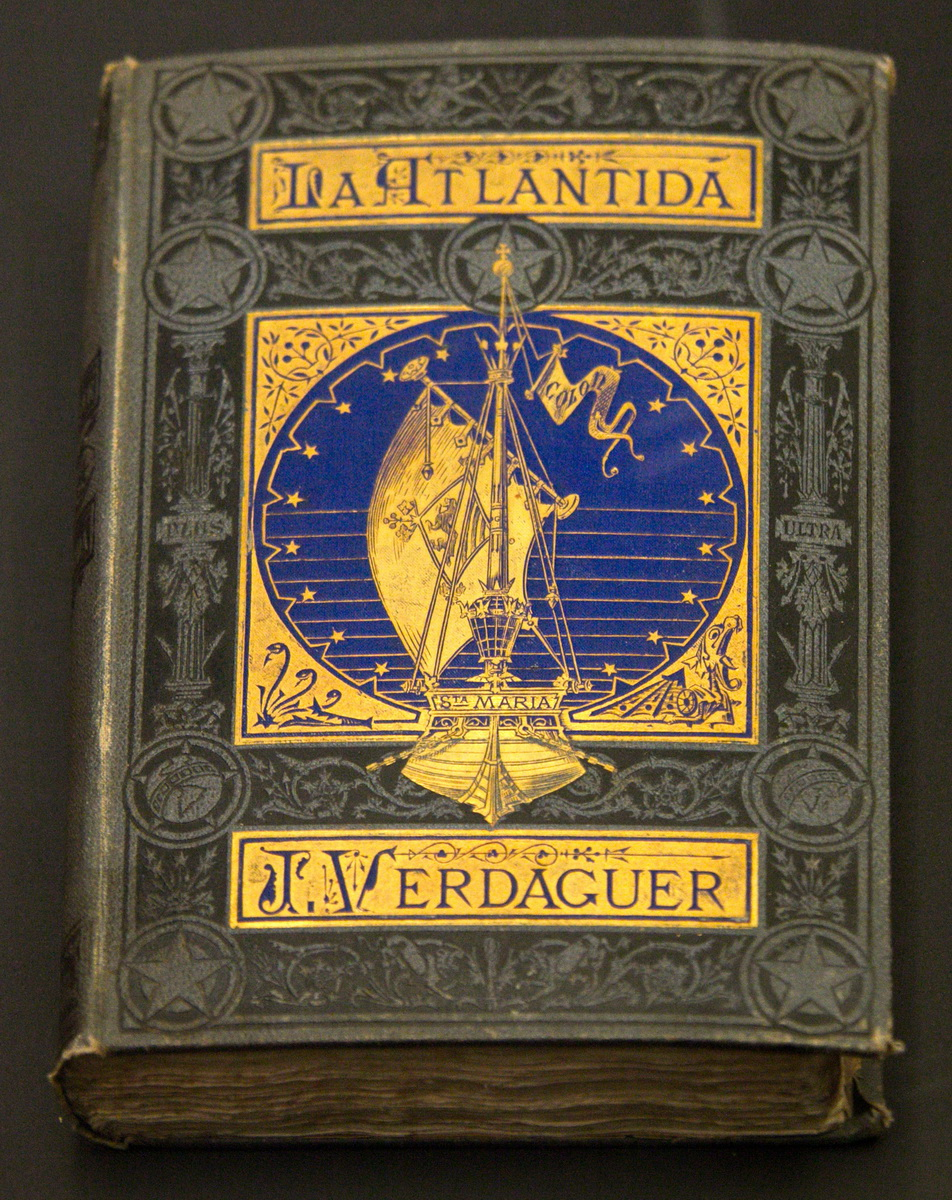
La Atlántida de Jacinto Verdaguer, edición de 1878 con diseño de Lluís Domènech i Montaner, Museo Diocesano de Barcelona

El modernismo, por su carácter ornamental, supuso una gran revitalización de las artes gráficas, con una nueva concepción más enfocada en el acto creador y en la equiparación con el resto de artes plásticas, hasta el punto de que sus artífices plantearon por primera vez la «unidad de las artes». El diseño modernista planteaba en general la revalorización de las propiedades intrínsecas de cada material, con unas formas de tipo organicista inspiradas en la naturaleza.
El diseño gráfico destacó sobre todo en la ilustración para revistas y periódicos, así como en el cartelismo y el exlibrismo, pero fue excelso también en ilustraciones para portadas de libros, catálogos de exposiciones, programas de fiestas y espectáculos, etiquetas, diplomas, invitaciones, tarjetas de visita y todo tipo de impresos, elaborados en general por los mismos artistas autores de ilustraciones, carteles y exlibris. Destacaron sobre todo las revistas ilustradas, como La Ilustración Artística, Hispania, Álbum Salón, Hojas Selectas, La Campana de Gracia, L'Esquella de la Torratxa, ¡Cu-Cut!, Papitu, Joventut, Luz, Quatre Gats y Pèl & Ploma.
Un sector que sufrió grandes cambios durante este período fue el de la impresión de libros. Hasta entonces solían ser libros tipográficos, ilustrados con xilografías o calcografías, pero a lo largo del siglo XIX fueron surgiendo nuevas técnicas de impresión, gracias al desarrollo de las rotativas, el fotograbado, la litografía y la cromolitografía, así como la industrialización de la producción de papel y tinta. El desarrollo de las técnicas de impresión comportó la creación en 1898 del Instituto Catalán de las Artes del Libro (ICAL), que a su vez fomentó la creación de una escuela de oficios de la imprenta y la publicación de una Revista Gráfica. Entre las imprentas de la época cabe destacar las de Josep Thomas, Fidel Giró, Joan Oliva y Octavi Viader, mientras que de las editoriales destacó Montaner y Simón. También tuvo un gran auge la bibliofilia, gracias a la fundación en 1903 de la Sociedad Catalana de Bibliófilos y a la publicación de la revista Bibliofília (1911-1914 y 1915-1920), dirigida por Ramón Miquel y Planas.
También se desarrolló la tipografía, gracias especialmente a Eudald Canivell, renovador de las técnicas tipográficas, que desarrolló un estilo goticizante llamado Gótico Incunable Canibell. Otro sector en auge fue la encuadernación, terreno en el que cabe remarcar la obra de Josep Roca i Alemany, creador de encuadernaciones de cuero de gran calidad, como el Llibre d'Homenatge del Futbol Català; o Eduard Domènech i Montaner, hermano del arquitecto, que destacó en la colección Biblioteca Arte y Letras.

### Dibujo e ilustración

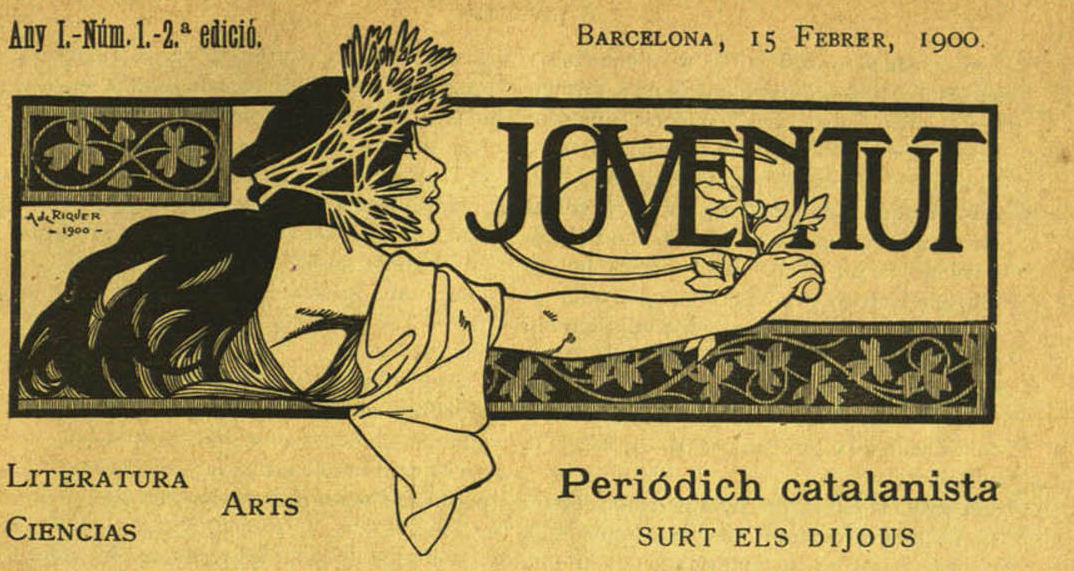
Cabecera del número 1-2 de la revista Joventut (1900), de Alexandre de Riquer

El dibujo tuvo una gran relevancia en el modernismo catalán, no solo como base preparatoria para la confección de cuadros, sino también en solitario, como arte independiente. Muchos pintores modernistas fueron grandes dibujantes y, en varios casos, su labor dibujística es casi igual de relevante que la pictórica, como podría el caso de Ramón Casas, Adrián Gual o Alexandre de Riquer. Otros artistas, aunque pudieron incursionar ocasionalmente en el terreno de la pintura, sobresalieron más como dibujantes, bien como arte en sí o bien como ilustradores para revistas, periódicos o libros. En cuanto a técnica y estilo, se dieron poco más o menos las mismas variantes que en pintura, como ocurriría igualmente en cuanto a temática, desde la más decorativa propia del modernismo de raíz europea hasta la temática social propia del modernismo «negro». Cabe resaltar que la amplia difusión del dibujo modernista gracias a los medios impresos ayudó en gran medida a la difusión del estilo, sobre todo entre las clases populares.

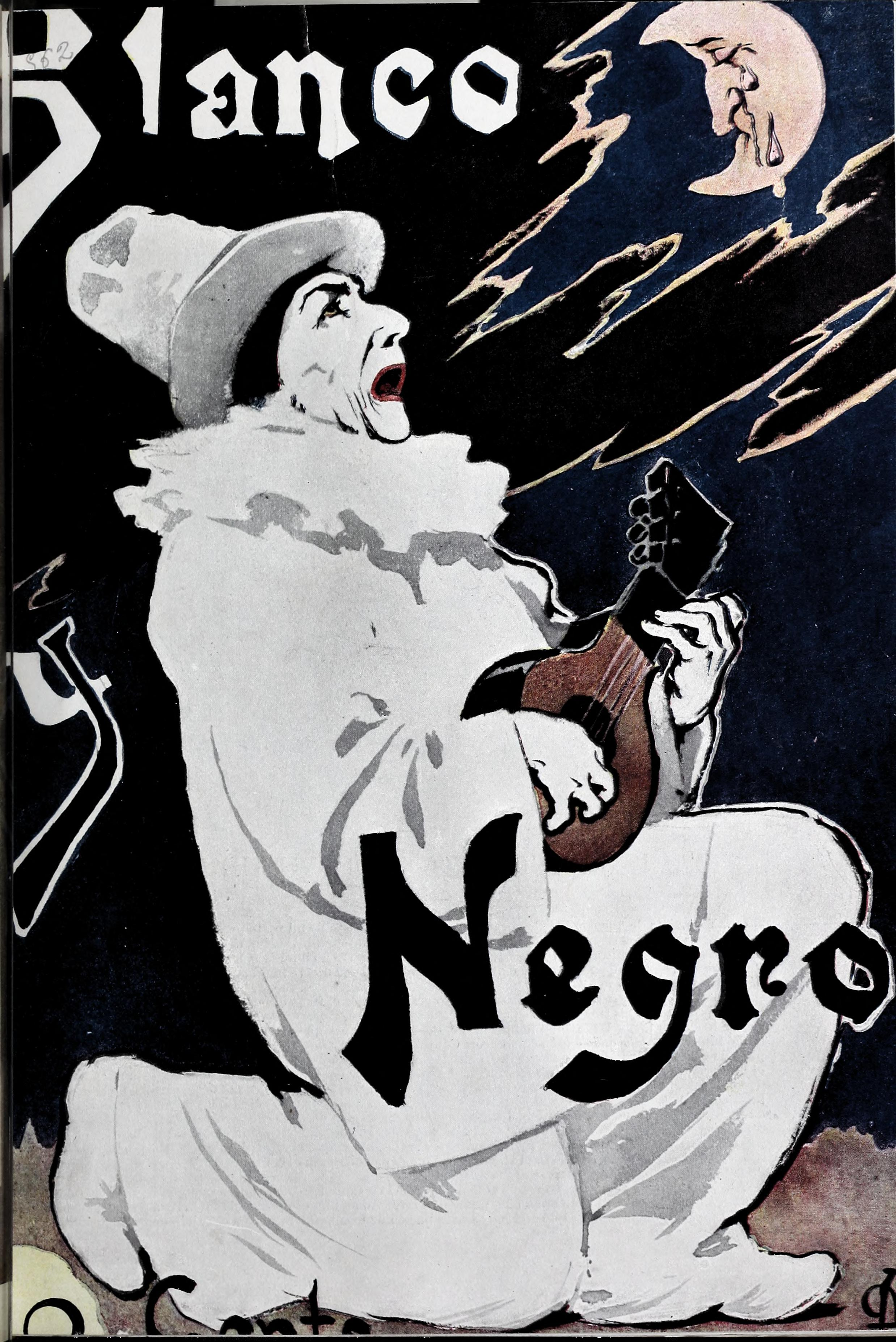
Portada de Blanco y Negro (1902), de Apeles Mestres

Entre los dibujantes cabría destacar en primer lugar a Apeles Mestres, miembro de una generación anterior, pero que se integró plenamente en el modernismo y al que cabe señalar como creador de una nueva escuela catalana de ilustración. Colaboró en revistas como La Campana de Gracia y L'Esquella de la Torratxa y, gracias a su faceta de escritor, abordó la creación de libros como obras de arte totales, con igual cuidado en textos que en ilustraciones, como se percibe en Liliana (1907). Ilustró todo tipo de libros, como La dama de las camelias, El lazarillo de Tormes o los Episodios nacionales de Benito Pérez Galdós. Entre 1896 y 1906 publicó una caricatura diaria en La Publicitat. Influido por el prerrafaelismo y la estampa japonesa, desarrolló un estilo austero y lineal, alternando el carácter satírico con obras más serias.

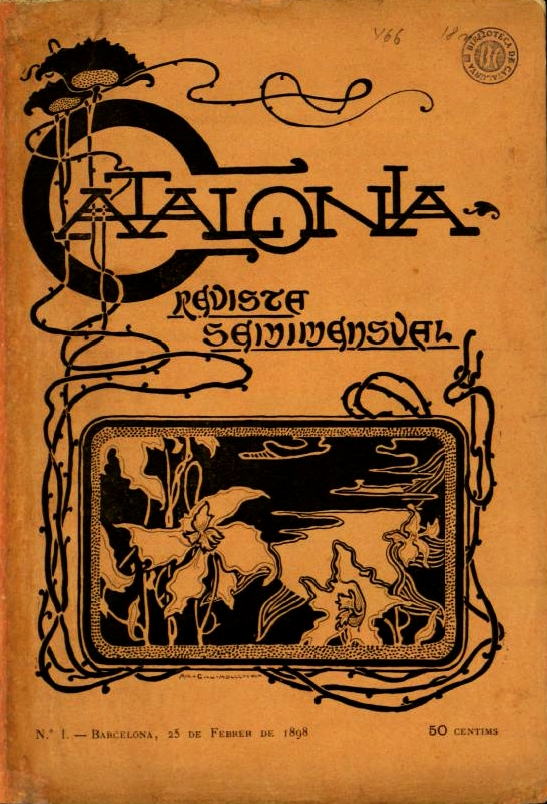
Portada de la revista Catalònia (1898), de Adrián Gual

De la línea más simbolista y Art Nouveau dentro del modernismo destacaron Alexandre de Riquer, Adrián Gual y Josep Maria Roviralta. Riquer, además de pintor y escritor, fue también un gran dibujante. Fue el director artístico de la revista Joventut (1900-1906) y uno de los principales colaboradores de la revista Luz, así como de La Ilustració Catalana, Arte y Letras y otras. También ilustró sus propios libros, como Quan jo era noy (1897), Crisantemes (1899) y Anyoranses (1902). Tenía un estilo refinado, plano y elegante, con influencia de la estampa japonesa. Gual también destacó en el dibujo, especialmente la ilustración de sus propios textos. Colaboró con revistas como Luz, Joventut y Pèl & Ploma, fue director artístico de la revista Garba y redactor de la revista ibsiana Brand. Pero destacó en la edición de sus propios libros, de los que se ocupaba tanto del texto como de la ilustración, como Nocturn Andante Morat (1896), Silenci (1897) y Llibre d'horas. Devocions íntimes (1899). Su estilo se movió en un simbolismo algo austero, sintético, con espacios vacíos para enfatizar el dibujo principal, sin las recargadas ornamentaciones habituales del modernismo. Roviralta fue ilustrador —trabajó sobre todo para la revista Luz—, con una cierta influencia de Vallotton, como se denota en sus fuertes contrastes de blanco y negro. Era también poeta y una de sus obras, Boires baixes (1902), fue ilustrada, sin embargo, por el dibujante Lluís Bonnín.
La otra línea del dibujo modernista fue de corte más realista y sintético, siguiendo el ejemplo de los artistas franceses Toulouse-Lautrec y Steinlein. Sus principales representantes fueron Ramón Casas, Ricardo Opisso, Javier Gosé y Joan Cardona, mientras que su principal medio de difusión fue la revista Quatre Gats, fundada por Pere Romeu, dirigida por Miquel Utrillo y con Casas como director artístico. Casas marcó la línea estética de Quatre Gats y creó también su propia revista, Pèl & Ploma (1899-1903), de la que fue su ilustrador único durante el primer año. En ella intentó introducir al público catalán en la vida parisina, con ilustraciones de la vida urbana de la capital francesa, mujeres bellas y modernas y retratos de prohombres del momento. Desde el tercer año se volvió una edición más lujosa, con la colaboración de otros artistas. A esta revista le siguió Forma (1904-1906), creada por Casas junto con Miquel Utrillo, dedicada al arte, con formato de lujo. También colaboró en Hispania con historietas humorísticas, una faceta suya menos conocida. Opisso fue un artista autodidacta —asistió solo un día a la Escuela de la Lonja— y trabajó en el taller de Gaudí —amigo de su padre— como dibujante y encargado del archivo fotográfico. Fue miembro del Círculo de San Lucas y, entre 1906 y 1912, residió en París, donde colaboró en varias revistas con una temática centrada en la vida bohemia. De regreso colaboró con revistas como ¡Cu-Cut!, La Campana de Gracia y L'Esquella de la Torratxa, con una temática algo sarcástica, centrada en escenas urbanas con grandes grupos de personas. También ilustró libros infantiles. Gosé estudió en la Lonja con José Luis Pellicer. Colaboró en varias revistas con dibujos de tono negro que le reportaron un gran éxito, gracias al cual se estableció en París, donde en cambio triunfó con un estilo de suave colorido que reflejaba el mundo de la Belle époque, que tuvo mucho éxito entre el público femenino. Cardona se formó en Barcelona y París, donde recibió la influencia de Steinlein y Toulouse-Lautrec. Se centró en temas femeninos, tanto parisinos como españoles, en un estilo que recuerda a Anglada Camarasa, sin llegar a alcanzar su talento. Fue también dibujante y colaboró con varias revistas catalanas y francesas.

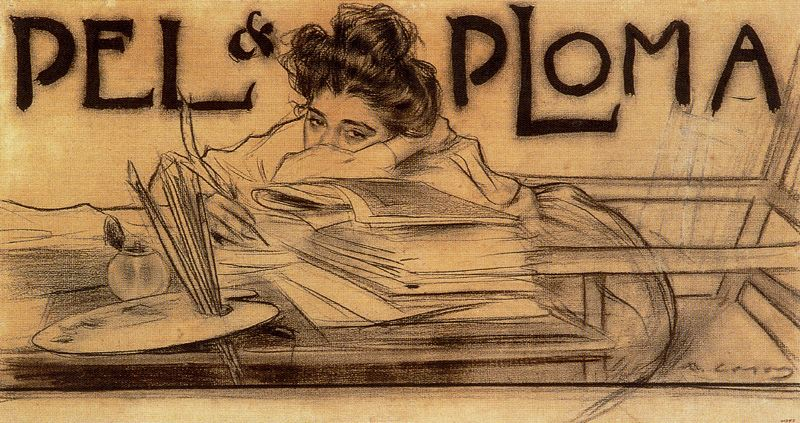
Cabecera del número 11 de la revista Pèl & Ploma (1899), de Ramón Casas

Del resto cabría citar someramente a: Cayetano Cornet, ingeniero además de pintor y dibujante, destacó como cartelista y caricaturista, colaborando con revistas como L'Esquella de la Torratxa, ¡Cu-Cut! y Papitu; Josep Pascó, que fue dibujante, escenógrafo, decorador y cartelista, director artístico de la revista Hispania y colaborador de La Ilustració Catalana; Joan Llaverias, dibujante, acuarelista, cartelista y exlibrista, especializado en dibujos de animales; Josep Triadó, pintor, encuadernador y exlibrista además de dibujante, donde destacó por su gran calidad, fue discípulo de Riquer y colaborador principal de El Gato Negro, además de Hispania, La Ilustració Catalana y Álbum Salón, así como ilustración de libros (Contes d'uns y altres, 1904; Dafnis y Cloe, 1906); Joaquín Xaudaró, gran caricaturista, colaboró con numerosas revistas de Barcelona, Madrid y París, y fundó una academia de dibujo en Lérida; Lluís Bonnín, fue joyero además de dibujante, ilustró el libro Boires baixes de Josep María Roviralta; Ricardo Marín Llovet, colaborador en varias revistas y autor también de exlibris; Gaspar Camps, de estilo plenamente modernista gracias a su formación en París, fue el introductor en Cataluña del estilo de Alfons Mucha, con un estilo denso y recargado; Josep Pey, pintor, decorador y exlibrista además de dibujante, destacó por sus diseños para las cerámicas de Antoni Serra Fiter; Josep Simont, trabajó en París, Inglaterra, Alemania y Estados Unidos, donde colaboró en las mejores revistas y periódicos, alcanzando gran fama; Joaquim Renart, gran dibujante y exlibrista, cofundador del Fomento de las Artes Decorativas; Joan Junceda, famoso dibujante, caricaturista e ilustrador de cuentos infantiles, con un estilo algo satírico; Luis Bagaría, caricaturista de tono político en varios periódicos; Josep Maria Junoy, dibujante, escritor, periodista y crítico de arte —ferviente defensor del vanguardismo—, destacó por sus ilustraciones en Papitu; Marià Andreu, dibujante, pintor, escultor, grabador, decorador y escenógrafo, trabajó la mayor parte de su vida en Francia; y Laura Albéniz, hija del músico Isaac Albéniz, se especializó en figuras femeninas, con un estilo algo naïf, de raíz popular.

### Grabado

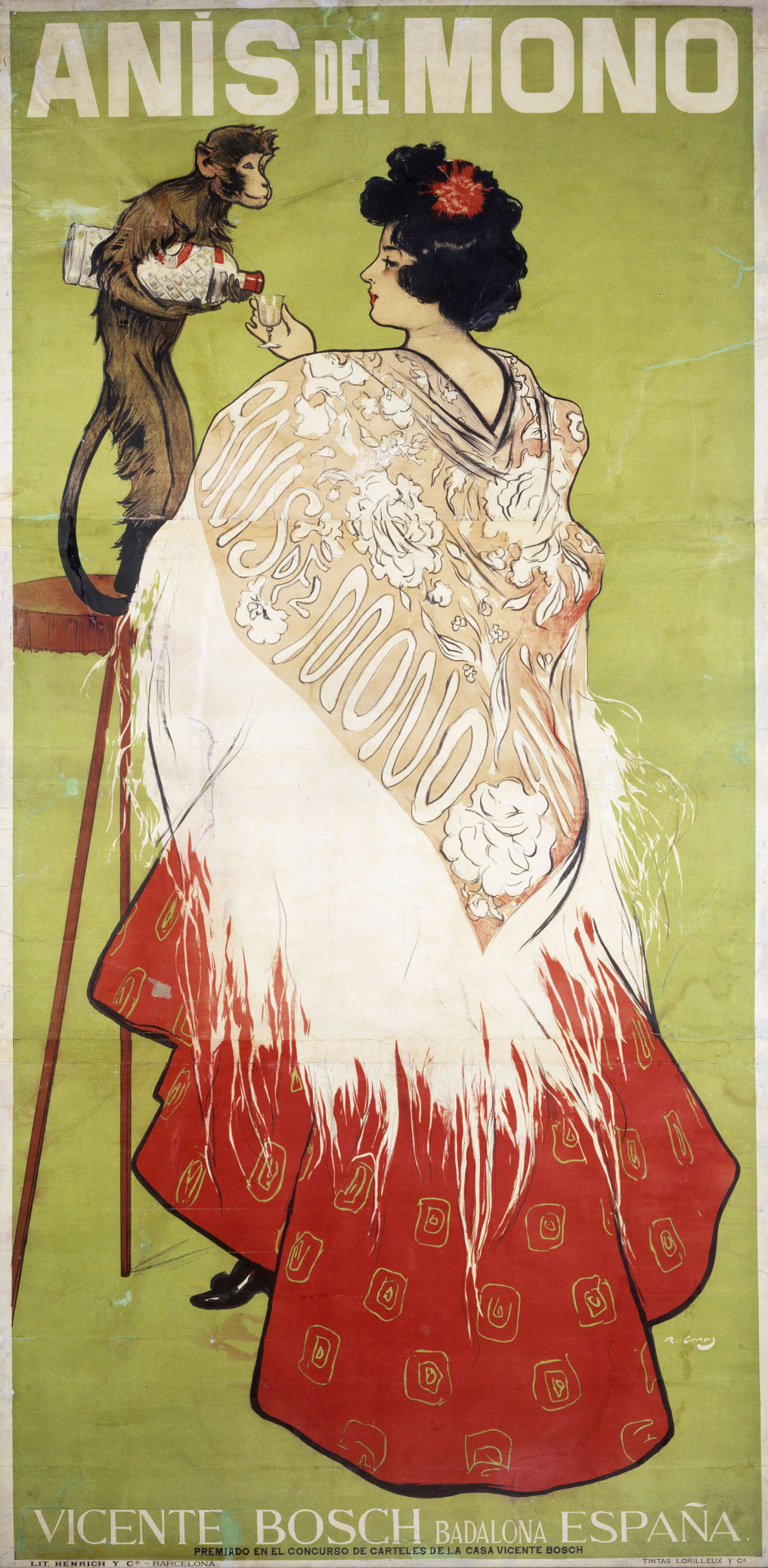
Anís del Mono (1898), de Ramón Casas, Museo Nacional de Arte de Cataluña

El grabado en el siglo XIX sufrió una importante renovación técnica gracias a la litografía, una nueva modalidad de grabado sobre piedra caliza, inventada por Aloys Senefelder en 1796. Por su facilidad de impresión y bajo coste, la litografía fue ampliamente utilizada en el medio periodístico hasta la aparición de las técnicas fotomecánicas. También surgieron nuevas técnicas como el heliograbado, la zincografía, la fotolitografía y la fototipia. Por otra parte, la invención de la daguerrotipia y la fotografía propició la aparición de revistas ilustradas, sobre todo con la técnica de la xilofotografía y, desde 1880, del fotograbado. Todo ello comportó la readaptación de los antiguos grabadores de oficio, los que trabajaban los grabados a mano —en las antiguas técnicas de la xilografía y la calcografía—, que pasaron a convertirse en grabadores-artistas, en que, más allá de la técnica, se valoraba su artisticidad, el estilo y calidad de su trazo. Aun así, pocos artistas catalanes cultivaron las antiguas técnicas: Alexandre de Riquer tenía una prensa calcográfica en su casa-taller de la calle Freneria de Barcelona, donde daba clases de grabado calcográfico; Joaquim Sunyer y Ramón Pichot se interesaron por un tiempo por el aguafuerte, a veces en color. Joan Vidal i Ventosa se dedicó al pirograbado, para cuya labor fundó el estudio Guayaba, famoso también por una tertulia a la que acudía Picasso. Entre sus obras destaca Vallcarca en noche de luna, que se encuentra en el Museo Nacional de Arte de Cataluña. El caricaturista Cayetano Cornet fundó una industria de fotograbado, convertida más adelante en la Unión de Fotograbadores. Pau Roig fue pintor, acuarelista, grabador e ilustrador, en un estilo postimpresionista de vibrante trazo y colorido; vivió bastante tiempo en París, donde hizo una admirable serie de litografías dedicadas al circo, con influencia de Toulouse-Lautrec. También practicó el aguafuerte, en una línea más influida por la obra de Cézanne.

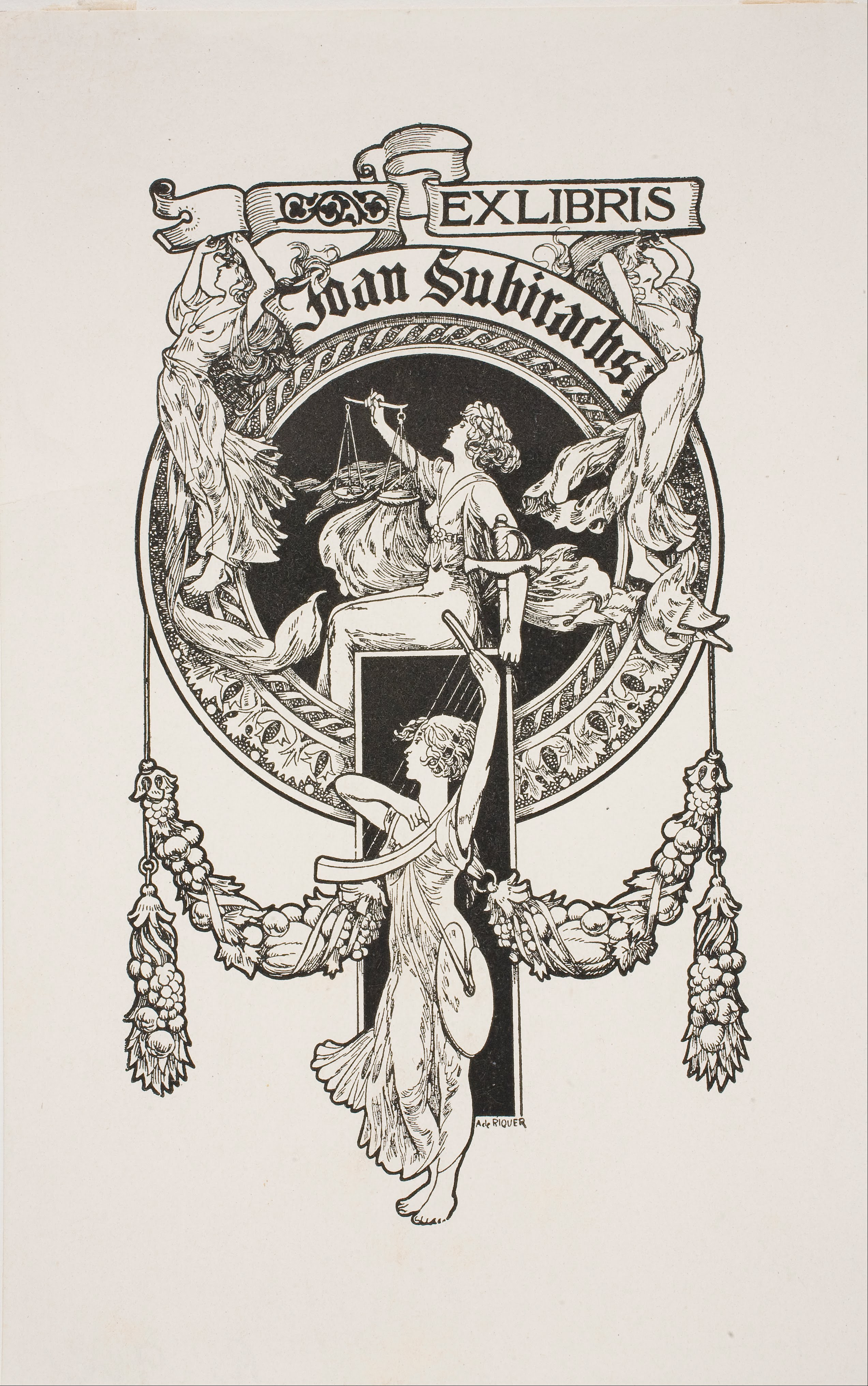
Exlibris de Alexandre de Riquer

Un género que tuvo gran auge en esta época fue el cartelismo, propiciado en esos años por la cromolitografía y auspiciado por el incremento de la publicidad, un fenómeno favorecido a su vez por la bonanza económica de aquellos años. En el cartelismo se recibió una especial influencia de Francia, donde artistas de renombre se dedicaron al diseño publicitario, como Toulouse-Lautrec o Steinlein. Sin embargo, en Cataluña pronto alcanzó cotas de gran calidad y singularidad, gracias a artistas de igual valía, como Ramón Casas. Formado en buena medida en París, Casas diseñó carteles de una calidad equiparable a sus pinturas, como los de Anís del Mono (1889), el Champagne Codorniu, el de Els Quatre Gats o los Cigarrillos París (1901). Otro pintor que incursionó en el cartelismo fue Santiago Rusiñol, género que cultivó sobre todo para anunciar sus obras teatrales, como L'alegria que passa, Oracions o Fulls de vida. Destacó igualmente Alexandre de Riquer, autor de carteles donde se denota la influencia de Alfons Mucha, la mayoría realizados al aguafuerte, como los elaborados para el Círculo Artístico de San Lucas o para la fábrica de galletas Grau y Cía. Otros cartelistas insignes fueron: Joan Llaverias, autor de los carteles de la casa de modas Esteva y Portabella; Carlos Vázquez Úbeda, ciudadrealeño establecido en Barcelona, discípulo en París de Léon Bonnat, autor del famoso cartel de la Sala Parés de 1904; Adrián Gual, hijo de litógrafo, que como Rusiñol anunció su Teatre Íntim, siendo de destacar también su cartel para la IV Exposición de Bellas Artes e Industrias Artísticas (1898); y Javier Gosé, autor de carteles que muestran la influencia de Gustav Klimt.
Otro género que gozó de un gran auge fue el exlibris, generalmente en forma de aguafuerte o fotograbado. Como marca de pertenencia de un libro, los exlibris se relacionaban con la cultura por antonomasia, por lo que en la época del resurgir de la cultura catalana cobraron gran preponderancia, que llevó incluso a la fundación de la Asociación de Exlibristas de Barcelona. Como en otros terrenos, uno de los estamentos que más favoreció este pequeño arte fue la burguesía. La época dorada del exlibris modernista se produjo entre 1900 y 1907. En esa época se fundaron varias asociaciones como Amigos del Libro y de los Exlibris (1901) y Asociación de Exlibristas Ibéricos (1902), así como una revista, la Revista Ibérica de Exlibris (1903). Artistas de renombre se dedicaron a su diseño, como Alexandre de Riquer, Josep Triadó y Joaquim Renart. El primero fue uno de los introductores del exlibris gracias a su estancia en Inglaterra, donde era más profusamente utilizado, y a la difusión de la revista inglesa The Studio. Realizó algunos exlibris al aguafuerte, como el de Alfonso XIII (1904), uno de los mejores de toda la producción exlibrística catalana. La mayoría de sus diseños eran de estilo simbolista, con figuras femeninas adornadas con flores y libros. Triadó desarrolló un estilo más severo, de influencia germánica, que recogió en Edición completa de los exlibris Triadó. Renart destacó por un estilo sinuoso, de esmerada composición, que recopiló en el álbum Los exlibris de Renart (1907). Cabe destacar también a Ramon Casals i Vernis, que estudiosos como Francesc Fontbona señalan como introductor del género en Cataluña tras haberlo estudiado en la Bibliothèque Nationale de París; en 1907 publicó un recopilatorio titulado Cien exlibris escogidos. Otros exponentes fueron: Alexandre Cardunets, litógrafo, destacó por su riqueza de composición; Jaume Llongueras, un pintor a caballo entre el modernismo y el novecentismo, aunque sus exlibris son de época modernista (Exlibris de Joan Llongueras, 1904); Víctor Oliva, impresor, autor de exlibris e ilustraciones para libros que realizaba en su propia imprenta, que recopiló en 1907 en el Anuario Oliva; y Ramón Borrell y Pla, autor de numerosos exlibris al aguafuerte.

## Diseño y artes decorativas

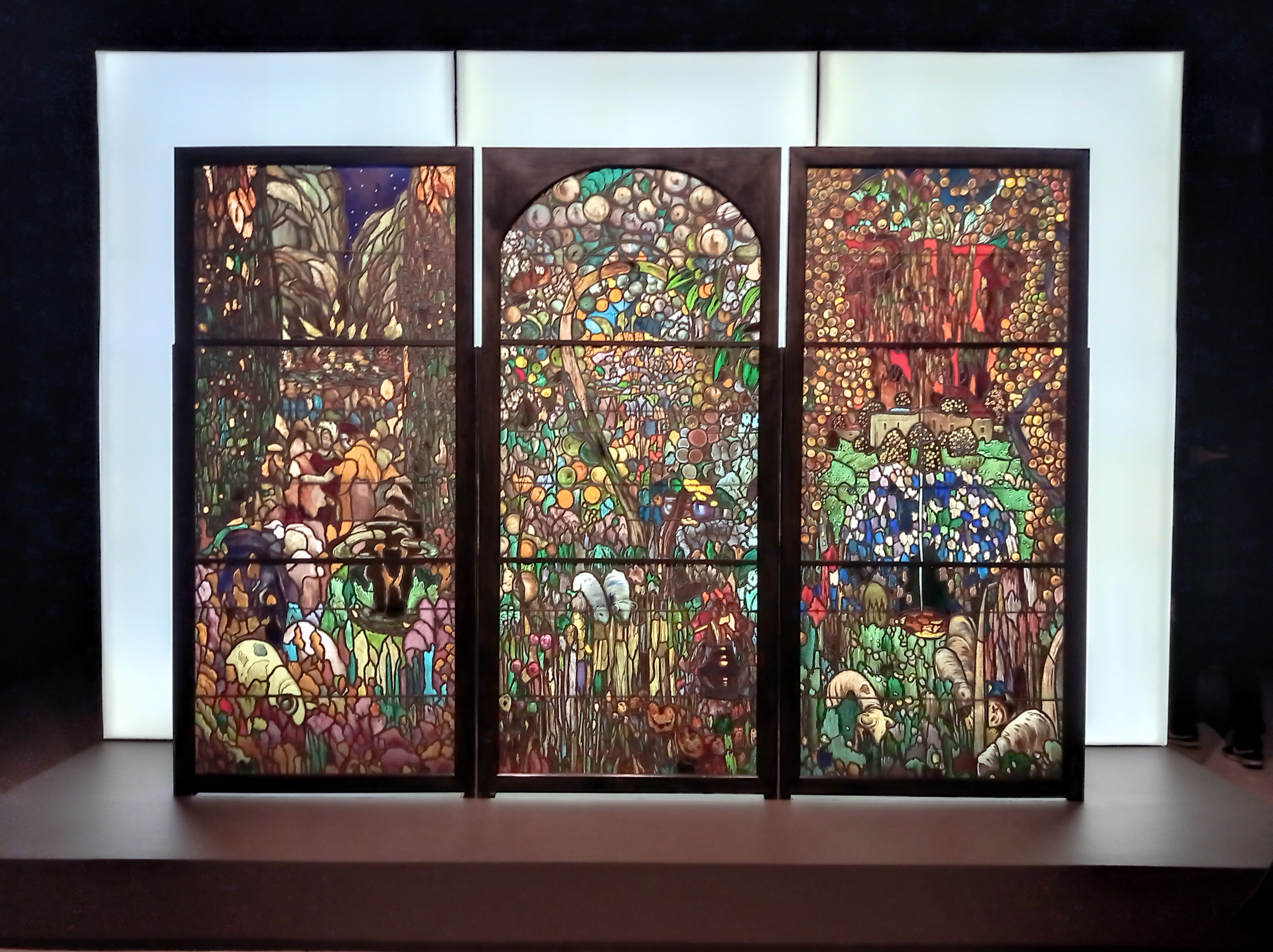
Vitral tríptico: La poza azul (1911), de Joaquín Mir y el taller Rigalt, Granell y Cía, vidrio emplomado, pintado y con grisalla, Museo Nacional de Arte de Cataluña

El modernismo destacó especialmente en cuanto a diseño, generando un gran número de obras de gran calidad en terrenos como la orfebrería, la cerámica, la ebanistería, la forja, la vidriería, el mosaico y otras disciplinas artesanales. La mayor fuente de inspiración del diseño modernista fue la naturaleza, con especial predilección por la asimetría y la línea curva (olas, espirales, volutas) y elementos como flores, tallos, aves e insectos. En general, se buscaban elementos asociados a conceptos efímeros, a la preocupación por la existencia y a la evocación de la belleza.
El origen del diseño modernista se encuentra en una nueva toma de conciencia liderada por los arquitectos de fin de siglo, los cuales, frente a la recreación de estilos del pasado fomentada por el historicismo, se afanan en buscar un estilo nuevo, un estilo que sirviese a las necesidades de una nueva sociedad que inicia una nueva era. En la búsqueda de este nuevo estilo serán determinantes las influencias procedentes de Europa, especialmente del Arts and Crafts inglés, así como del prerrafaelismo y del simbolismo, e incluso el japonismo; de igual manera, se encuentra un especial referente en el naturalismo, las formas de la naturaleza, bien anatómicas, zoológicas o botánicas. El objetivo es la integración de las artes, la planificación de una obra en su conjunto, en la que hasta el más mínimo detalle está estudiado en un concepto unitario. Arquitectos como Gaudí o Domènech i Montaner abordaron en persona toda la concepción de sus obras, desde los aspectos arquitectónicos hasta la decoración y el interiorismo; cuando no, otros arquitectos encargaron estas facetas a decoradores o artesanos, pero siempre con una visión integradora.

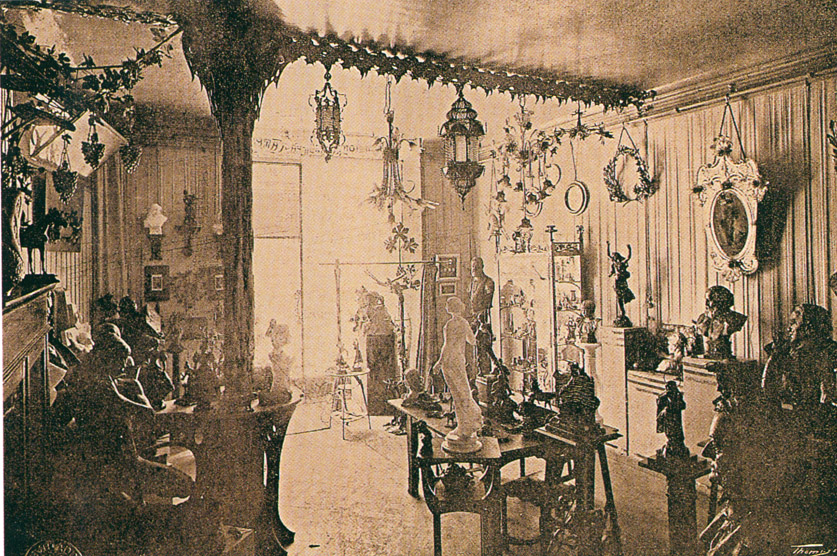
Tienda Masriera y Campins (1903)

Uno de los mayores impulsores de los oficios artísticos dentro del modernismo fue Salvador Sanpere, quien ya en los años 1870 había valorado en un viaje a Inglaterra la decidida apuesta por la artesanía y las artes industriales en este país. Preocupado por la unión de calidad y belleza en el diseño artesanal e industrial, fomentó conferencias y exposiciones para la difusión de las nuevas ideas, así como la fundación en 1894 del Centro de Artes Decorativas y de la revista El Arte Decorativo, una labor que cristalizó con la organización en 1896 de la Exposición de Bellas Artes e Industrias Artísticas, que por primera vez conectaba estas dos ramas del arte. Otro centro difusor fue el Castillo de los Tres Dragones, el edificio diseñado por Lluís Domènech i Montaner como restaurante de la Exposición Universal de 1888, que se dedicó por un tiempo al fomento de las artes aplicadas, con la participación de arquitectos, artistas y artesanos, bajo la dirección del propio Domènech junto con Antoni Maria Gallissà y nombres como Frederic Masriera, Eusebi Arnau, Antoni Rigalt o Jaume Pujol. Por otro lado, en 1903 se fundó la entidad Fomento de las Artes Decorativas (actualmente Fomento de las Artes y del Diseño), con el objetivo de impulsar la producción artesanal. Su primer presidente fue el arquitecto Manuel Vega y March.
Un claro exponente de arquitecto preocupado por el interiorismo y las artes decorativas fue Antoni Gaudí, que diseñó muchos de los muebles y obras de forja para sus obras, así como innovó en el terreno del mosaico con su técnica del trencadís, un tipo de aplacados de cerámica hecha con piezas de desecho que disponía en combinaciones originales y fantasiosas, como su banco ondulante del parque Güell. En su etapa de estudiante, Gaudí frecuentó diversos talleres artesanales, como los de Eudald Puntí, Llorenç Matamala y Joan Oñós, donde aprendió los aspectos básicos de todos los oficios relacionados con la arquitectura.
En el terreno del diseño, el modernismo se dio en todo tipo de objetos, muchos de ellos tratados como pequeñas esculturas, como jarrones, espejos, lámparas, relojes, bibelots, jardineras, plafones, biombos, ceniceros, objetos de escritorio, juegos de café y otros, elaborados en bronce, plata, cerámica, terracota, estuco, porcelana y otros materiales. Este tipo de objetos estuvo quizá más cercano que otros al diseño Art Nouveau realizado en el resto de Europa, especialmente el francés, con influencia de autores como René Lalique o Émile Gallé.

### Decoración e interiorismo

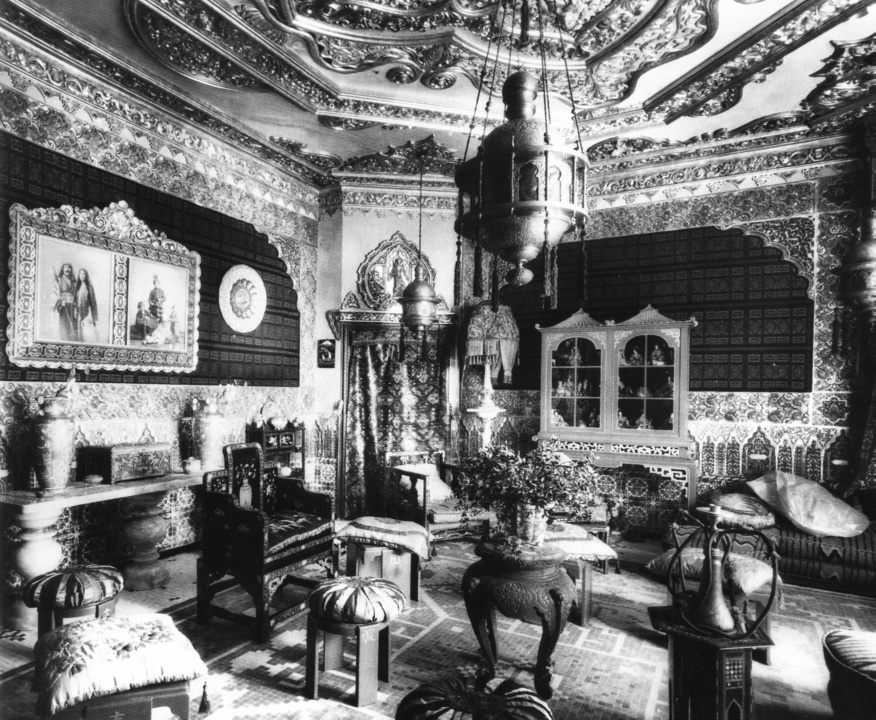
Interior de la Casa Vicens, de Antoni Gaudí

Con el auge experimentado por la ornamentación propiciado por el modernismo cobraron un gran protagonismo todas las artes y técnicas constructivas relacionadas con la decoración, como paramentos, revestimientos y esgrafiados. Se revalorizaron todos los oficios relacionados con la piedra, la madera, el hierro, el vidrio, la cerámica, el yeso o el estuco. En el terreno del diseño intervinieron tanto decoradores como pintores, dibujantes, escultores y artesanos de todo tipo. Por regla general, la decoración de edificios, ya fuese en paredes o bien en galerías, balcones, tribunas, columnas, pilares, frisos y otros elementos, solía realizarse con motivos florales, vegetales, geométricos o figurativos, con predominio de la línea curva y figuras como espirales, arabescos, elipses, zig-zags y similares.
En general, el interiorismo modernista buscaba la unificación de todos los elementos del inmueble a decorar, su integración en un diseño común. Uno de los principales interioristas fue Salvador Alarma, también conocido como escenógrafo, artífice de la decoración de varios establecimientos como la sala de baile La Paloma o el bar La Luna de Barcelona. Otros destacados decoradores fueron Ricard de Capmany, Josep Pascó o Miguel Moragas, cuya labor fue reconocida con la inclusión de un premio específico para establecimientos dentro del galardón al mejor edificio que otorgaba cada año el Ayuntamiento de Barcelona.

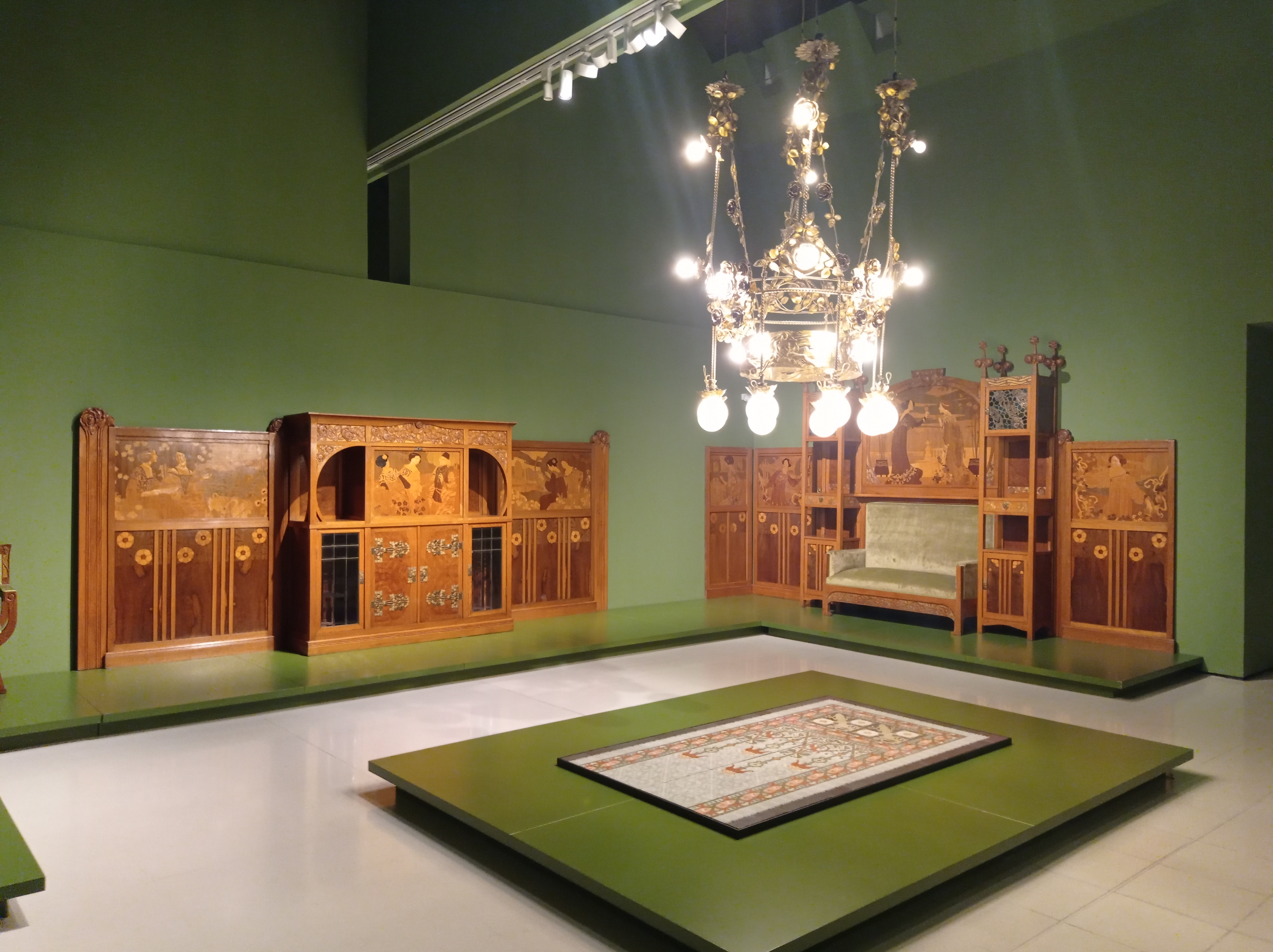
Salón de la casa Lleó Morera, de Gaspar Homar, Museo Nacional de Arte de Cataluña

Los paramentos ganaron en esta época en textura y color, abandonando las formas lisas en favor del volumen y el relieve, ya fuese en piedra o en estuco. Cobró predilección el uso de distintas piedras para jugar con los tonos de cada una, las más usuales la de Montjuic, Figueras, Calafell, Manresa, Murcia o Alicante. Cuando no se dejaba la piedra natural se utilizaban pigmentos, que en aquella época habían crecido en una paleta amplia de colores, con catálogos que recogían hasta trescientas variedades. Los preferidos eran los claros y luminosos, especialmente verde, lila, azul y rosado. En cuanto al estuco solía ser monocromo y, si se prefería una combinación de colores, se recurría al esgrafiado. En el interior se usaban estucos que imitaban mármol o jaspe. Los coronamientos de los edificios también evolucionaron de los habituales frisos, zócalos o barandillas a frontones, escudos y templetes. Los balcones solían hacerse de fundición y los motivos decorativos más comunes eran las flores, el coup de fouet, la hoja de palma y la mariposa.
En cuanto a revestimientos, en las paredes predominaron el estuco y el esgrafiado, bien con motivos ornamentales o bien a imitación de la obra vista, con predilección por lo tonos rojizos y amarillentos. En paredes interiores cobró un gran auge el uso de papeles pintados, la mayoría importados de Francia, cuyo mayor importador eran los almacenes Pineda, aunque también se dedicaban a su comercio decoradores como Salvador Roma, Salvador Sàlvia o Juli Portet; como fabricante nacional, destacó Antoni Pallejà. Algunos fueron diseñados por arquitectos como Antoni Gallissà, que patentó un tipo llamado Pegamoid. Otros recursos habituales en las paredes eran tejidos, mosaicos o pinturas murales. Los suelos solían cubrirse de pavimento hidráulico, decorados con los mismos motivos ornamentales. Los cerramientos solían hacerse de madera, combinando texturas y colores diferentes, y con apliques de hierro, textil o papel pintado. También solían usarse plafones cerámicos o de cristal. Generalmente se concebían los espacios unitariamente, tanto suelos como paredes y techos, combinando parquets, envigados y artesonados con los mismos motivos ornamentales. Una de las empresas que tenía un catálogo más amplio al respecto fue Casas y Bardés, que patentó unos sucedáneos de madera denominados stuccolin y gupsoxylin.
Otro recurso habitual fue la decoración de yeso, realizado desde 1875 con una nueva técnica que utilizaba estopa, que aportaba mayor ligereza y acabados más delicados. Sobresalieron en esta técnica la empresa Ávila y el artesano yesero Joan Coll i Molas, así la casa Evelio Doria y Cía., especialista en plafones, frisos y columnas de nuevos materiales como duroxila, piedra gaufré o mármol regenerado. También fue habitual el uso de cartón piedra.

### Ebanistería

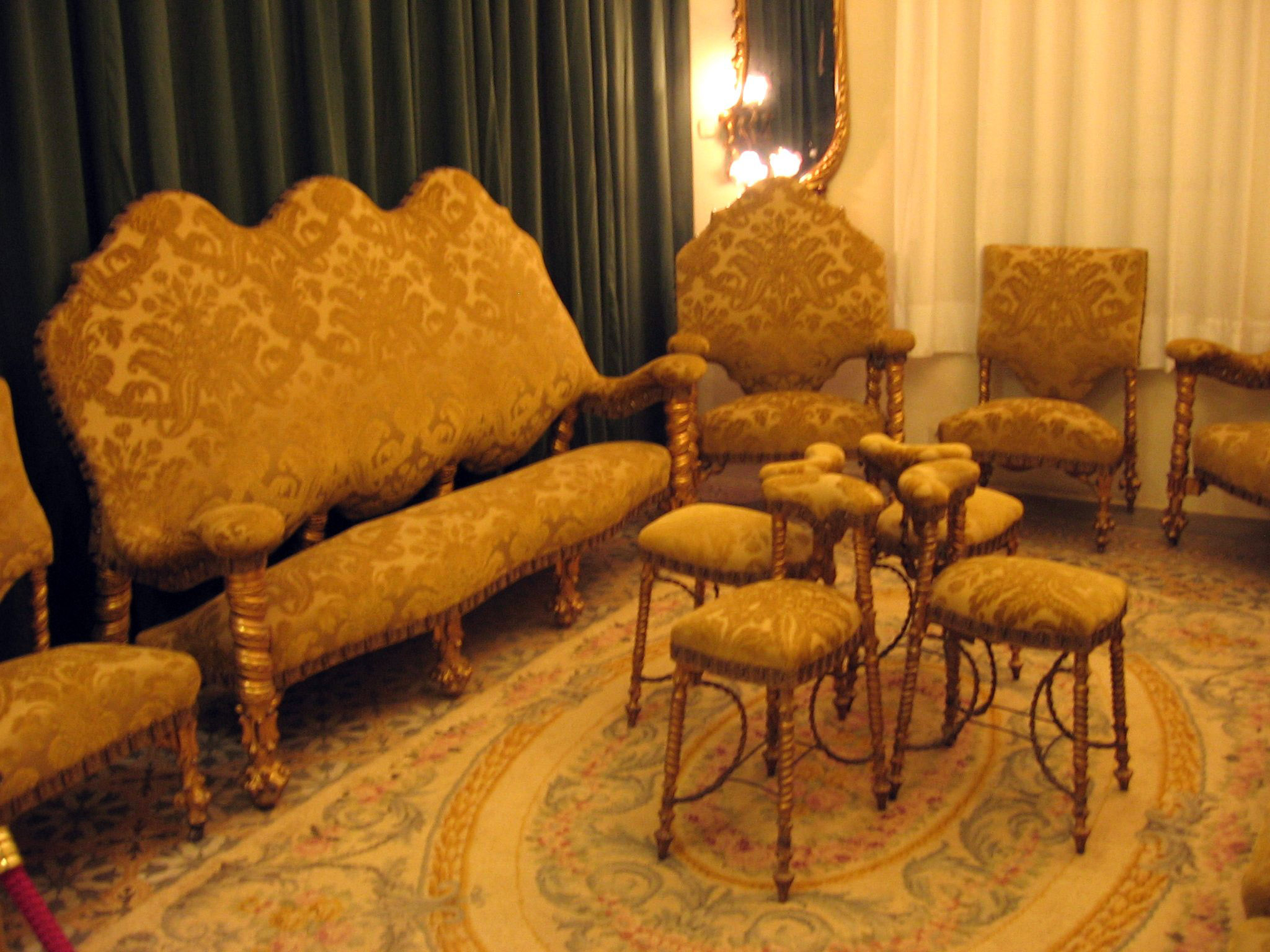
Muebles del salón principal de la casa Calvet (1898-1900), de Antoni Gaudí

El campo de la ebanistería fue también muy desarrollado, ya que los arquitectos modernistas ponían igual énfasis en el exterior que en el interior del edificio, por lo que la decoración interior era muy cuidada. Numerosos arquitectos diseñaban ellos mismos sus propios muebles, como Gaudí, Domènech i Montaner y Puig i Cadafalch. La ebanistería se inspiró, como el resto de las artes modernistas, en formas orgánicas, con preferencia por las curvas, encontrando la inspiración en plantas, flores, pájaros, peces o mariposas, así como en la figura femenina. Hubo predilección por las maderas claras, como la de fresno o sicomoro, mientras que las oscuras solo se usaban para dar contraste en la marquetería y se usaban apliques de vidrio y metal. Se utilizó también la caoba, generalmente importada de Cuba, que solía teñirse de rojo, carmín o siena. También solían aplicarse incrustaciones de marfil, hueso, nácar o carey.
El mueble modernista osciló, como en el resto de artes en general, entre unos inicios donde perdura la inercia del pasado y una evolución que adelanta las formas del futuro que llegarían con el siglo XX. El gran precursor de las nuevas formas dentro del mobiliario modernista fue Francesc Vidal y Jevellí. Estudió en la Escuela de Artes Decorativas de París y, en 1883, abrió un taller de fabricación de muebles y objetos decorativos, tanto en forja como en vidrio o tapicería. Su mobiliario, siempre personalizado y nunca realizado en serie, alcanzó cotas de gran perfección, destacando por sus ensamblajes, frisos y molduras. El taller de Vidal se dedicaba también a la elaboración de objetos suntuarios y decorativos, procurando cubrir todas las necesidades decorativas de un interior doméstico, por lo que fue uno de los primeros decoradores de interiores del modernismo. Además de la ebanistería se dedicaba a la vidriería y la forja. Contó con la colaboración de los mejores artistas y artesanos del momento, como Alexandre de Riquer —como diseñador—, Antoni Rigalt —al frente de la sección de vidriería— y Frederic Masriera —en la sección de forja—, además de su hijo, Frederic Vidal, diseñador de muebles, lámparas y biombos y especialista en vidrio cloisonné; por otro lado, en su taller se formaron la mayoría de los mejores profesionales de la época.

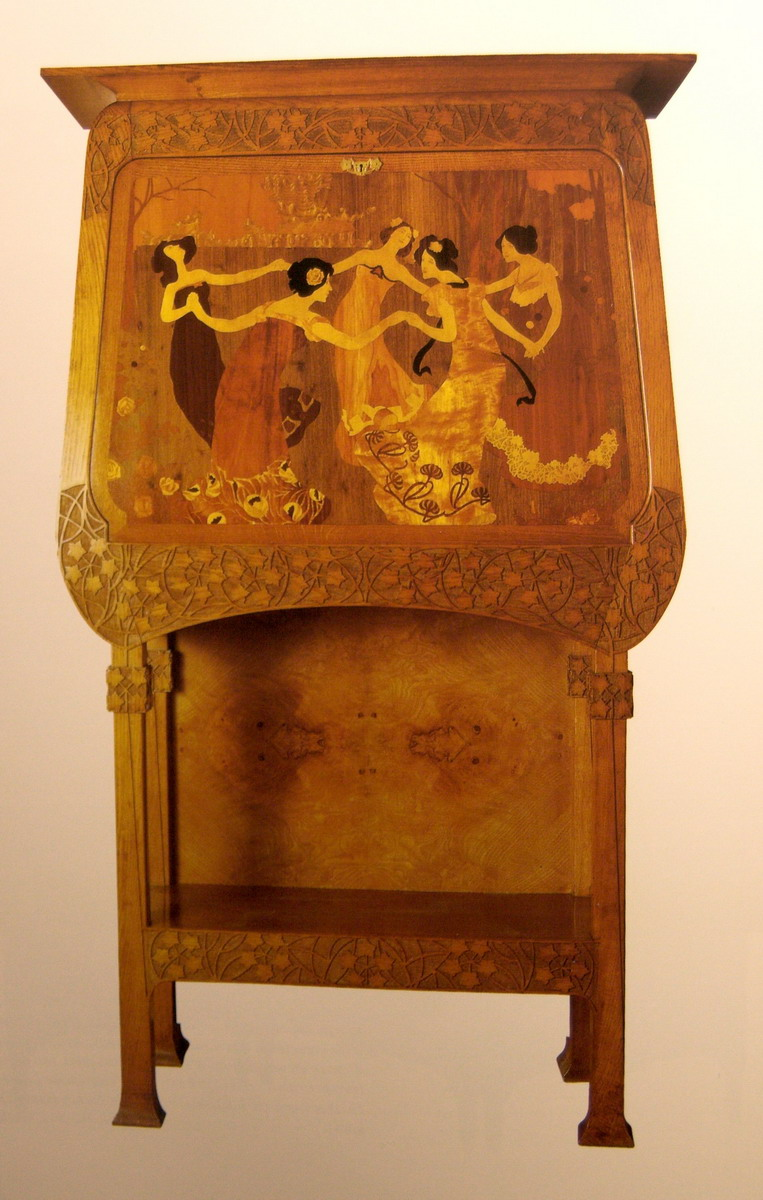
Arqueta La Sardana (1903), de Gaspar Homar, Museo del Modernismo Catalán, Barcelona

Uno de sus mayores exponentes fue Gaspar Homar, descendiente de varias generaciones de carpinteros y discípulo de Vidal Jevellí. En 1893 creó su propio taller, en el que desarrolló una obra excelsa, que evolucionó desde unos inicios de estilo algo goticizante a un modernismo pleno, que destaca por la perfección de sus formas y modelajes, como se denota en sus mobiliarios para las casas Lleó Morera, Amatller, Trinxet, Oliva, Par de Mesa, Marqués de Marianao, Arumí, Garrut, Pladellorens y otros. Contó con la ayuda de diversos colaboradores, sobre todo en el diseño, como Alexandre de Riquer o Josep Pey, que diseñó marquetería y aplicaciones de metal, hueso o nácar, generalmente de ninfas envueltas en lirios; o bien de ceramistas como Lluís Bru o Antoni Serra Fiter. Pasada la Primera Guerra Mundial evolucionó hacia el novecentismo, con una fabricación en serie.
Antoni Gaudí diseñó muchos de los muebles para sus obras, como los del palacio Güell, donde destacan una chaise longue y un tocador; los de la casa Calvet (1904), de formas sinuosas, realizados en roble, con pétalos florales, tapizados con terciopelo de seda amarilla y refuerzos de metal dorado; los de la casa Batlló, igualmente de roble, que destacan por su ergonomía, su diseño adaptado a la anatomía humana; los bancos de la cripta de la Colonia Güell, simples y austeros, pero de gran ingenio y elegancia; y el mobiliario litúrgico de la Sagrada Familia). Sus obras destacan por la conjunción de estética y funcionalidad, así como por el uso de maderas sin pintar y sin apenas molduras, con un amplio dominio de los volúmenes y las superficies, así como un gran conocimiento de técnicas y materiales.

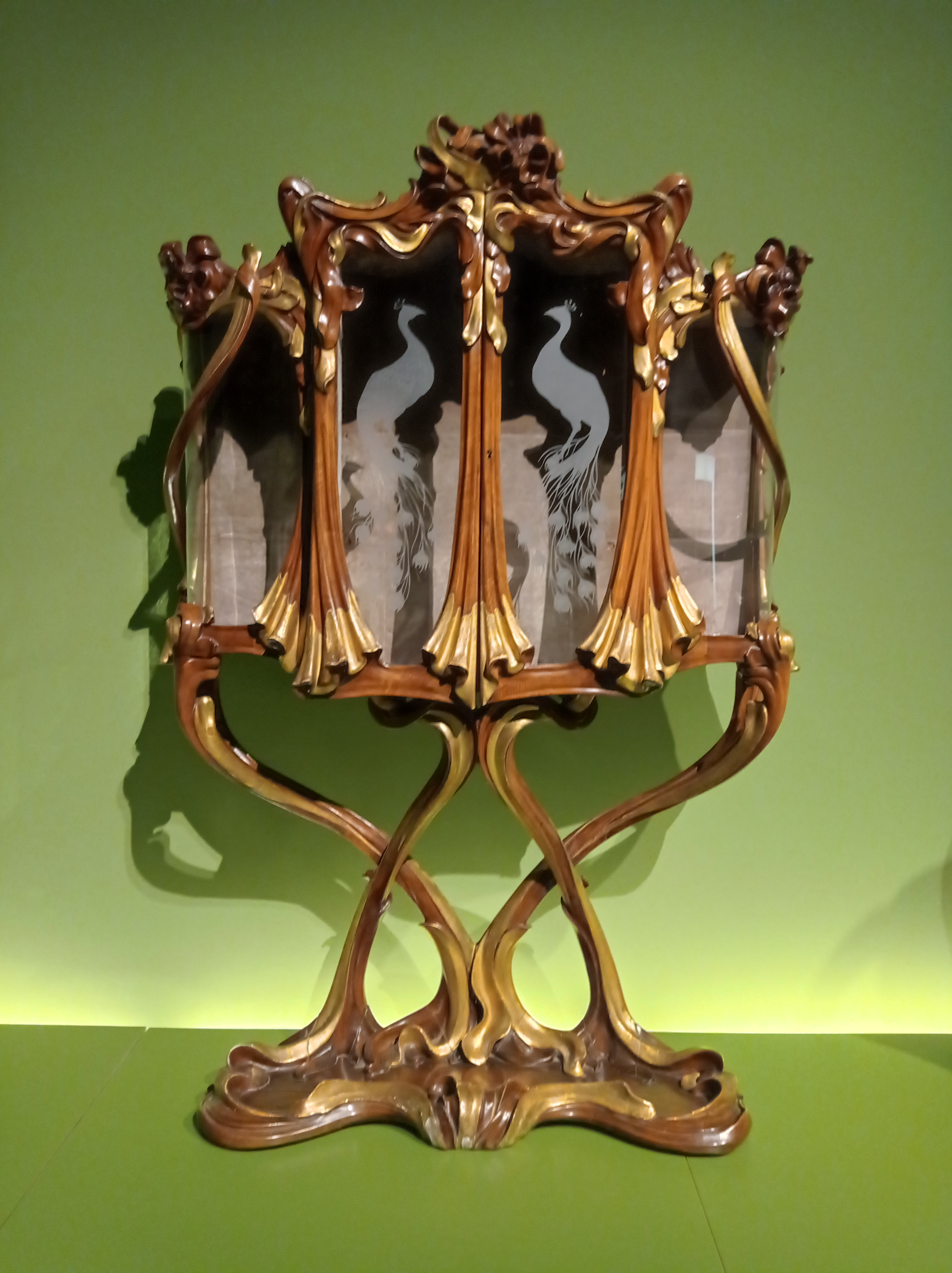
Mueble diseñado por Aleix Clapés (1898-1902), Museo Nacional de Arte de Cataluña

Un colaborador habitual de Gaudí fue Eudald Puntí, para el que confeccionó el mobiliario de la capilla-panteón del palacio de Sobrellano del marqués de Comillas (1878), así como el ostensorio para la capilla del Colegio de Jesús-María de Tarragona (1880-1882), las puertas correderas de la casa Vicens (1883-1885) y el mobiliario y la decoración interior del palacio Güell (1886-1889). A la muerte de Puntí, el taller pasó a llamarse Planas y Casas y, unos años más tarde, Casas y Bardés, que fue uno de los principales talleres de ebanistería de inicios del siglo XX.
Joan Busquets realizó diseños plenamente modernistas, de acusada personalidad, que gozaron de gran éxito. Su estilo denota influencias nórdicas, inglesa y austríaca, así como de Gaudí. Utilizó el pirograbado en vez de la marquetería y, en algún caso, pintura sobre madera. Su estilo era muy ornamental, con preponderancia del coup de fouet, es decir la forma sinuosa de un «golpe de látigo». Entre sus obras destacan el mobiliario para la casa Juncadella (1901) y el de la casa Arnús, más conocida como «El Pinar» (1902), ambas del arquitecto Enric Sagnier. Fue presidente de Fomento de las Artes Decorativas.
Otros exponentes fueron: Aleix Clapés, pintor, decorador y diseñador de muebles, colaborador ocasional de Gaudí, famoso por su salón realizado en 1900 para la familia Ibarz de Barcelona, actualmente en la Casa-Museo Gaudí del parque Güell; el arquitecto Josep Puig i Cadafalch, que también diseñó el mobiliario para varias de sus obras, como la casa Amatller, la casa Trinxet o su propia casa en Argentona, con un estilo inspirado en el arte nórdico —sobre todo flamenco—, como denota en su arquitectura; otro arquitecto, Josep Maria Jujol, autor de algunas piezas para los edificios que construía, como el mobiliario de la tienda Mañach (1911); Antoni Comas Hernández fundó un taller donde recreaba mobiliario típico catalán y mallorquín de los siglos xvii y xviii, pero adaptado a las nuevas formas modernistas, con cierta influencia de la Sezession vienesa y del arquitecto Jujol; Francesc Simplicio, discípulo de Vidal Jevellí, creó un taller de un modernismo algo impostado, mientras que en sus últimos años trabajó de lutier; Antoni Badrinas, pintor, decorador y mueblista, estudió en la Escuela de Artes de Dresde, donde recibió la influencia del Jugendstil, aunque posteriormente se decantó hacia el novecentismo; Víctor Masriera, que, como Busquets, empleó el pirograbado coloreado, con motivos naturalistas.

### Cerámica y mosaico

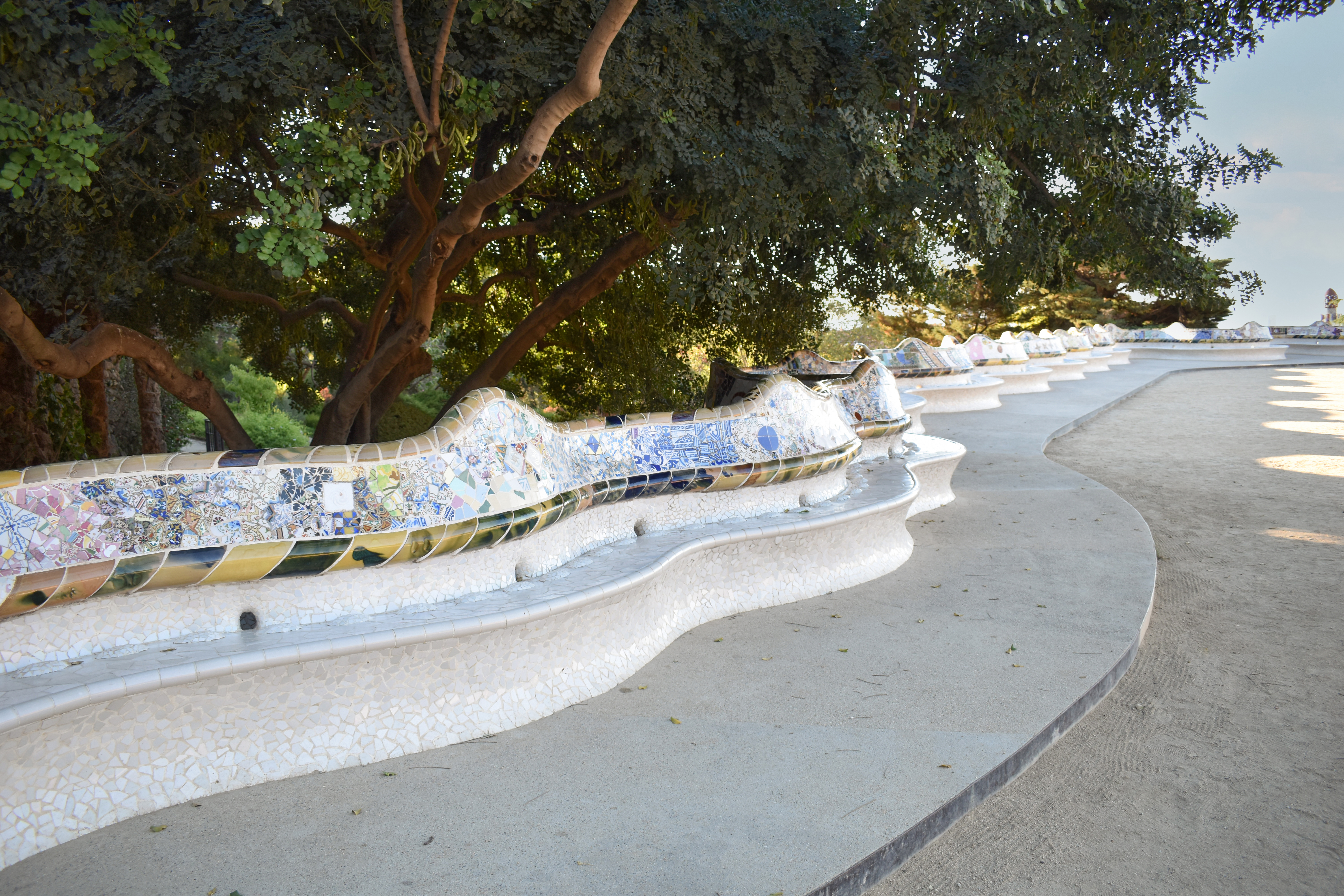
Banco ondulado del parque Güell (1907-1913), de Antoni Gaudí y Josep Maria Jujol

Uno de los terrenos que cobró un nuevo auge fue el de la cerámica, que se utilizaba tanto en el revestimiento interior como exterior de los edificios, en recubrimientos de fachadas, barandillas y elementos ornamentales, en forma de baldosas policromadas. En Cataluña existía una gran tradición en la elaboración de cerámica, como es buena muestra la tipología llamada loza catalana, que comenzó a destacar por su calidad en el siglo XIII y tuvo un punto álgido de su producción entre los siglos xv y xviii. Una de las causas de la revalorización de la cerámica fue el redescubrimiento del reflejo metálico, que se recuperó del arte mudéjar. En ese sentido, en 1887 Gaudí y Domènech i Montaner realizaron un viaje a Manises para conocer a fondo dicha técnica, que luego aplicaron en sus trabajos. Domènech i Montaner, junto con Antoni Gallissà, formó un taller de artesanía en el Castillo de los Tres Dragones, donde trabajaron algunos de los mejores ceramistas del momento, como Pau Pujol, Baldomero Santigós y Josep Ros, además del vidriero Antoni Rigalt y el escultor Eusebi Arnau.
En esta época surgieron nuevos productos, como las baldosas cristálicas —invento de los hermanos Oliva— o las cromolitografiadas de cartón, patentadas por Hermenegildo Miralles. También surgió la técnica del trencadís, ideada por Gaudí junto con su entonces ayudante Josep Maria Jujol para diversos trabajos del parque Güell. Se trataba de la utilización de restos desechados de cerámica, generalmente esmaltada o vidriada, combinada en ocasiones con otros materiales, como botellas de vidrio, espejos o platos y tazas de loza, todo ellos unido con argamasa. Con dicho material se confeccionó el banco ondulado del parque Güell, así como los medallones del techo de la sala hipóstila y el dragón (o salamandra) de la escalinata de acceso al parque.

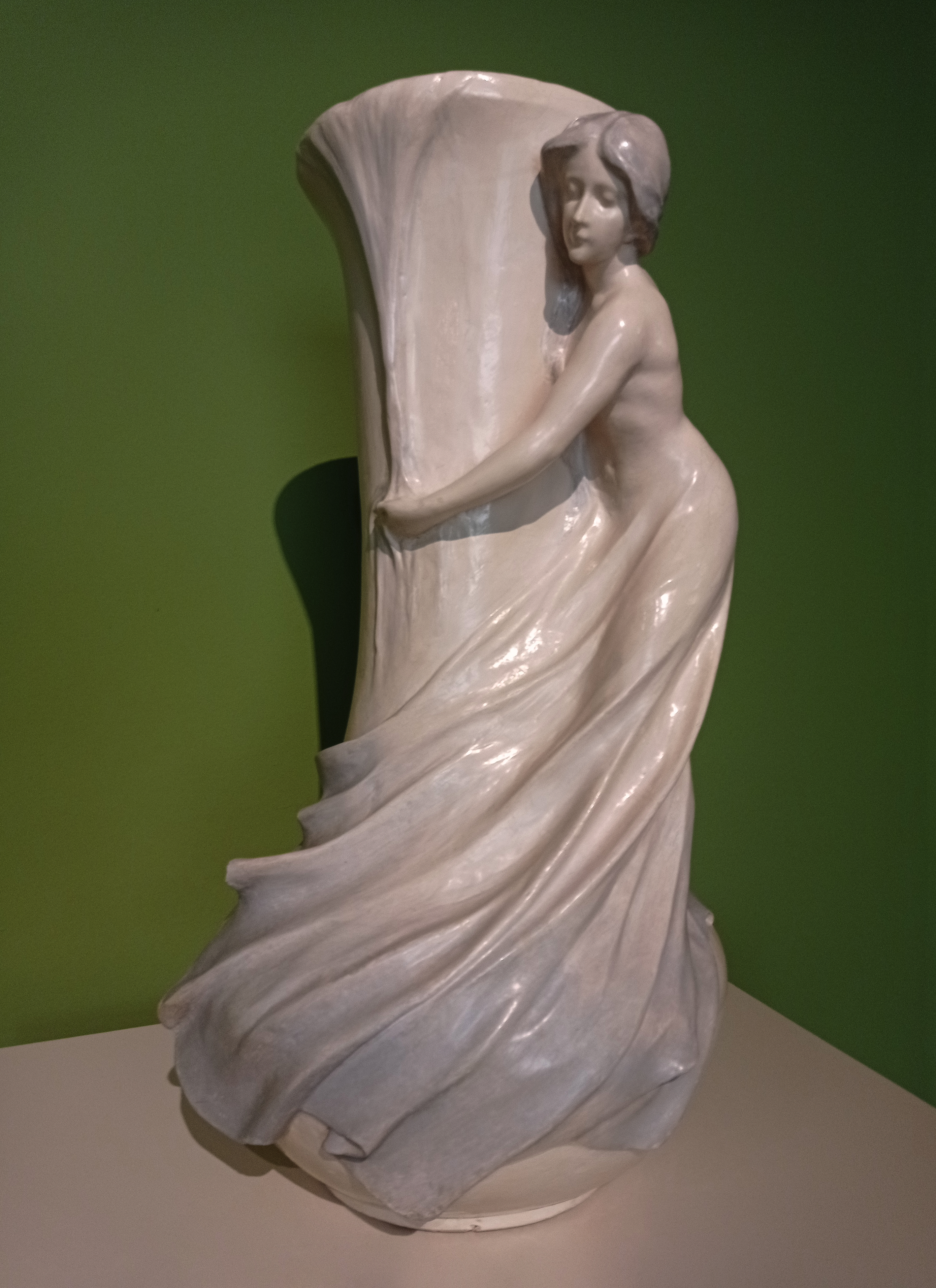
Jarrón con figura femenina (1900), de Dionisio Renart, Museo Nacional de Arte de Cataluña

Uno de los ceramistas más destacados fue Antoni Serra Fiter, formado como pintor y creador de un taller que destacó por su alta calidad, especialmente en gres y porcelana estilo Sèvres, de los que destacan sus bibelots y jarrones decorados. Trabajaron para él diversos artistas y diseñadores, como Pablo Gargallo, Xavier Nogués, Ismael Smith y Josep Pey. Ganó diversos premios en exposiciones de bellas artes de Barcelona, Londres y París. De igual relevancia fue la obra de Jaume Escofet, alfarero y ceramista, creador de la empresa Escofet & Fortuny, que pese a su carácter industrial creó piezas de gran calidad, siendo de destacar sus baldosas para pavimento, muchas de las cuales cubren las calles de Barcelona, entre las que destacan las baldosas que diseñó Gaudí para el paseo de Gracia. Otra empresa de fabricación industrial fue Pujol i Bausis, iniciada por Jaume Pujol y continuada por su hijo, Pau Pujol, creadores de la mayoría de azulejos, baldosas y mosaicos que revistieron los edificios modernistas, con diseños de los propios arquitectos, como Gaudí, Domènech i Montaner o Puig i Cadafalch, así como con la colaboración de artistas y diseñadores como Lluís Bru y Adrián Gual. La cerámica de Pujol i Bausis se encuentra en obras como la casa Amatller, el Hospital de San Pablo o el parque Güell. La antigua fábrica, situada en Esplugas de Llobregat, alberga actualmente el Museo de Cerámica La Rajoleta.

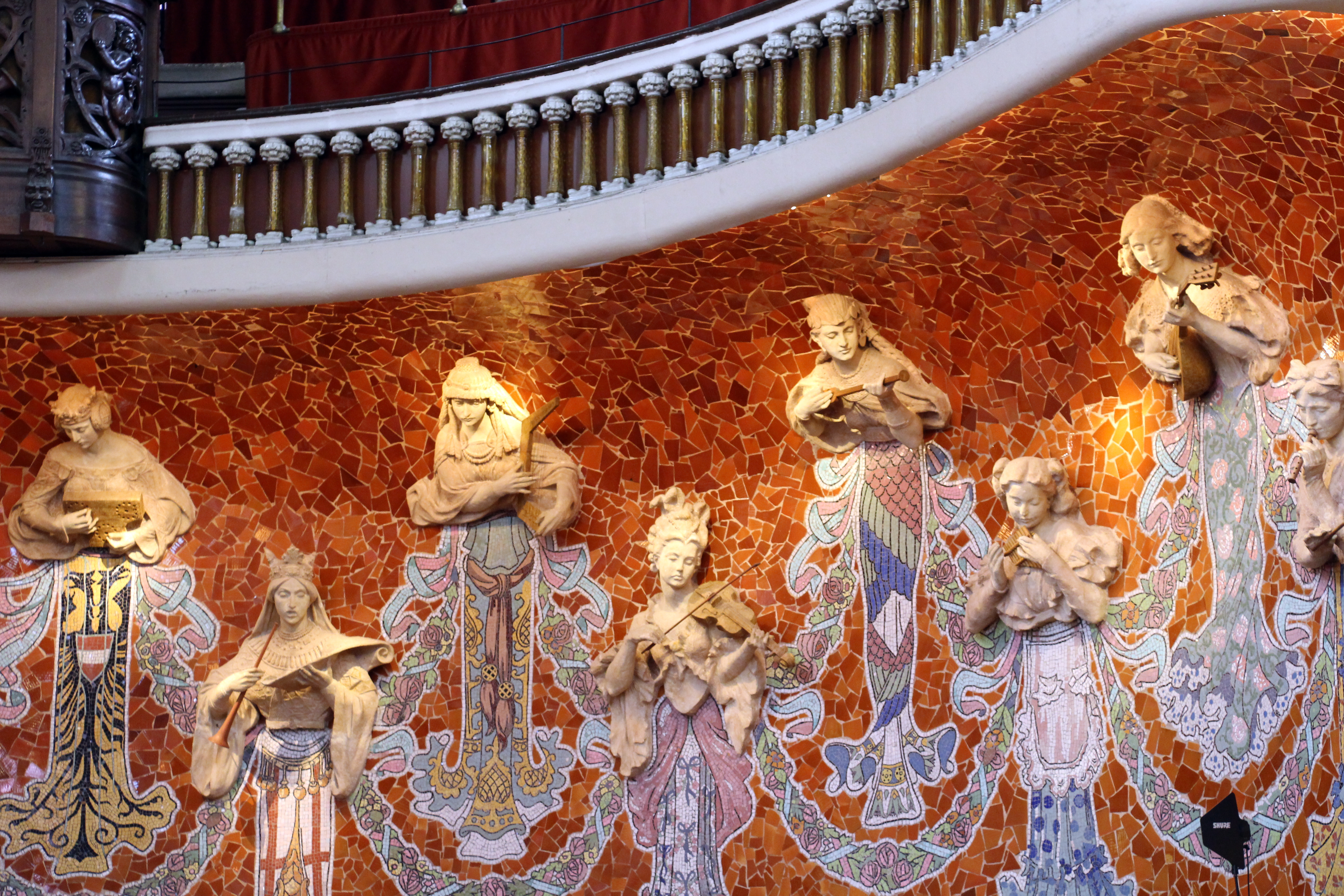
Figuras de instrumentistas del Palacio de la Música Catalana, realizadas en su parte inferior en mosaico y en la superior en relieve escultórico

Hay que reseñar igualmente a: Josep Jordi Guardiola i Bonet, ceramista de un estilo algo barroco, cuyas piezas son reconocibles por una fuerte tendencia al horror vacui; Enric Bassas, escultor que trabajó a menudo con cerámica y que, pese a pertenecer a una generación posterior, trabajó en un estilo tardomodernista; Marià Burguès se formó en Coimbra y Manises, para formar después un taller en Sabadell (Faianç Català), que destacó por el uso de nuevas técnicas y materiales; Hipòlit Monseny fundó un taller en Reus, que sirvió cerámica para obras como la casa Gasull de Domènech i Montaner y la casa Comalat de Salvador Valeri.
También se incrementó en este período el uso de mosaico, ya fuese cerámico, de gres, de mármol (o romano), de esmalte vítreo (o veneciano) o en trencadís, utilizado bien como pavimento o para recubrir paredes. En este terreno destacaron Mario Maragliano y Lluís Bru. El primero, de origen italiano, fundó un taller en Barcelona en 1884, desde el cual realizó diseños de mosaico para varias iglesias y fue colaborador habitual de Domènech i Montaner (Hospital de San Pablo, Palacio de la Música Catalana), Gaudí (cripta de la Sagrada Familia) y Puig i Cadafalch (casa Macaya, casa Amatller). Bru se inició en el terreno de la escenografía, pero, tras una serie de contactos profesionales con Domènech i Montaner, se decantó hacia el mosaico, terreno en el que alcanzó cotas de excelencia. Estudió la técnica en Venecia, tras lo que trabajó para los mejores arquitectos, como el propio Domènech o Puig i Cadafalch. Entre sus obras destacan los mosaicos para el Hospital de San Pablo y el Palacio de la Música Catalana, así como la cúpula de la Rotonda, edificio de Adolfo Ruiz Casamitjana. Cabe mencionar también a Gaspar Homar que, además de ebanista, trabajó en el terreno del mosaico, como sus excelentes plafones del comedor de la casa Lleó Morera, hechos de mosaico con relieve de porcelana, diseñados por Josep Pey.
Uno de los mayores exponentes del uso de cerámica y mosaico es el Palacio de la Música Catalana, donde intervinieron varios ceramistas (Escofet, Cosme Toda, Simó, Pau Pujol, Sanchis, Tarrés i Macià, Cucurny, Josep Orriols, Modest Sunyol, Pascual Ramos, Antoni Vilar) y mosaicistas (Lluís Bru, Mario Maragliano, Leandro y Lluís Querol). La cerámica y el mosaico recubren casi todo el edificio, desde suelos y paredes hasta arrimaderos, tabiques, contrahuellas de escalera, coronas de flores, arcadas, nervios de bóvedas, bovedillas, jácenas y alrededor de la claraboya vidriada del techo. El mosaico destaca en muros y fustes de columnas, así como en el friso superior de la fachada. En el escenario destacan las figuras femeninas que tocan instrumentos musicales, realizadas en su parte inferior en mosaico y en la superior en relieve escultórico, realizado por Eusebi Arnau.

### Vidriería

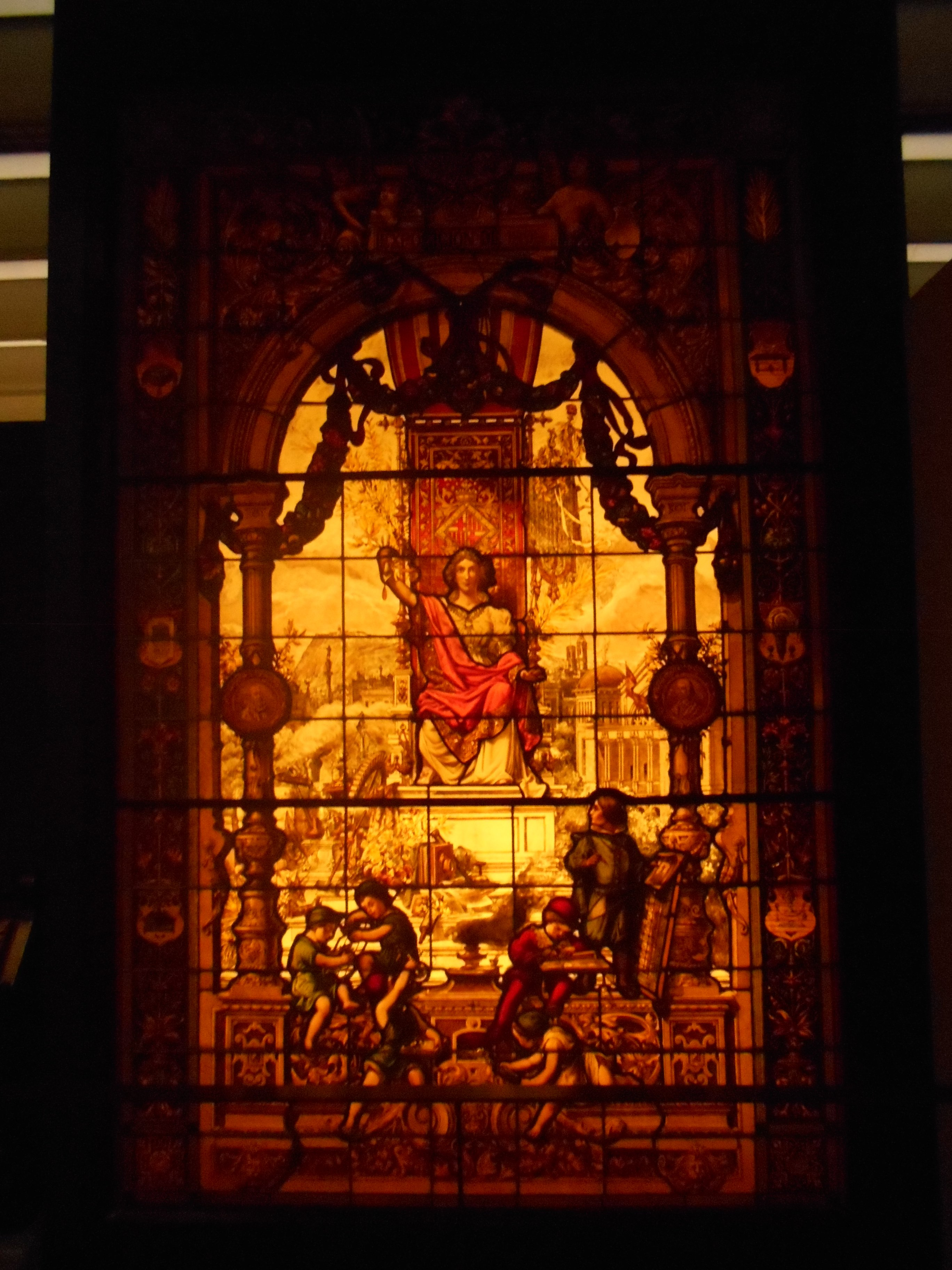
Alegoría de la III Exposición de Bellas Artes e Industrias Artísticas de Barcelona (1890-1903), de Antoni Rigalt, Museo del Diseño de Barcelona

También se revitalizó el arte de la vidriera, utilizado igualmente en la decoración de edificios como cerramiento de puertas, ventanas y tribunas. En este como en otras artes se alcanzó un nivel de calidad que igualó la época de esplendor del vitral: el gótico. El auge en la utilización de vidrieras provino de los arquitectos, que cada vez las demandaban más para sus obras, lo que obligó a los artesanos a esmerarse tanto en su técnica como en los aspectos estéticos e iconográficos de su creación. Así, se percibe una progresiva evolución desde las primeras obras, herederas del historicismo, en las que aún se usaban grisallas ornamentales al modo gótico, hasta las vidrieras plenas de color y textura que se encuentran, por ejemplo, en el Palacio de la Música Catalana. El diseño de estos vitrales corría en ocasiones a cargo del arquitecto o de algún otro artista colaborador, generalmente un pintor; en otras, se dejaba libertad al vidriero para hacer sus propios diseños. Entre los pintores que diseñaron vitrales cabe destacar a Alexandre de Riquer, Joaquín Mir, Josep Triadó, Joaquim Renart o Josep Pey.

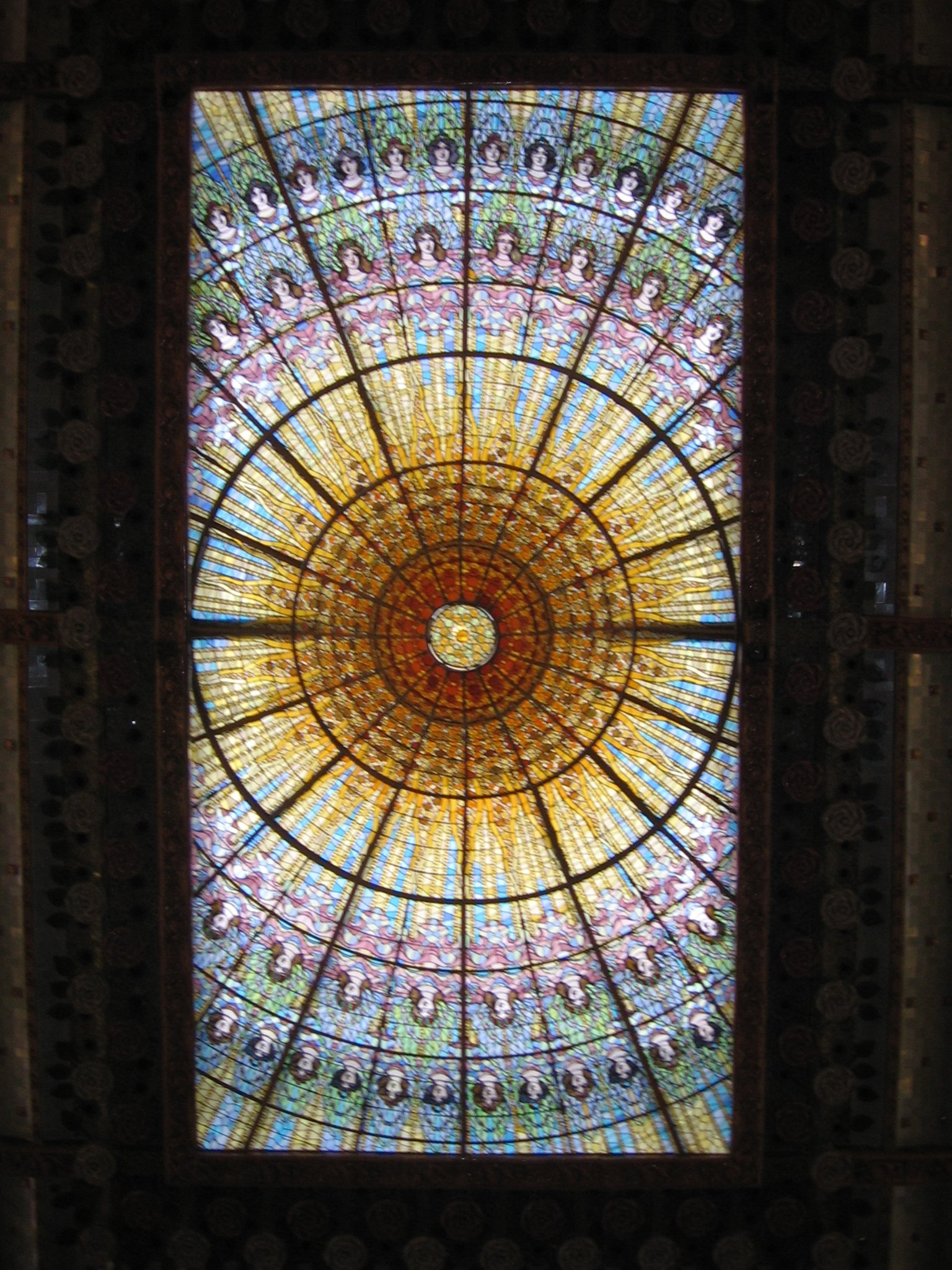
Cúpula de vidrio del Palacio de la Música Catalana, de Antoni Rigalt

La figura más destacada fue Antoni Rigalt, pintor y dibujante además de vidriero, así como profesor en la Escuela de Bellas Artes. Fundó un taller de vidriería en la calle Mallorca con paseo de Gracia —la sociedad Rigalt, Granell i Cia., en colaboración con el arquitecto Ferran Granell—, que gozó de gran éxito, con encargos de los principales arquitectos para decorar sus edificios. Entre sus obras destaca la cúpula de vidrio del Palacio de la Música Catalana o las vidrieras de la casa Lleó Morera, ambas de Domènech i Montaner. En 1888 ganó una medalla de oro de la Exposición Universal.
Otros destacados autores fueron: el pintor y grabador Francesc Canyelles, autor de los vitrales de la sala de actos de la Casa de la Caridad de Barcelona, con una extensión de 100 m²; el pintor Oleguer Junyent, diseñador de los vitrales sobre la tetralogía wagneriana del Gran Teatro del Liceo; Ernest Llofriu, creador de la sociedad Vidriería Tallada y Llofriu, donde se realizaban vidrieras en serie de influencia vienesa; Frederic Vidal, hijo del ebanista Vidal y Jevellí, que estudió en Londres la técnica del vidrio cloisonné y trabajó en el taller de su padre haciendo sobre todo lámparas y biombos; Joan Espinagosa, importador por primera vez de Inglaterra del vidrio impreso, fundó un taller de renombre en Barcelona que contó con la colaboración como diseñador de Luis Gargallo, hermano de Pablo Gargallo; Lluís Oriach trabajó para arquitectos como Manuel Raspall, Josep Maria Jujol y Cèsar Martinell, destacando por la calidad de sus acabados. Por último, cabe mencionar la empresa francesa Maumejean, con sucursales en Madrid y Barcelona, que se encargó de los vitrales de la Caja de Ahorros de Sabadell y de la casa Pérez Samanillo.
Cabe señalar por último el interesante proyecto de vitrales para la restauración de la Catedral de Mallorca, elaborado por Antoni Gaudí en colaboración con los pintores Iu Pascual, Jaume Llongueras y Joaquín Torres García, en que ensayaron una nueva técnica basada en la tricromía, superponiendo vidrio con los tres colores primarios.

### Forja y fundición

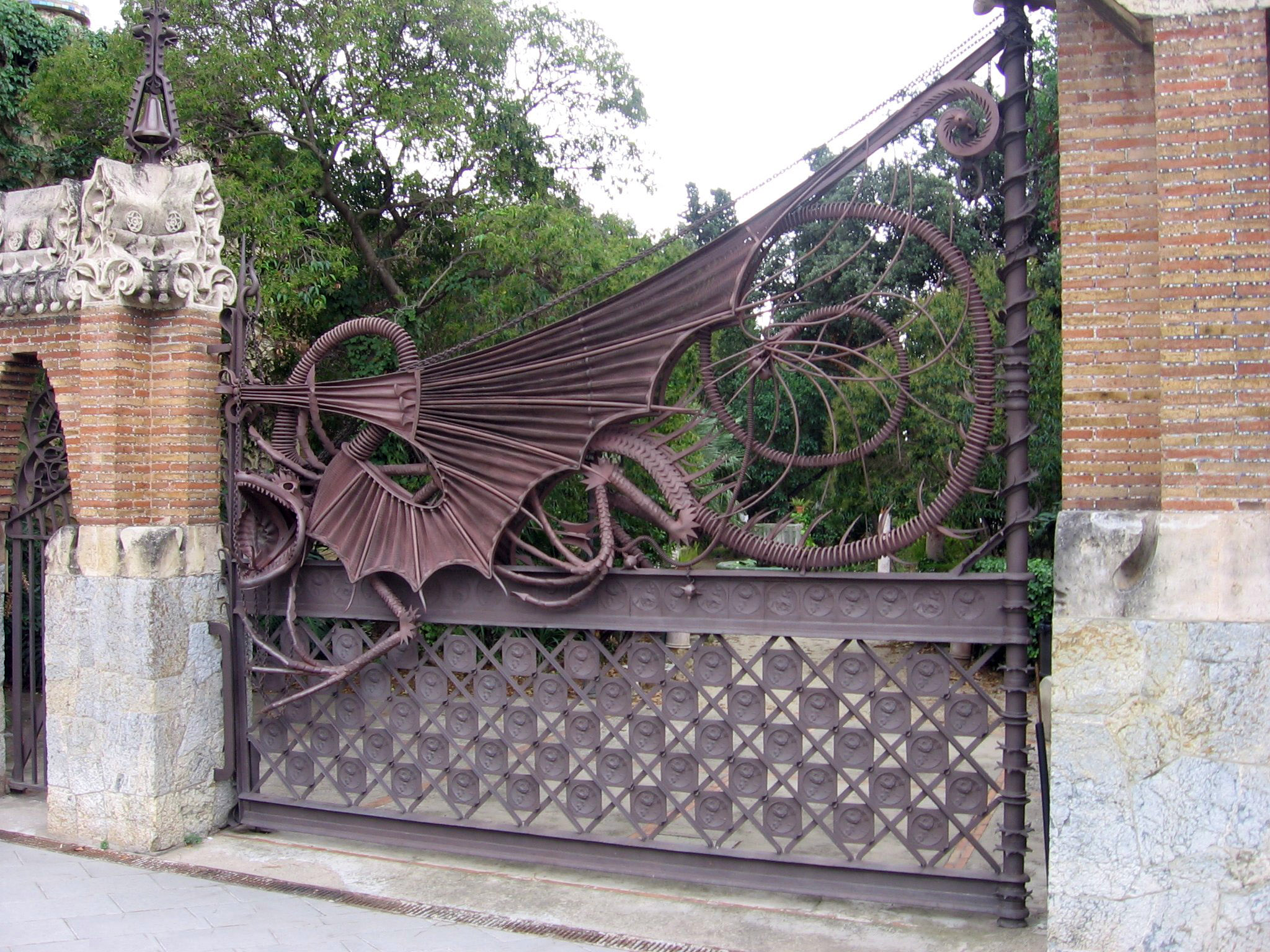
Reja de entrada a los pabellones Güell (1883-1887), de Antoni Gaudí, Barcelona

Como en otras artes, la forja se desarrolló notablemente en este período. Por lo general se empleó la técnica del hierro colado, aunque, frente al trabajo industrial y serializado surgido desde inicios del siglo XIX, retornó en buena medida el trabajo artesanal. Algunos arquitectos realizaron diseños para ser realizados en forja, como Gaudí, Domènech i Montaner, Puig i Cadafalch, Enric Sagnier, Josep Maria Jujol, José Vilaseca o Alexandre Soler. Junto a ellos, algunos escultores realizaron igualmente diseños para forja, como los hermanos Miguel y Luciano Oslé, Josep Maria Barnadas o Julio González, hijo de un forjador, Concordio González; e igualmente dibujantes y diseñadores, como Pau Sabaté. También diseñaron elementos de forja algunos ebanistas, como Gaspar Homar o Joan Busquets, especialmente lámparas.
La forja modernista destacó por su predilección por la forma curva —especialmente la llamada coup de fouet— o la helicoidal, así como por su tridimensionalidad, ya que solían ocupar espacios vacíos dentro de la arquitectura y no como refuerzo de algún muro u otro elemento que confiriese mayor bidimensionalidad. Las barras generalmente se sustituían por pasamanos o cintas retorcidas, con entrecruzamientos en diagonal. En cuanto a elementos decorativos, los más frecuentes fueron los motivos florales, bien naturalistas o bien historicistas, procedentes de la tradición gótica, así como los animales, generalmente relacionados con la iconografía del fuego, como dragones o serpientes.

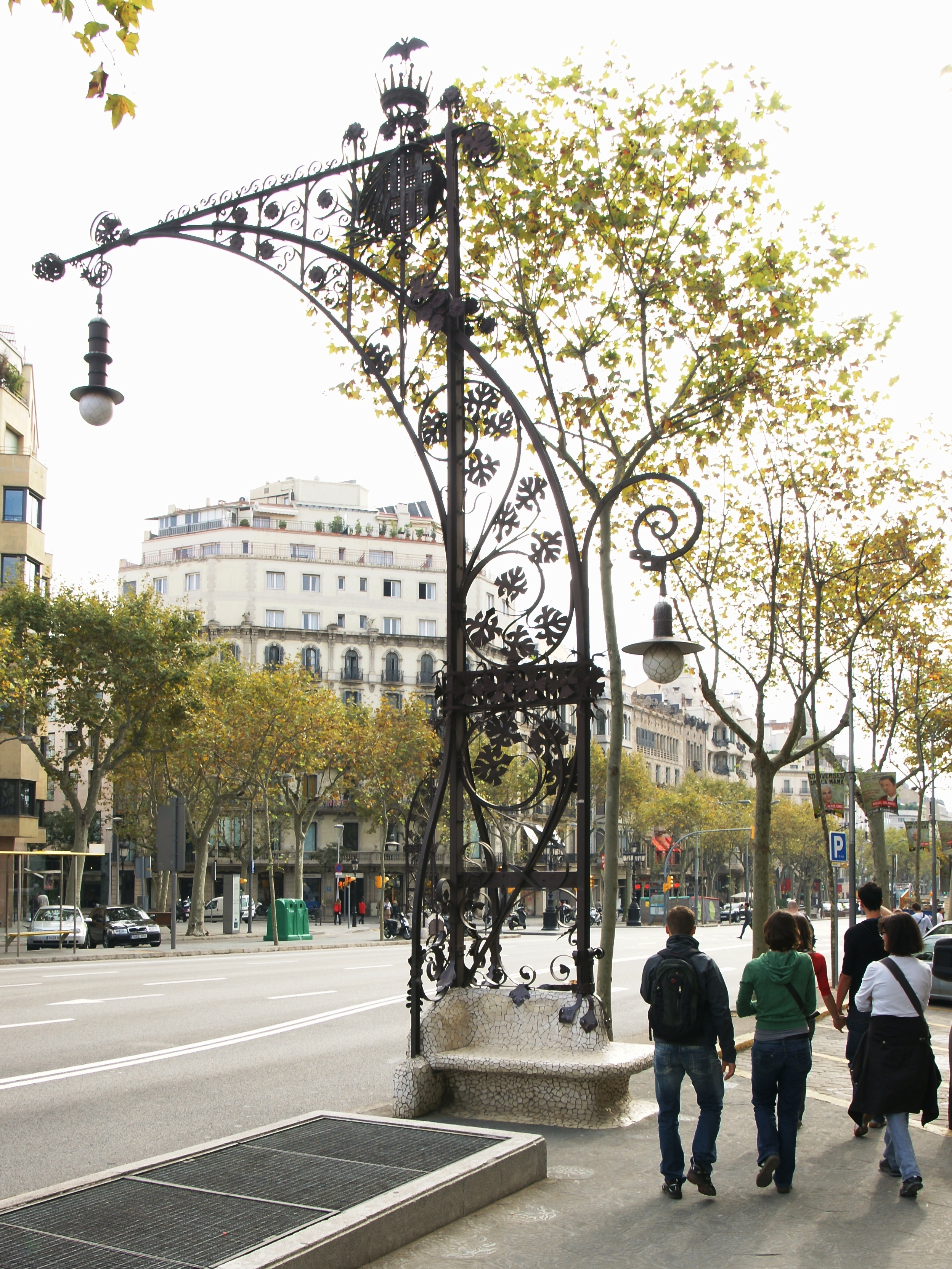
Uno de los bancos-farolas del paseo de Gracia de Barcelona (1906), de Pedro Falqués

Por regla general, los arquitectos diseñaban los elementos de forja para sus construcciones, que ejecutaban los herreros. Normalmente eran dibujos, aunque Gaudí gustaba de realizar pequeños moldes en cartón, cera, barro o yeso. Tanto Domènech i Montaner como Puig i Cadafalch se inspiraron por lo general en la rejería gótica, como se aprecia en la puerta de entrada del Hospital de San Pablo, formada por barras verticales rematadas en florones geométricos y atravesadas por dos grandes elipses caracoladas. Puig i Cadafalch combinó la raíz gótica con la influencia centroeuropea en un principio, mientras que más adelante buscó un estilo más mediterráneo, como en las casas Amatller y Terrades. El más original fue de nuevo Gaudí, cuya máxima inspiración se encuentra siempre en la naturaleza, sin dejar de recurrir a animales míticos o motivos heráldicos. Vemos así su magnífica reja de entrada a la casa Vicens, inspirada en la hoja de palmito; el dragón de la reja de entrada a los pabellones Güell; el escudo de Cataluña con el yelmo y el ave fénix de la puerta de entrada al palacio Güell; el picaporte de la casa Calvet, en forma de cruz que golpea una chinche —en alusión al pecado—; o los balcones de la casa Milà, formados por planchas de hierro retorcido de formas abstractas, semejantes quizá a papel arrugado o a algas marinas, si hay que buscar un parecido.

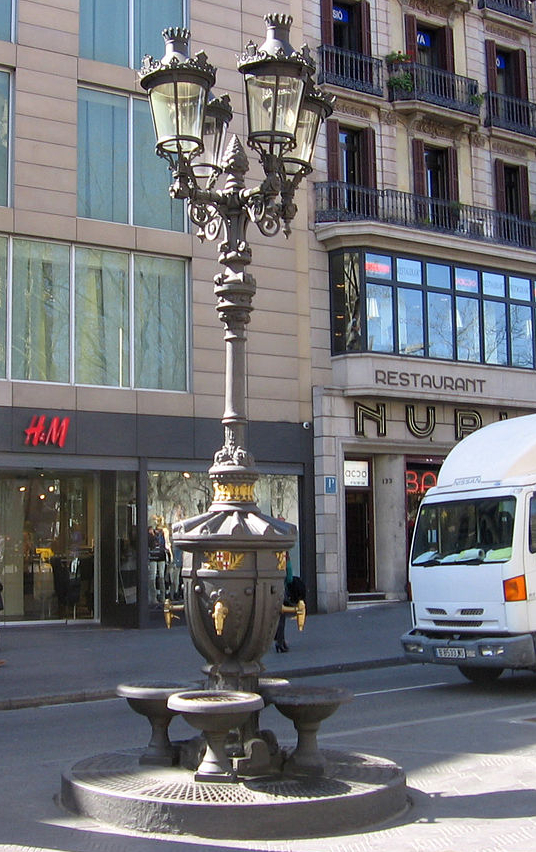
Fuente de Canaletas (1892), de Pedro Falqués, Barcelona

Entre los arquitectos cabe destacar los diseños de Pedro Falqués, que fue arquitecto municipal de Barcelona entre 1889 y 1914. Fue autor del diseño de los bancos-farolas del paseo de Gracia, formadas por un banco de piedra calcárea con revestimiento de cerámica, sobre el que se eleva una farola de hierro forjado con una sinuosa línea con forma de L al extremo de la cual pende el farol, una decoración de tipo vegetal y un remate con el escudo de Barcelona, una corona y un murciélago. Asimismo, diseñó un tipo de fuente conocida como fuente de Canaletas, situada en la Rambla con la plaza de Cataluña, realizada en hierro colado, con una estructura en forma de copa con cuatro grifos y una columna rematada por cuatro farolas.
Una de las fundiciones más relevantes fue la Fundición Artística Masriera y Campins, sociedad formada por Frederic Masriera y Antoni Campins. El primero había sido responsable de la sección de fundición de Vidal Jevellí, donde se elaboró la estatua de Cristóbal Colón. Mariera y Campins destacaron en la técnica de la cera perdida, con la que elaboraron sus llamados «bronces de salón», unas pequeñas piezas de trazo escultórico para decoración, así como reproducciones de esculturas de Eusebi Arnau, Josep Llimona, Miguel Blay o Josep Reynés. También elaboraban diversos objetos, como rejas, luces y apliques de mobiliario. En muchos de estos diseños colaboró el hijo de Frederic, Víctor Masriera.
Uno de los forjadores más destacados fue Manuel Ballarín, colaborador de varios arquitectos, especialmente Puig i Cadafalch, para el que elaboró los elementos de forja de las casas Amatller y Terrades; o Pedro Falqués, para el que elaboró los bancos-farolas del paseo de Gracia antes mencionados. Otros forjadores de renombre fueron: Joan Oñós, herrero y forjador, colaborador de Gaudí en varias de sus obras; Arturo Santamaría, que fundó un taller de fundición artística que elaboraba diversas piezas para la construcción, como picaportes, tiradores y arquetas, así como elementos decorativos como llaves ornamentales y flores estampadas; y Ramon Teixé, forjador y orfebre que juntó ambos oficios en la elaboración de joyas de hierro, combinado en ocasiones con esmalte, en un estilo que recuerda la obra de Josep Maria Jujol.

### Orfebrería

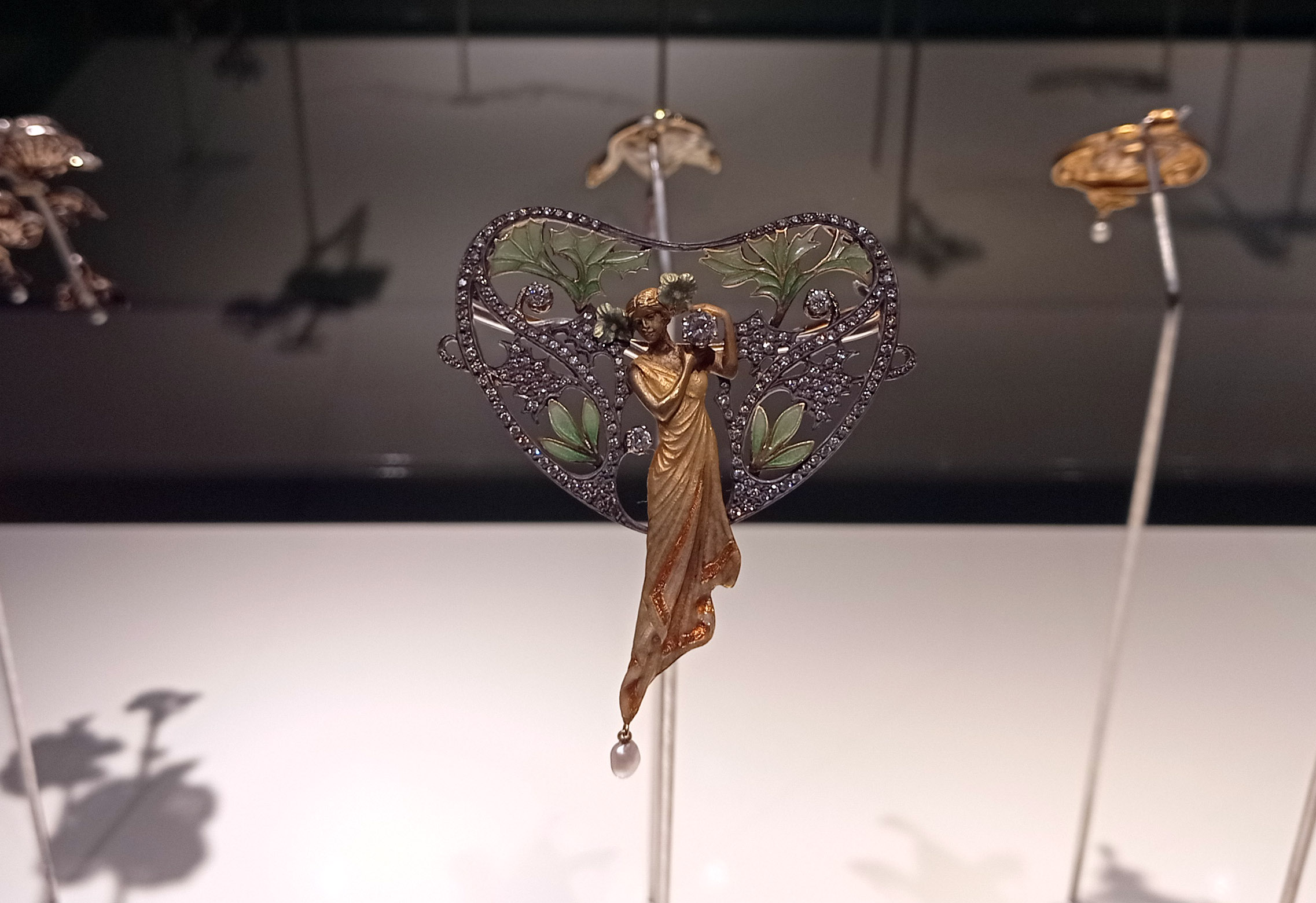
Broche con figura femenina, de Lluís Masriera, oro, plata fina, esmalte, diamantes y perla, Museo Nacional de Arte de Cataluña

La orfebrería fue un oficio con gran tradición en Cataluña desde la Edad Media. En 1869 fue disuelto el antiguo gremio, con lo cual los profesionales de la joyería y la orfebrería pudieron ejercer libremente. En tiempos del modernismo alcanzaron cotas de gran calidad, como en el resto de las artes. Debido a la arraigada tradición de este sector, existieron diversas dinastías de orfebres que fueron pasando el testigo de padres a hijos; las más notables fueron los Masriera y los Carreras. De la primera procede el más destacado orfebre modernista: Lluís Masriera. Su padre era pintor paisajista, actividad que también ejerció Lluís, formado en París, Londres y Ginebra. En esta última ciudad conoció el trabajo del esmalte, una técnica que perfeccionó, logrando un tipo de esmalte traslúcido conocido como «esmalte de Barcelona». Influido por el simbolismo francés y el arte japonés, realizó joyas de gran calidad, en las que predominaban las figuras femeninas de aspecto delicuescente, tan habituales del simbolismo. Muchas de ellas fueron definidas como «joyas insecto», por asemejar la forma de estos invertebrados. Entre sus obras destaca la diadema que un grupo de ciudadanos catalanes regalaron a la reina Victoria Eugenia el día de su boda con Alfonso XIII en 1906. Dedicado también a la pintura y la escenografía, fue presidente de la Real Academia de Bellas Artes de San Jorge. La firma Masriera y Carreras —posteriormente Bagués-Masriera— todavía existe y ha mantenido un cierto estilo neomodernista, rememorando los años de sus mayores éxitos.
La dinastía Carreras se inició en el siglo XVIII. En época modernista destacó Joaquim Carreras, que alcanzó cotas de gran perfección en el esmalte, casi en paralelo a la obra de Lluís Masriera. En 1915 se fusionaron ambas firmas. Otra dinastía ilustre fue la de los Cabot, iniciada por Francesc Cabot Ferrer, padre de tres hermanos: Francesc, Emili y Joaquín Cabot Rovira. Desarrollaron un estilo netamente catalán, autores de modelos originales de gran calidad. El padre fue autor de la corona de la Virgen de Montserrat (1880), mientras que Joaquín —que fue también banquero, escritor y político, así como presidente del Orfeón Catalán— creó la corona de la Virgen de Queralt de Berga (1916).
Cabe señalar que diversos escultores se dedicaron también al diseño de joyería, como Josep Llimona, Eusebi Arnau, Emili Fontbona, Manolo Hugué, Julio González y Pablo Gargallo.

### Textil

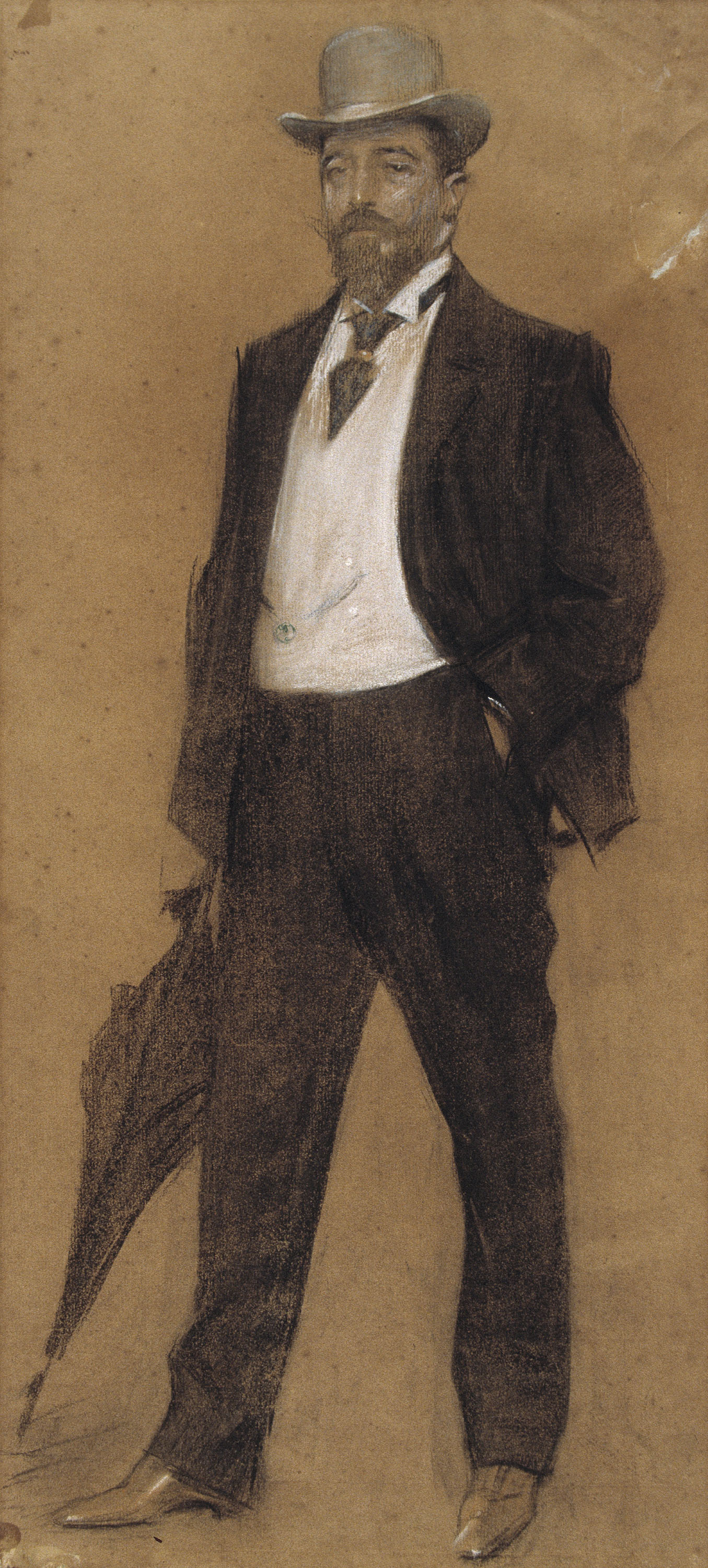
Retrato de Joan Baptista Parés (1900), de Ramón Casas, Museo Nacional de Arte de Cataluña. Ejemplo de moda masculina modernista: traje con americana, chaleco de piqué, corbata de plastrón, cuello almidonado y bombín.

El textil cobró un gran auge gracias a la industria del algodón, no en vano Cataluña fue pionera en España de la Revolución Industrial. Desde el siglo XVIII destacaron las llamadas «indianas», unos tejidos pintados o estampados con temas inspirados por lo general en la naturaleza (jardines, paisajes), o bien motivos de chinoiseries —de influencia francesa—, enmarcadas con guirnaldas y coronas de laurel. Se conserva una gran colección en el Museo Provincial Textil de Tarrasa.
Resulta difícil hablar del tejido modernista como un arte significativamente relacionado con este movimiento, ya que la industria textil se suele abordar más desde el punto de vista económico-social que desde el artístico y, por otra parte, el tejido es un material relativamente perecedero, que sobrevive con dificultad en el tiempo; por otro lado, está sometido a los vaivenes de la moda y no es un producto que suela coleccionarse ni conservarse por motivos museísticos o de otra índole. Pese a todo, si bien el textil modernista comenzó con cierto retraso, en esta modalidad artística perduró más que en ninguna otra, ya que se siguieron fabricando piezas en este estilo hasta los años 1940, debido a su éxito.
En la decoración interior, el textil se usaba sobre todo en cortinas, estores, tapicerías, moquetas, alfombras, biombos, manteles, cojines y ropa de hogar, en los que empezó a introducirse el estilo modernista a mediados de la década de 1890, con una especial influencia del Arts and Crafts inglés —de hecho, en esta época se importaron numerosos textiles ingleses, así como franceses—. Como material, se solía emplear el algodón, la lana, el mohair, la seda, la pana, el terciopelo, el lino y el cáñamo, ya fuesen lisos, bordados, estampados o labrados (jacquards). También se usaba el pegamoide, un tipo de hule que imitaba el cuero y se usaba para tapizar sillas. Otro campo de la confección textil fue el suntuario, piezas de lujo para objetos exclusivos, como banderas y estandartes, tapices, damascos y ropa litúrgica, en que se empleaban tejidos lujosos, en muchas ocasiones con diseños de artistas de renombre, como Alexandre de Riquer, Sebastià Junyent, Pau Roig, Josep Pey, Aleix Clapés, Joaquim Vancells, Adrián Gual y Josep Pascó. Muchos arquitectos diseñaron en esta época estandartes de asociaciones políticas, religiosas y culturales —especialmente orfeones y somatenes—, que estuvieron muy en boga, como Gaudí, Domènech i Montaner, Puig i Cadafalch, Gallissà, Jujol, Sagnier, Rubió, Raspall, Masó, Pericas, Balcells, etc. Algunos de los más logrados fueron los del Orfeón Catalán, de Gallissà (1896); y el de la Unión Catalanista, de Riquer (1901).
Entre los diseñadores de tejidos, cabe destacar a Alexandre de Riquer: hombre polifácetico, destacó en casi todos los campos de las artes. Diseñó estandartes, tapices y tejidos de todo tipo, entre los que destacan los elaborados para la empresa Sedera Franco-Española entre 1900 y 1915, especializada en pañuelos de seda para cuello. Mateu Culell fue uno de los primeros diseñadores industriales de ámbito profesional, que diseñó tejidos, alfombras y estampados para la industria, además de cerámica y joyas. También diseñaron tejidos escenógrafos como Francesc Soler Rovirosa, Oleguer Junyent y Salvador Alarma, así como ebanistas como Francesc Vidal y Jevellí, Gaspar Homar y Joan Busquets —no en vano numerosos muebles eran tapizados—. Por otro lado, el textil fue uno de los terrenos más abonados al trabajo de la mujer, destacando los nombres de Aurora Gutiérrez, Emília Coranty, Cristina Ribera, Aurèlia Gispert y Blanca de Espanya. También diseñaron tejidos algunas pintoras como Lluïsa Vidal y Pepita Teixidor. Quizá la más renombrada sea Aurora Gutiérrez Larraya, que destacó en el diseño de bordados, especialmente estampados, muchos de los cuales se hicieron famosos por sus reproducciones en la prensa. En el terreno de la indumentaria, se siguieron las corrientes de moda en Europa, con una especial influencia inglesa en ropa masculina y francesa en la femenina. Destacaron las modistas Carolina Montagne y Maria Molist —más conocida como Maria de Mataró—.

## Literatura

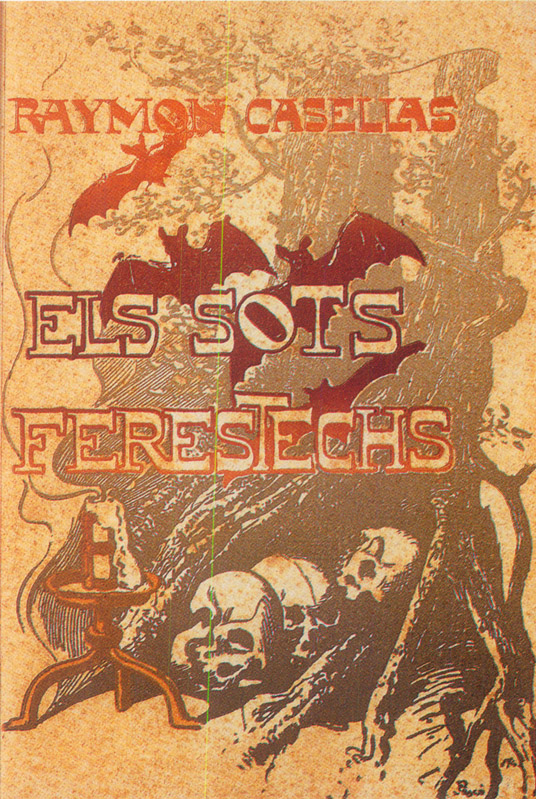
Portada de Els sots feréstecs de Raimon Casellas (1901), considerada la primera novela modernista

En el terreno de la literatura, el concepto de un «modernismo catalán» es polémico, es difícil establecer su naturaleza y alcance, si es un movimiento separado de la literatura modernista española o no, o cual es su definición y características. Según Alan Yates (Una generación sin novela, 1975), la literatura modernista en catalán nacería con la Exposición Universal de 1888 y finalizaría con la muerte de Joan Maragall en 1911. Para Eduardo Valentí, se iniciaría en 1881 y moriría en 1906, con la aparición del novecentismo. Pese a todo, existe división en cuanto a considerarlo una tendencia, un movimiento o una etapa histórica. Según Joaquín Marco, no es una escuela literaria, ni un movimiento estético. Quizá su principal seña de identidad sea la afirmación de lo nuevo —lo «moderno»— frente a lo antiguo, una actitud de rebeldía, de iconoclastia, frente a las formas literarias anteriores. Aun así, se perciben en su desarrollo las raíces posrománticas, aunque con un afán regenerador, intentando encontrar un lenguaje original. El modernismo se opone al naturalismo anterior, frente al que oponen una mayor espiritualidad. Al contrario que las artes plásticas, la literatura modernista contó con escasa aceptación entre la clase burguesa, tanto por su temática moderna como por estar escrita en catalán, idioma que no empezó a consolidarse entre la clase burguesa hasta el novecentismo.
El modernismo literario tuvo como primer objetivo la elaboración de una literatura en catalán plenamente moderna, alejada de las formas del pasado —especialmente las de los Jocs Florals—, renovada, de calidad y adaptada a los tiempos presentes. En ese sentido, su primer difusor fue la revista L'Avenç, de signo progresista, republicano y catalanista, liderada por jóvenes escritores como Narcís Oller, José Yxart, Joan Sardá, Jaume Massó, Raimon Casellas y Ramón D. Perés. Así como en la generación anterior el principal género cultivado fue la poesía, los editores y colaboradores de L'Avenç propugnaron la novela como el principal género de la modernidad, una reivindicación que comenzó con un artículo de Jaume Brossa en defensa de La febre d'or, una novela de Narcís Oller publicada en 1892. En consecuencia, el principal objetivo de la nueva literatura será la plasmación de la realidad. Según Raimon Casellas, cualquier fragmento de realidad es susceptible de convertirse en obra de arte, si este fragmento produce un choque emocional. El objetivo del arte ya no es la belleza, sino la emoción. Por otro lado, los nuevos temas de la literatura giran en torno a la ciudad y la vida urbana, las diferencias sociales, la pobreza, la miseria, la soledad, la bohemia, la prostitución, la mendicidad, la delincuencia, en paralelo a la pintura «negra» de Mir y Nonell.

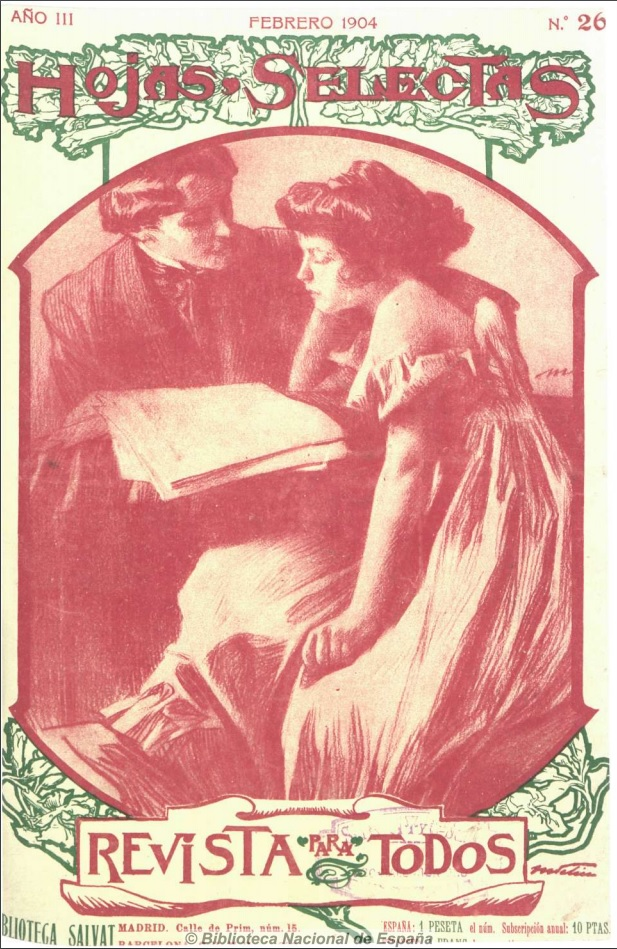
Portada de la revista Hojas Selectas (1904)

La base programática de la literatura modernista se fundamentó en el nacionalismo y el progresismo, con el objetivo de modernizar la sociedad catalana, especialmente la burguesía como clase dirigente, conformando sus gustos e ideas. En ese sentido, Joan Lluís Marfany definió el modernismo como la transición «de cultura regional, peculiar y tradicionalista en cultura nacional, normal y moderna». Por otro lado, sus raíces ideológicas y estéticas se encuentran en la cultura europea del momento, marcada en lo filosófico por el positivismo, matizado ya en estos años por el vitalismo introducido por Nietzsche —que fue traducido por Maragall en 1893— y por el irracionalismo presente en la obra de Henri Bergson, Herbert Spencer y Arthur Schopenhauer. Estos autores inciden en la primacía del yo, en una perspectiva individualista en que la realidad se percibe a través de la vida interior del individuo, de sus emociones y sensaciones, mientras que el exterior resulta falaz. Pese a ello, en el modernismo se percibe también una corriente naturalista, procedente de la influencia de Émile Zola, ya que se percibe como algo regenerador y que conduce a la modernidad, el máximo objetivo de los modernistas. También incidieron poderosamente las corrientes simbolista y prerrafaelita, defensoras de la corriente estética del decadentismo, otro de los principios básicos de la literatura modernista. Así, frente a la objetividad del arte realista, se defiende la subjetividad, la vía irracional hacia el conocimiento. Los principales modelos en este sentido fueron Baudelaire, Mallarmé, Verlaine y Rimbaud. Otros referentes literarios de la época fueron: Oscar Wilde, Joris-Karl Huysmans, E.T.A. Hoffmann, Edgar Allan Poe, Algernon Charles Swinburne, Pierre Louÿs, Auguste Villiers de L'Isle-Adam, Henrik Ibsen, Maurice Maeterlinck, Émile Verhaeren y Gabriele D'Annunzio.
Con base en el decadentismo, la literatura modernista se centra en lo subjetivo, lo emotivo, en el pesimismo, el tedio de vivir, la angustia existencial, frente a lo cual se presenta como solución el culto a la belleza, al arte por el arte, a figuras como el bohemio y el dandi, que intentan extraer de la vida lo que vale la pena para satisfacción personal. La literatura se centra en el misterio, lo siniestro, lo prohibido, lo marginal, la melancolía, el exotismo, con personajes como vagabundos, dementes, moribundos, degenerados, así como una visión de la mujer que oscila entre la donna angelicata y la femme fatale.
Cabe reseñar la importancia de numerosas revistas literarias y artísticas que sirvieron de vehículo de propagación del modernismo, como La Renaixensa, L'Avenç, Catalònia, Pèl & Ploma, Quatre Gats o Joventut. También en esta época contamos con numerosos periódicos, algunos en castellano y otros en catalán, como Diario de Barcelona, La Vanguardia, El Liberal, La Publicidad o La Ilustració Catalana. Algunas de estas revistas marcaron en cierta forma las diversas etapas que sufrió la literatura modernista: una primera regeneracionista centrada en L'Avenç (1889-1893), otra decadentista promulgada desde La Vanguardia y Diario de Barcelona (1894-1897), una tercera de nuevo regeneracionista impulsada por Catalònia (1898-1900) y una última de estética más uniformizada y credo catalanista en torno a Joventut (1900-1906). En la primera, los redactores más significativos fueron Jaume Massó, Ramón Casas, Raimon Casellas y Jaume Brossa; en la segunda, los escritores más relevantes fueron Raimon Casellas —de nuevo—, Santiago Rusiñol y Joan Maragall; en la tercera destacaron de nuevo Maragall y Rusiñol, así como Joaquín Casas Carbó, Ignasi Iglesias y Pompeu Fabra; en la cuarta fueron decisivos Joaquim Pena i Costa, Frederic Pujulà y Carmen Karr.

### Narrativa

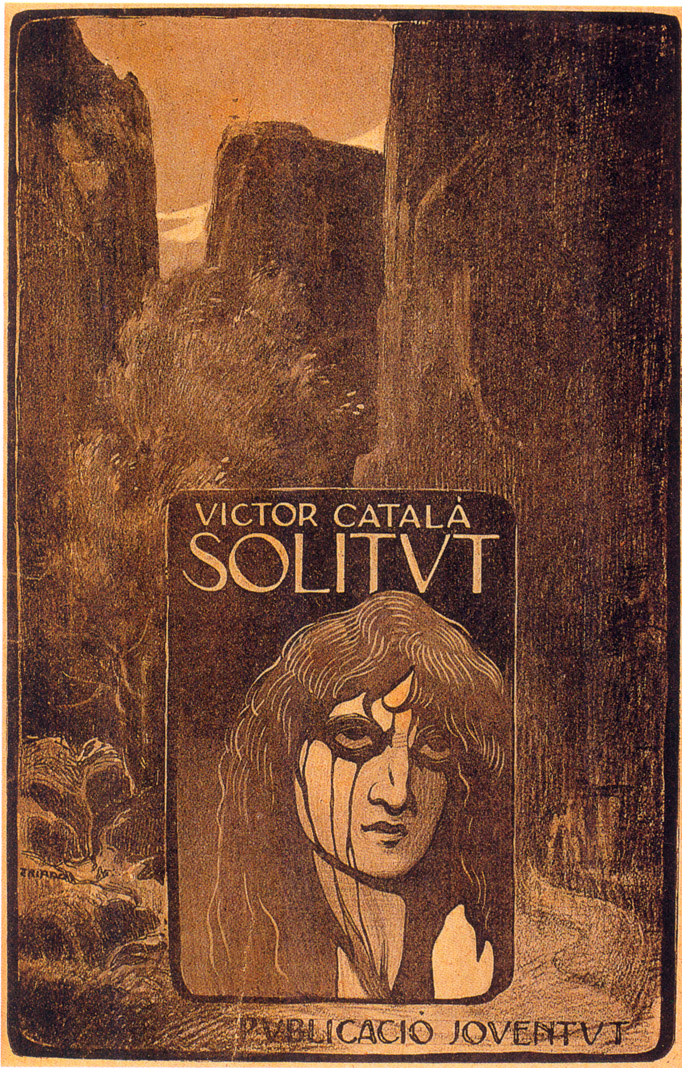
Portada de Solitud (1905), de Víctor Català

La narrativa modernista surge en una época en que apenas se estaba consolidando la prosa catalana, poco desarrollada durante la Renaixença —apenas circunscrita a la obra de Narcís Oller— y con poca aceptación por parte del público. A ello se une el deficiente desarrollo de un lenguaje narrativo dentro del idioma catalán —que se desarrollará más plenamente con la reforma fabriana— y a la falta de contenidos diferenciados de la anterior escuela literaria, la realista. De igual manera, existían pocas editoriales y pocos críticos que analizasen las novedades surgidas. Así, la primera novela modernista, Els sots feréstecs, de Raimon Casellas, no surge hasta 1901, con lo que la narrativa modernista se puede circunscribir a la década de 1900, quizá como mucho hasta 1915, año de publicación de Ildaribal de Alfons Maseras.
Los novelistas modernistas buscaban un lenguaje subjetivo, de introspección psicológica, con un cierto lirismo, para lo que se inspiraron en la obra de autores como Paul Bourget y Henry James. Se pasó del narrador omnisciente del realismo a plasmar la conciencia del personaje y de una única intriga a la temática múltiple, a una realidad fragmentada, tal como la capta la subjetividad humana. Se empleó como técnica el discurso narrado o el monólogo interior, con un «estilo indirecto libre» que proviene de Flaubert. Abundaron recursos como la adjetivización, los dialectismos, los contrastes fonéticos, los diminutivos y aumentativos, las onomatopeyas o los puntos suspensivos. Se percibe en la narrativa modernista la crisis de la razón propia de la época —por influencia sobre todo de Nietzsche—, que se traduce en una lucha del ser humano con su entorno. Los personajes modernistas son unos inadaptados, sometidos a la fatalidad, incapaces de luchar contra su destino, frente al cual solo pueden oponer su voluntad. Es una lucha entre la materia y el espíritu, entre la colectividad y la individualidad, entre el bien y el mal, de cara a conseguir la redención, la autorrealización. Sin embargo, a menudo la naturaleza se impone y el hombre halla la aniquilación, de ahí el dolor y la frustración que subyace en las novelas modernistas.

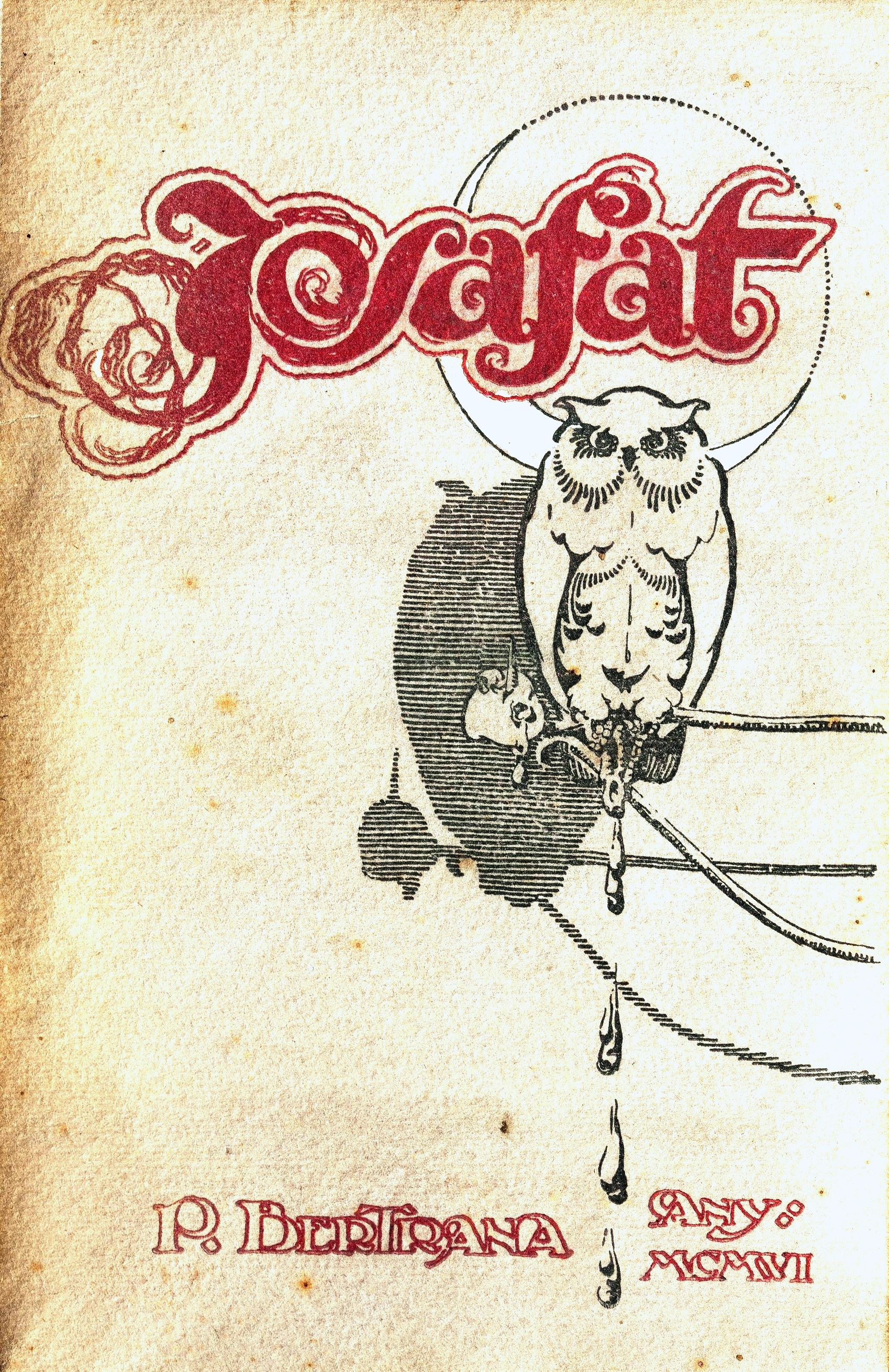
Portada de Josafat (1906), de Prudenci Bertrana

En primer lugar cabe citar a Apeles Mestres, miembro de la generación anterior e iniciado en el Romanticismo, desde el que evolucionó hacia el modernismo, estilo en el que cultivó tanto la narrativa como la poesía y el teatro. Dentro de la prosa cultivó preferentemente la biografía, las memorias, las leyendas populares y los cuadros costumbristas. Entre sus obras destacan: La perera (1908), La casa vella (1912) y L'espasa (1917).
Se puede considerar a Raimon Casellas como el padre de la novela modernista, gracias a la aparición en 1901 de Els sots feréstecs. Casellas buscaba crear una narrativa moderna, sustituyendo el detallismo realista por una prosa descriptiva, plástica, inspirada en el simbolismo, donde predomina el claroscuro, la sugestión, todo ello a través de dos técnicas narrativas: la síntesis generalizadora, por la que se describe la realidad a través del temperamento del autor, sustituyéndola por algo parecido a una caricatura; y, en sentido inverso, incidir en la realidad desde la subjetividad, transfigurándola en un ideal artístico. El resultado es un conflicto entre realidad e ideal, una contradicción que se halla patente en toda la narrativa modernista.
Quizá la figura más eminente de la prosa modernista fue Víctor Català, seudónimo de la escritora Caterina Albert. En su juventud cultivó la poesía y el teatro, pero se consolidó con la narrativa. La mayoría de sus obras se sitúan en ambientes rurales, pero utilizados como símbolo de la lucha del ser humano contra su destino, por lo que no se le puede englobar en un ruralismo de tipo costumbrista. Sus primeras obras narrativas fueron cuentos, publicados por colecciones en diversos títulos: Drames rurals (1902), Ombrívoles (1904) y Caires Vius (1907). Ya en ellas mostraba la realidad desde la visión subjetiva del autor, recurriendo a la sugestión y la emotividad, a la alegoría y la metáfora. Su temática se centra en el dolor, la enfermedad, la muerte, así como la maldad, plasmada en personajes deformados por el cruel destino, frente a los que opone la piedad como cualidad redentora. Su mayor éxito fue la novela Solitud (1905), publicada por fascículos en la revista Joventut. Cada uno de sus capítulos conforma un poema en prosa, con un universo simbólico que analiza la vida humana como una lucha entre el bien y el mal.

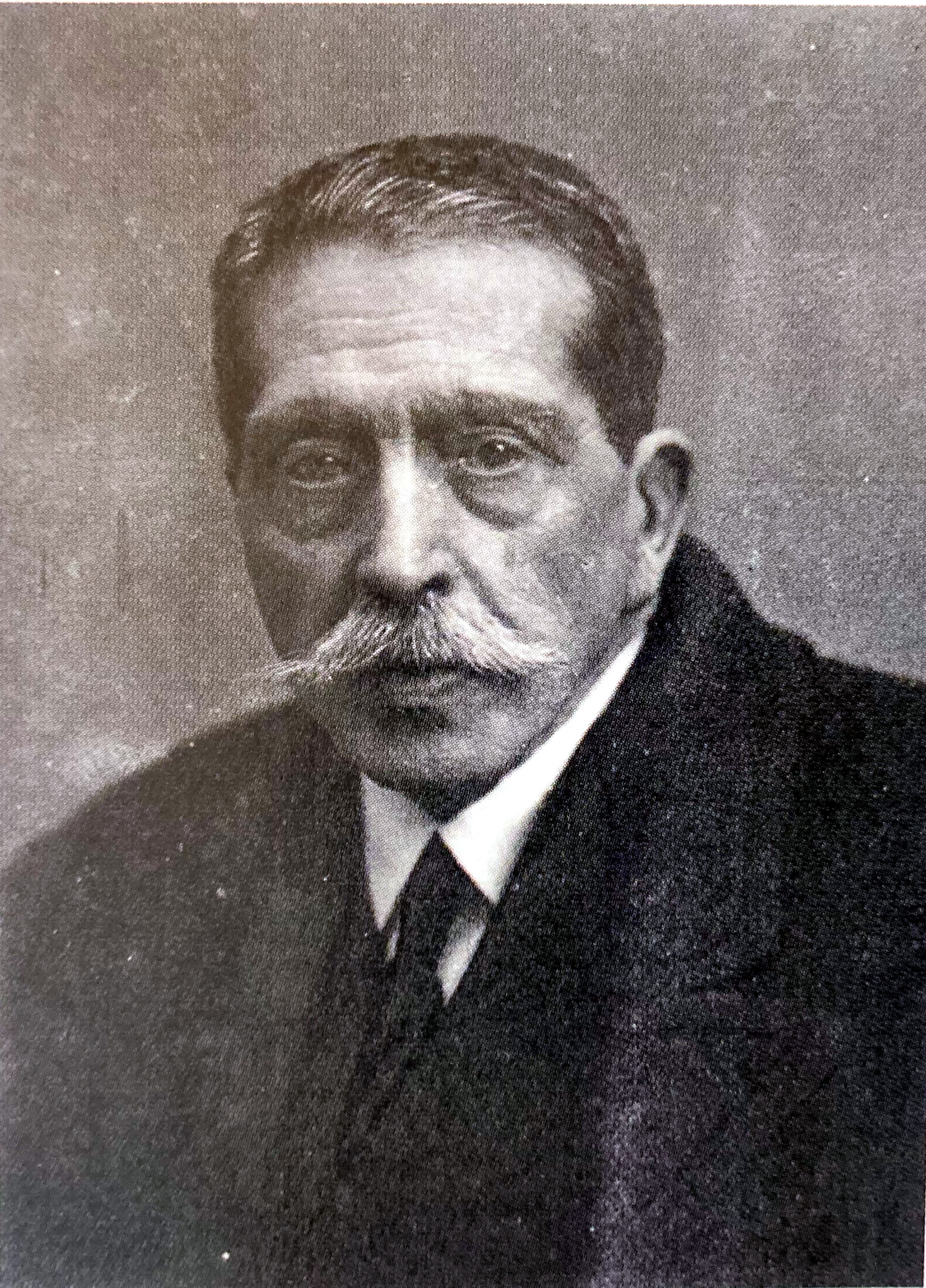
Joaquim Ruyra

Otro escritor destacado fue Prudenci Bertrana, fiel modelo del artista modernista: idealista, rebelde, algo decadente, amante de la naturaleza y en constante lucha con la sociedad. De joven se dedicó a la pintura, género del que luego fue profesor. Se inició en la literatura a los cuarenta años, colaborando en varios periódicos y revistas. Se consagró en 1906 con la novela Josafat, a la que siguieron Nàufregs (1907), Crisàlides (1907) y Proses bàrbares (1911). En la primera, su obra maestra, articula un lenguaje decadentista lleno de símbolos dualistas (campo-ciudad, bien-mal, vicio-virtud), con un relato efectista conseguido a través de imágenes, adjetivos y sensaciones.
Joaquim Ruyra evolucionó desde el romanticismo floralesco hacia el modernismo y, finalmente, el novecentismo. Cultivó tanto la prosa como la poesía y el teatro, pero destacó sobre todo como cuentista. Solo abordó una novela, La gent del mas Aulet, que dejó inacabada, pero con sus cuentos y «novelitas» se mostró como uno de los grandes renovadores de la prosa catalana. Su obra se centra en la idealización de la naturaleza, que describe minuciosamente con toda una serie de recursos estilísticos, poblada por personajes tratados simbólicamente y sometidos a una visión fatalista del mundo, donde cobran especial relevancia los sueños y la imaginación, con un lenguaje dialectal, expresivo, sensual, rico en imágenes. Su principal obra en el período modernista fue Marines i boscatges (1903), publicado en la revista Joventut, que muestra influencias de Poe, Hoffmann y Erckmann-Chatrian, así como de Homero, Dante y Shakespeare. Es una recopilación de cuentos ambientados en el campo o en el mar, que destaca por su vigor descriptivo y por los estudios psicológicos de los personajes.
Otros exponentes fueron: Enric de Fuentes, novelista, poeta y colaborador en varios periódicos y revistas, escribió las novelas psicológicas Tristors (1904), Il·lusions (1905) y Romàntics d'ara (1906); Jaume Massó, narrador, poeta y editor, autor del drama lírico La fada (1897, musicalizado por Enric Morera) y la novela Desil·lusió (1904); Miquel de Palol, poeta, novelista y dramaturgo, autor de obras decadentistas como Llegendes d'amor i de tortura (1909) y Camí de llum (1909); Josep Pous i Pagès, también cultivó los tres géneros literarios, destacando en narrativa con sus obras Per la vida (1903), Quan es fa nosa (1904), Revolta (1906) y La vida i la mort d'en Jordi Fraginals (1912), considerada la mejor novela de vertiente individualista del modernismo; Pompeyo Gener, narrador, dramaturgo y ensayista, autor de narraciones históricas como Dones de cor (1907) y Pasión y muerte de Miguel Servet (1909); Marian Vayreda, autor de dramas rurales como Sang nova (1900) y La punyalada (1904); Alfons Maseras, novelista, poeta y ensayista, autor de las novelas Edmon (1908) —de influencia dannunziana—, L'adolescent (1909) —novela histórica decadentista— e Ildaribal (1915), su mejor obra, de temática histórica y tono existencial; y Josep Maria Folch i Torres, narrador, dramaturgo y poeta, autor de Lària (1904), un drama rural al estilo de Víctor Català, así como Sobirania (1907), Aigua avall (1907), Joan Endal (1909) y L'ànima en camí (1911), para dedicarse posteriormente a la literatura infantil.

### Poesía

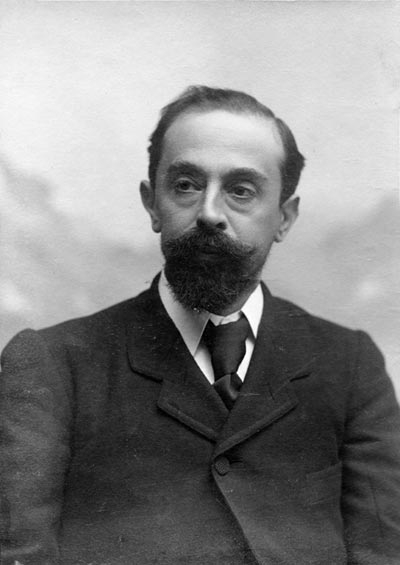
Joan Maragall

La poesía modernista vivió en esta época un período de profunda renovación, en que se intentaba superar el Romanticismo de los Jocs Florals y entroncar con las nuevas corrientes europeas, en un afán de modernizarla, el objetivo final inherente siempre al modernismo. Frente a la retórica floralesca y su temática tradicional (Amor, Patria, Fe), se pretendía renovar el lenguaje y el contenido de la poesía, con un mayor grado de verismo derivado de la afinidad entre el creador y su obra, lo que se realiza a través de la «impresión», en consonancia con el simbolismo literario practicado en Europa —del que tuvo mayor predicamento el belga (Maeterlinck, Verhaeren) frente al francés (Verlaine, Mallarmé)—. La influencia simbolista se denotó en la descripción de estados anímicos partiendo de vivencias reales, todo ello a través de metáforas que expresan sensaciones y sentimientos. Sin embargo, desde 1898 la influencia simbolista fue decayendo, criticada por su poca o nula vinculación social, en busca de un mayor compromiso con la sociedad y los males que la aquejan. Así, Joan Maragall sería uno de los principales críticos del decadentismo y su visión pesimista e individualista del ser humano. Los nuevos referentes serán Gabriele D'Annunzio y Walt Whitman. Frente a la dualidad simbolista de hombre-naturaleza se ofrece una visión integradora entre el ser humano, la naturaleza y el arte, que Maragall sintetiza en su teoría de la «palabra viva», en la que concibe la Vida y la Belleza como un todo, donde el poeta es el único creador y, su palabra, la única verdad. Ello deriva en el «espontaneísmo», en que se integran todos los hechos de la vida en una armonía cósmica de carácter cíclico y positivo. Por último, a partir de 1900 fue ganando adeptos de nuevo la poesía simbolista, esta vez con mayor influjo del parnasianismo y el prerrafaelismo, con una nueva generación de jóvenes poetas defensores del soneto como estrofa ideal, una corriente se signo más clasicista que desembocará en el novecentismo.
Como en el apartado anterior, hay que nombrar en primer lugar a Apeles Mestres. Fue un gran renovador del lenguaje poético, que pretendía modernizar, al tiempo que intentó crear nuevos géneros que mezclaban poesía con prosa, drama, baladas, cuentos y leyendas, bien en dramas líricos o en poemas narrativos. Después de varias obras a caballo entre el Romanticismo y el realismo, su obra más modernista fue Liliana (1907), de influencia prerrafaelita, donde combinó poesía, dibujo y diseño gráfico.

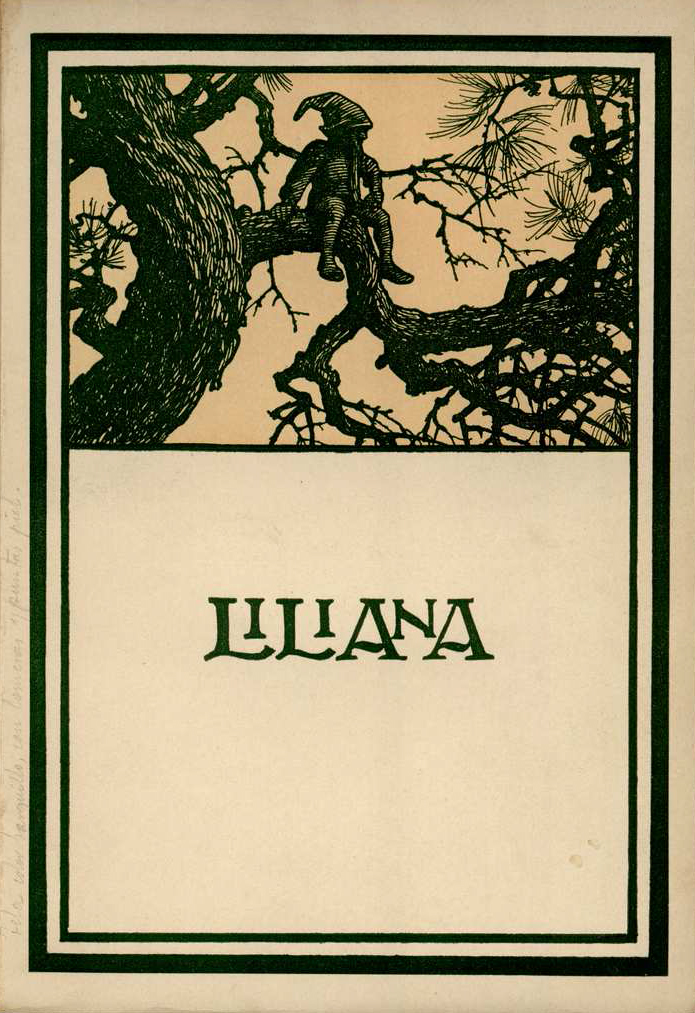
Liliana (1907), de Apeles Mestres

El máximo exponente de la poesía modernista fue Joan Maragall. Recibió la influencia del Romanticismo, especialmente el alemán —y, en particular, Goethe—, mientras que a nivel local fue heredero de Jacinto Verdaguer. También se percibe en su obra la influencia de Nietzsche. A ello aunó un fuerte sentimiento nacional y una actitud panteísta hacia la naturaleza. Maragall fue un referente del modernismo, que vivió como profesional de la creación literaria y actuó como intelectual en múltiples ámbitos de la sociedad. En 1888 publicó su primer poema importante, L'oda infinita, que supone un manifiesto de su credo poético, al entender la poesía como una vocación irrenunciable fruto de la inspiración, cualidad única del poeta, que revela en su obra la belleza del mundo. Su primer libro recopilatorio de poemas fue Poesies (1895), al tiempo que compaginó su obra poética con colaboraciones con periódicos y revistas, especialmente L'Avenç y Diario de Barcelona. Fue también traductor de Nietzsche, cuya filosofía es perceptible en poemas como Paternal y Excelsior. En esos años escribe también algunos poemas decadentistas, más por moda que por convencimiento (Estrofes decadentistes, 1894). Desde 1896 inicia una nueva etapa de signo vitalista, a la que añade una mayor ideología, afín al catalanismo, que plasma en Visions i Cants (1900), donde se acerca a la poesía popular y a temas de la tradición catalana, como en la primera parte de El comte Arnau.
Con el cambio de siglo, Maragall se fue escorando al ala derecha del catalanismo, presentándose cono un respetable burgués católico y padre de familia. En estos años consolida su teoría literaria de la «palabra viva» (Elogi de la Paraula, discurso de su toma de posesión como presidente del Ateneo Barcelonés, 1903), por la que las palabras del poeta significan la Belleza de la Naturaleza, originadora de la emoción estética; el poeta es un médium y la palabra su vehículo de expresión, siendo la palabra popular la más «viva», la que más transmite la emoción. Amplió esta teoría en Elogi de la Poesia (1909), donde añade a la poesía un ámbito religioso y moralizador, integrando la Poesía, el Arte, la Belleza y la Vida en un todo. Plasmó este credo en su recopilación de poemas Enllà (1906), impresiones del poeta sobre paisajes naturales, en que muestra la influencia del poeta alemán Novalis —especialmente en la segunda parte de El comte Arnau—, así como de nuevo Goethe —en Nausica—. Su última gran obra fue Seqüències (1911), que incluye su Cant espiritual, donde exalta la actitud contemplativa del poeta, que intenta eternizar el «momento bello»; así como la tercera parte de El comte Arnau, en que se vuelve a mostrar como un vitalista defensor de la individualidad redentora.

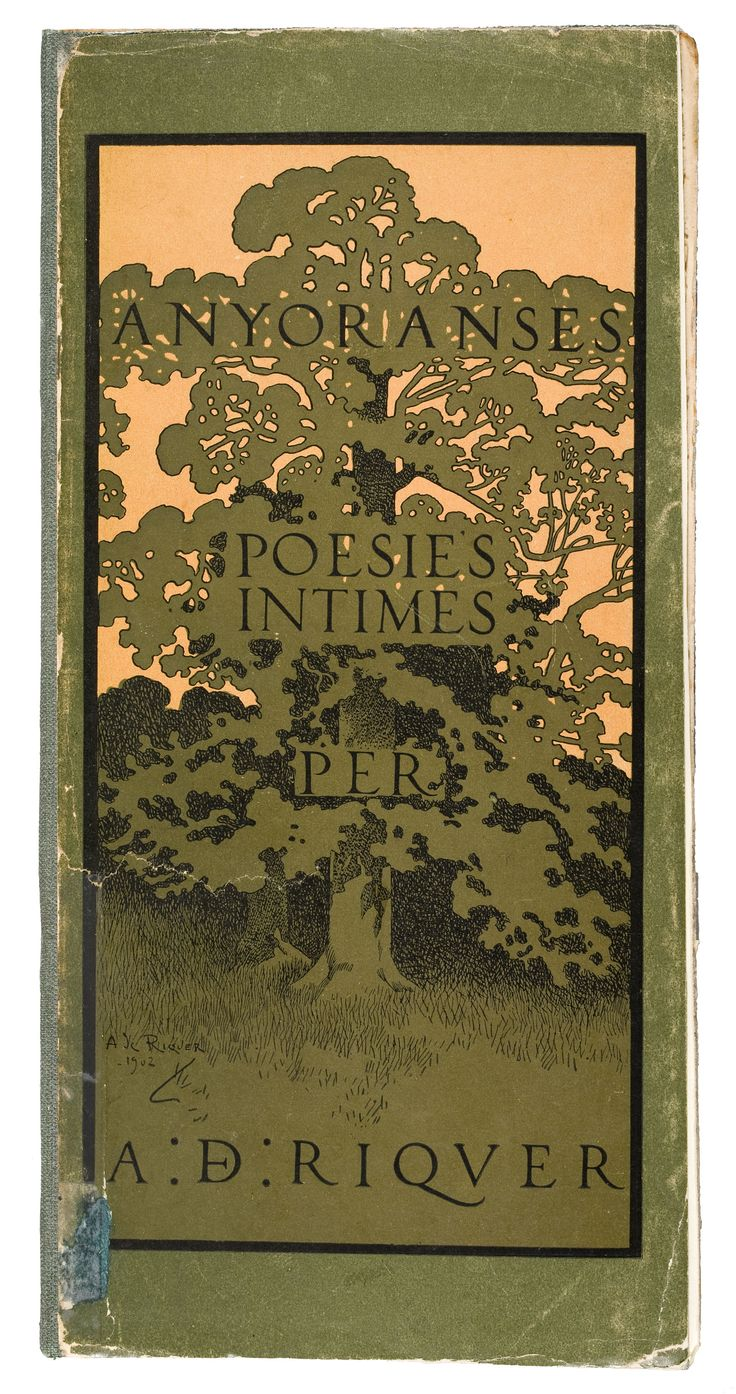
Anyoranses (1902), de Alexandre de Riquer

De la pléyade de poetas de esta época conviene mencionar a: José Pijoán, poeta y ensayista, autor de El cançoner (1905), un recopilatorio de poemas de base tradicional; Magín Morera, poeta tanto en castellano como en catalán, con cierta influencia maragalliana y una temática de base mitológica, entre sus obras destaca el recopilatorio Hores lluminoses (1910); Jeroni Zanné, poeta de raíz simbolista, defensor de la idea wagneriana del arte total e influido asimismo por Goethe, Leconte de Lisle y José María de Heredia, cuya trayectoria recoge la obra Poesies (1908), aunque más tarde evolucionó hacia una línea más clasicista; Lluís Via, poeta, narrador y dramaturgo, siguió una línea vitalista y espontaneísta de influencia maragalliana, como se ve en Esteles (1907), Del cor als llavis (1910), Poesies (1913), Collita (1916) y A mitja veu (1920); Alexandre de Riquer, poeta claramente simbolista e influido por el prerrafaelismo, como se denota en Crisantemes (1899), Anyoranses (1902), Aplec de contes (1906) y Poema del Bosc (1910); Emili Guanyavents, que aunó influencias simbolistas, parnasianas y de autores como Mestres, Bécquer, Campoamor y Maeterlinck, en obras como Alades (1897) y Voliaines (1903); Salvador Albert, dramaturgo, ensayista y poeta de filiación maragalliana, autor de Florida de tardor (1918), Confins (1921) y Òpals (1924); Francesc Pujols, poeta, novelista y dramaturgo, también de influencia maragalliana, recogió sus poemas en Llibre que conté les poesies de Francesc Pujols (1904); Joan Maria Guasch i Miró, igualmente maragalliano en sus cantos a la naturaleza, como Joventut (1900), Pirinenques (1910) y Ofrena (1912); Josep Lleonart, poeta, novelista y dramaturgo, sobrino de Joan Maragall, cultivó una vertiente heredera del Romanticismo alemán —especialmente Goethe— (Elegies germàniques, 1910) y otra influida por su tío (La merla i altres cants, 1914); Joan Llongueras, poeta y compositor, evolucionó del maragallianismo (Lluminoses, 1906; L'estiu al cor, 1928) a la poesía religiosa; Rafael Nogueras, poeta, novelista y dramaturgo, autor de Les tenebroses (1905), un compendio de poemas de tono coloquial y mensaje moralizador y anarquizante, considerado vanguardista por sus efectos tipográficos; Guillem Tell, poeta de raíz simbolista y decadentista, de una artificiosidad contrapuesta al espontaneísmo maragalliano, participó en los Juegos Florales entre 1894 y 1900, año en que dejó la poesía para dedicarse a su profesión de notario; Joan Oliva Bridgman, poeta de tono vitalista influido por Apeles Mestres, amigo de Picasso, que ilustró alguno de sus poemas, entre sus obras destacan Brometes, corrandes i altres poesies (1899) y Jovenesa (1906); Antoni Isern, seguidor del esponatenísmo maragalliano, como en Sentiments (1899) y Esplets d'ànima jove (1903); y Pere Prat i Gaballí, de corriente simbolista, influido por el parnasianismo y la obra de Maragall, autor de El temple obert (1908), Poemes de la terra i del mar (1912) y Oracions ferventes (1912).
Por último, cabe reseñar a dos poetas mallorquines que ejercieron un gran influjo en la literatura catalana: Miguel Costa y Llobera y Joan Alcover. La escuela mallorquina impulsó un estilo clásico y sereno, con raíces en la mitología insular y la retórica latina, con afán de crear un nuevo marco estético e ideológico para la poesía, basado en un lenguaje sutil y refinado. Costa y Llobera denotó la influencia de autores como Victor Hugo, Lamartine, Leconte de Lisle y Giosuè Carducci. Ordenado sacerdote, compaginó sus creencias con un mundo personal dedicado a la cultura selecta y refinada, desarrollando una poesía racional y de perfección formal, plasmada en Poesies (1885), De l'agre de la terra (1897), Tradicions i fantasies (1903) y Horacianes (1906). Por su parte, Alcover ejerció de abogado y cultivó la poesía como afición, al principio en castellano, con un estilo afín al Romanticismo, para pasar al catalán en el cambio de siglo. Su teoría poética se fundamenta en la claridad, la realidad y la sinceridad, con un tono íntimo que trasluce el dolor por la pérdida de cuatro de su hijos, así como una visión idealizada de la naturaleza. Su mayor obra fue Cap al tard (1909). Otros miembros más jóvenes de la escuela mallorquina fueron Gabriel Alomar y Miguel de los Santos Oliver. El primero cultivó una poesía de raíz simbolista y parnasiana, con influencia de Carducci y D'Annunzio, así como un influjo wagneriano en la búsqueda de la musicalidad (La columna de foc, 1911). Oliver fue poeta, narrador y ensayista, afincado en Barcelona en 1904, donde se acercó al catalanismo, con una poesía heredera del juegofloralismo de la Renaixença con las aportaciones modernistas, generalmente en forma de romance o balada (Poesies, 1910).

### Teatro

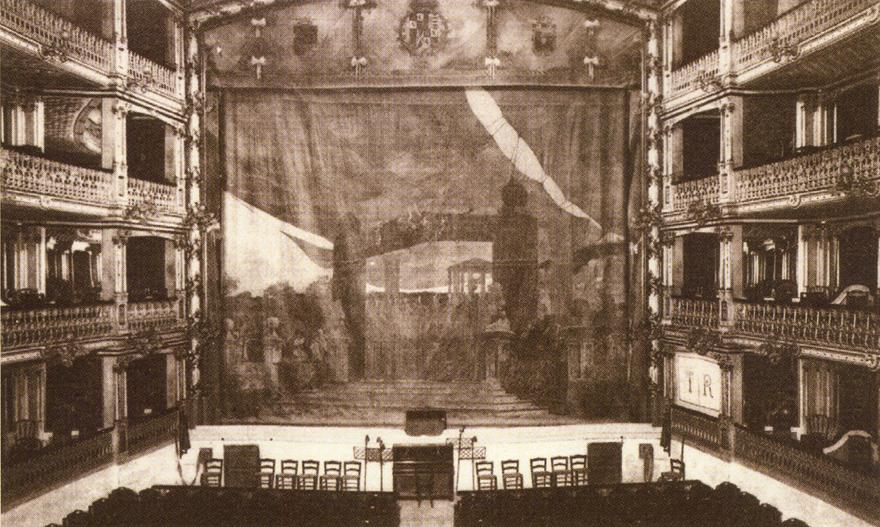
Teatro Romea, Barcelona (1914)

El teatro fue uno de los principales medios de difusión del modernismo, al aunar textos literarios con la escenificación de los mismos, donde cobró un papel primordial la escenografía, que plasmó asimismo las principales características del arte modernista. El teatro fue reflejo en estos años de la idea de «arte total» formulada por Wagner con su teoría de la Gesamtkunstwerk. Así, las artes escénicas cobraron un gran auge en esta época, gracias a la representación de obras autóctonas y de autores extranjeros, con dos líneas estéticas diferenciadas: la naturalista, representada por Ibsen, Strindberg y Chéjov; y la simbolista, liderada por Maeterlinck, D'Annunzio y Gerhart Hauptmann. El principal escenario del teatro modernista fue el Teatro Romea de Barcelona, que acogió las obras de los nuevos dramaturgos modernos, como Rusiñol, Gual o Iglesias, dirigidas a un público más popular, mientras que la burguesía, todavía no identificada con el nuevo movimiento literario, prefería el programa oficial del Teatro Principal.
Cabe mencionar en primer lugar a Ángel Guimerá, la gran figura del teatro de la generación anterior, en un estilo que oscilaba entre el Romanticismo y el realismo y que, en su madurez, se adhirió por un tiempo al modernismo. Con el cambio de siglo, los éxitos de los jóvenes escritores modernistas le llevaron a probar el nuevo estilo, en obras como Les monges de Sant Aimant (1895), Arran de terra (1901), La Santa Espina (1907), La reina jove (1911) y Al cor de la nit (1918), basadas en su mayoría en mitos y leyendas, con personajes de gran valor simbólico. Otro representante de la generación anterior que vivió una etapa modernista fue Apeles Mestres. Sus obras dramáticas oscilaron entre el naturalismo y el realismo: La presentalla (1908), Liliana (versión teatral de su poemario de 1907, estrenada en 1911).

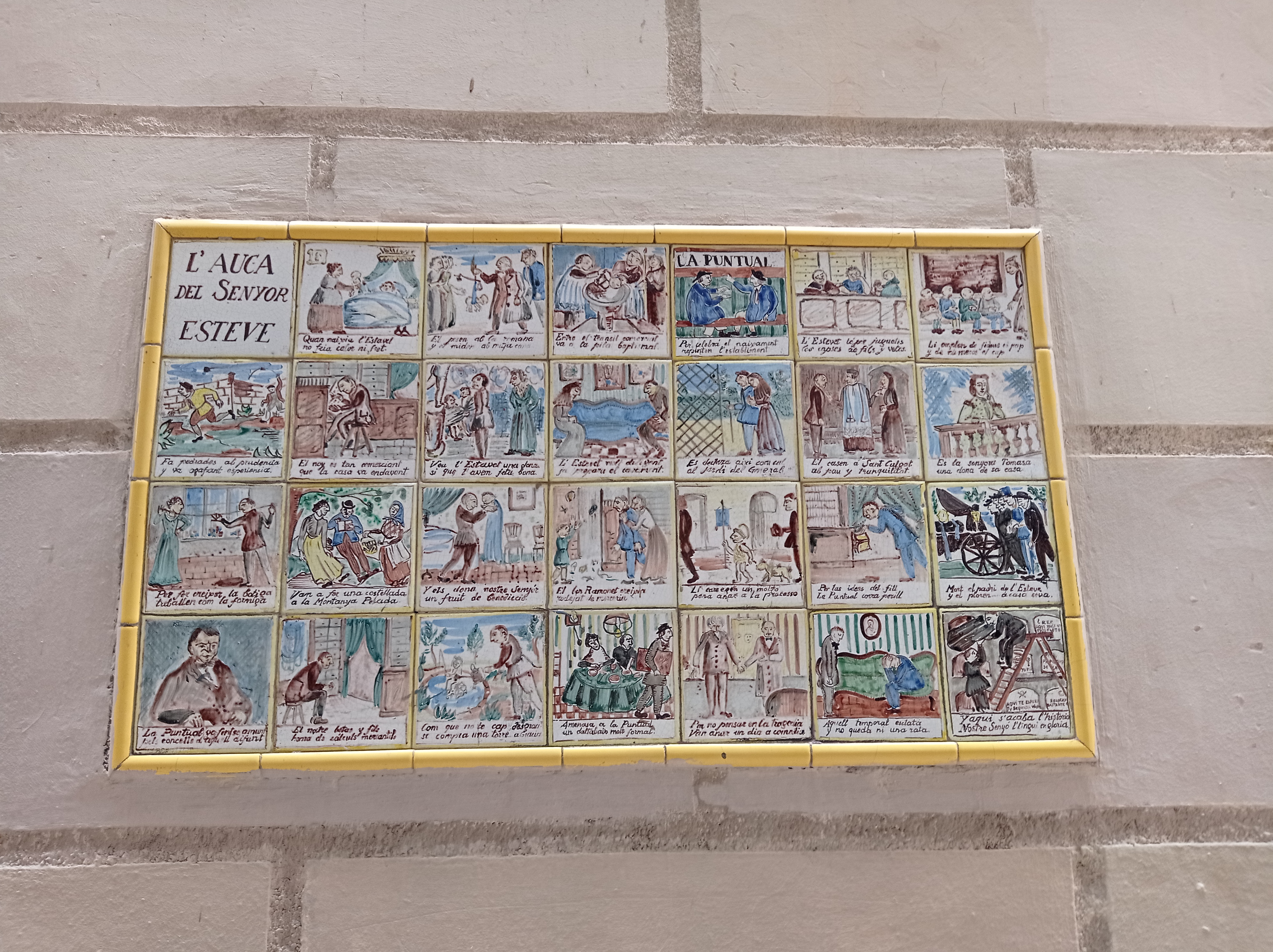
Azulejos de L'Auca del senyor Esteve en la calle Petritxol de Barcelona

La gran figura del teatro modernista fue Santiago Rusiñol, que fue el principal representante de la línea simbolista, cuyo principal leitmotiv era la confrontación entre el individuo idealista y la sociedad de su tiempo, pragmática y mezquina. Como se ha visto en su faceta de pintor, Rusiñol fue un artista bohemio, dedicado por entero al arte gracias al apoyo económico de su familia, perteneciente a la burguesía textil. Rusiñol vivió su vida de forma dual, oscilando entre un vitalismo exultante que mostraba en público y un interior colmado de tristeza y escepticismo, que controlaba con la drogodependencia. Así, sus obras se mueven entre el humorismo y la sátira, con un gran componente de lirismo decadentista, así como un cierto fondo costumbrista. Su primer éxito como dramaturgo fue el monólogo L'home de l'orgue (1890). En los años del cambio de siglo cultivó el cuadro lírico decadentista, con obras como L'alegria que passa (1898), El jardí abandonat (1900) y Cigales i formigues (1901). Desde 1902 se pasó al costumbrismo, en una línea regeneracionista y de crítica social, en la que tuvo mayor éxito, con comedias como Els Jocs Florals de Canprosa (1902) y dramas como El pati blau (1902), L'Hèroe (1903), El místic (1904) y La bona gent (1906). Su mayor éxito fue la comedia L'Auca del senyor Esteve (en origen una novela de 1909, adaptada al teatro y estrenada en 1917), una obra de tono autobiográfico que plantea la relación entre el artista y la sociedad. Desde 1907 cultivó un teatro más popular, con un mayor tono humorístico, bien en formato de farsa (La llei de l'herència, 1908), de sainete (El pintor de miracles, 1912; L'homenatge, 1914) o de comedia (La intel·lectual, 1909; El despatriat, 1912). Su último drama fue La casa de l'art (1918).

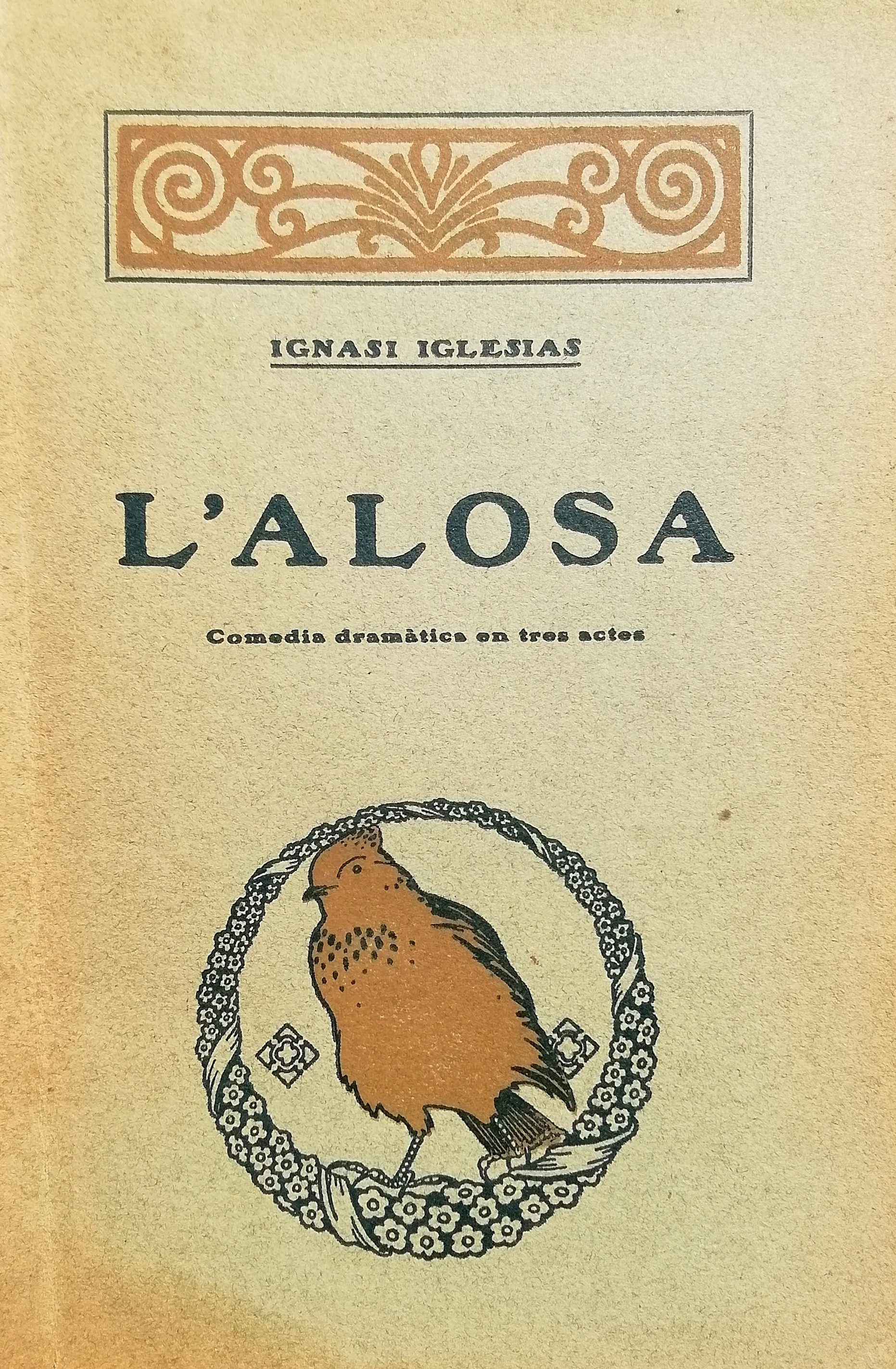
L'alosa (1913), de Ignasi Iglesias

El principal representante de la línea naturalista fue Ignasi Iglesias. Esta corriente se centraba en los conflictos sociales, tomando como punto de partida el drama ibseniano de ideas. Iglesias se centró en obras donde el individuo se halla inmerso en una sociedad estamental inmovilista, con un tono sentimental que le aleja de todas formas de un naturalismo puro al estilo zoliano, que era su pretensión inicial. Su primera obra fue el drama L'argolla (1894), donde ya muestra la influencia ibseniana. Le siguieron obras dramáticas de trasfondo amoroso, como Fructidor (1897), Els conscients (1898) y L'alosa (1899), que le fueron proporcionando popularidad. Sus obras más comprometidas socialmente fueron El cor del poble (1902), Els vells (1903) y Les garses (1905), centradas en conflictos obreros. En los años 1910 se pasó a la comedia costumbrista y el poema dramático, que le supuso una pérdida de popularidad.
Otro miembro destacado del teatro modernista fue Adrián Gual, que fue tanto dramaturgo como empresario, director teatral, escenógrafo y actor, además de pintor y cineasta, fundador de la compañía Teatre Íntim y director de la Escuela Catalana de Arte Dramático. Durante una estancia en París entre 1900 y 1902 entró en contacto con la obra de dos directores vanguardistas, André Antoine y Paul Fort, el primero de estilo naturalista y fundador del Théâtre Libre y, el segundo, de tono simbolista y creador del Théâtre d'Art. Estas dos tendencias se fundieron en Gual, junto con la influencia de la obra de Maeterlinck, produciendo una obra de raíz simbolista y de tono idealista y poético. Su primera obra relevante fue Nocturn, Andante morat (1896), donde pretendía una obra de arte total de tipo wagneriano, aglutinando poesía, música y pintura. En 1898 inauguró su Teatre Íntim con Silenci, un «drama mundano», a la que siguió Blancaflor (1899), de corte popular. Con Misteri de dolor (1902) se alejó del simbolismo y se adentró en el costumbrismo de tipo rural, con la pretensión de aunar emoción y sobriedad. La fi de Tomàs Reynald (1904) fue su obra más comercial, a la que siguieron la comedia Els pobres menestrals (1906) y el drama poético Donzell qui cerca muller (1910). Posteriormente se dedicó más a sus actividades directivas y empresariales, así como a la traducción.

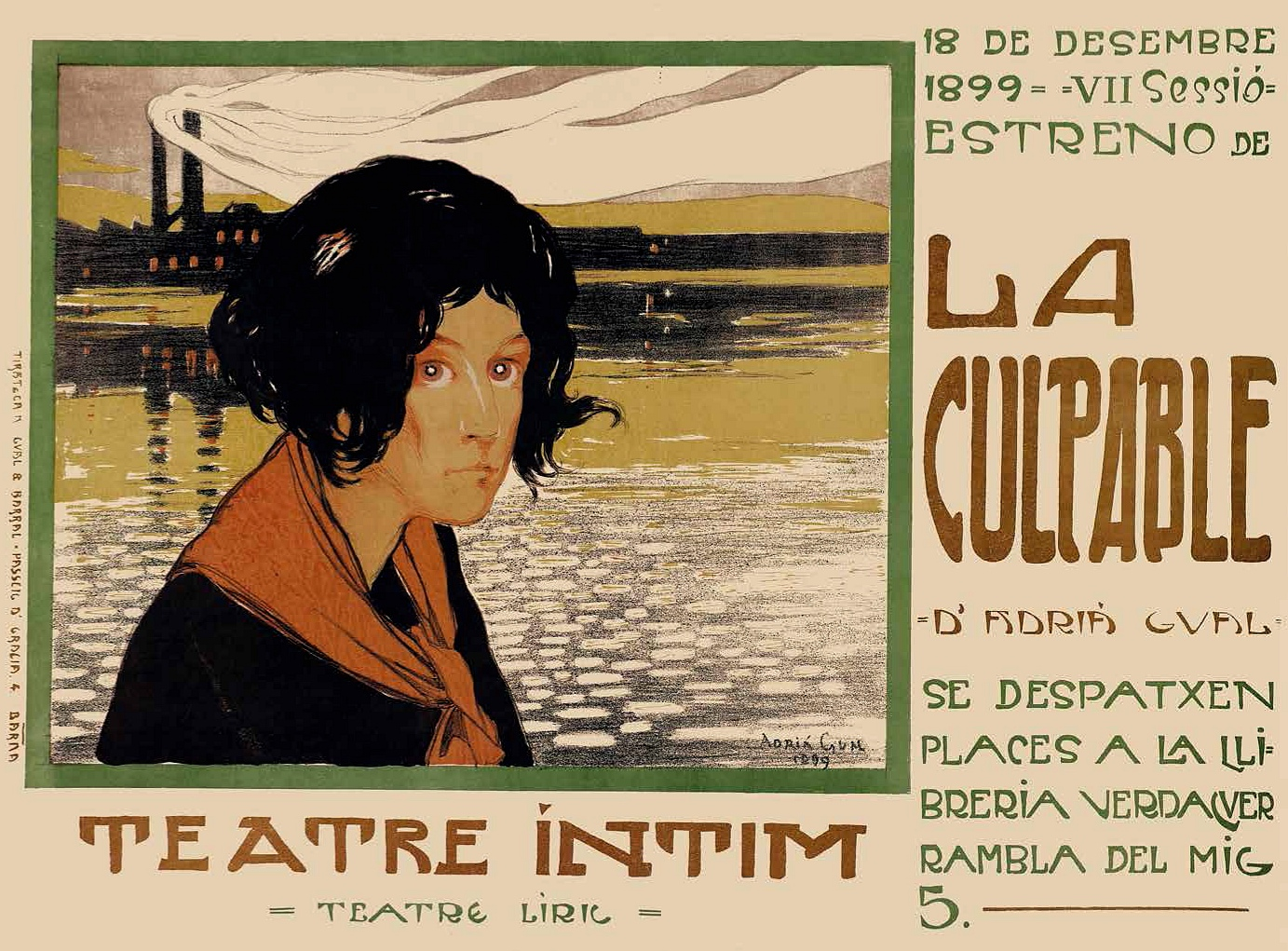
La culpable (1899), de Adrián Gual

Joan Puig i Ferreter fue representante del modernismo «negro» y anarquizante, con dos etapas en su trayectoria teatral: en la primera mostró la influencia de los autores rusos y escandinavos, en dramas de pasiones como La dama alegre (1904), Arrels mortes (1906), Aigües encantades (1908), La dama enamorada (1908), Drama d'humils (1909), El gran Aleix (1911) y La dolça Agnès (1914). En la segunda se decantó por la comedia, un tanto alejado ya del modernismo.
Josep Pous i Pagès incursionó en el teatro con dos dramas ibsenianos (Sol ixent, 1902; El mestre nou, 1903), mientras que más tarde cultivó numerosos géneros, como el drama rural (L'endemà de bodes, 1904), la comedia (Senyora àvia vol marit, 1912; Rei i senyor, 1918), el drama ideológico (Pàtria, 1914), la farsa (Sang blava, 1914) y la tragicomedia (Damià Rocabruna, el bandoler, 1917). Después se centró en la alta comedia burguesa: Flacs naixem, flacs vivim (1919), Papallones (1919), No tan sols de pa viu l'home (1919), Quan passava la tragèdia (1920), Tardania (1921), Primera volada (1921).
Otros exponentes del teatro modernista fueron: Juli Vallmitjana, autor de obras cortas de tono costumbrista y componente simbólico, ambientadas en bajos fondos y frecuentadas por gitanos, con uso frecuente de argot (Els oposats, 1906; Els jambus, 1910; Entre gitanos, 1911; Els zin-calós, 1911; La gitana verge, 1912); Jaume Brossa, autor de dos dramas de influencia ibseniana (Els sepulcres blancs, 1900; y Les flors del desert, 1902); Josep Maria Folch i Torres, dedicado al teatro infantil, en obras como Els pastorets o l'adveniment de l'infant Jesús (1916), La xinel·la preciosa (1918) y La Ventafocs (1920); Joan Torrendell cultivó el teatro de ideas, con influencia de Ignasi Iglesias (Els encarrilats, 1901; Els dos esperits, 1902); y Pere Cavallé, representante de la línea vitalista (Aubada i posta, 1905; La terra, 1918; Els germans Ferrerons, 1918).

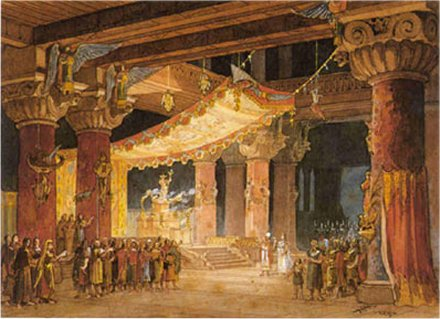
Escenografía de Sansón y Dalila (1897), de Francesc Soler Rovirosa

Dentro de las artes escénicas tuvo un gran auge la escenografía, marcada como no podía ser de otro modo por el decorativismo modernista, siendo de remarcar los nombres de Francesc Soler Rovirosa, Mauricio Vilomara y Salvador Alarma. El primero estudió en la Escuela de la Lonja y en París, donde trabajó unos años en el taller de Charles-Antoine Cambon. Fue el gran renovador de la escenografía catalana, sobre todo a nivel técnico, introduciendo el concepto de espacio en los decorados, si bien en cuanto a estilo era más bien heredero del realismo. Realizó numerosas escenografías para el Gran Teatro del Liceo (Tristán e Isolda, 1899). Discípulo suyo fue Vilomara, iniciado en el arte como pintor, pero pasado a la escenografía tras contemplar los grandes espectáculos del Liceo, en el que realizaría decorados como los de Lohengrin (1909). Trabajó para varios teatros de Barcelona y Madrid, con un estilo que destacaba por la composición y técnica del dibujo. Alarma pertenecía a una familia de decoradores murales y se formó en la Lonja y en París, donde —como Soler— trabajó en el taller de Cambon. En 1889 se asoció con su tío Miquel Moragas, constituyendo la empresa Alarma i Moragas. Trabajó en Barcelona, Madrid, Buenos Aires y La Habana, cosechando grandes éxitos, con un estilo que destacaba por su colorismo y luminosidad. Algunos de sus mejores trabajos fueron para el Gran teatro del Liceo. También colaboró con los espectáculos organizados por Luis Graner en la Sala Mercè y decoró locales comerciales, como la sala de baile La Paloma (1903) y el Cine Doré (1910). Fue director de la sección de escenografía del Instituto del Teatro de Barcelona.

## Música

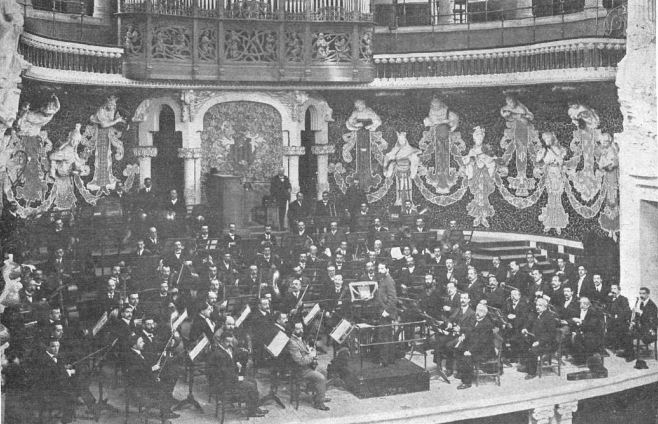
Concierto de la Orquesta Sinfónica de Madrid en el Palacio de la Música Catalana (1909)

La música tuvo gran relevancia durante el siglo XIX, potenciada por el surgimiento de las orquestas sinfónicas. La principal corriente musical de inicios de siglo fue la del Romanticismo, representada por compositores como Fernando Sor, Ramón Carnicer, Mateo Ferrer, Ramón Vilanova y Marià Obiols. En 1844 se fundó la Sociedad Filarmónica de Barcelona y, en 1886, el Conservatorio Municipal de Música de Barcelona, mientras que, en 1847, se creó el Gran Teatro del Liceo, en 1891 el Orfeón Catalán y, en 1908, el Palacio de la Música Catalana.
En sentido estricto no se puede hablar de una música modernista, sino más bien de un período que aglutina a compositores de diversas tendencias y sensibilidades. Pese a todo, fue una etapa rica y fructífera para la música catalana, con autores que alcanzaron cotas de gran calidad. Desde Europa se recibieron múltiples influencias, desde los últimos vestigios del Romanticismo —en Cataluña gozó de mucho éxito en especial la ópera italiana de Rossini, Bellini, Verdi y Donizetti—, pasando por la singular figura de Wagner —que en Cataluña gozó de un enorme éxito, que cristalizó en la fundación de la Asociación Wagneriana de Barcelona en 1901— hasta llegar al impresionismo musical de Debussy y Ravel. Por otro lado, en estos años fueron surgiendo en diversos países escuelas nacionales que impulsaron el renacer cultural y musical de sus respectivas naciones en lo que se vino a denominar nacionalismo musical, con representantes como Borodin, Musorgski, Rimski-Korsakov, Dvořák, Smetana, Bartók, Grieg y Sibelius, que se reflejó igualmente en España con Manuel de Falla, Joaquín Rodrigo, Francisco Asenjo Barbieri o Joaquín Turina, y que contó con representantes catalanes como Pedrell, Albéniz y Granados.

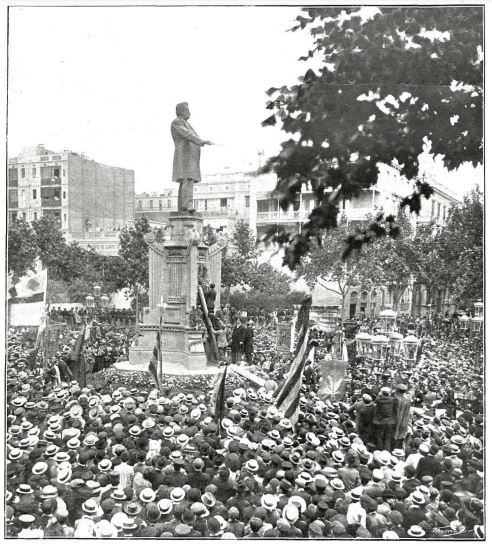
50 aniversario de los coros de Clavé (1907)

En este período se popularizó la música coral gracias a los llamados «coros de Clavé», que aglutinaban la música con la fraternidad obrera. José Anselmo Clavé perteneció a la generación anterior a la modernista, pero su obra dejó una profunda huella. Su proyecto pretendía aglutinar la música con la regeneración de la clase obrera, gracias al espíritu comunitario de las sociedades corales. En 1845 fundó la sociedad L'Aurora, a la que siguieron La Fraternitat y Euterpe, que desembocaron en las Societats Euterpenses, que contaron con ochenta y cinco filiales y llegaron a contabilizar más de dos mil coristas. Sucesor de Clavé fue Josep Rodoreda, un músico modesto, pero solvente, que perfeccionó las técnicas corales y transformó los coros inicialmente masculinos en mixtos.

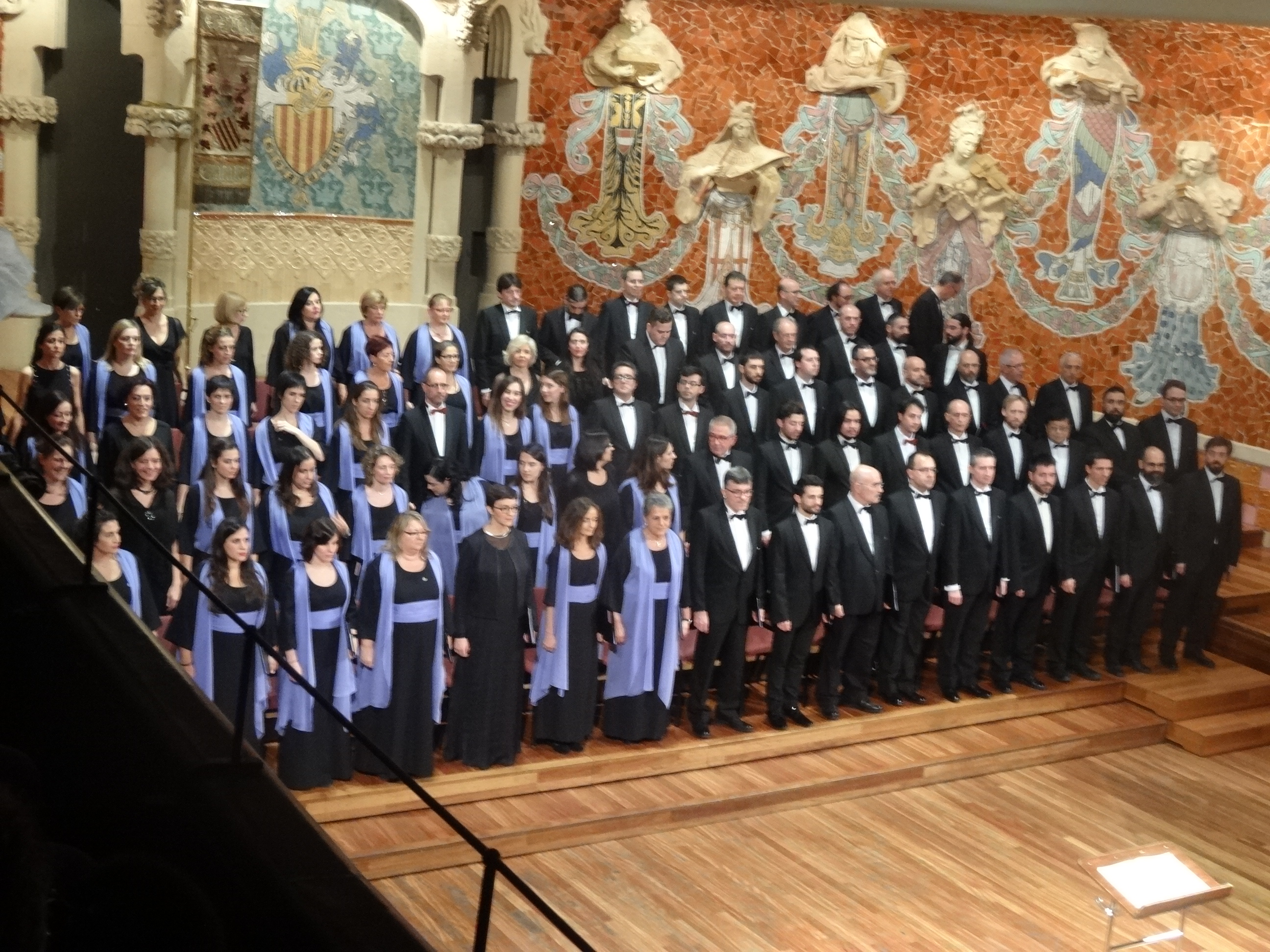
Concierto del Orfeón Catalán

La música coral evolucionó gracias al surgimiento de los orfeones: en 1885 se celebró en el Palacio de Bellas Artes de Barcelona un concurso de orfeones —ganado por el de Bilbao— que causó un gran impacto y conllevó la creación, en 1891, del Orfeón Catalán, fundado por Lluís Millet y Amadeo Vives. Estos compositores promovieron un nuevo estilo musical que, partiendo de las raíces populares catalanas, entroncase con la música coetánea europea. El Orfeón promovió la creación del Palacio de la Música Catalana, donde estableció su sede y donde se sintetizaron todas las artes del modernismo (arquitectura, escultura, decoración, música, literatura), convirtiéndose en el símbolo por excelencia de la nueva cultura catalana.
La importancia otorgada en el siglo XIX a la voz comportó el surgimiento de un nuevo género, el lied, una canción lírica consistente por lo general en la musicalización de un poema, interpretada por una voz generalmente solista y un acompañamiento musical, preferentemente de piano. A finales de siglo surgió con fuerza en Cataluña el llamado «lied catalán», que tendría un gran auge hasta mediados del siglo XX. El lied comportó el surgimiento de nuevas formas expresivas y el perfeccionamiento de la técnica musical, al tiempo que revalorizó el patrimonio musical popular en busca de nuevas fuentes de inspiración, como serían el trovadorismo medieval o la música bucólica pastoril.
La música sinfónica tuvo en esta época menos predicamento que la coral o la operística y se circunscribió a pequeños estamentos culturales. En 1866 se creó la Sociedad de Conciertos del Prado Catalán y, en 1872, la Sociedad Barcelonesa de Cuartetos, que ofrecían obras sinfónicas de compositores generalmente románticos. Pero sería casi únicamente la Orquesta del Liceo la que ofrecía ocasionalmente conciertos sinfónicos. Uno de sus principales promotores fue Antoni Nicolau, que dirigió varios de estos conciertos que, sin embargo, no tuvieron mucho éxito e incluso fueron duramente criticados. Sería ya con el cambio de siglo y con la llegada de obras de compositores modernos como Mahler, Bruckner o Richard Strauss que la música sinfónica comenzaría a tener éxito. Así, surgieron nuevas entidades, como la Sociedad Catalana de Conciertos en 1892 y la Sociedad Filarmónica de Barcelona en 1897.

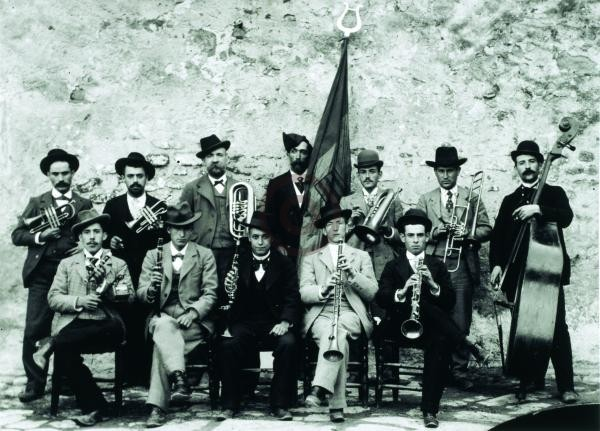
Fotografía de una cobla (1909), la agrupación musical típica para la interpretación de la sardana

Cabe señalar también la importante herencia dejada por Pep Ventura, un compositor de la generación anterior que, al igual que Clavé, dejó una importante impronta por su recuperación de la música popular y folclórica, especialmente en relación con el género de la sardana. Fue el introductor de la tenora, un instrumento que otorgaría una nueva sonoridad al género y lo convertiría en una especialidad inconfundible. Gracias a su intuición melódica, dejó piezas de gran calidad en su género y que gozaron de gran popularidad. La sardana se interpreta con una agrupación musical llamada cobla, de la que surgieron muchas en esta época, como La Principal de La Bisbal (1888). Por otro lado, la música se acompaña de la danza de igual nombre, consolidada en esta época como la danza popular catalana por antonomasia. Cultivaron también el género de la sardana Enric Morera —autor de una de las más famosas, La Santa Espina (1907), con texto de Ángel Guimerá—, Francisco Pujol, Antoni Nicolau y Vicenç Bou.
A finales de siglo se popularizó una canción que con el tiempo se convertiría en el himno catalán, Els segadors, una antigua canción popular que fue adaptada entre 1892 (música, Francisco Alió) y 1899 (letra, Emili Guanyavents). Aunque en principio no tenía ninguna connotación reivindicativa ni patriótica, fue adoptada como himno nacional por el catalanismo, sin reconocimiento oficial hasta su consagración por la Generalidad en 1993.
El padre del nacionalismo musical catalán fue Felipe Pedrell, de relevancia en toda la península gracias a su labor musicológica y su estudio del patrimonio popular. Pedrell fue el fundador de una nueva escuela catalana, con obras de gran solvencia técnica, pero cierta indefinición estética, ya que se movió entre la influencia de la ópera italiana y la del wagnerianismo —fue uno de los introductores de Wagner en Cataluña—. Fue autor de óperas, zarzuelas, obras religiosas y música de cámara.

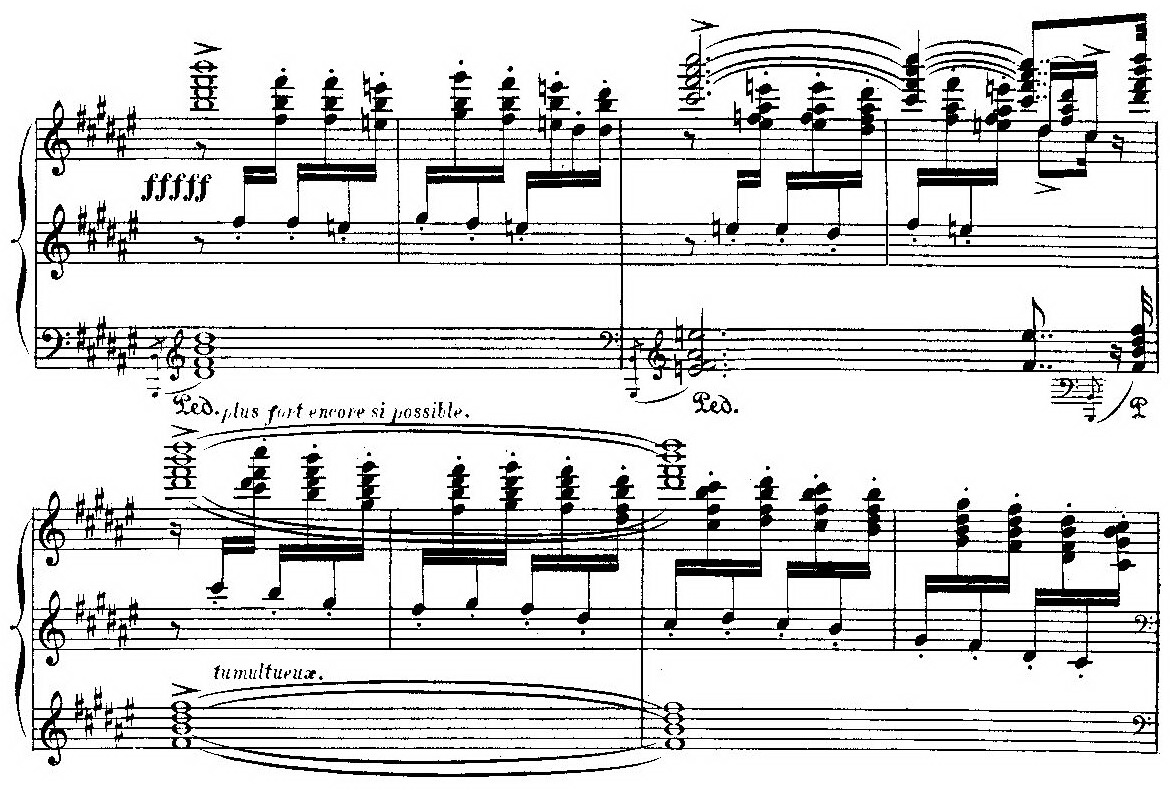
Fragmento de notación musical de la suite Iberia (1906), de Isaac Albéniz

Los dos grandes compositores del modernismo catalán fueron Isaac Albéniz y Enrique Granados. El primero fue pianista y compositor, que aunó raíces folclóricas con la influencia del impresionismo francés. Estudió en Madrid, donde residió unos años y, posteriormente, realizó varias giras de conciertos por Hispanoamérica. Poco después, completó estudios en Bruselas y regresó a Cataluña. También residió un tiempo en París, donde conoció a Casas y Rusiñol, quienes le introdujeron a su regreso a la tertulia de Els Quatre Gats, donde realizó varios conciertos. Fue autor de ópera, zarzuela y música sinfónica, siendo de destacar su suite Iberia (1906).
Granados fue discípulo de Pedrell, al tiempo que estudió piano con Juan Bautista Pujol. Por su maestro recibió la influencia de Wagner, que fue determinante en su trayectoria, especialmente en el concepto de «obra de arte total», que le llevó a relacionarse con diversos escritores para sus obras, como Adrián Gual o Apeles Mestres. También denotó la influencia del Romanticismo de Chopin, Schumann o Schubert. Completó su formación en París con Charles-Auguste de Bériot, donde conoció a Debussy y D'Indy. Durante un tiempo fue pianista de café, hasta que empezó a cosechar algunos éxitos. En 1900 fundó la Sociedad de Conciertos Clásicos, así como la Academia Granados. Su obra fue una de las más internacionales dentro del panorama musical catalán, hecho que le comportó diversas críticas por alejarse del acervo popular. Destacaron sus obras para piano, como 12 Danzas españolas y Capricho español, así como música de cámara y diversas óperas.
Junto a ellos conviene destacar a Enric Morera, Amadeo Vives y Lluís Millet. El primero fue discípulo de Pedrell y amplió estudios en Bélgica, donde recibió la influencia del impresionismo francés. Fue autor de óperas, música sinfónica, coral, de cámara y para piano, así como sardanas. También armonizó numerosas canciones populares y musicalizó diversas obras de Santiago Rusiñol y Ángel Guimerá. En 1895 fundó la coral Catalunya Nova. Vives se formó como pianista. Sus obras gozaron de gran éxito y fue uno de los protagonistas de las tertulias barcelonesas, donde entabló amistad con personajes como Domènech i Montaner, Puig i Cadafalch, Ramón Casas, Isidro Nonell y Pablo Picasso. En 1897 se instaló en Madrid, donde desarrolló casi toda su carrera y donde ejerció también de empresario con tres teatros: Zarzuela, Cómico y Eslava. Fue también profesor en el Conservatorio de Música de Madrid. Fue autor de óperas, zarzuelas y música coral, como su famoso L'emigrant, sobre un poema de Verdaguer. Millet fue compositor y director de orquesta, discípulo de Pedrell. Fue director vitalicio del Orfeón Catalán y propulsó e investigó la música popular catalana. Compuso obras corales (El cant dels ocells, El cant de la senyera), canciones populares armonizadas (La dama d'Aragó, El comte Arnau), música sinfónica y para piano y orquesta (Catalanesques). También fundó la Revista Musical Catalana y fue catedrático del Conservatorio de Música de Barcelona.

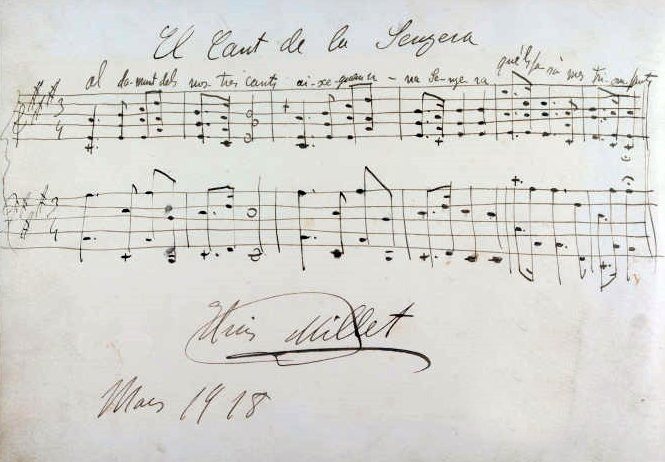
El Cant de la Senyera, de Lluís Millet

Cabe citar igualmente a compositores como: Francisco Alió, destacó como compositor de obras para piano y canto, así como fue un importante folclorista; Josep Barberà, discípulo de Pedrell, fue compositor y profesor en el Conservatorio del Liceo, realizó obras para piano, canto y orquesta, entre las que destacan dos sinfonías; Joan Borràs de Palau, compositor y crítico musical, destacó como liederista (Voreta la mar, 1896); Vicenç Bou, compositor de sardanas, entre las que destacan L'alegria del poble y Mirant al mar; Amadeu Cuscó, autor de música de cámara, sinfónica, litúrgica y coral; Juli Garreta, autor de obras sinfónicas de orquestación germánica, como la Suite Empordanesa; Vicenç Maria Gibert, compositor, organista y musicógrafo, discípulo de Pedrell y Millet, autor de obras orquestales y corales, así como canciones populares armonizadas; Joan Lamote de Grignon, compositor, pianista y director de orquesta, autor de obras sinfónicas, óperas y lieder; Miguel Llobet, compositor y guitarrista, instrumento para el que arregló numerosas canciones populares catalanas, como El rossinyol; Joan Llongueras, autor de ensayos y canciones e introductor en Cataluña del método de gimnasia rítmica de Jacques-Dalcroze; Joaquín Malats, compositor y pianista, autor de música de cámara, serenatas, mazurcas, danzas para piano y unas Impresiones de España para orquesta; Juan Manén, compositor y violinista, autor de obras sinfónicas, óperas, ballets y sardanas; Rafael Martínez Valls, autor de música de cámara y religiosa, así como zarzuelas; Apeles Mestres, escritor y dibujante que también compuso varias canciones de evocación rococó; Antoni Nicolau, formado en París, fue autor de óperas, obras sinfónicas y corales; Jaime Pahissa, discípulo de Morera, englobable en el modernismo en su juventud, ya que posteriormente evolucionó hacia el vanguardismo, autor de óperas, obras corales y sinfónicas, música de cámara y para piano; Francisco Pujol, discípulo de Millet, compuso obras religiosas, para canto, piano, sardanas y canciones populares armonizadas; Josep Rodoreda, compositor, pianista y director de orquesta, continuador de la obra coral de Clavé y fundador de la Banda y la Escuela Municipal de Música de Barcelona, recordado por su himno Virolai; Luis Romeu, sacerdote, compositor y organista, autor de obras religiosas y armonización de canciones populares; José Sancho Marraco, organista y compositor de música religiosa, así como canciones populares y sardanas; Francisco Tárrega, compositor y guitarrista, creó la escuela moderna de interpretación de guitarra clásica, autor de numerosas obras para este instrumento, la mayoría de aire orientalizante; y Ricardo Viñes, compositor y pianista, condiscípulo de Ravel, denotó la influencia del impresionismo francés y destacó en sus obras para piano.

### Ópera

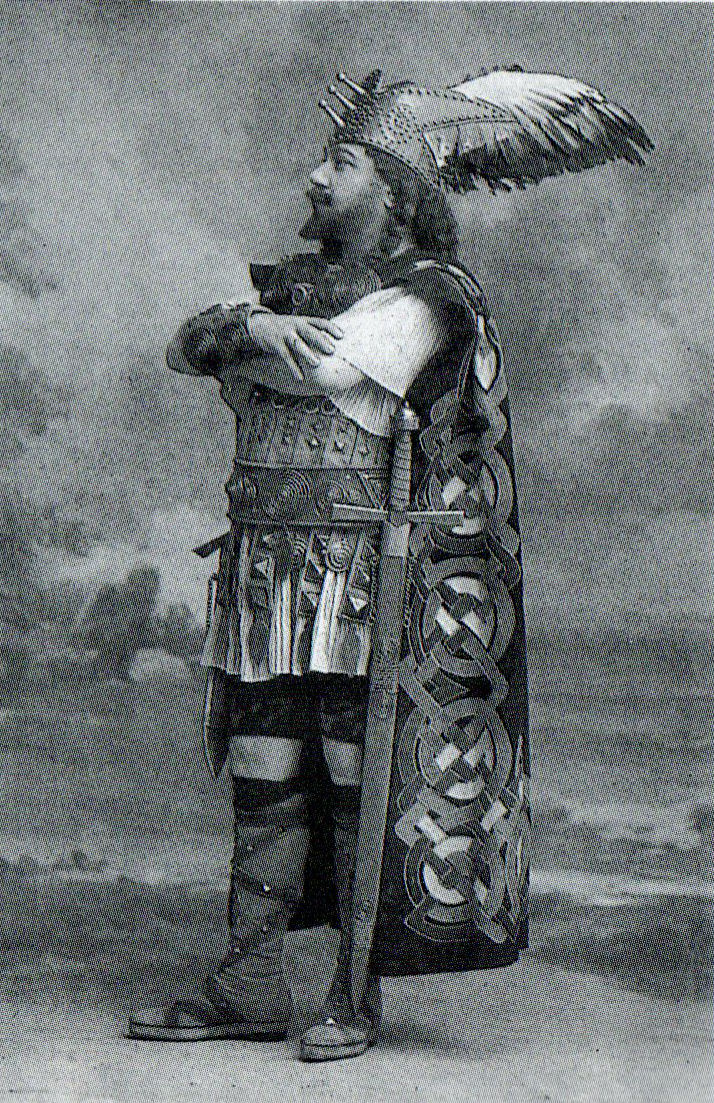
Francisco Viñas en el rol de Tristán

La ópera tuvo una gran popularidad durante esta centuria, representada inicialmente en el Teatro de la Santa Cruz (Teatro Principal desde 1838) y, desde 1847, en el Gran Teatro del Liceo, que se convertiría en el corazón de la lírica barcelonesa. También durante este siglo tuvo mucho éxito la zarzuela, representada fundamentalmente en el Teatro Principal, así como en otros escenarios, como el Teatro del Bosque, el Nuevo, el Tívoli y el Odeón.
Entre los principales intérpretes cabe citar al tenor Francisco Viñas, que debutó en el Liceo en 1888 con Lohengrin de Wagner, papel que repitió en el Teatro de La Scala de Milán. Especializado en papeles wagnerianos, interpretó también Tannhäuser y Parsifal, así como varias óperas verdianas. Trabajó en los principales teatros de todo el mundo, cosechando un notable éxito. En 1963 se creó un Barcelona un concurso internacional de canto que lleva su nombre. El barítono Ramón Blanchart debutó en los años 1880, pero fue en la década siguiente cuando llegó a la cima de su carrera, especialmente con su interpretación de Yago en el Otello de Verdi, en la Scala de Milán, y del Falstaff también de Verdi, en el Liceo en 1896. Avelina Carrera fue una soprano de fama internacional, que debutó con dieciocho años en el Liceo con Lohengrin de Wagner, en 1889; al año siguiente consiguió un gran éxito con La jolie fille de Perth de Bizet. En 1894 cantó en Moscú ante el zar Alejandro III y, en 1896, protagonizó el estreno mundial de Andrea Chénier de Umberto Giordano en la Scala de Milán. En 1899 fue Brünnhilde en Die Walküre y, en 1901, interpretó Aida de Verdi. En 1906 interpretó la Bruniselda de Enric Morera. Josefina Huguet fue una soprano ligera, que destacó en los papeles de Ofelia en el Hamlet de Thomas, Gilda en Rigoletto de Verdi y Dinorah en la ópera homónima de Meyerbeer. También fue soprano ligera María Barrientos, que debutó en 1898 con La sonnambula de Bellini, uno de sus papeles estrella, junto con Dinorah, La Traviata, Rigoletto, Lakmé, Hamlet y Mignon. Como contralto destacó María Gay, hermana del pintor Ramón Pichot y mujer del compositor Joan Gay —cuyo apellido utilizó artísticamente—, famosa por su interpretación de Carmen de Bizet.

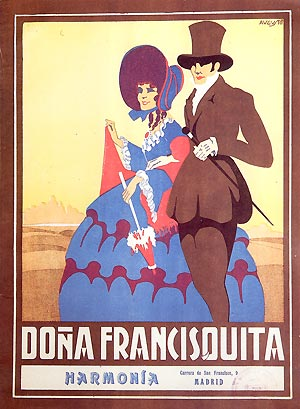
Portada de Doña Francisquita (1923), de Amadeo Vives

Felipe Pedrell fue uno de los pioneros de la ópera en Cataluña. En sus primeras obras, algunas de ellas en italiano, mostró la influencia de la ópera italiana, como en L'ultimo abenzerraggio (1874), Quasimodo (1875) y Cleopatra (1878). Más tarde denotó la influencia wagneriana: I Pirinei (1902), La Celestina (1904).
Siguieron su estela Isaac Albéniz y Enrique Granados. Albéniz se inició en la zarzuela, hasta que firmó un contrato con un banquero inglés para escribir óperas, fruto del cual fueron The Magic Opal (1893), Henry Clifford (1895), Pepita Jiménez (1896) y Merlin (1897-1902), esta última sobre un ciclo basado en el rey Arturo del que solo efectuó este primer título. Granados estrenó en 1898 su ópera María del Carmen, cercana a la zarzuela. Posteriormente, adaptó varias composiciones para piano en su ópera Goyescas (1916), que estrenó en el Metropolitan Opera House de Nueva York.
Otros exponentes fueron: Enric Morera, que se inició en la ópera con La fada (1897), de estilo wagneriano. En 1906 estrenó dos obras en el Liceo de Barcelona, Bruniselda y Emporium, a las que siguieron Titaina (1912) y Tassarba (1916). Amadeo Vives estrenó en 1897 su primera ópera, Artús, a la que siguieron Euda d'Uriac (1900), Colomba (1910), Maruxa (1914) y Balada de Carnaval (1919). Jaime Pahissa escribió varias óperas en catalán, como Gal·la Placídia (1913), La morisca (1919), Marianela (1923) y La princesa Margarida (1928). Cabe citar también a Joan Lamote de Grignon (Hesperia, 1907) y Juan Manén (Giovanna di Napoli, 1903; Acté, 1904).
En este siglo resurgió de nuevo la zarzuela, recuperada por el nuevo gusto romántico y el resurgir nacionalista. En Cataluña se la denominó en ocasiones teatre líric català («teatro lírico catalán»), nombre igualmente de una empresa fundada por Enric Morera que representó trece obras en el teatro Tívoli en 1901, pero que no obtuvo el éxito esperado. Se desarrolló especialmente en el tercer cuarto del siglo, la época del «género grande», obras en tres actos con influencia del buf parisien francés. Hacia finales de siglo estuvo más de moda el «género chico», obras de un acto, con más recitativo, con cierta influencia de la opereta vienesa. En este terreno cabe destacar a Amadeo Vives, autor de La balada de la luz (1900), Bohemios (1903) y Doña Francisquita (1923), así como Enrique Granados, autor de cuatro obras con texto de Apeles Mestres (Picarol, 1901; Follet, 1903; Gaziel, 1908; Liliana, 1911). Enric Morera compuso zarzuelas en castellano (El tío Juan, 1902; La canción del náufrago, 1903) y catalán (L'alegria que passa, 1899; Els primers freds, 1901; El comte Arnau, 1904; La Santa Espina, 1907; Nit de Reis, 1907). Otros exponentes fueron: Isaac Albéniz (San Antonio de la Florida, 1894), Jaime Pahissa (La presó de Lleida, 1906), Urbano Fando Rais (Lo somni de la innocència, 1895), Juan B. Lambert (Donzella qui va a la guerra, 1906, con José Sancho Marraco; El foc de Sant Joan, 1907), Joan Gay (El llop pastor, 1901; Cors joves, 1901), Josep Lapeyra (Colometa la gitana, 1901) y Salvador Bartolí (Trista aubada, 1901).

### Danza

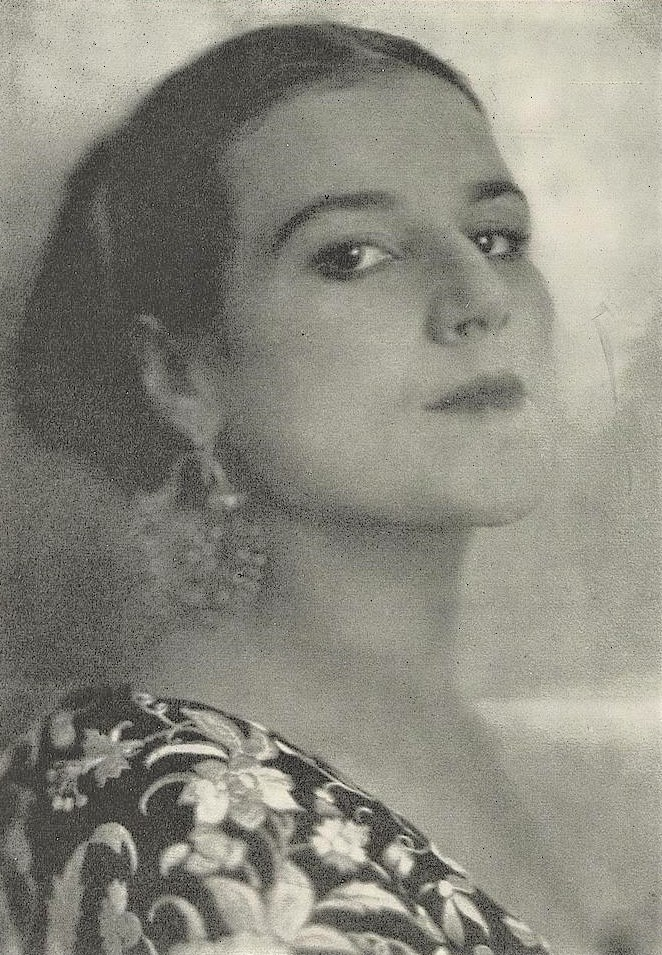
Tórtola Valencia

La danza clásica (o ballet) se desarrolló notablemente en esta centuria, con dos escenarios principales: el Gran Teatro del Liceo y el Teatro Principal. En el siglo XIX el baile de espectáculo tuvo en Cataluña tres variantes principales: el ballet pantomímico o «ballet de argumento», interpretado primero por bailarines italianos o franceses, hasta que surgieron representantes catalanes; el baile español o «bolero», que tuvo en Barcelona uno de sus principales centros, junto con Madrid y Sevilla; y el ballet de ópera. Por lo general, en este siglo gozaron de éxito las coreografías realizadas con elementos típicamente españoles, como panderetas, cascabeles y castañuelas, o vestidos de toreros o gitanas, que asumieron incluso bailarines extranjeros, ya que las coreografías procedentes de otros países eran por lo general mal recibidas por el público. En los últimos años del siglo, período de aparición del modernismo, los principales espectáculos de ballet fueron los celebrados en el Liceo, entre los que se encontraron estrenos como Clio o el triunfo de Venus de Joan Goula (1889), Messalina de Giuseppe Giaquinto (1890), Rodope de Paolo Giorza (1891), Excelsior de Romualdo Marenco (1892), Coppélia de Léo Delibes (1894) y Die Puppenfee de Josef Bayer (1895). También algunas óperas incorporaban ballet, como Tannhäuser de Wagner (1887), Carmen de Bizet (1888) y Samson et Dalila de Saint-Saëns (1897).

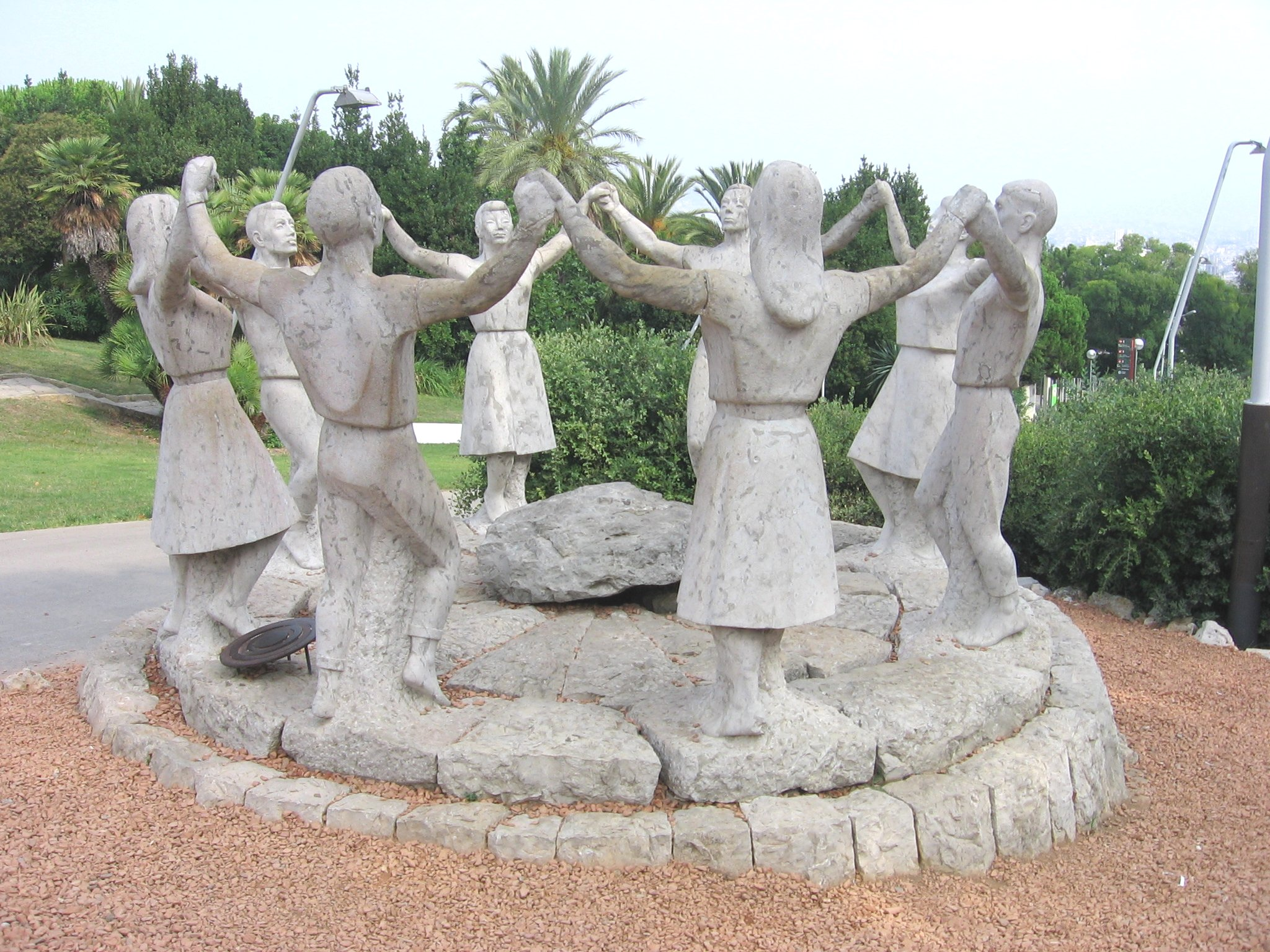
Monumento a la sardana (1965), de Josep Cañas, Barcelona

Ya en el siglo XX, el principal punto de referencia siguió siendo el Liceo, cada vez más volcado a la institucionalización de una escuela coreográfica de calidad. Pauleta Pàmies, una de las más famosas bailarinas entre los años 1870-1890, se dedicó en su madurez a la enseñanza, siendo maestra de baile del Liceo, donde formó a una nueva generación de bailarinas. Pese a todo, las dos primeras décadas del siglo no fueron muy prolíficas en el ballet, debido a las convulsiones políticas de la época, que no favorecían los espectáculos. Uno de los estrenos más relevantes fue el ballet en dos actos Les deux pigeons de André Messager (1913). La mayoría de figuras eran extranjeras, sobre todo francesas e italianas. En los primeros años del siglo se fue introduciendo la danza contemporánea, que tuvo como máxima representante a Tórtola Valencia: nacida en Sevilla de padre catalán, desarrolló un estilo personal, intuitivo y exótico, influido por Isadora Duncan, con el que alcanzó un éxito internacional. En 1912 debutó en el Novedades de Barcelona y, ese mismo año, interpretó Lakmé en el Liceo. Retirada en 1930, se estableció en Barcelona, donde pasó el resto de sus días.
En cuanto a danzas populares, la más extendida en esta época fue la sardana, que gozó de un período de esplendor gracias a la revitalización que hizo de ella el compositor Pep Ventura. Es una danza en grupo que se realiza formando un círculo con los danzantes cogidos de la mano por parejas, con un baile realizado con los pies, en pasos cortos y largos. La música la interpreta una cobla, formada por una banda de viento de once instrumentos y un contrabajo. Es una evolución de una danza anterior, el contrapás, de origen religioso, que con el tiempo pasó a ser un baile ceremonial y festivo, un tipo de baile que podría remontarse a los antiguos coros griegos. El contrapás se convirtió hacia mediados del siglo XIX en la «sardana corta», mientras que más adelante aparecería la «larga», que es la que aún perdura. Su origen se encuentra en el Ampurdán, de donde más tarde se extendería a toda Cataluña, llegando a convertirse en la danza más típicamente catalana entre finales del siglo XIX y comienzos del xx. Otros bailes populares son la moixiganga, el baile de bastones y el baile de gitanas. En esta época surgieron numerosas agrupaciones de danzantes, llamadas esbarts, siendo una de las más populares el Esbart Català de Dansaires, creado en Barcelona en 1908.

## Fotografía

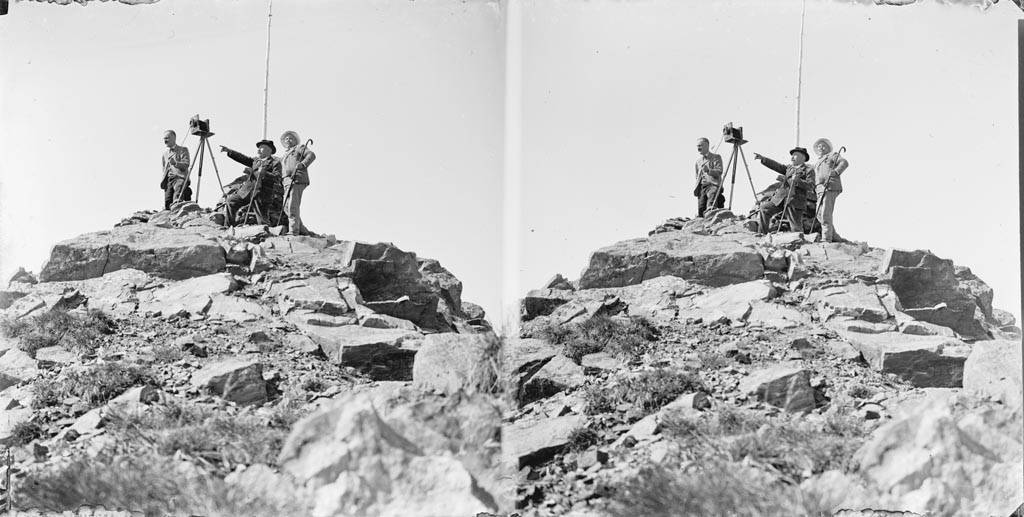
El fotógrafo Frederic Bordas en la cima del Canigó (1910)

Tras la invención de la fotografía a inicios del siglo XIX, en Barcelona se realizó la primera fotografía de toda España, tomada con un daguerrotipo el 10 de noviembre de 1839 en el Pla de Palau por Ramón Alabern. Desde entonces, el proceso se fue perfeccionando técnicamente y fueron surgiendo cada vez más artistas, profesionales o simplemente aficionados dedicados a la fotografía. Desde 1850, con la aparición de la técnica positivo-negativo, el procedimiento se popularizó. En 1888 apareció la cámara Kodak, que hacía fotografías con solo darle a un botón, con lo que la podía utilizar cualquiera. La democratización de esta nueva tecnología obligó a los fotógrafos profesionales a buscar una vía más artística de expresión, para diferenciarse de los amateurs. Surgieron nuevas técnicas para fotógrafos artísticos y profesionales, como el aerógrafo o el bicromato de goma, que permitían trabajar la fotografía por capas, aplicando incluso pinceles, de tal forma que los acercaba a técnicas como la litografía y el aguafuerte.

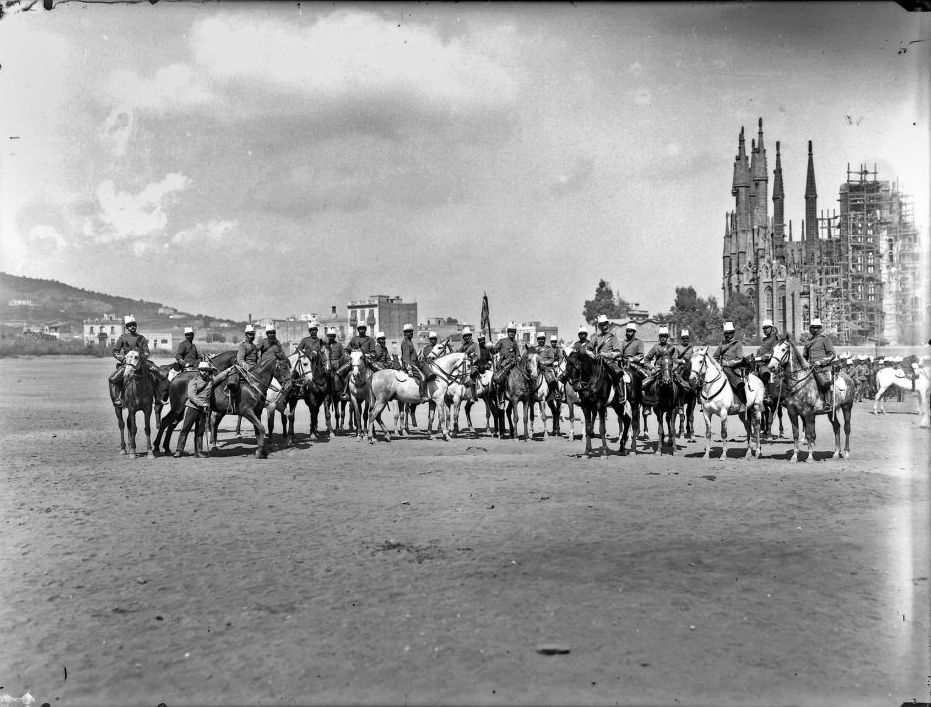
Retrato de militares delante de la Sagrada Familia en 1896, fotografía de Pablo Audouard

El uso generalizado de la fotografía en Cataluña vino con la celebración de la Exposición Universal de 1888. Hasta entonces se había circunscrito prácticamente al paisaje y al retrato, pero, con la Exposición, comenzó a usarse cada vez con más presencia en los medios periodísticos, como testimonio de la actualidad. Fue entonces cuando se consagraron dos relevantes figuras del nuevo arte: Antonio Esplugas y Pablo Audouard. Ambos captaron con precisión el ambiente y todos los acontecimientos relevantes de la Exposición, incluso con fotografías aéreas, captadas desde globos.
Por otro lado, en estos años la fotografía salió del estudio y pasó a realizarse al natural, al igual que la pintura au plein air. Una asociación que fomentó este uso fue el Centro Excursionista de Cataluña, que, a través de la organización de excursiones, propició la creación de un gran archivo de paisajes y postales de localidades y monumentos de todo el territorio catalán. También surgió la fotografía aplicada a la ciencia, especialmente la astronomía, como las realizadas en el Observatorio Fabra por José Comas y Solá; o en la medicina, como las de Jaime Ferrán y Clúa, algunas de ellas al microscopio, o bien en el terreno de la radiografía, la primera tomada en 1896 por Cèsar Comas.

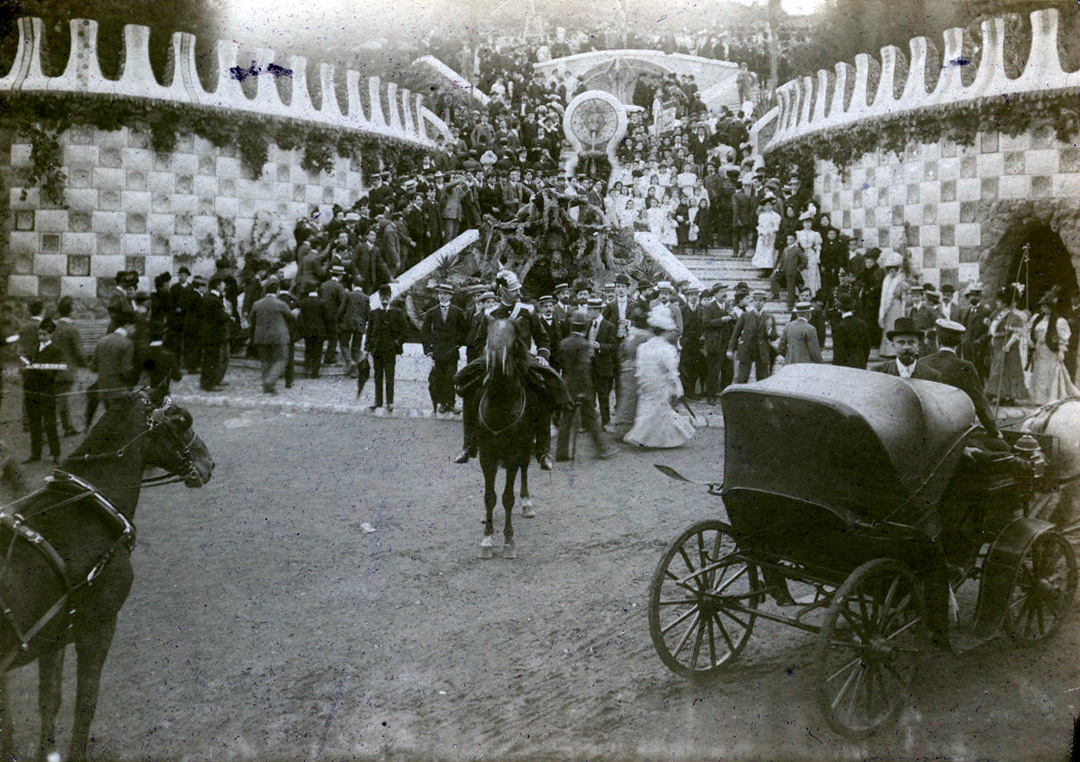
I Congreso Internacional de la Lengua Catalana (1906), de Alejandro Merletti

También comenzó en esta época la labor de archivo de fotografías, destacando en este campo Adolf Mas Ginestà, un fotógrafo especializado en arte, arquitectura y arqueología, preocupado por la catalogación del patrimonio artístico catalán, que dio origen al Archivo Mas, actualmente en el Instituto Amatller de Arte Hispánico. Mas fue uno de los principales captadores del arte modernista e incluso trabajó para varios arquitectos y pintores del movimiento. Otro fotógrafo que documentó el trabajo de los artistas modernistas fue Francesc Serra i Dimas, que en 1903 realizó una serie de reportajes de diversos artistas trabajando en sus talleres, que recopiló en 1905 en el álbum Nuestros artistas.
En el terreno documental y del fotoperiodismo cabe remarcar la labor de Josep Brangulí y Alejandro Merletti. El primero trabajó como reportero para La Vanguardia, reflejando con maestría la vida y acontecimientos de la sociedad catalana de la época. El italiano Merletti se estableció en Barcelona en 1889 y se hizo famoso por usar una moto con sidecar para trasladarse con el equipo. Uno de sus mejores trabajos fue el seguimiento del consejo de guerra a Francisco Ferrer Guardia en 1909, para lo que usó una minicámara. Otro terreno donde despuntó la fotografía fue en el de los deportes, lo que favoreció la aparición de diarios especializados, como El Mundo Deportivo (1906).
Por último, en el campo de la fotografía artística surgió en estos años el llamado pictorialismo, un movimiento que reivindicaba la artisticidad del medio fotográfico, cuyos mejores representantes en Cataluña fueron Pere Casas Abarca y Joan Vilatobà. El primero, sobrino del escultor Venancio Vallmitjana, realizó una serie de imágenes de estudio que reflejaban distintas corrientes dentro del modernismo, como el simbolismo, el prerrafaelismo y el orientalismo, con referencias alegóricas y religiosas, aunque sin desdeñar en ocasiones el erotismo. También realizó fotografías y carteles publicitarios, en un estilo deudor de Alexandre de Riquer. Vilatobà fue pintor y fotógrafo, en un estilo simbolista, especializado en retratos, interiores y desnudos, así como paisajes, que denotan la influencia de Modesto Urgell. Su artisticidad proviene básicamente de la composición, ya que casi nunca realizaba retoques. Por otro lado, en esta época surgieron las primeras exposiciones fotográficas e incluso se incluyó la fotografía como modalidad en certámenes artísticos, como la Tercera Exposición General de Bellas Artes e Industrias Artísticas de Barcelona (1896). En 1905, el Círculo Artístico de San Lucas incluyó la fotografía como su cuarta sección, después de la pintura, escultura y arquitectura/artes decorativas.

## Cine

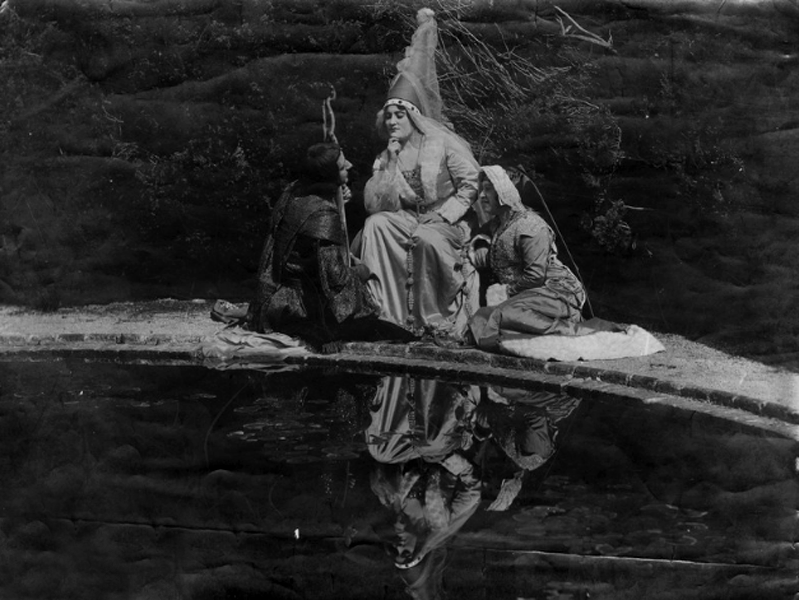
Fotograma de Fridolin (1914), de Adrián Gual

El período modernista coincidió cronológicamente con la invención del cinematógrafo por los hermanos Lumière en 1895. Aun así, al ser un arte en nacimiento no tuvo una vinculación específica con este estilo, por lo que no es posible hablar de un cine modernista, tan solo un «cine de la época modernista», por otro lado de escasa producción. En sus inicios, el cine era considerado más un adelanto científico que no un arte, por lo que no fue especialmente bienvenido por las élites culturales. Hasta prácticamente mediados los años 1910 el cine no adquirió artisticidad, con figuras como D. W. Griffith o Erich von Stroheim, justamente cuando el modernismo tocaba a su fin.
La primera proyección cinematográfica se dio en Barcelona en 1896, realizada por los hermanos Lumière. Estas primeras cintas eran de fotografía animada, sin sentido narrativo y se realizaban en ferias, locales comerciales, hoteles o estudios de fotografía. Tras esta exhibición, Fructuós Gelabert, un aficionado a la ciencia y la técnica, construyó su propia cámara y rodó en 1897 Riña en un café, la primera película realizada en España. A esta le siguieron otras como Salida de los trabajadores de la fábrica España Industrial (1897), Visita a Barcelona de la Reina Regente Doña María Cristina y Don Alfonso XIII (1898) y Llegada de un tren a la Estación del Norte de Barcelona (1898).
Tras estas primeras experiencias, el cine fue cobrando auge como espectáculo y se fueron abriendo las primeras salas dedicadas en exclusiva a su exhibición, fomentadas por promotores como Lluís Macaya o Baltasar Abadal. Pese a todo, durante estos primeros años el cine era ajeno al movimiento modernista, presente únicamente en el género de la publicidad, que, como en cualquier otro sector, por entonces era de estética modernista, o bien en la decoración de las salas de cine.
La primera incursión del movimiento modernista en el nuevo arte fueron las «películas habladas» de la Sala Mercè, un local inaugurado en 1904 por el pintor Luis Graner. Con diseño de Gaudí, esta sala estaba concebida para ofrecer todo tipo de espectáculos artísticos, incluido el cine. En concreto, se centraron en dos: las «visiones musicales», que combinaban textos escenificados con música; y las «proyecciones cinematográficas habladas», consistentes en cintas filmadas acompañadas de un texto declamado por actores. El director de todos estos espectáculos fue Adrián Gual, el primer artista dedicado al nuevo arte, hasta entonces practicado por técnicos o empresarios. En total, se produjeron veintidós de estas proyecciones, todas de género cómico, de las que lamentablemente no se conserva ninguna. Algunas de ellas fueron escritas por el propio Gual e intervinieron actores de su compañía Teatre Íntim. Por otro lado, en algunas de ellas intervino como operador de cámara Segundo de Chomón, posterior director y pionero del cine. También se hicieron en esta sala tres cintas documentales sobre artistas del momento —por tanto, modernistas—: en la primera, de 1905, aparecían Modesto Urgell, Ramón Casas, Carles Vidiella, Arcadio Mas, Josep Llimona y Santiago Rusiñol. En las otras aparecían igualmente otros artistas, tanto plásticos como músicos y literatos. Las tres son de autor desconocido. Desde 1905, la Sala Mercè se centró en las visiones musicales y algún que otro documental, pero dejó las películas habladas.
En los años siguientes el cine se centró en producciones extranjeras y empresas como Pathé Frères y Gaumont abrieron sucursales en Barcelona, ya que el nuevo arte comenzaba a ser un negocio de éxito. En 1906 se fundaron las primeras productoras catalanas, Films Barcelona e Hispano Films, y el número de producciones locales fue creciendo progresivamente. Ricardo de Baños filmó en 1908 su famosa Barcelona en tranvía, en la que hacía un travelling de la ciudad montado en un tranvía. Seguía predominando el documental, aunque fue creciendo la ficción, que a su vez se fue diversificando en géneros, a menudo basados en obras de teatro o novelas. Pese a todo, el cine seguía alejado del modernismo, movimiento del que incluso recibió fuertes críticas, como las recibidas por parte de Santiago Rusiñol en algunos artículos en L'Esquella de la Torratxa.
El maridaje entre el cine y el modernismo se dio finalmente con la etapa en solitario de Adrián Gual, una vez desvinculado de la Sala Mercè. Tras la creación en Francia del Film d'art, un género que imitaba el teatro recreando obras clásicas de la dramaturgia, en 1913 Gual fundó la productora Barcinógrafo S.A. Tras reunir un solvente equipo de artistas y profesionales, Gual dirigió entre 1914 y 1915 ocho películas. Las primeras fueron El Alcalde de Zalamea (con texto de Calderón de la Barca), Misteri de Dolor (texto del propio Gual), Fridolin (de Schiller), La Gitanilla (de Cervantes) y Los cabellos blancos (de Tolstoi). Lamentablemente solo se conserva una, Misteri de Dolor, un drama rural que se aleja un tanto de la teatralidad del Film d'art e incursiona de forma pionera en la plasticidad del nuevo medio, a través de planos y encuadres que escapan del plano general de las adaptaciones teatrales, así como una iluminación que enfatiza el hilo narrativo y toda una serie de recursos como los contraplanos, las panorámicas y los saltos de escala. Por desgracia, la iniciativa de Gual no funcionó económicamente y, por requerimiento de los inversores de la productora, pasó a realizar películas más comerciales, más del gusto del público: Linito quiere ser torero, El calvario de un héroe y Un drama de amor. Pese a todo, no remontó y, en 1915, presentó su dimisión.